# Peugeot
Cet article concerne le constructeur automobile. Pour le constructeur de cyclomoteurs, voir Peugeot Motocycles. Pour le constructeur de cycles, voir Cycles Peugeot. Pour le fabricant d'articles ménagers, voir Peugeot Saveurs.
Pour les holdings liées à la Famille Peugeot, voir Peugeot 1810, Peugeot Invest et Établissements Peugeot Frères.
Peugeot est une entreprise familiale  fondée en 1810, lors de la transformation du moulin familial à Hérimoncourt en aciérie. Différentes branches de la famille vont se lancer dans des productions très diversifiées, mais toutes basées sur l'acier (outils, ressorts, baleines de parapluies, armatures de corsets, moulins à café, pièces d'horlogerie, bicyclettes, etc.). À partir de 1886, Armand Peugeot commence à s'intéresser à l'automobile. En 1896, il crée la « Société anonyme des automobiles Peugeot ». Parallèlement, ses neveux Pierre, Robert et Jules se lancent en 1897 dans la fabrication de cycles sous le nom « Les fils de Peugeot frères » et produisent en 1906, leur première automobile. Afin d'éviter une concurrence interne nuisible à la production, les deux entreprises de la famille Peugeot sont fusionnées en 1910 sous le nom de « Société anonyme des automobiles et cycles Peugeot ».
L'entreprise Peugeot est à l'origine du Groupe PSA qui englobe également Citroën, achetée à Michelin en 1976, DS, fondée en 2014, ainsi que Vauxhall et sa sœur allemande Opel (anciennement General Motors Europe).
Peugeot, constructeur automobile français est depuis 2021 une filiale du groupe Stellantis.
Peugeot produit essentiellement des véhicules automobiles pour particuliers, des utilitaires ainsi que des deux-roues. En 2016, la marque a vendu 1 919 460 véhicules.
Via son département Peugeot Sport, Peugeot a remporté notamment cinq championnats du monde des rallyes, deux championnats du monde des voitures de sport, deux fois le championnat Intercontinental Le Mans Cup d'endurance ainsi que sept Rallye Dakar.
La directrice actuelle est Linda Jackson.

## Histoire

### Débuts

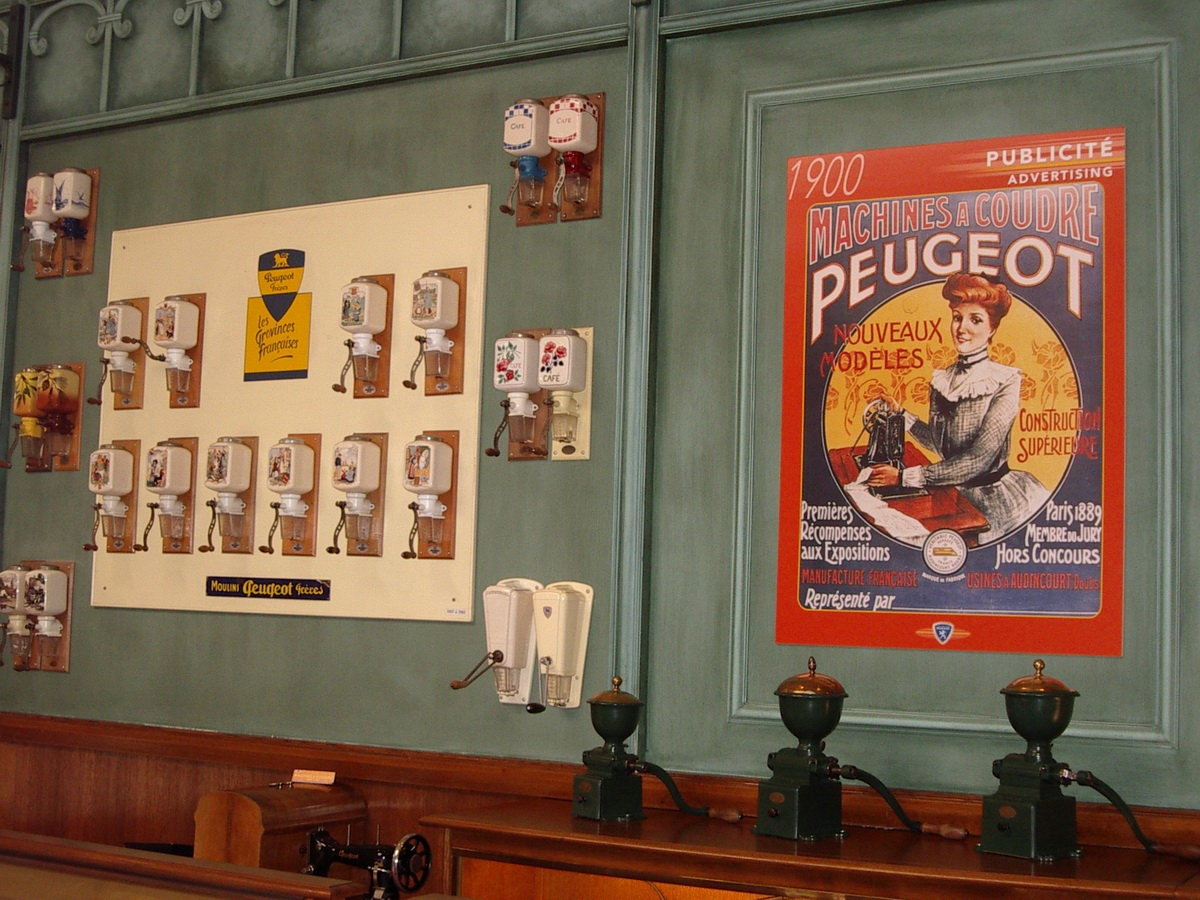
Exposition au musée Peugeot de moulins à café Peugeot.

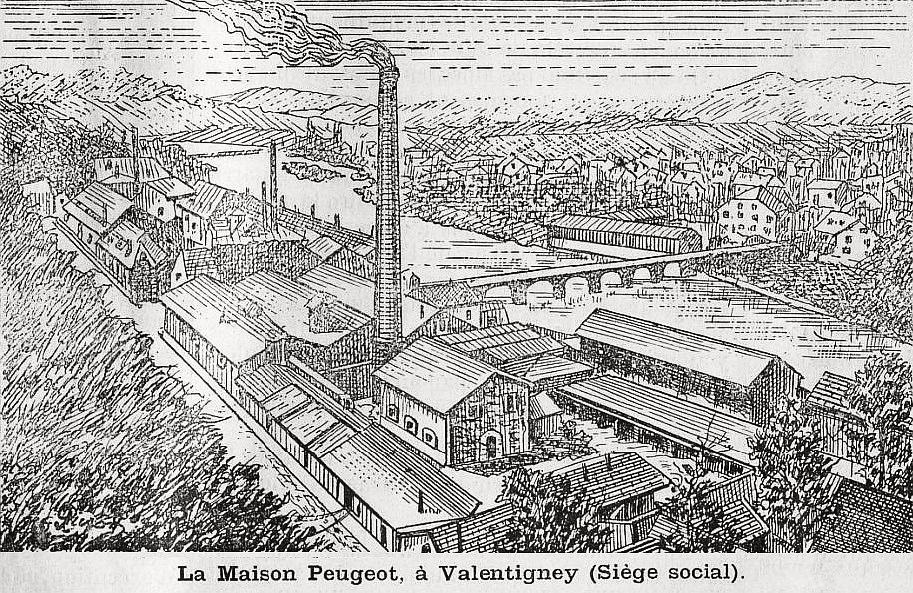
La maison Peugeot en 1897 à Valentigney (siège social).

L'entreprise familiale Peugeot entre dans l'ère industrielle au début du XIXe siècle sous l'impulsion de l'empereur Napoléon Ier qui avait besoin de vêtir les soldats de sa Grande Armée. Ces meuniers d'origine deviennent alors des transformateurs de coton à Hérimoncourt dans le Pays de Montbéliard en Franche-Comté.
En 1810, Jean-Frédéric et Jean-Pierre II Peugeot se lancent dans la sidérurgie et transforment le moulin du lieu-dit du Sous-Cratet en fonderie d'acier puis se lancent dans le laminage à froid pour fournir l'industrie horlogère en ressorts.
En 1832, ils s'associent avec Jacques Maillard-Salins et fondent la société « Peugeot Frères Aînés et Jacques Maillard-Salins » pour fabriquer des lames de scie.
En 1840, un moulin à café Peugeot voit le jour, le premier d'une longue série.
En 1841, les fils de Jean-Frédéric s'associent à quatre Anglais originaires de Lancaster installés dans la région de Saint-Étienne, les frères Jackson, pour créer la branche « Peugeot aînés et Jackson frères ». À Pont-de-Roide-Vermondans, elle fabrique des ressorts, des scies à ruban, des outils, des buscs de corsets et des baleines de parapluies.
En 1851, après la révolution de 1848 qui provoqua une grave crise économique, la firme dirigée par les fils de Jean-Pierre II, qui succèdent à leur père, devient les « Établissements Peugeot Frères » et élargit ses fabrications. Celles-ci comprennent des montures d'acier pour les crinolines, accessoires de mode lancés par l'impératrice Eugénie. Par la suite, Eugène et Armand Peugeot, les fils de Jules et Émile, prennent la tête de l'entreprise dont « les affaires marchent fort bien en cette époque prospère du Second Empire » et se lancent à partir de 1886 dans la production des bicyclettes puis des motocyclettes en 1899.

### Débuts en automobile

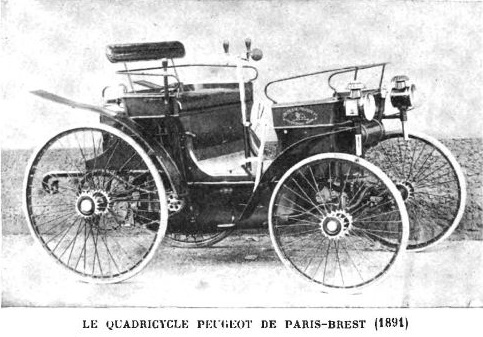
Le quadricycle Peugeot Type 3 de Paris-Brest-Paris en 1891, piloté par Louis Rigoulot ingénieur et Auguste Doriot contremaître.

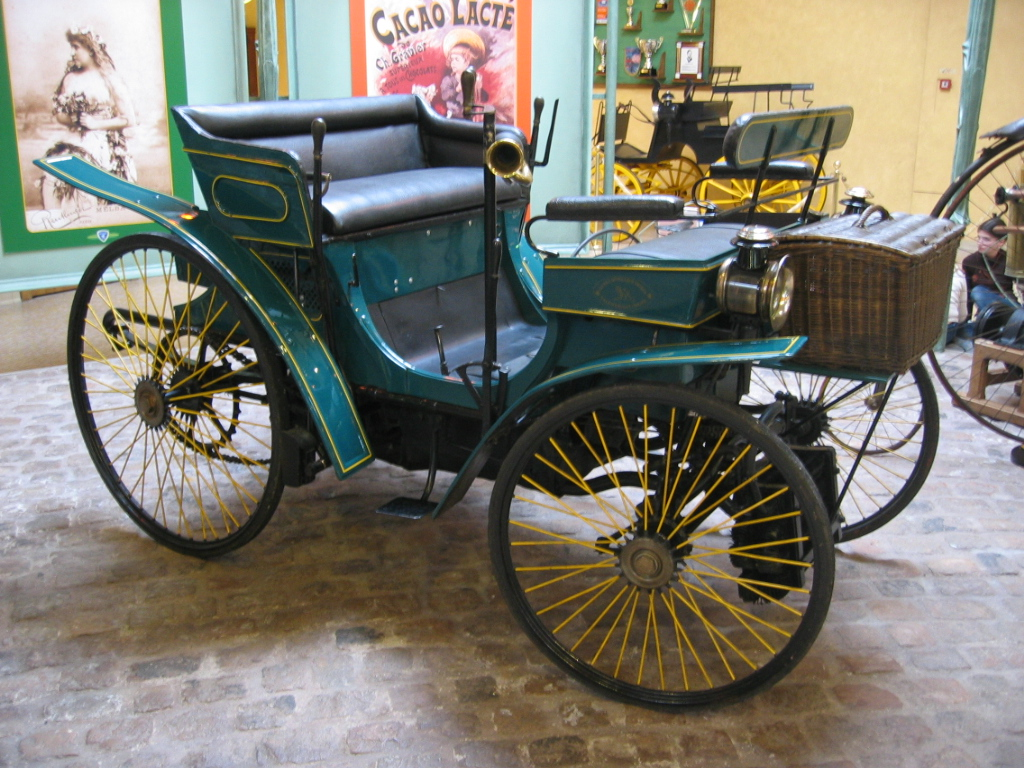
Une Peugeot type 3 à moteur Daimler de 1891.

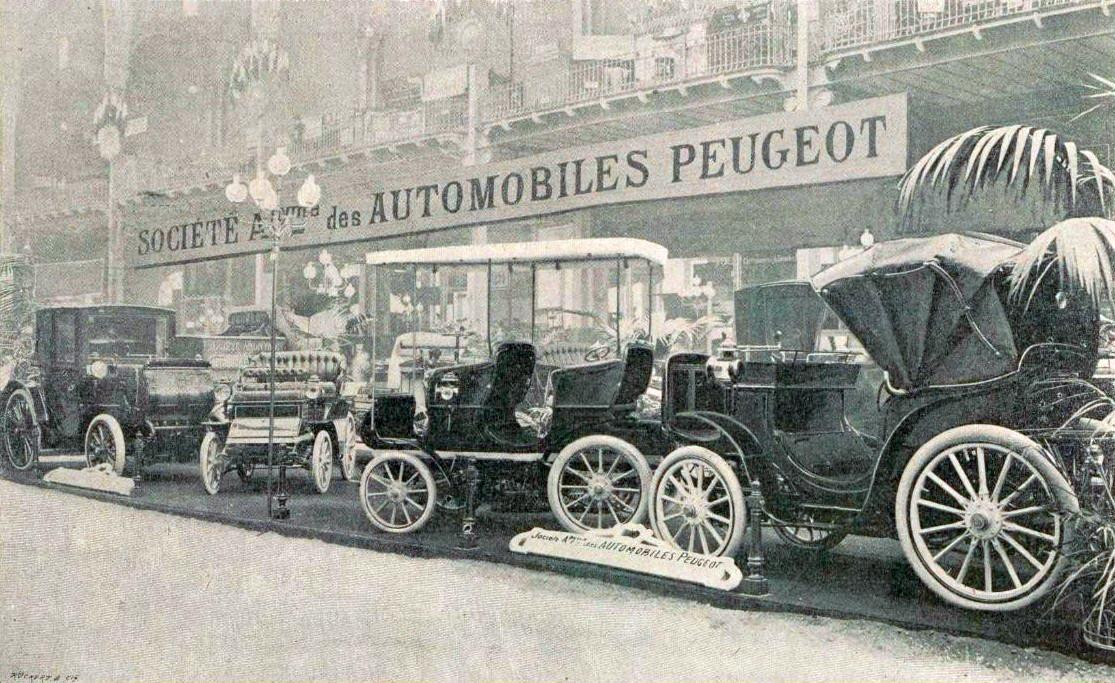
Stand Peugeot au Salon de l'Automobile de Paris, janvier 1901 (Grand Palais).

Visionnaire, Armand Peugeot est décidé à fabriquer des automobiles. Après avoir fait construire le type 1 en 1889, un tricycle à vapeur entraîné par une chaudière conçue par Léon Serpollet, il constate que seul le moteur à pétrole permet de construire une voiture fiable et légère. À la même époque, Émile Levassor cherchant des clients pour ses moteurs sous licence Daimler, propose la fabrication d'automobiles à Armand Peugeot qui le suit. Ainsi, en janvier 1891, Peugeot produit et commercialise l'une des premières voitures « sans chevaux », M. Vurpillod devenant ainsi la même année le premier acquéreur d'une automobile Peugeot. Après ce vis-à-vis, suivront les type 2 et type 3. Développant une puissance de 8 ch, elles atteignent une vitesse d'environ 15 km/h.
Au sein de « les Fils de Peugeot Frères », contrairement à Armand, Eugène Peugeot est hostile à l'automobile si bien que les deux cousins s'affrontent et finissent par se séparer. Eugène continue seul les fabrications en excluant les voitures et Armand fonde avec son beau-frère Albert Fallot la « Société anonyme des automobiles Peugeot » (SAAP) qui s'installera en partie à Lille, ville où sont déposés les statuts de l'entreprise le 2 avril 1896 au registre du commerce et des sociétés. L'usine principale créée en 1897 est située dans le Doubs à Audincourt. À la fin du XIXe siècle, s'ajoute à Lille-Fives un atelier qui sera un outil industriel important du groupe, notamment pour la fabrication des moteurs à essence puis des Diesel Indenor à sa fermeture au début des années 1990. Lemaître commence déjà à s'exprimer régulièrement avec la marque, dans des compétitions.
Lorsque Peugeot essaiera de s'implanter aux États-Unis dans les années 1960, il axera sa publicité sur le fait que le plus ancien véhicule en état de marche dans ce pays est une Peugeot de 1898. Il fera la pleine page avec le slogan « Call me Indestructible » (« Appelez-moi l'indestructible »). La Peugeot 404 n'y apparaît qu'en vignette de bas de page.
- Production de véhicules de 1891 à 1898[18]

| Année | Type                                                      | Total |
| ----- | --------------------------------------------------------- | ----- |
| 1891  | 2                                                         | 4     |
| 1892  | 3 & 4                                                     | 29    |
| 1893  | 3                                                         | 34    |
| 1894  | 3 & 5 & 6 & 7 & 8 & 9 & 10                                | 40    |
| 1895  | 5 & 7 & 8 & 9 & 10 & 11 & 12 & 13                         | 72    |
| 1896  | 5 & 7 & 8 & 9 & 10 & 11 & 13                              | 92    |
| 1897  | 7 & 9 & 11 & 14 & 15 & 16 & 17 & 18 & 19                  |       |
| 1898  | 14 & 15 & 16 & 17 & 18 & 19 & 20 & 21 & 22 & 23 & 24 & 25 | 500   |

### LeXXesiècle

#### 1901 - 1939

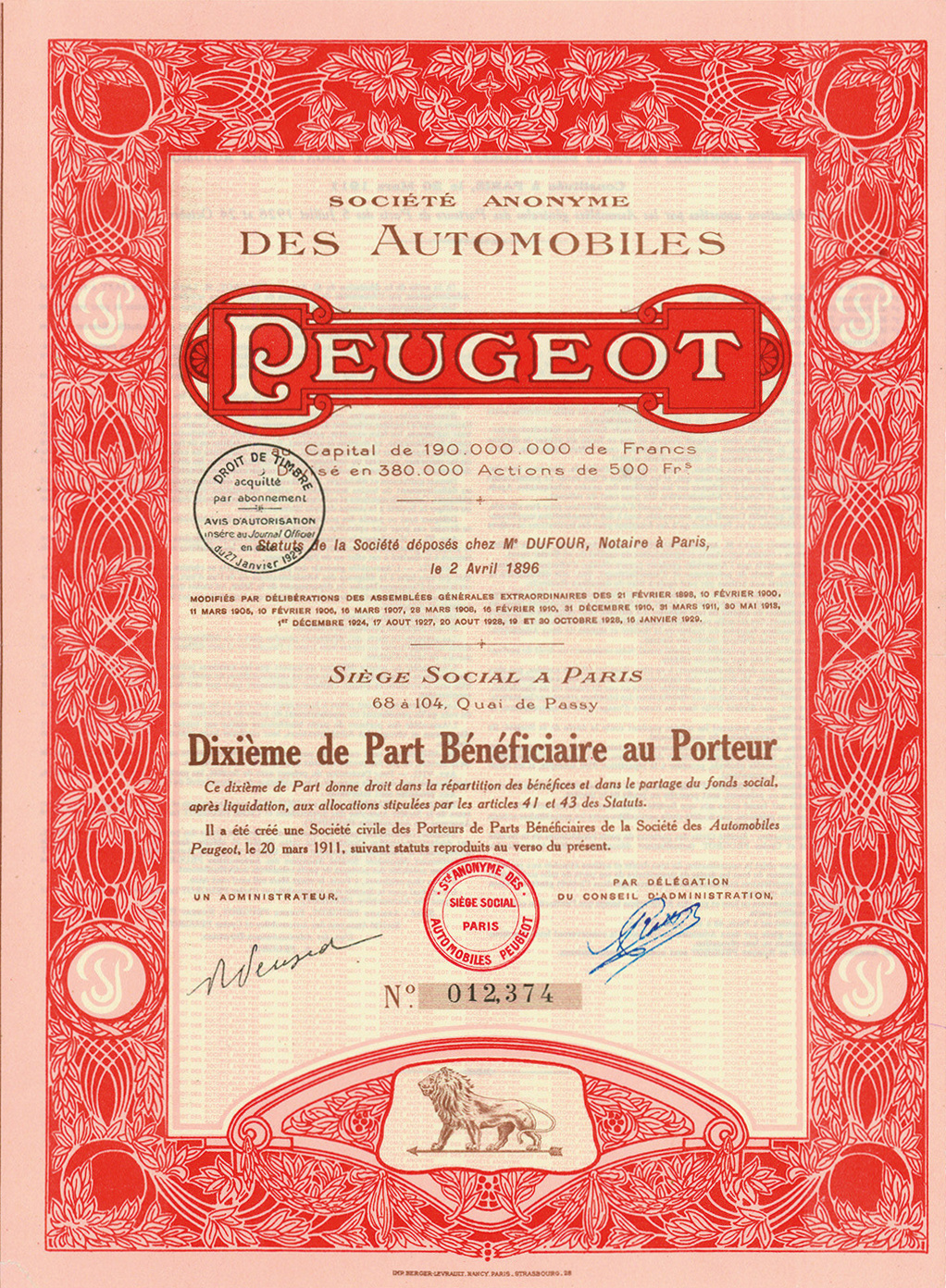
Part Bénéficiaire des Automobiles Peugeot en date de 1929.

En 1901, Peugeot présente sa première motocyclette de 198 cm3 et 1,5 ch. De 1901 à 1939, Peugeot présente 61 modèles de 100 à 745 cm3. Peugeot détient le record mondial de vitesse à moto A.C.F. du 3 octobre 1904 au 24 janvier 1907, grâce à Vincenzo Lanfranchi (au kilomètre de Dourdan, 123,29 km/h, jusqu'au 16 juillet 1906), puis à Giosuè Giuppone (à Ostende, 139,53 km/h), tous deux sur Peugeot V2 1,5 L. Henri Cissac, René Champoiseau, Nicolaï Yourassoff et Paul Péan font aussi partie des pilotes notoires de la marque.
En 1905, les enfants d'Eugène Peugeot qui ont repris la tête de l'entreprise après sa mort, sont autorisés par Armand Peugeot à produire des automobiles (sous le nom Lion-Peugeot) moyennant des compensations financières. Ces dernières étant excessives, les deux entités fusionnent finalement en 1910 pour devenir la « Société anonyme des automobiles et cycles Peugeot ». Il nait une entreprise particulièrement imposante dans l'industrie automobile, profitant de quatre usines situées à Audincourt, Beaulieu, Lille et Valentigney.
En 1912, l'usine de Sochaux est inaugurée d'abord pour faciliter la fabrication des camions. La même année, la marque construit ses carrosseries dans le nouvel atelier de Mandeure. Avant la Première Guerre mondiale, Peugeot construit près de dix mille automobiles, soit la moitié de la production française.
À l'issue de la Première Guerre mondiale, Peugeot subit une concurrence nouvelle, lors de la création de Citroën, un nouveau constructeur automobile qui investit massivement et qui devient le 1er constructeur français, devant Peugeot et Renault.

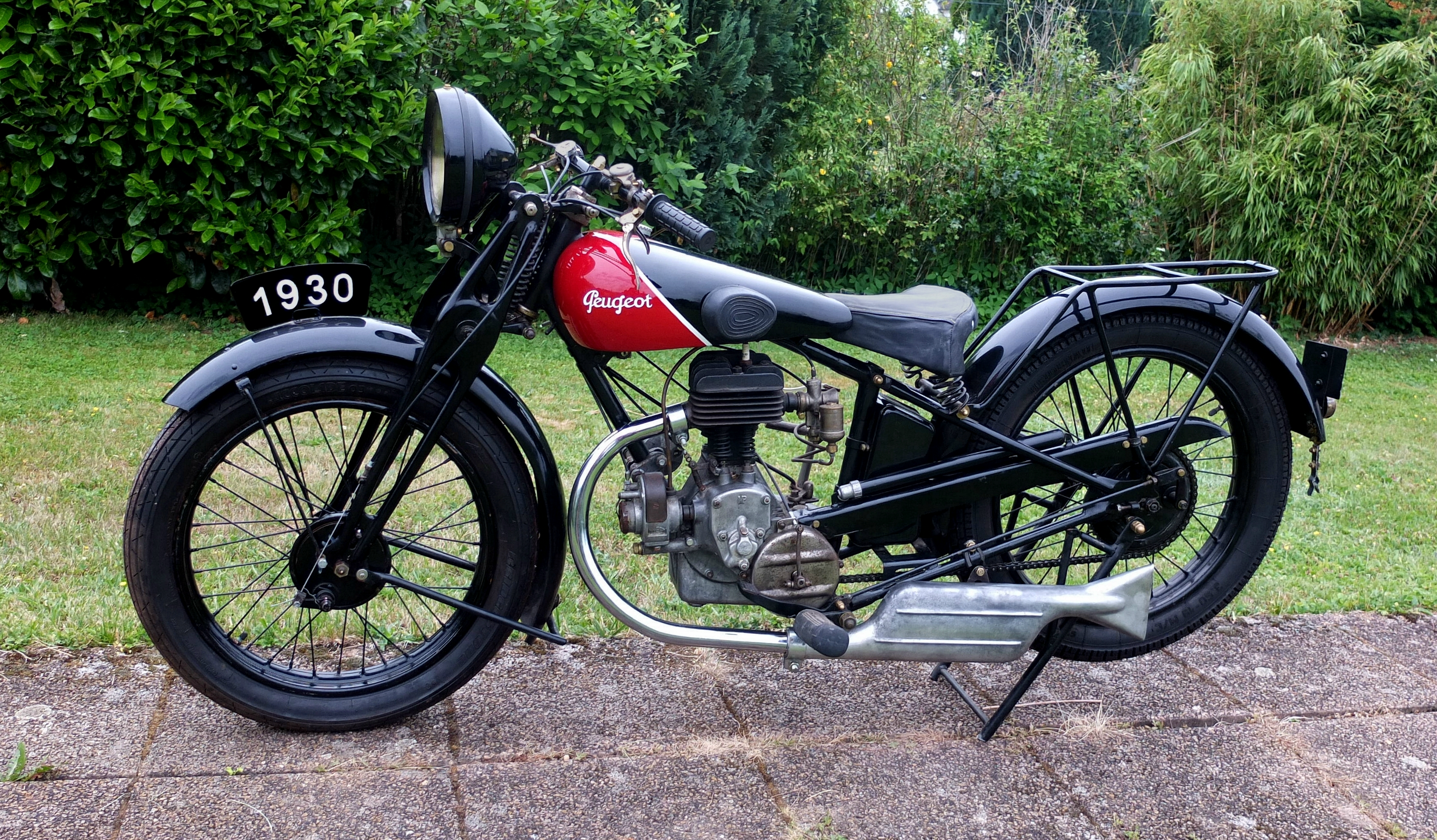
Peugeot P 110 (1930).

En 1926, Peugeot étant endettée, les cycles Peugeot, filiale la plus rentable, sont séparés juridiquement de l'automobile tandis que la fabrication des camions est abandonnée.
Malgré tout, Peugeot traverse les années 1930 — années marquées par le krach de 1929 — sans trébucher, le succès de la Peugeot 201 lui permettant de surmonter les effets de la crise et d'acquérir une image de constructeur automobile important. Si la production en série est apparue timidement en 1924, la 201 est la première Peugeot fabriquée de cette façon.

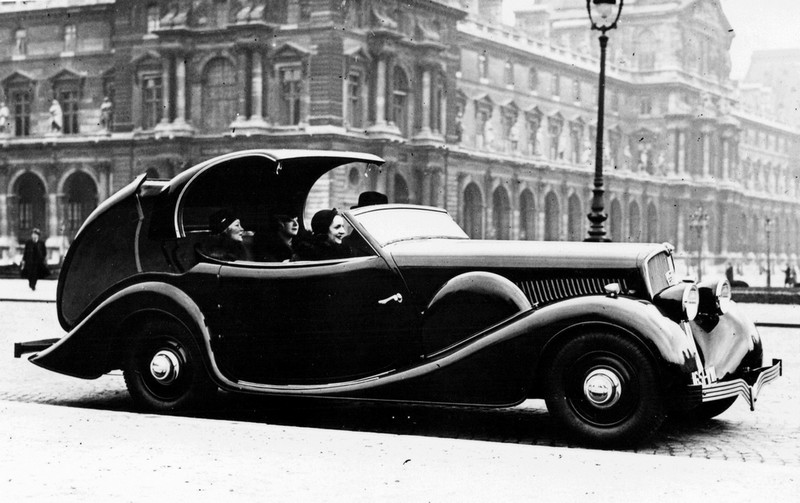
Peugeot 601 en 1934.

Ensuite, naîtront les 402, 302 et 202, automobiles marquées par l'avènement des considérations aérodynamiques et d'un nouveau courant stylistique : le Streamline Modern.
Ayant dépassé Renault en 1937, Peugeot devient en 1939, le deuxième constructeur français, avec 25 % de parts de marché en France.
Peugeot est le premier constructeur français à commercialiser un véhicule de série diesel avec les 402 à carrosserie longue et vendues comme taxis en 1939.

#### La Seconde Guerre mondiale
Comme chez la plupart des industriels, les années qui suivent sont consacrées à l'effort de guerre. Durant l'occupation allemande, Peugeot fournit à l'armée allemande d'abord des ambulances et des camions, puis à partir de 1941 des patins de chars et moteurs d'avions pour BMW et Adler Werke AG, et se voit en 1943 imposer la fabrication d'un élément du V1 ; ainsi, 90 % de sa production était destinée à l'Allemagne. Néanmoins, employés, dirigeants et réseaux locaux de la Résistance vont tout faire pour freiner et saboter cette coopération tout en essayant d'éviter ou de limiter les représailles allemandes et les bombardements alliés.

#### 1945 - 2000

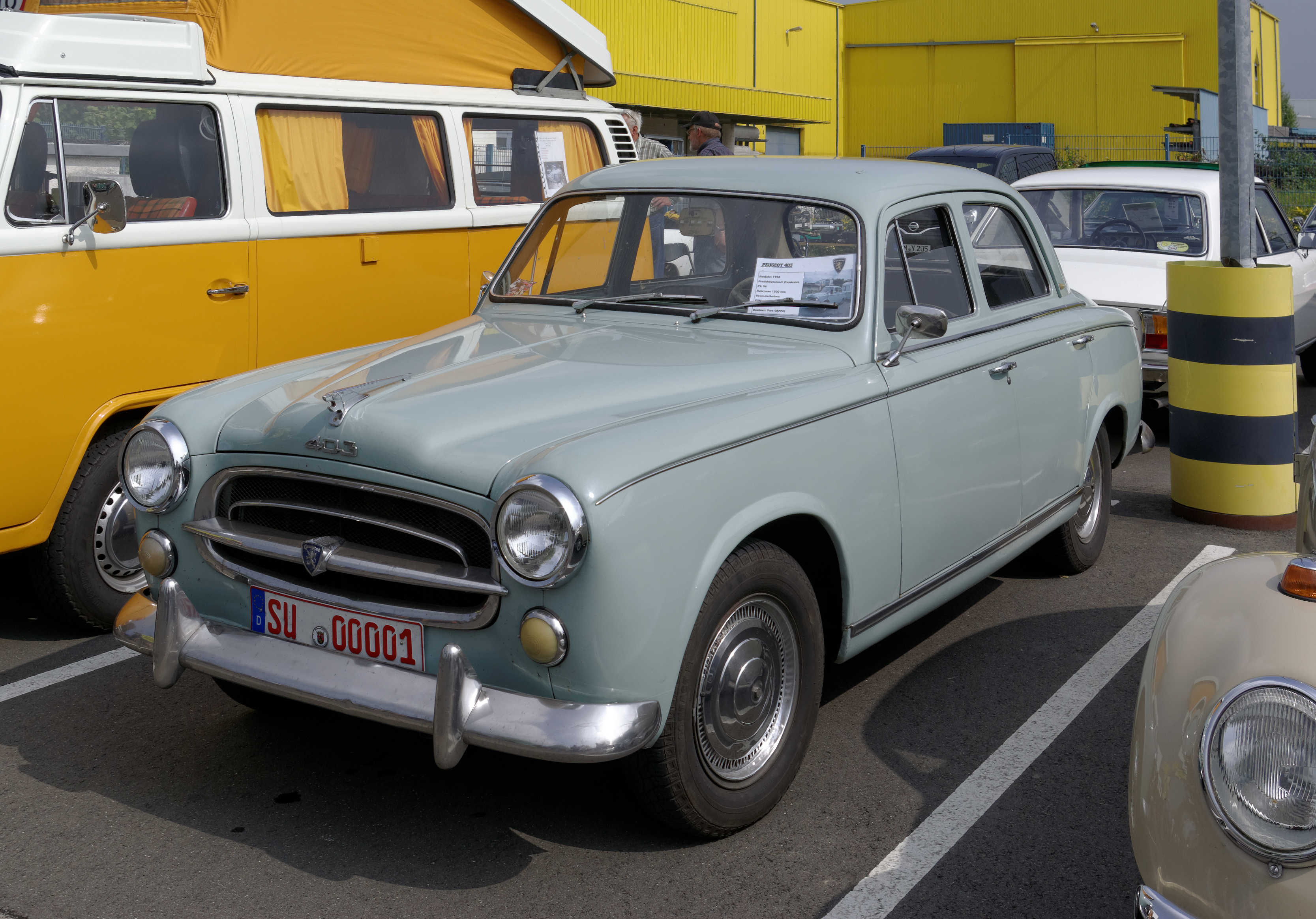
La 403 est en 1955 la première voiture française Diesel de série.

Les lendemains difficiles de la Seconde Guerre mondiale obligent Peugeot à entamer une politique « monomodèle » avec la 203 jusqu'à la sortie de la 403 en 1955, première voiture française Diesel de série. Le modèle sera présent dans la gamme jusqu'en 1966, épaulée par la 404 en 1960.
En parallèle, le premier scooter Peugeot S55 est commercialisé en 1953. À partir de 1964, la marque abandonne le monde de la moto.

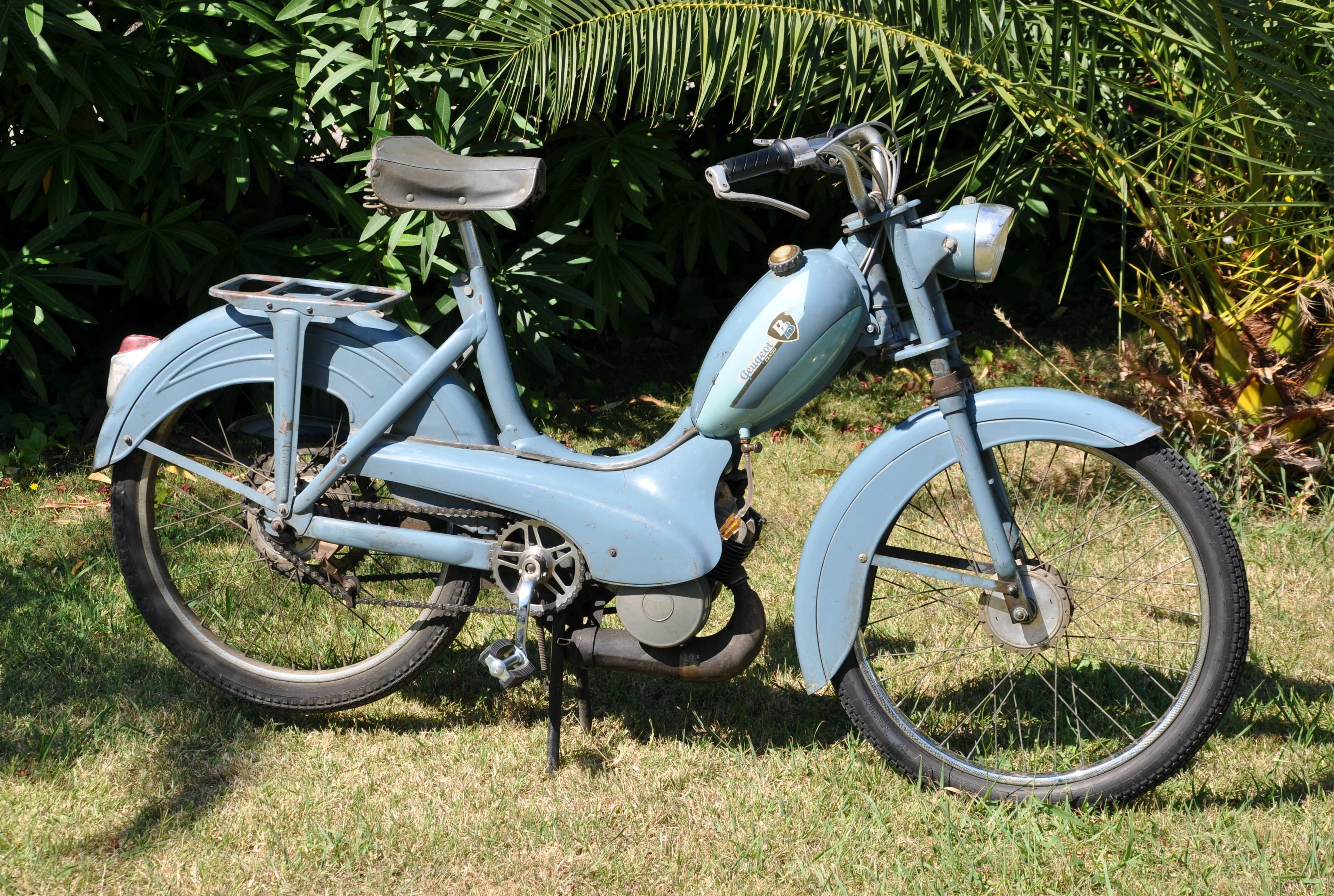
Cyclomoteur Peugeot BB (1957).

En 1965 est lancée la 204, première traction avant et à moteur transversal de la marque. Un an plus tard, un accord de coopération est signé avec Renault qui sera étendu à Volvo en novembre 1971 pour produire le moteur PRV de la 604. Mi-1966, le holding Peugeot SA regroupe en une seule entité l'ensemble des activités Peugeot.
En 1970, Peugeot est le deuxième constructeur automobile français (derrière Renault) avec plus de 500 000 voitures produites par an. Implantée dans de nombreux sites industriels en France et dans le monde, la marque est fermement associée à la ville de Sochaux où se trouve son plus gros site industriel qui regroupe des activités de recherche et développement et de fabrication d'automobile en série.
L'usine de Sochaux est restée, jusque dans les années 1960, la seule unité terminale de production automobile de la marque, avant la construction du site de Mulhouse-Sausheim en Alsace entré en activité en 1962 pour fabriquer des pièces de boîte de vitesses, qui produit sa première voiture en 1971
Peugeot établit en 1974 un record de ventes dans le domaine de la motocyclette avec 550 000 cyclomoteurs vendus, dont notamment l’emblématique Peugeot 103.
Fin 1974, la marque prend une participation dans Citroën puis en prend le contrôle en avril 1976 à la place de Michelin. Alors, Peugeot SA et Citroën SA fusionnent pour former le groupe PSA Peugeot-Citroën.
En 1978, acquisition de l'outil industriel de Chrysler en Europe dont Simca en France. La même année, la marque lance la 604 D Turbo, première voiture à moteur turbo-Diesel vendue en Europe.
En 1980, Jean Boillot devient président à la place longtemps occupée par François Gautier et renouvelle la marque avec la 205, dont la version Turbo 16 sera championne des rallyes (voir plus bas Peugeot en compétition), suivie par les Peugeot 405, 605, 106 et 306.
Peugeot innove en parallèle dans le domaine des deux-roues, avec par exemple, en 1982, le lancement du SC/SX de 80 cm3, premier scooter à carrosserie plastique, de Scoot’Elec, pionnier du scooter électrique en 1995 et de l’Elystar en 2002, premier scooter doté d’un freinage ABS.

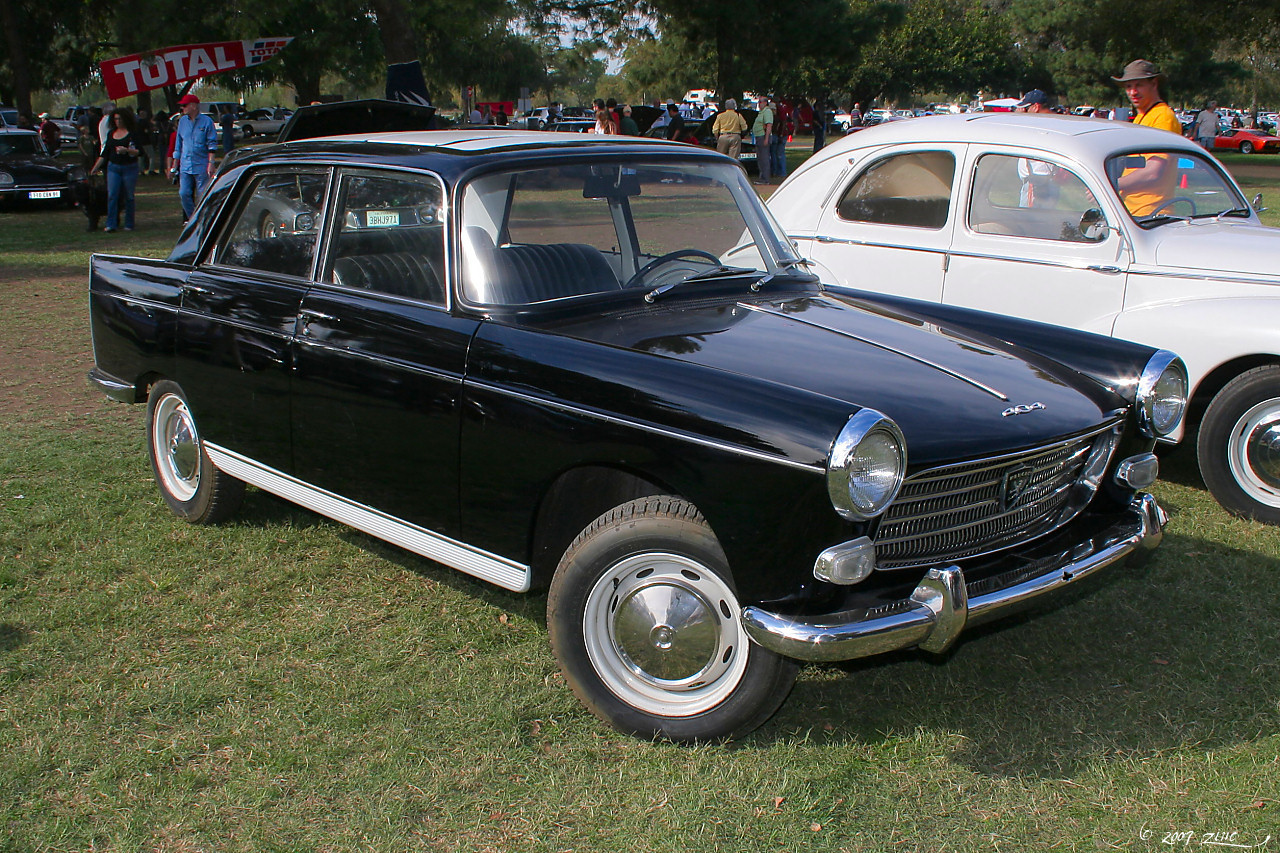
Peugeot 404, 1960.
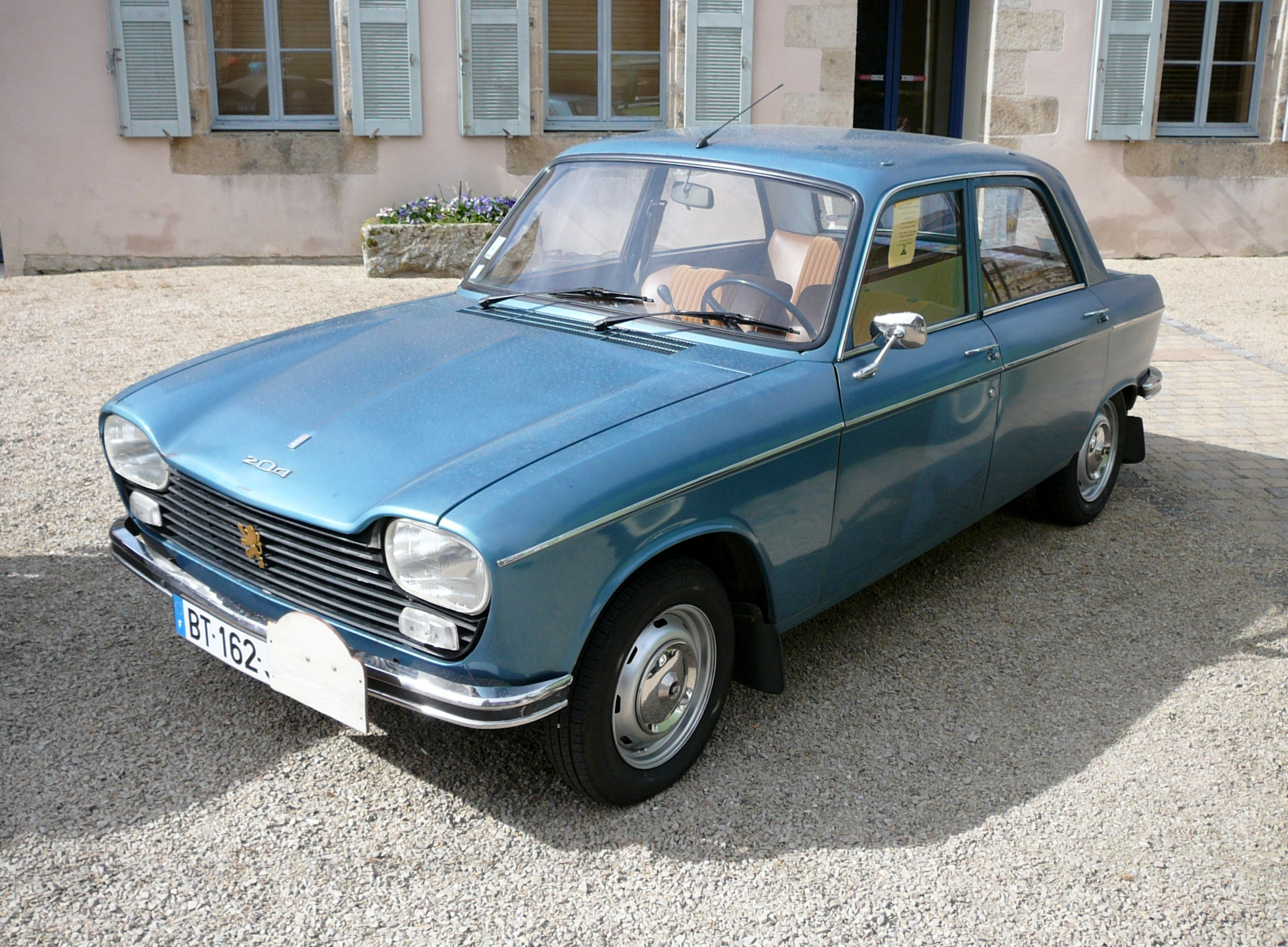
La 204, première traction du constructeur.
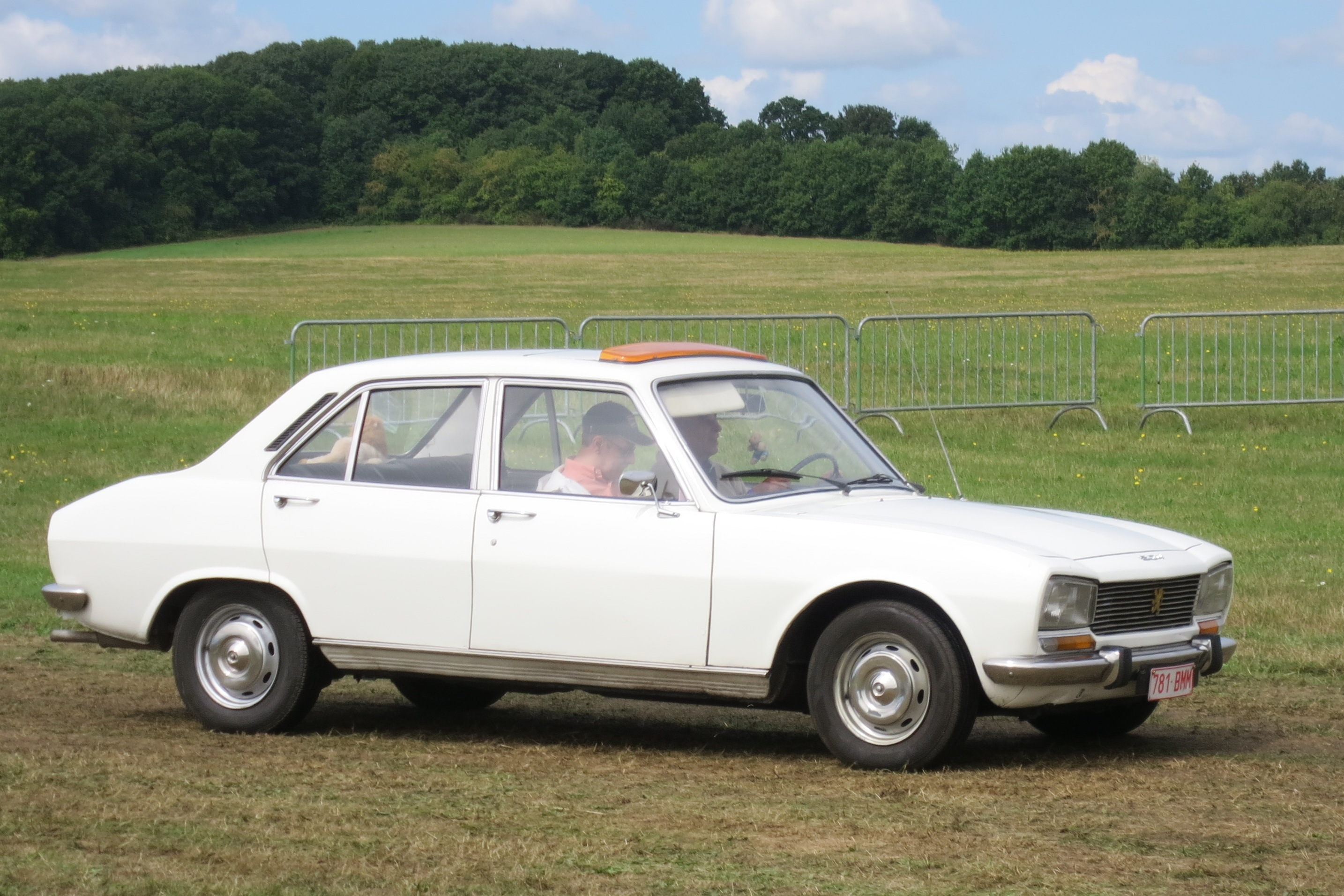
La 504 est produite à plus de 3,7 millions d'unités[38].
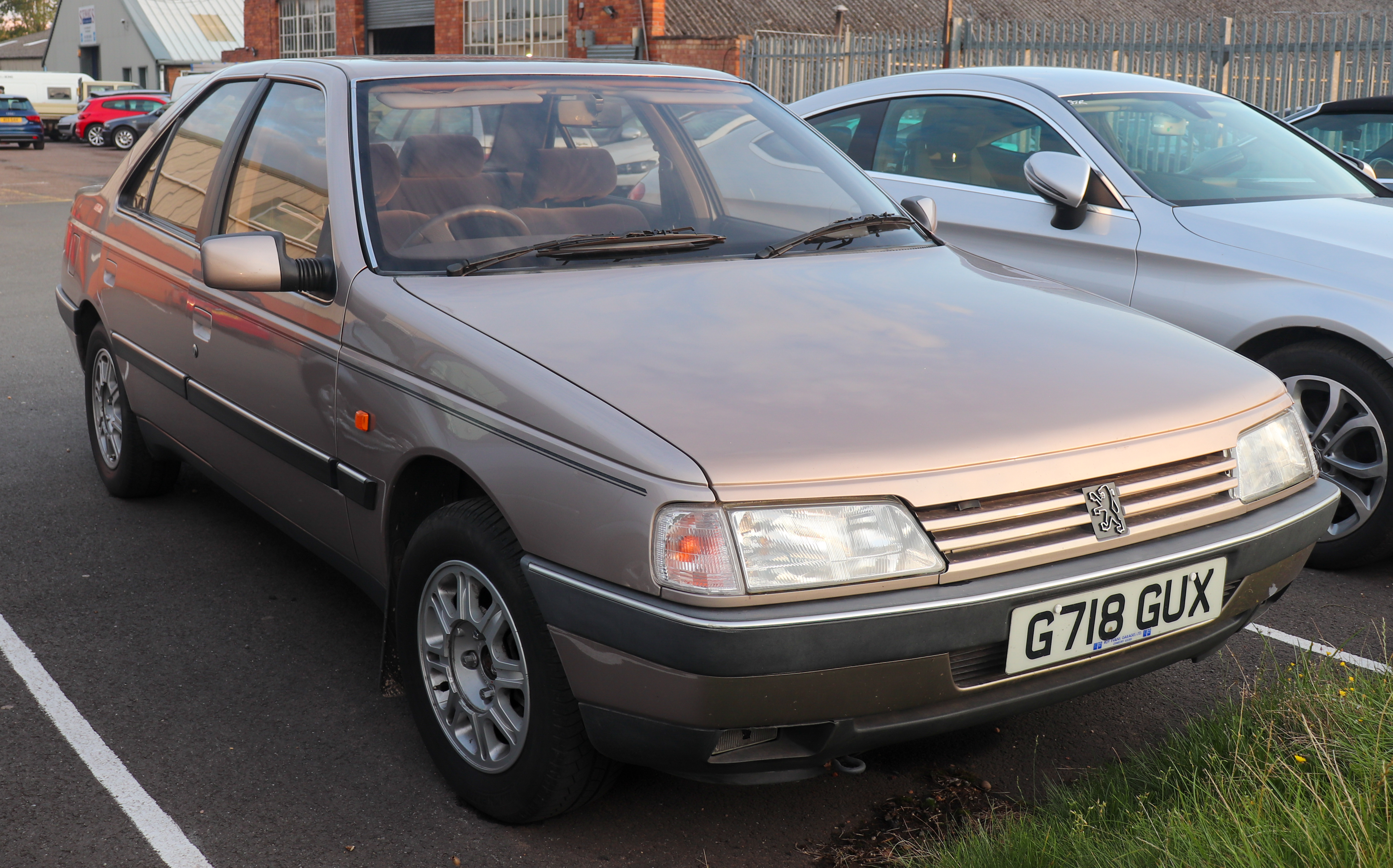
La 405, produite à plus de 5,1 millions d'unités[39] depuis 1987.
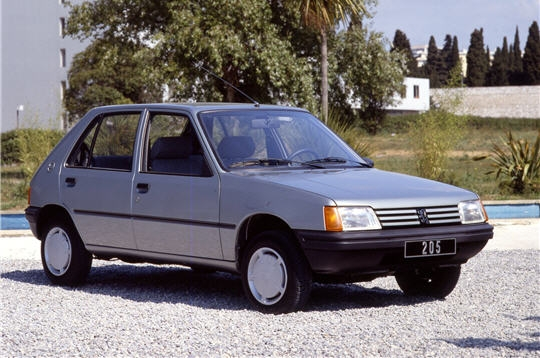
Grand succès commercial, la 205 permit au constructeur de surmonter la crise des années 1980 (Crise du pétrole)[Laquelle ?].

### LeXXIesiècle

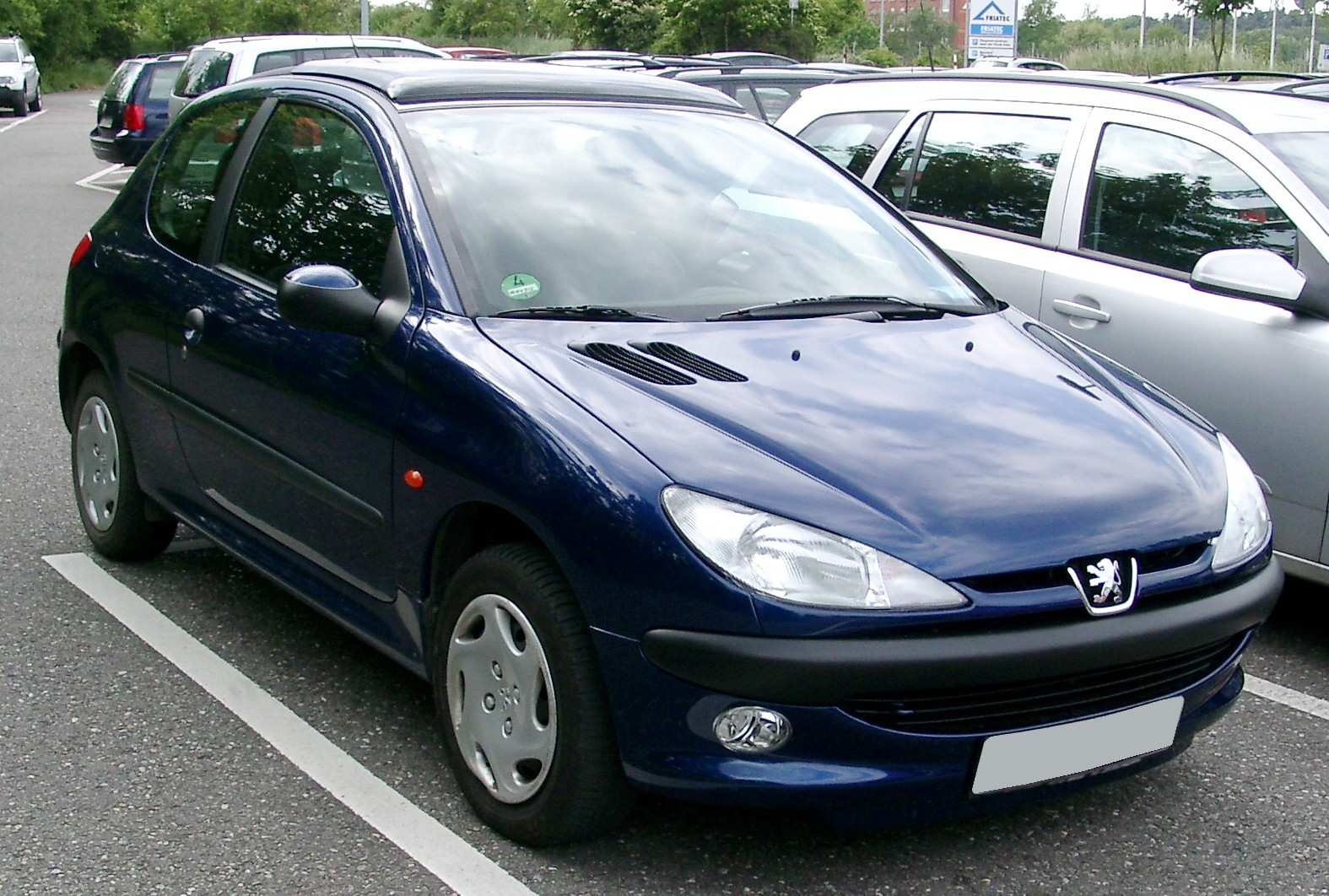
La 206 est la Peugeot la plus vendue (8,4 millions d'exemplaires).

La majeure partie des années 2000 s'avère fructueuse pour Peugeot. Grand succès commercial, la 206 est la Peugeot la plus produite de l'histoire du constructeur avec 8 393 216 exemplaires. Elle remporte en parallèle de multiples courses de rallye, à commencer par le prestigieux Championnat du monde des rallyes en 2000, 2001 et 2002. C'est également en 2002 que sa grande sœur, la 307, est élue voiture de l'année en Europe. En 2003 et 2004, la 206 et la 307 se classent respectivement aux deuxième et troisième rangs des ventes européennes. La 207 atteindra même la première place en 2007.
Lancé en l'an 2000, le haut de gamme Peugeot 607 a aussi connu un très bon accueil en France, devenant ainsi le véhicule de prestige de la présidence et des membres du gouvernement français, ainsi que véhicule le plus apprécié par les patrons du CAC 40 pendant toute une décennie. Ainsi, en 2008, la 607 reste encore la deuxième limousine préférée de ces dirigeants, après la Citroën C6.
La berline familiale Peugeot 407 a aussi conquis le marché européen, atteignant 259 000 exemplaires vendus sur une année. Peugeot est alors incité à enrichir sa gamme avec un grand coupé élégant dérivé de la 407.
Fort de son savoir-faire en matière de conception de citadines polyvalentes, Peugeot commercialise à partir d'avril 2006 un produit très abouti : la Peugeot 207. Les professionnels et le public sont conquis par ses qualités ergonomiques, mécaniques et son design. La 207 devient même en 2007, la voiture la plus vendue en Europe - une place occupée habituellement par les compactes - et la voiture la plus vendue en France de 2007 à 2010. Face à ce succès, Peugeot lui adjoint une version break, ainsi qu'une version coupé-cabriolet à toit rigide, dénommée 207 CC, et qui sera produite jusqu'en 2014. Pour l'Amérique du Sud et la Chine, Peugeot propose également une variante tri-corps, et même un pick-up nommé Hoggar, en référence à son concept-car buggy Hoggar de 2003.

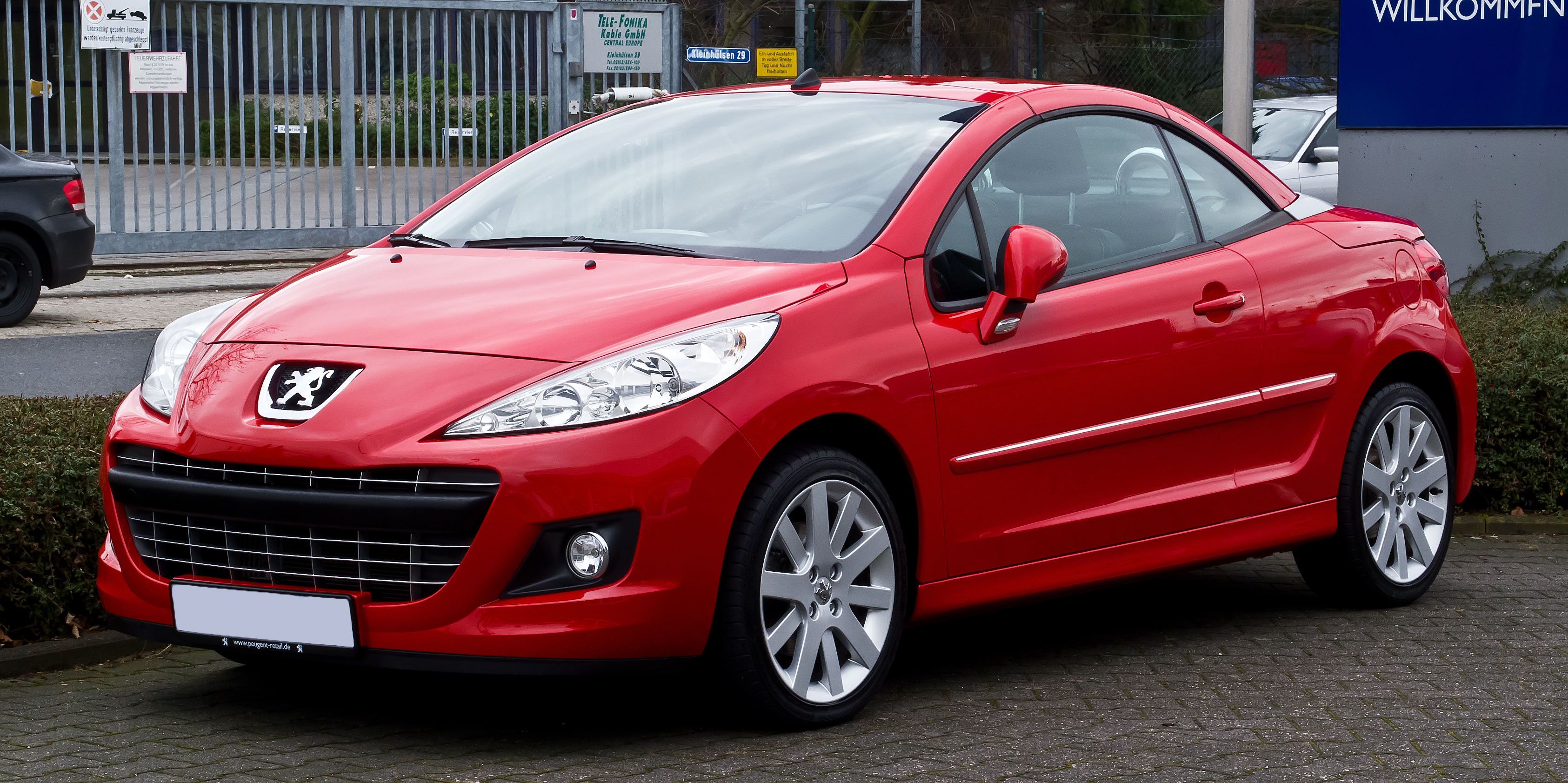
Peugeot 207 CC. La 207 est la voiture la plus vendue en Europe en 2007 et en France de 2007 à 2010.

En 2007, Jean-Philippe Collin remplace le directeur Frédéric Saint-Geours qui a lui-même succédé à Jean Boillot en 1990.
La marque Peugeot est bientôt présente sur tous les segments : monospaces (5008), ludospaces (Partner), SUV (2008 et 4008), crossovers (3008), et même coupés sportifs hautes performances avec la Peugeot RCZ.
Le 20 juin 2008, la 50 millionième Peugeot sort des chaînes de montage de l'usine de Sochaux. Il s'agit d'une Peugeot 308 SW dont la carrosserie est décorée de photographies des salariés du site avec leur Peugeot dans les moments importants de leur vie. Après les cérémonies d'usage, la voiture rejoint directement le musée de l'Aventure Peugeot pour inaugurer les festivités du 20e anniversaire de l'ouverture du musée.

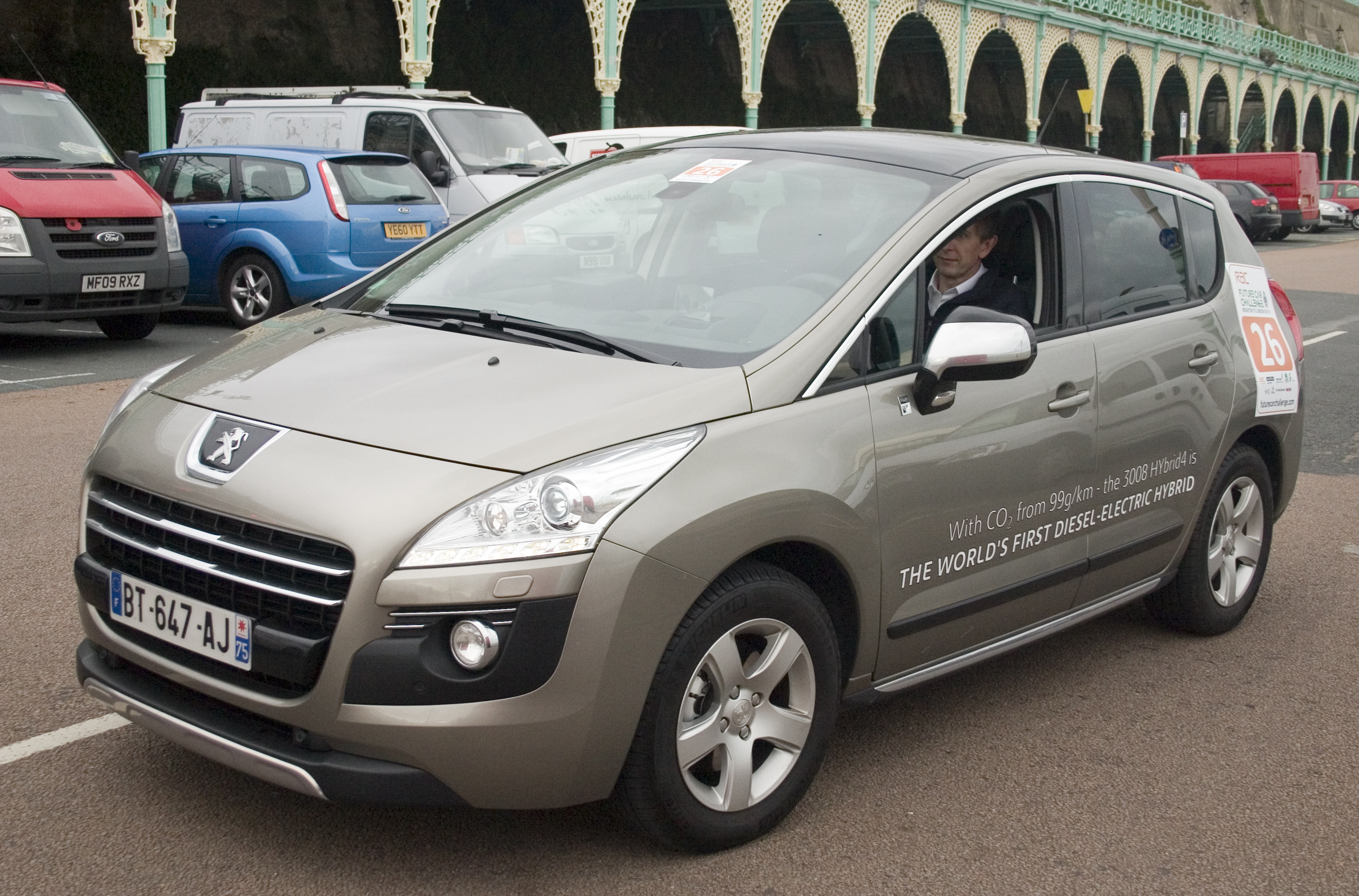
3008 Hybrid4, première hybride de la marque et première hybride diesel du monde.

Après le passage éclair de Jérôme Gallix, Gilles Vidal succède à Gérard Welter à la direction du style Peugeot en 2010, sous la direction de Jean-Pierre Ploué qui a relancé le style de Citroën et dirige alors celui du groupe.
En 2011, la 3008 Hybrid4 est la première voiture hybride Diesel-électrique du monde[réf. incomplète]. Cette technologie recharge progressivement de légères batteries embarquées, en récupérant l'énergie de freinage. La technologie Peugeot HYbrid4 permet ainsi de parcourir 10 km en mode tout électrique, de bénéficier des avantages d'une traction à quatre roues motrices, ainsi que de fortes accélérations en mode sport du fait du couple immédiat des moteurs électriques, tout en rechargeant sa batterie au cours de son parcours et en diminuant la consommation de carburant. Ce choix s'avère bien plus efficace en énergie et en utilisation de ressources naturelles, et plus performant que les hybrides plug-in d'autres constructeurs automobiles, dont l'autonomie est réduite et embarquant un poids supplémentaire minimum de 250 kg de batteries, ce qui diminue d'autant d'éventuelles réductions de consommation[réf. nécessaire]. Depuis, cette technologie a été adoptée par la Peugeot 508, sa version break tout-terrain Peugeot 508 RXH, ainsi que la Citroën DS5, dont plus de 25 % des ventes sont des modèles électriques hybrides Peugeot HYbrid4.
Mais la crise des subprimes de 2007, puis du crédit et de l'activité et conséquemment la baisse des ventes de voitures neuves a engagé une lutte des prix des constructeurs, la plupart d'entre eux vendant leurs modèles à perte. D'ailleurs, les deux constructeurs germano-américains sont déficitaires en Europe depuis le milieu des années 1990. Au début des années 2010, la solidité financière de Peugeot a été affectée par cette crise sectorielle, annulant sa progression des années 2000. Peugeot se lance donc dans une reconquête avec une gamme renouvelée entre 2012 et 2013.
En 2013, PSA Peugeot Citroën lance une nouvelle plateforme très technologique, permettant à elle seule un gain de 120 kg sur une compacte, tout en améliorant le comportement de tenue de route : la plate-forme EMP2, acronyme pour Efficient Modular Platform 2. Faisant appel à d'autres optimisations, la Peugeot 308 et le Citroën C4 Picasso de 2013, construits sur EMP2, affichent un poids inférieur de 140 kg à leurs versions précédentes, et inférieur de 10 % à celui de ses concurrentes du même segment. Selon le directeur produit de Peugeot, Laurent Blanchet, le projet 308 a été ciblé pour obtenir une qualité perçue à neuf au bout de trois ans de vie. Selon des tests menés par des journalistes internationaux, la 308 est le premier véhicule du constructeur à approcher la référence dans ce domaine, la Volkswagen Golf VII : « En qualité d’aspect sur une base 100, la Golf est à 97 ; en qualité fonctionnelle c’est le contraire, la Golf est à 100, la 308 à 97 » et cette méthode utilisée doit être reproduite pour atteindre les mêmes résultats sur les Peugeot 3008 II et Peugeot 2008.
En 2017, sous l'ère Carlos Tavares, l'entreprise rachète le constructeur allemand Opel au constructeur américain General Motors.
En août 2019, le groupe, selon l'agence Reuters, s'apprête à se séparer de deux usines en Chine,.

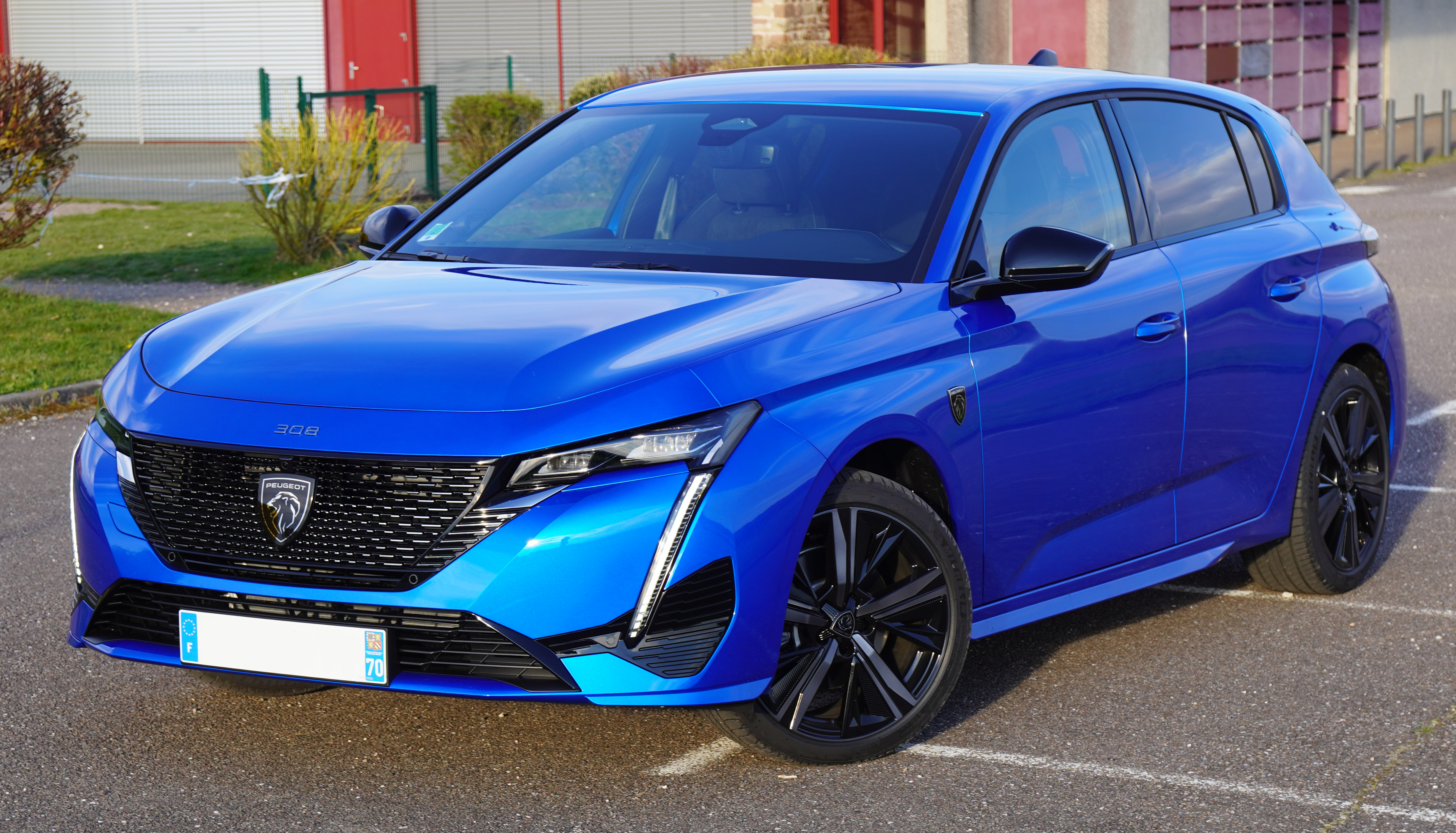
La 308 III inaugure le nouveau logo (blason avec tête de lion) en 2021.

Début 2021, PSA Peugeot-Citroën annonce une union avec le Groupe Fiat Chrysler Automobiles. L'association franco-italienne donne naissance à une nouvelle entité baptisée Stellantis et qui compte plus de 400 000 employés.
Peugeot est mis en examen en juin 2021 dans le cadre de l'enquête sur la fraude aux contrôles antipollution.
Le 1er février 2021, l'usine Stellantis de Mulhouse annonce une baisse de sa production, et des jours d'arrêt prévus en février et en mars. En effet, en janvier 2021, la production de la marque Peugeot a diminué de 10,88 %, et celle de Citroën de 21,24 %. L'usine est spécialisée dans la construction des modèles 508 et DS 7 Crossback, et ce sont justement ces modèles qui sont les plus touchés par la baisse des commandes. La production de la 508 est totalement mise à l'arrêt, le temps que les stocks actuels s'écoulent.

#### Transition vers l'électrique
Le 31 mars 2021, Stellantis annonce que Peugeot mettra sur le marché une nouvelle version de son utilitaire e-Expert. Ce véhicule sera alimenté par une pile à combustible à hydrogène.
En décembre 2021, Linda Jackson, directrice générale, annonce l'abandon des motorisations thermiques (y compris hybrides) en Europe d'ici à 2030, anticipant ainsi l'interdiction de ces moteurs telle que le prévoit la Commission européenne en 2035. Une offre thermique doit toutefois être maintenue sur les autres continents.
En 2020, le groupe Stellantis s’est associé avec TotalEnergies pour créer Automotive Cells Company (ACC), rejoint en 2021 par Mercedes-Benz. La nouvelle société doit produire une nouvelle génération de batterie solide qui doivent être fabriquées en France (à Douvrin) et en Allemagne à Kaiserslautern (usine Opel) ; trois autres usines seront construites en Europe et en Amérique du Nord. Ces batteries seront disponibles sur quatre plateformes avec des autonomies variables : 500 km pour les segments A, B et C (citadines et compactes), 700 km pour les segments C et D (compactes et familiales) et 800 km pour les segments D et E (familiales et routières) ainsi que les utilitaires. Ces batteries pourront être couplées avec trois différents modèles de moteurs dont la puissance varie de 70 à 330 kW (95 à 449 ch).
En 2023, le groupe Stellantis déclare que les voitures électriques seront dotées de nouvelles batteries LFP sans cobalt,.

## Communication

### Identité visuelle

De 1810 à 1889.
De 1889 à 1900.
De 1900 à 1925.
De 1925 à 1936.
De 1936 à 1954.
De 1954 à 1956.
De 1956 à 1960.
De 1960 à 1964.
De 1964 à 1975.
De 1964 à 1975.
De 1975 à 1998.
De 1998 à 2002.
De 2002 au 8 janvier 2010.
Du 8 janvier 2010 au 25 février 2021.
Depuis le 25 février 2021.

Le blason de la Franche-Comté.

En 1847, les frères Peugeot font appel à Justin Blazer, orfèvre et graveur de Montbéliard, et lui demandent de dessiner un lion pour symboliser leur entreprise qui ne fut déposé en tant que logo que le 20 novembre 1858 devant greffier par Émile Peugeot. L'empreinte de la marque s'inspirait du lion des armoiries comtoises marchant sur une flèche et symbolisait à l'origine les trois qualités des lames de scies Peugeot : « vitesse de coupe, dureté des dents et souplesse de la lame ». Cette renommée sidérurgique de qualité perdurera au fil des années.
L'emblème du Lion devient standardisé et présent sur toute la production à partir du Salon de Paris de 1933,.
Il était apparu fin 1905 puis sous la forme d'une mascotte sur les bouchons de radiateur en 1923.
Il faudra attendre 1948 et la Peugeot 203 pour voir disparaître la flèche sous-jacente. Le lion héraldique fait son apparition sur la 203. Il se redresse sur ses pattes arrière pour adopter la posture familière du lion héraldique des armes de Franche-Comté, berceau de l'entreprise. Le lion restera sur ses pattes arrière sur les véhicules Peugeot de 1964 à 2021. Il subira huit modifications successives, jusqu'à la version datant de 2010.
Le 20 septembre 2018, Peugeot présente le concept- car e-Legend, inspiré de la Peugeot 504, sortie en 1968. On pouvait déjà voir sur la e-Legend, le logo datant de 1960 pouvant laisser croire que Peugeot reviendrait sur l'ancien style de logo à l'avenir. En 2020, la marque dévoile un nouveau logo spécifique à la célébration des 210 ans de la marque. Cette même année des prototypes de la troisième génération de 308 circulent sur la route. Des photos espions montrent l'intérieur de la nouvelle 308 montrant un nouveau logo en forme de blason sur le volant. Le nouveau logo définitif est officiellement présenté le 25 février 2021. Désormais, il arbore juste la tête de lion, comme dans les années 1960, au milieu d'un écu demi-elliptique. C'est la troisième génération de 308 qui arbore pour la première fois cette nouvelle identité visuelle à partir de mars 2021. Ce nouveau logo présent sur la calandre de ce modèle, et par la suite sur d'autres véhicules de la marque, est fabriqué en indium pour intégrer un radar. Celui-ci permet de proposer davantage d'aides à la conduite, en vue d'une conduite semi-autonome.
En 2023, Peugeot est selon le baromètre Posternak Ifop la troisième entreprise la plus appréciée des Français.

### Initiatives sociales
- 1871 : Peugeot établit la durée du travail à 12 heures par jour[70].
- 1876 : créées cette année-là[71], les retraites Peugeot étaient en 1910, supérieures à celle de l'État (330 FFR par an).
- 1912 : logements ouvriers avec loyers modestes dès la fondation des usines de Sochaux, pour un effectif de 400 personnes, 70 logements.
- 1917 : création des allocations familiales qui en 1932 étaient supérieures à celles fixées par l'État.
- 1920 : la semaine de 48 heures fut appliquée en septembre.
- 1936 : la semaine de 40 heures fut appliquée le 6 décembre.
- 1937 : 870 logements ; hôtels de célibataires avec 2 200 lits ; le Cercle-Hôtel.

On compte de nombreuses initiatives associatives : arbre de Noël (1918), service médico-social (1926), club de football avec 10 sections et construction du stade des Forges (1928), société de jardinage (1929), scoutisme (1929), société de pêche (1930), orchestre d'harmonie (1930), colonies de vacances (1933), piscine (1935), et Orphéon (1935).
Peugeot a également œuvré pour l'apprentissage avec la création de l'École d'apprentissage de Beaulieu (1919) (ville intégrée aujourd'hui à la ville de Mandeure), l'École d'apprentissage de Sochaux (1930), le cours de contremaîtres (1932), l'école de techniciens de garage (1936), et l'école de perfectionnement (1937).

### Football Club Sochaux Montbéliard
En 1928, Jean-Pierre Peugeot (1896-1966) prend la direction de Peugeot et devient président du club de football qu'il vient de créer : le Football Club Sochaux-Montbéliard. Le club restera lié à la firme automobile jusqu'en juillet 2015 et est alors cédée à la firme chinoise Ledus. Le club a sous l'ère Peugeot été le détenteur du record de présence continue au sein de l'élite du football français pendant soixante-six années d'affilée.

## Structure et implantation

### Présidents
- Famille Peugeot
- Maurice Jordan : 1966-1973
- François Gautier : 1973[72]-1977[72]
- Jean-Paul Parayre : 1977-1984
- Jacques Calvet : 1984-1997
- Jean-Martin Folz : 1997-2006
- Christian Streiff : 2007-2009
- Roland Vardanega : de mai 2008 à juillet 2008 et du 29 mars 2009 jusqu'au 30 mai 2009, par intérim
- Philippe Varin : du 1er juin 2009 au 31 mars 2014
- Carlos Tavares : depuis le 31 mars 2014 (président du Groupe PSA puis directeur général de Stellantis)

### Directeurs généraux
- Frédéric Saint-Geours : 1998-2007
- Jean-Philippe Collin : 2007-2010
- Vincent Rambaud : d'avril 2010 au 2 septembre 2012
- Maxime Picat : du 3 septembre 2012 au 31 août 2016
- Jean-Philippe Imparato : du 1er septembre 2016 au 15 janvier 2021
- Linda Jackson : du 19 janvier 2021 au 4 février 2025
- Alain Favey : à partir de février 2025

| Portrait                                                            | Identité                            | Période        | Période        | Durée            |
| Portrait                                                            | Identité                            | Début          | Fin            | Durée            |
| ------------------------------------------------------------------- | ----------------------------------- | -------------- | -------------- | ---------------- |
| Frédéric Saint-Geours, 27 août 2008.                                | Frédéric Saint-Geours (né en 1950)  | 1998           | 2007           | 9 ans            |
| Pas de portrait sous licence libre disponible pour Vincent Rambaud. | Vincent Rambaud (né en 1959)        | avril 2010     | septembre 2012 | 2 ans et 5 mois  |
| Pas de portrait sous licence libre disponible pour Maxime Picat.    | Maxime Picat (né en 1974)           | septembre 2012 | août 2016      | 3 ans et 11 mois |
| Jean-Philippe Imparato, 6 mars 2018.                                | Jean-Philippe Imparato (né en 1966) | septembre 2016 | janvier 2021   | 4 ans et 4 mois  |
| Linda Jackson en 2018.                                              | Linda Jackson (née en 1959)         | janvier 2021   | février 2025   | 4 ans et 1 mois  |

### Coentreprises

#### Chine
- CAPSA
- Dongfeng Peugeot-Citroën Automobiles (DPCA)
- Guangzhou Automobile Cie pour fonder Guangzhou-Peugeot

#### Iran
- Iran Khodro

#### Inde
- Premier (automobile) : de 1990 à 1997, construction de la Peugeot 309
- Hindustan Motors : à partir de 2020[73]

### Filiales
- GEFCO (Groupage Express Franche-Comté), prestataire logistique européen, est la filiale « transport » de Peugeot créée en 1949[74], désormais vendue au groupe russe RJD[75]. Au départ, GEFCO fut chargée de la distribution des pièces de rechange et des voitures vers les concessions. Des trains entiers de transports pour voitures appartiennent également à la filiale.

- Faurecia, équipementier automobile dont PSA a possédé jusqu’à plus de 57 % du capital. Avant le rachat de Hella pour devenir Forvia, Faurecia a été le sixième équipementier mondial, le troisième européen et comptait 111 000 salariés. L'entreprise est spécialisée dans les sièges, les systèmes d'intérieur, les technologies de contrôle des émissions et l'extérieur du véhicule. À la suite de sa fusion avec FCA pour donner Stellantis, PSA a redistribué sa participation dans Faurecia à ses propres actionnaires.

### Lieux de production

#### France
- Centre technique PSA de Vélizy où sont construites toutes les voitures pour la compétition[76]
- Usine PSA de Mulhouse où est assemblée la 508 II (code usine 88)
- Usine PSA de Sochaux où sont assemblées les 308 II et 3008 II (code usine 89)
- Usine PSA de Rennes-La Jannais où est assemblée la 5008 II (code usine CJ)
- Usine SEVEL Nord de Valenciennes où est assemblé le Traveller (code usine U9)
- Usine PSA de Vesoul spécialisée dans la fabrication et la distribution de pièces de rechange et accessoires de marques Peugeot et Citroën dans le monde entier.

##### Anciennes usines
- Usine de Lille
- Usine d'Audincourt

#### Reste de l'Europe
- Autriche
  - Usine de Graz (appartenant au constructeur automobile Magna Steyr) où était construite la RCZ (code usine UY)
- Espagne
  - Usine PSA de Madrid-Villaverde où était assemblée la 207 (code usine 82)
  - Usine PSA de Vigo où sont assemblés le Partner et la 301 (code usine FV)
- Italie
  - Usine SEVEL Sud d'Atessa avec Fiat, où est assemblé le Boxer (code usine U8)
- Pays-Bas
  - Usine NedCar de Born (appartenant à Mitsubishi Motors) où était assemblée la Peugeot 4007
- Portugal
  - Usine PSA de Mangualde où est assemblée la Partner (code usine FL)
- Russie
  - Usine PSA de Kalouga, joint venture Peugeot Citroën Mitsubishi Alliance : 4007 et 408 (code usine UH)
- Slovaquie
  - Usine PSA de Trnava où est assemblée la 208 (code usine 76)
- Tchéquie
  - Usine TPCA de Kolin avec Toyota pour la 108 et ses jumelles Citroën C1 II et Toyota Aygo (code usine UT)
- Turquie
  - Usine Fiat-Bursa où est assemblée la Bipper (code usine YG)

#### Hors de l'Europe
- Peugeot Argentina
  - Usine de Buenos Aires : 206+ (sous le nom 207), 308 I, 408, Partner (code usine 77)
- Brésil
  - Usine de Porto Real : 206+ (sous le nom 207), 206 Sedan (sous le nom 207 Passion), Hoggar, 208 (code usine 78)

- Chine

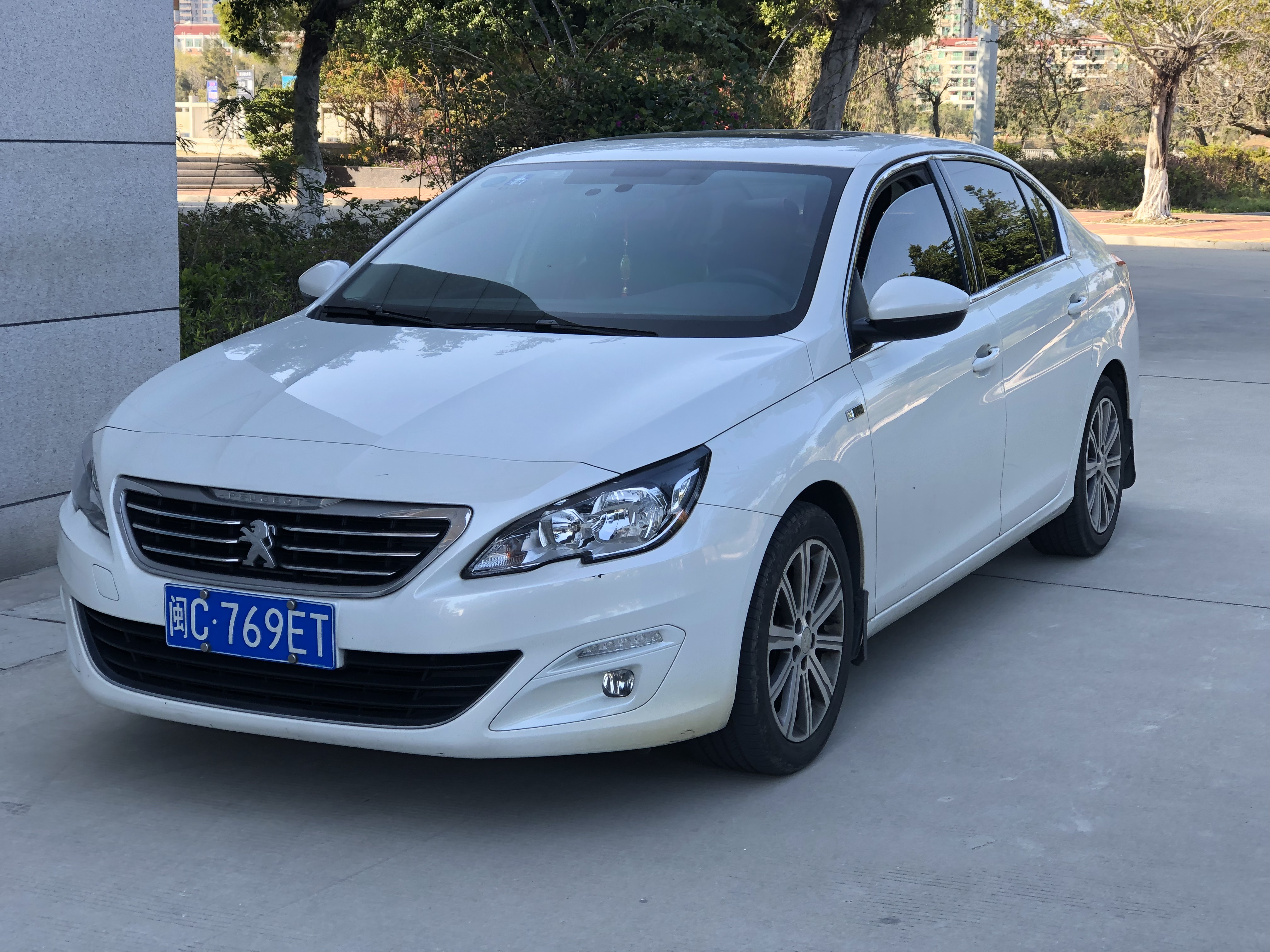
Peugeot 408 II lancé en Chine en 2014.

  - Usine DPCA de Wuhan (Dongfeng Peugeot-Citroën Automobiles) : 206+, 308 I Sedan, 301, 308S, 408 II, 508, 2008 (code usine UW)
- Indonésie
  - Usine de Jakarta : 308 (code usine YA)
- Iran
  - Usine de Téhéran (avec Iran Khodro) : 206, 206 Sedan, 207 Passion, 405 (code usine YN)
- Japon
  - Usine de Mizushima où est construite la Ion et ses sœurs jumelles Citroën C-zero et Mitsubishi i, 4008 Mitsubishi ASX et Citroën C4 Aircross, 4007 et ses jumelles Mitsubishi Outlander et Citroën C-Crosser (code usine UM)
- Nigeria
  - Usine de Kaduna : 307 puis Peugeot 301 (code usine YC)
- Tunisie
  - Usine de Fauchana: Peugeot Pick Up

## Économie

### Chiffres de vente
Véhicules vendusVentes mondiales de véhicules du constructeur Peugeot0500 0001 000 0001 500 0002 000 0002 500 0002005201020152020Véhicules vendus

## Peugeot en compétition
Jusqu'en 1903, Renault domine grâce aux frères du même nom les courses de voiturettes de l'ouest européen, puis vient le tour de Lion-Peugeot entre 1908 et 1911, grâce à Giosuè Giuppone, Jules Goux et à Georges Boillot.

### Rallye

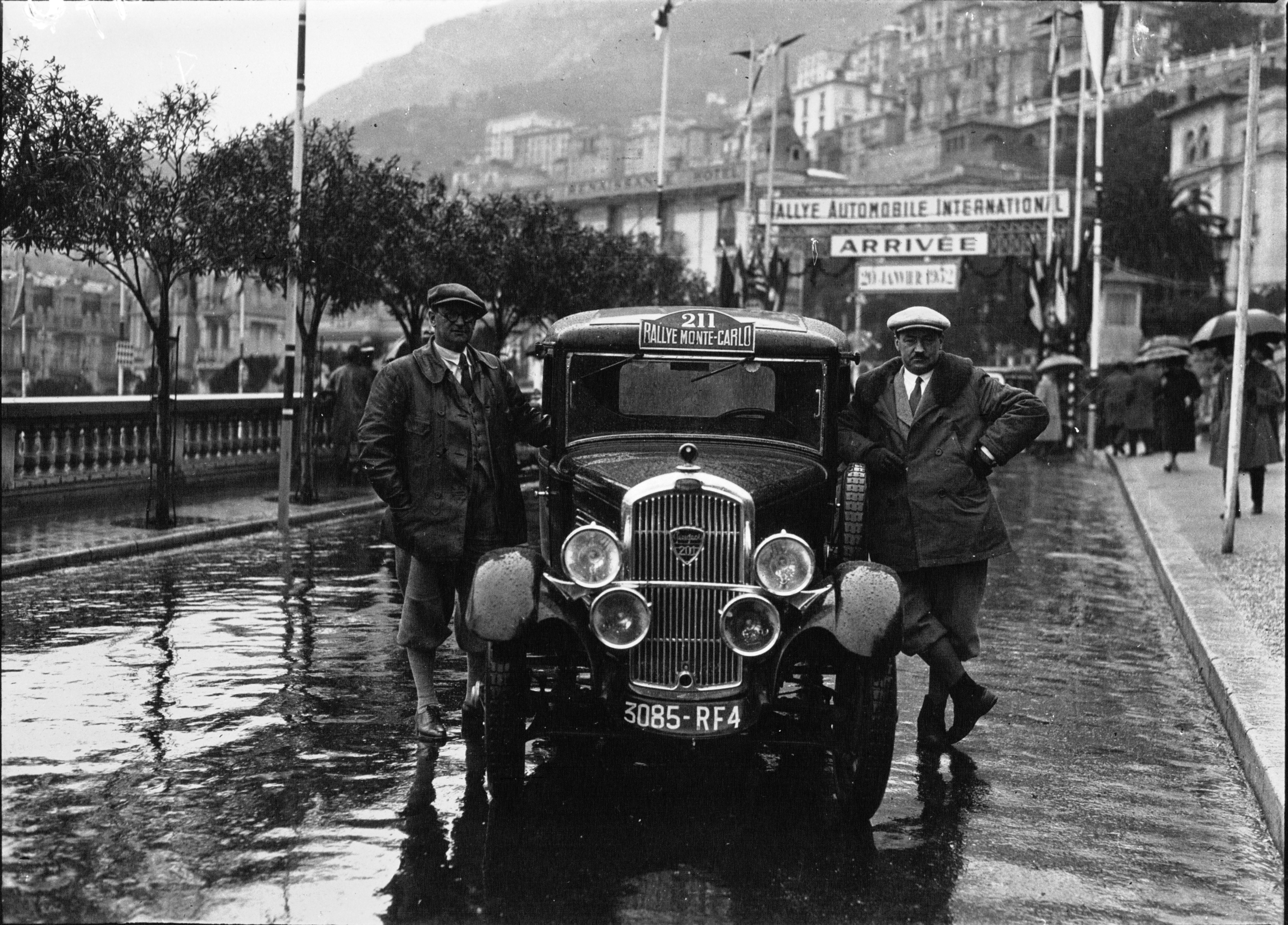
André Boillot au Rallye Monte-Carlo en 1932 sur Peugeot 201 C 1.5 L.

Dès 1932, une Peugeot 201 participe au rallye Monte-Carlo. Dans les années 1950, le rallye des 1 000 lacs finlandais tombe dans l'escarcelle sochalienne en 1953 (Peugeot 203) et en 1955 (403) grâce à Eino Elo. Dans les années 1960, la marque gagne l'East African Safari Rallye à quatre reprises (voir palmarès Peugeot 404). La 504, qui le remportera deux fois grâce à Ove Andersson et Jean-Pierre Nicolas, s'illustrera aussi en gagnant les rallyes du Bandama, du Maroc, du Kenya, du Zaïre et le championnat de Côte d'Ivoire entre les mains d'Alain Ambrosino. Au total, Peugeot remporte quatre fois le rallye du Bandama (voir palmarès Peugeot 504). En 1996, une 106 gagne aussi le rallye de Côte d'Ivoire.
Peugeot a dominé le championnat du monde des rallyes avec la Peugeot 205 Turbo 16 Groupe B qui remportera les titres mondiaux constructeurs et pilotes en 1985 (Timo Salonen) et 1986 (Juha Kankkunen). La marque se retire avec la suppression de la catégorie des Groupe B. En 1983, 1984 et 1990, la 505 remporte le championnat d'Afrique des rallyes.
Peugeot est revenu en rallye dans le championnat WRC à la fin 1998. La marque remportera trois fois le championnat constructeur 2000, 2001, 2002 et deux fois le championnat pilotes en 2000 et 2002 avec Marcus Grönholm. En 2004, la 206 WRC cède la place à la 307 WRC qui ne parvient pas à faire aussi bien. À la fin 2004, Peugeot annonce son retrait de la compétition à l'issue de la saison 2005.

### Rallye-raid

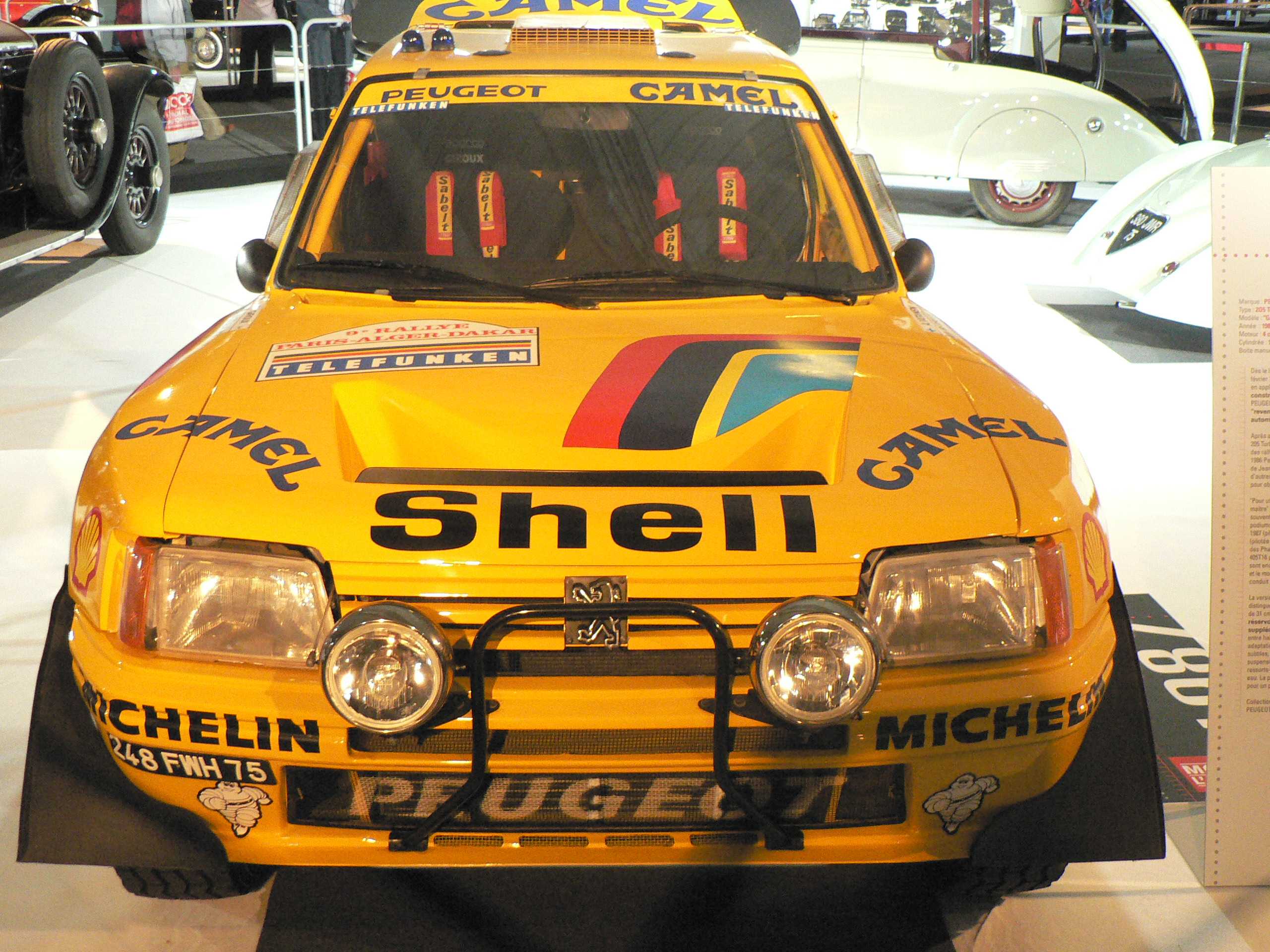
Modèle Grand Raid 1987, 3e au Paris-Dakar en 1989, 205 Turbo 16.

En 1987, lorsque le Groupe B disparaît, c'est au tour de la Peugeot 205 Turbo 16 voulue par Jean Todt, directeur de Peugeot Talbot Sport, de venir écrire l'histoire de la marque en Afrique après les victoires des 404 et 504. En plus d'autres épreuves, Peugeot va remporter le Paris-Dakar à quatre reprises. En 1987, victoire de la Peugeot 205 Turbo 16 Grand-Raid de Ari Vatanen et Bernard Giroux. En 1988, c'est celle de Juha Kankkunen et Juha Piironen qui s'impose. Puis, en 1989, c'est avec la Peugeot 405 Turbo 16 que la marque réalise le doublé (1re place pour Ari Vatanen / Bruno Berglund) et en 1990 le triplé (1re place pour Ari Vatanen / Bernard Giroux).
Citroën prend le relais avec la Citroën ZX Rallye-raid, pour représenter PSA Peugeot Citroën en rallye raid.
Peugeot annonce en mars 2014 son retour en rallye raid. L'Espagnol Carlos Sainz, et les Français Cyril Despres et Stéphane Peterhansel, sont au volant d'une Peugeot 2008 DKR dans l'édition 2015 du Rallye Dakar. Sébastien Loeb les rejoint pour l'édition 2016. Dès sa deuxième participation au Rally Dakar depuis 1990, Peugeot remporte l'édition 2016 de cette compétition, sa cinquième victoire au total. Avec neuf victoires en douze étapes courues (sans compter le prologue) et 21 podiums sur 36 (cinq doublés et deux triplés), le niveau de performance et de fiabilité de la jeune Peugeot 2008 DKR a étonné face à une concurrence présente en rallye raid au cours des neuf années précédentes. Peugeot a occupé sans discontinuer la première place du classement général dès la première véritable étape courue. Stéphane Peterhansel gagne le classement final avec quatre victoires d'étapes, Cyril Depres est 7e, Sébastien Loeb 9e avec quatre victoires d'étapes et Carlos Sainz abandonne, mais compte deux victoires d'étapes.
Peugeot et son 2008 DKR Évolution ont gagné les deux premières places du rallye de la Route de la Soie 2015, couru en Russie et en Chine sur 5 442 km.
En 2017, Peugeot utilise une 3008 DKR, qui est une évolution de la 2008 DKR. Ainsi, elle reste une deux roues motrices diesel. Parmi les évolutions majeures, on peut noter un nouveau design, semblable à celui du 3008 II de série, un moteur revu, avec la bride de turbo qui passe de 39 à 38 mm dû à la nouvelle réglementation FIA, ce qui entraîne la perte d'environ 20 ch, compensée par un travail sur la facilité d'utilisation de moteur à bas régime. Peugeot remporte le Rallye Dakar 2017, en gagnant neuf des dix étapes et en réalisant le triplé. L'édition 2018 est remportée par Carlos Sainz qui a rejoint Peugeot en 2015.

### Championnat du monde de rallycross
Peugeot Sport est de retour en rallye en 2015, au sein du Championnat du monde de rallycross qu'il remporte avec une Peugeot 208 WRX.

### Endurance

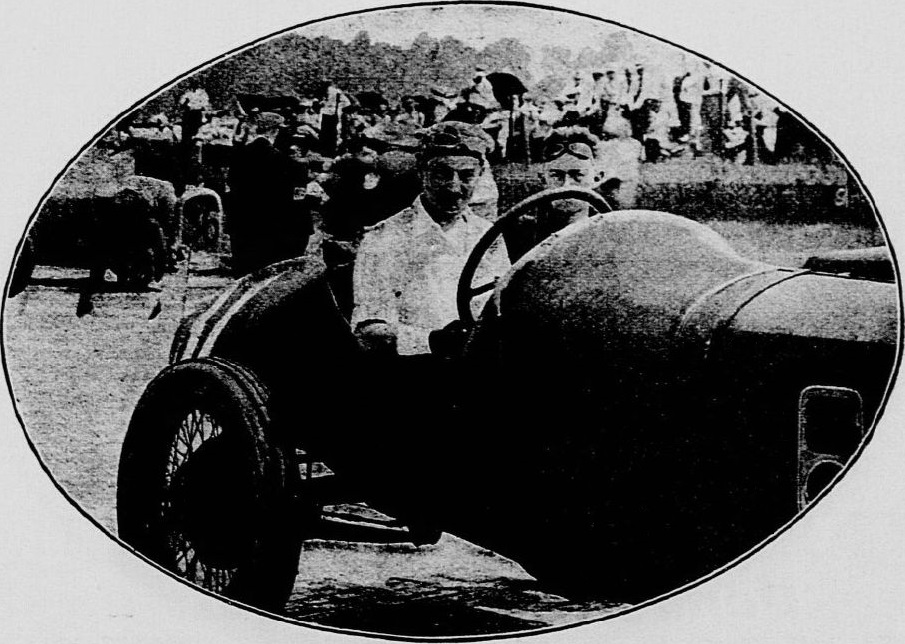
A. Boillot à la Targa Florio 1919.

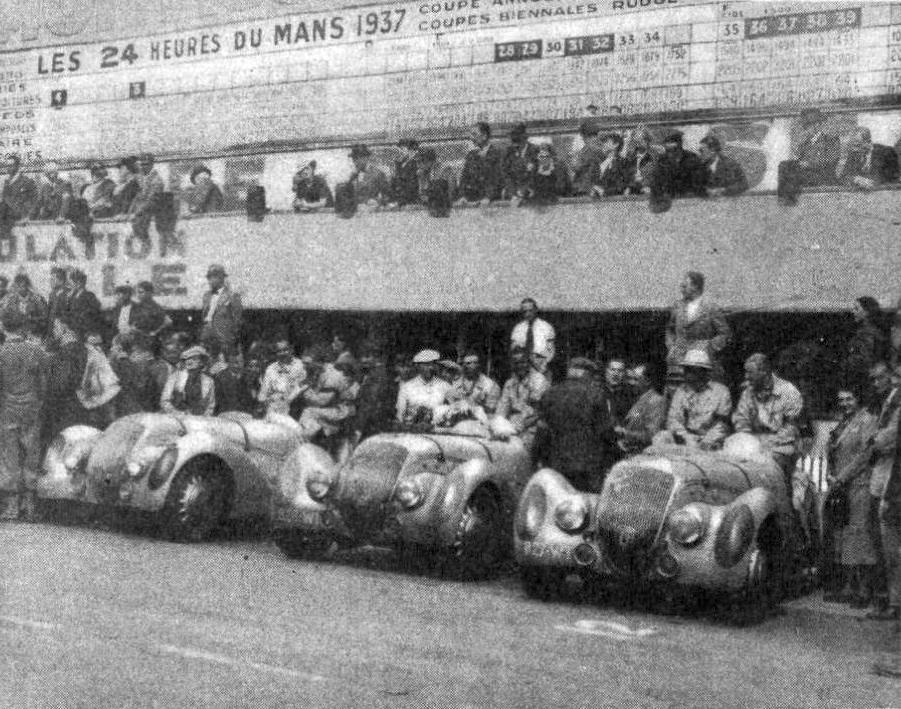
L'équipe Peugeot aux 24 Heures du Mans 1937 (seule complète à l'arrivée).

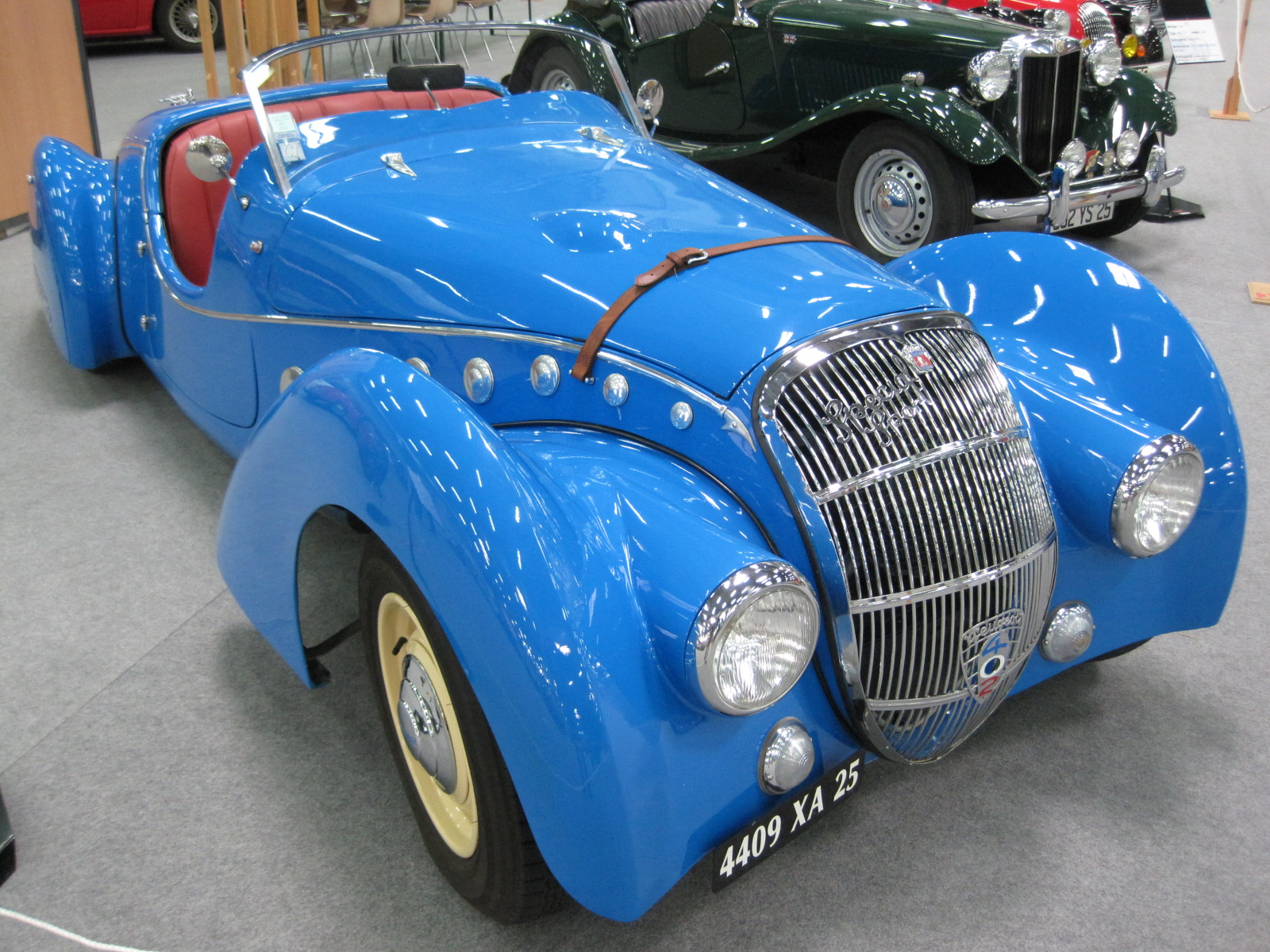
Peugeot 402 Darl'mat, 5e au Mans en 1938.

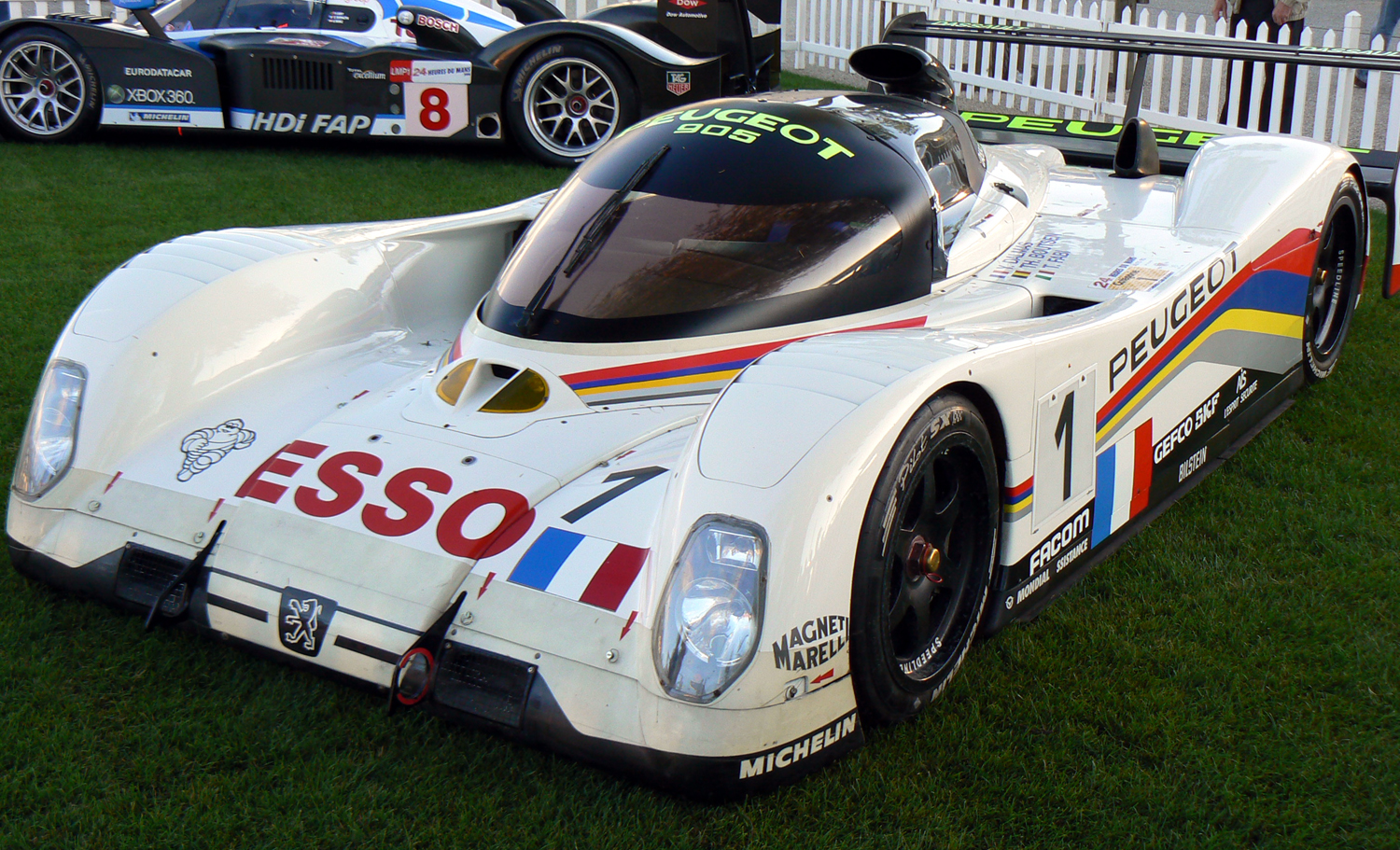
Peugeot 905 victorieuse des 24 Heures du Mans en 1992 et 1993.

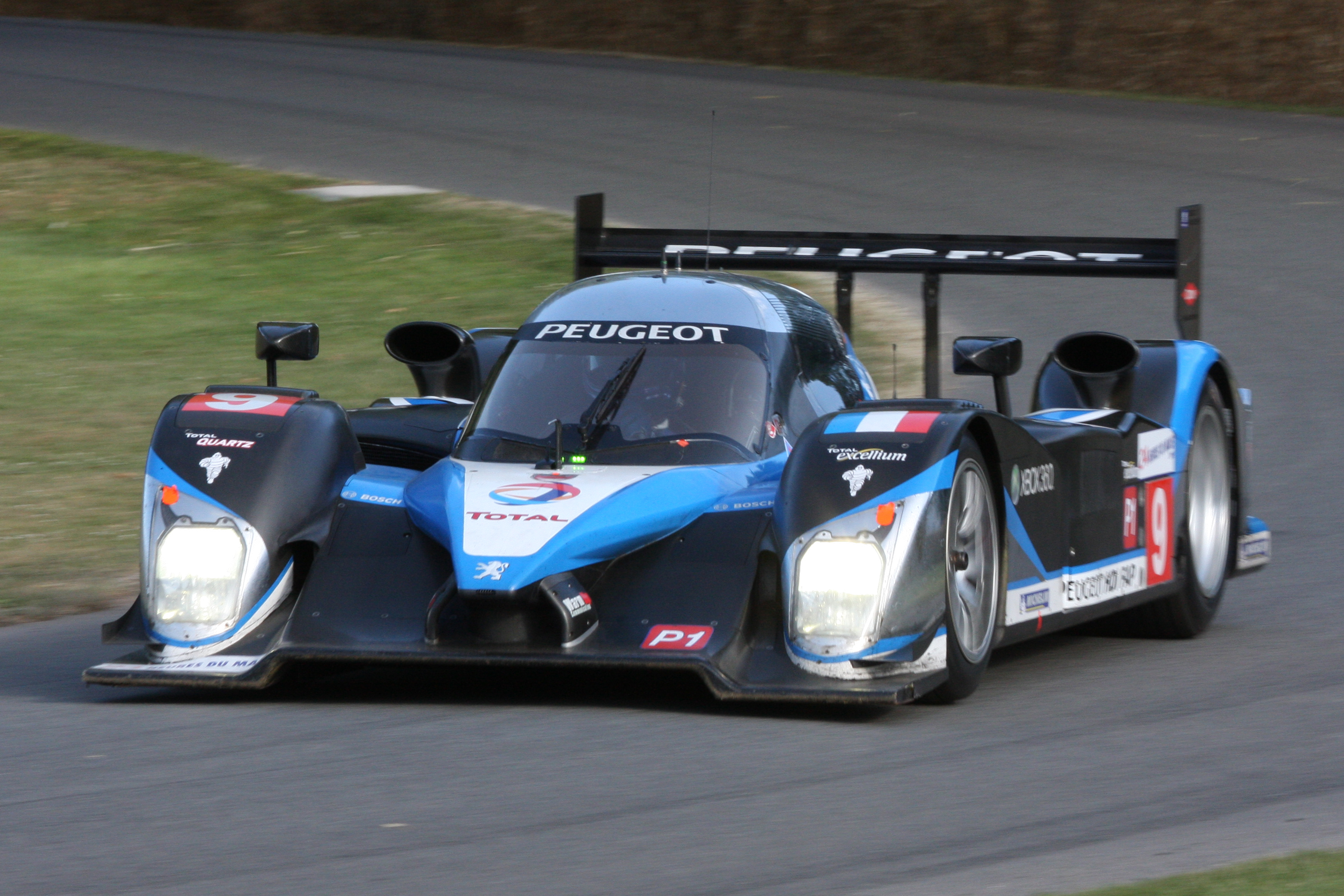
La Peugeot 908 HDi FAP victorieuse aux 24 Heures du Mans 2009.

En 1919, André Boillot remporte la mythique Targa Florio au volant du type L25. En 1926, il s'adjugera successivement les 24 Heures de Spa et les 24 Heures de Monza, toujours sur Peugeot.
Dès 1938, le constructeur au Lion a remporté une victoire de catégorie aux 24 Heures du Mans avec la Peugeot 402, cinquième au classement général.
Peugeot a connu son heure de gloire aux 24 Heures du Mans lors des éditions 1992 et 1993, avec la Peugeot 905. En 1992, la 905 Évo 1 bis no 1 (Yannick Dalmas / Mark Blundell / Derek Warwick) gagne la course, tandis que la no 2 finit troisième. En 1993, c'est le triplé, la voiture vainqueur étant la no 3 pilotée par Éric Hélary, Geoff Brabham et Christophe Bouchut.
Peugeot remporte également les titres pilotes et équipe en 1992 en championnat du monde des voitures de sport.
Par la suite, les moteurs Peugeot seront régulièrement présents en catégorie Le Mans Prototype, notamment en fournissant un V6 bi-turbo à l'écurie Pescarolo Sport de 2000 à 2003.
Lors de l'édition 2005, Peugeot annonce son nouveau défi technologique : gagner les 24 Heures du Mans 2007 avec une voiture propulsée par un moteur HDi, équipé du filtre à particules (FAP), la 908. Finalement, l'équipe place une de ses deux voitures à la deuxième place, juste derrière l'une des trois Audi R10 TDI. Elle remporte par ailleurs le titre Le Mans Series 2007.
Les saisons suivantes verront une victoire d'Audi aux 24 Heures du Mans 2008 alors que les 908 terminent deuxième, troisième et cinquième. Peugeot gagne en 2009 grâce à un doublé des voitures no 9 et no 8 et laisse la victoire à Audi en 2010 à la suite de l'abandon des trois 908 engagées. En parallèle, Peugeot remporte de nouveau en 2010, les Le Mans Series ainsi que les 12 Heures de Sebring et le Petit Le Mans.
En 2011, la Peugeot no 9, pilotée par Simon Pagenaud, Sébastien Bourdais et Pedro Lamy échoue à la seconde place, à 13,854 secondes de l'Audi no 2, seule rescapée de la marque allemande. Les deux autres Peugeot officielles finiront troisième et quatrième devant la Peugeot prêtée au team Oreca Matmut. Peugeot remporte d'ailleurs cette année-là l'Intercontinental Le Mans Cup côté pilotes et côté constructeurs en remportant toutes les courses sauf une, les 24 Heures du Mans.
Par le biais d'un communiqué publié le 18 janvier 2012, Peugeot annonce sa décision d'arrêter l'endurance avec effet immédiat, et ne courra donc pas dans le nouveau championnat du monde d'endurance en 2012 ni aux 24 Heures du Mans 2012.
Le 13 novembre 2019, Peugeot annonce son retour en endurance dans la catégorie reine au sein du championnat du monde d'endurance avec la participation aux 24 Heures du Mans, le programme est prévu pour 2022.
Après des débuts en demi-teinte avec une 4e place au classement final de la saison 2022 puis un cran en dessous au terme de la saison 2023, malgré une troisième place aux 6 Heures de Monza 2023, Peugeot poursuit son engagement dans le championnat en 2024.

### Grand Prix

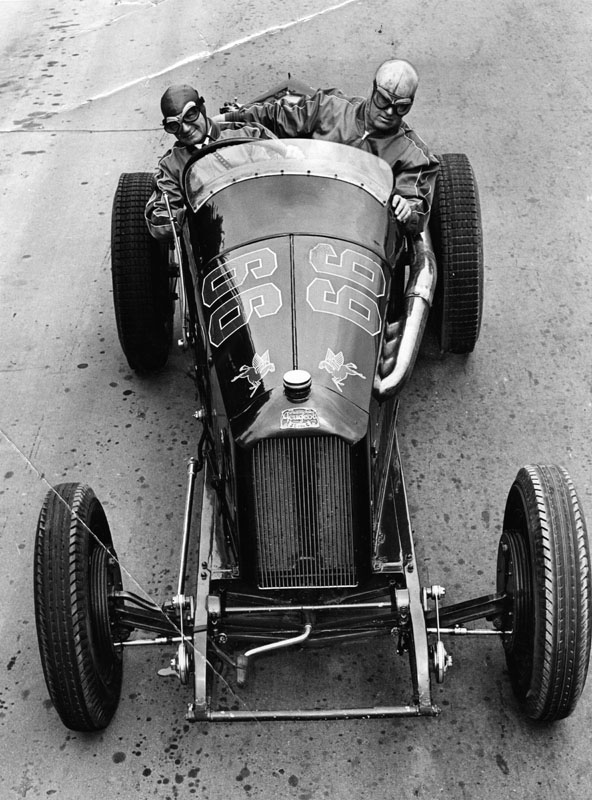
Ralph DePalma (G) sur Peugeot L76 (1916).

En juillet 1894, les quadricycles Peugeot à moteur sont aux premières places de la première compétition automobile de l'histoire, le Paris-Rouen (cinq véhicules dans les douze premiers). Lemaître est le premier coureur d'importance de la marque, second de celle-ci sur Peugeot Type 7 3hp, et vainqueur entre autres de Nice - La Turbie en 1899 avec la nouvelle 17hp : trois jours avant, il a remporté avec elle Nice-La Castellane-Nice ; quinze jours plus tard, il gagne encore le Pau-Bayonne-Pau. En 1909, Giosuè Giuppone remporte la Coupe des Voiturettes du Circuit de Boulogne.

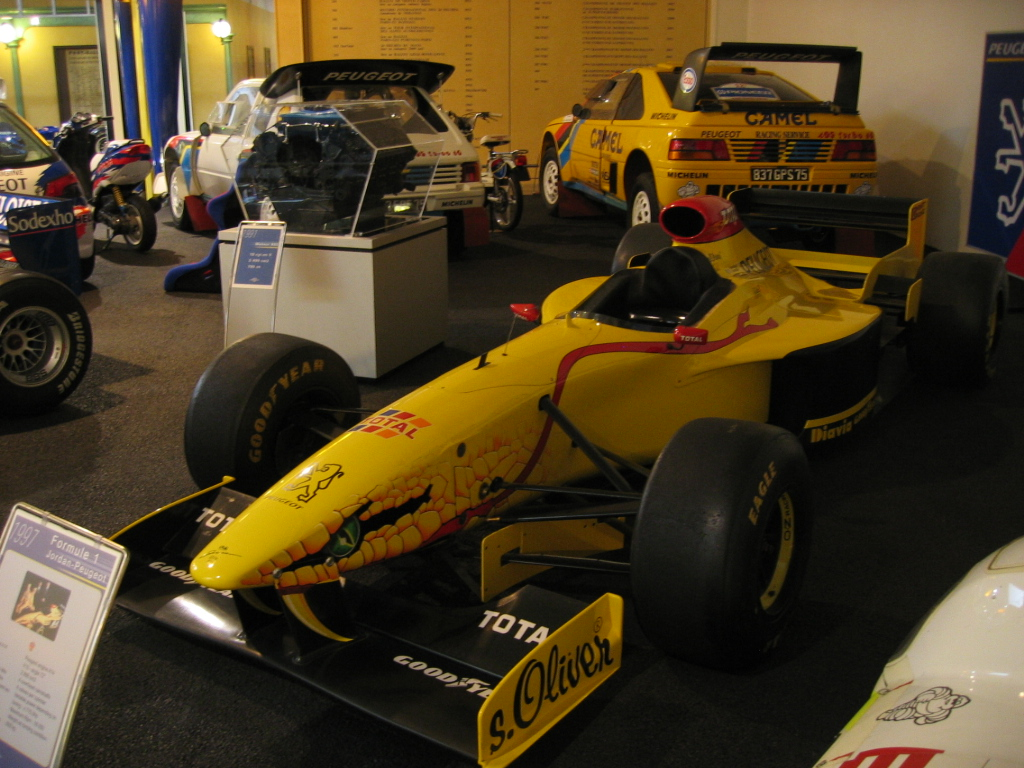
Jordan Peugeot 197.

À partir de 1912, Georges Boillot, Jules Goux, Arthur Duray, et Paolo Zuccarelli forment l'équipe Peugeot de Grands Prix. Au sein d'une petite structure autonome basée en région parisienne et surnommée « Les Charlatans » par les techniciens de l'usine Peugeot (eux-mêmes utilisant le terme de « Sorciers » entre eux), est conçue la révolutionnaire Peugeot L76 dotée pour la première fois au monde d'un double arbre à cames en tête et de quatre soupapes par cylindre (essentiellement due au coup de crayon de l'ingénieur suisse Ernest Henry). Le Grand Prix de l'ACF 1912 à Dieppe gagné par Boillot à la moyenne de 110,26 km/h figure parmi les nombreuses victoires de cette voiture, la plus célèbre d'entre elles étant celle de Goux aux États-Unis en 1913 dans les 500 miles d'Indianapolis, avant Dario Resta (1916, lequel remporte également la Coupe Vanderbilt en 1915 et 1916, toujours sur Peugeot), puis Howdy Wilcox (1919) qui porte à trois les succès de la marque dans l'épreuve. En 1916, Johnny Aitken gagne la Harvest Auto Racing Classic (en) toujours à Indianapolis, en Champ Car AAA.
Peugeot a aussi été présent sans grand succès en tant que motoriste en Formule 1, de 1994 à 2000, équipant notamment les équipes McLaren (1994), Jordan (1995 à 1997) et Prost Grand Prix (1998 à 2000). Comble de malchance, le meilleur résultat obtenu en F1, lors de la première saison avec Jordan, en 1995 au GP du Canada (2e et 3e avec Rubens Barrichello et Eddie Irvine) a été totalement occulté en France par le fait qu'il s'agissait aussi ce jour-là de la première victoire, et la seule, de Jean Alesi, un Français, sur Ferrari. Manque de chance également, l'écurie Jordan gagne son premier GP dans l'année qui suit le départ de Peugeot comme motoriste. Finalement, les moteurs Peugeot auront obtenu quatorze podiums en F1, dont cinq deuxièmes places. Leur meilleur classement au championnat constructeurs est la 4e place inaugurale de 1994 avec McLaren.

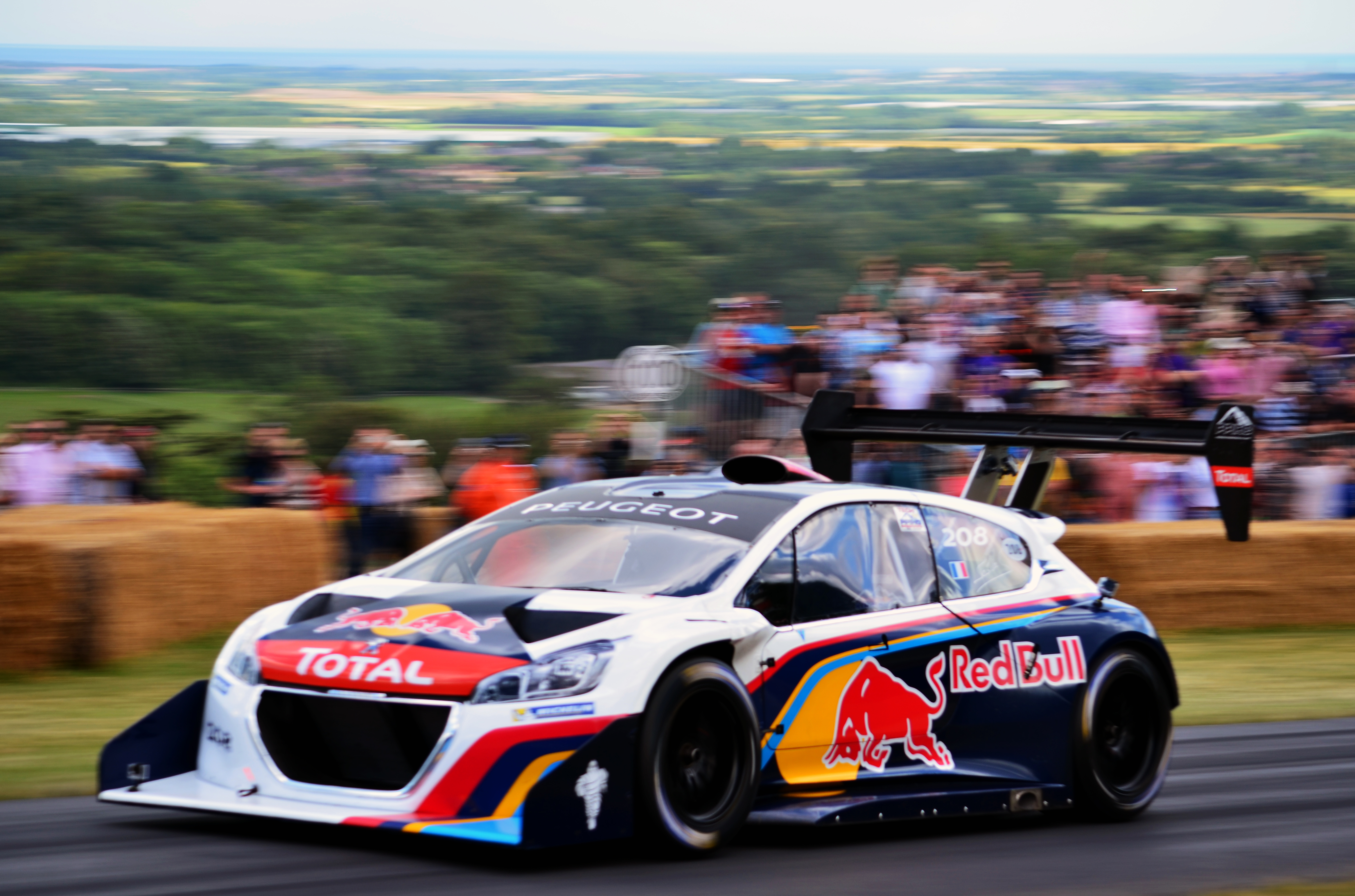
Sébastien Loeb a établi un nouveau record pour la course de en avec sa Peugeot 208 T16.

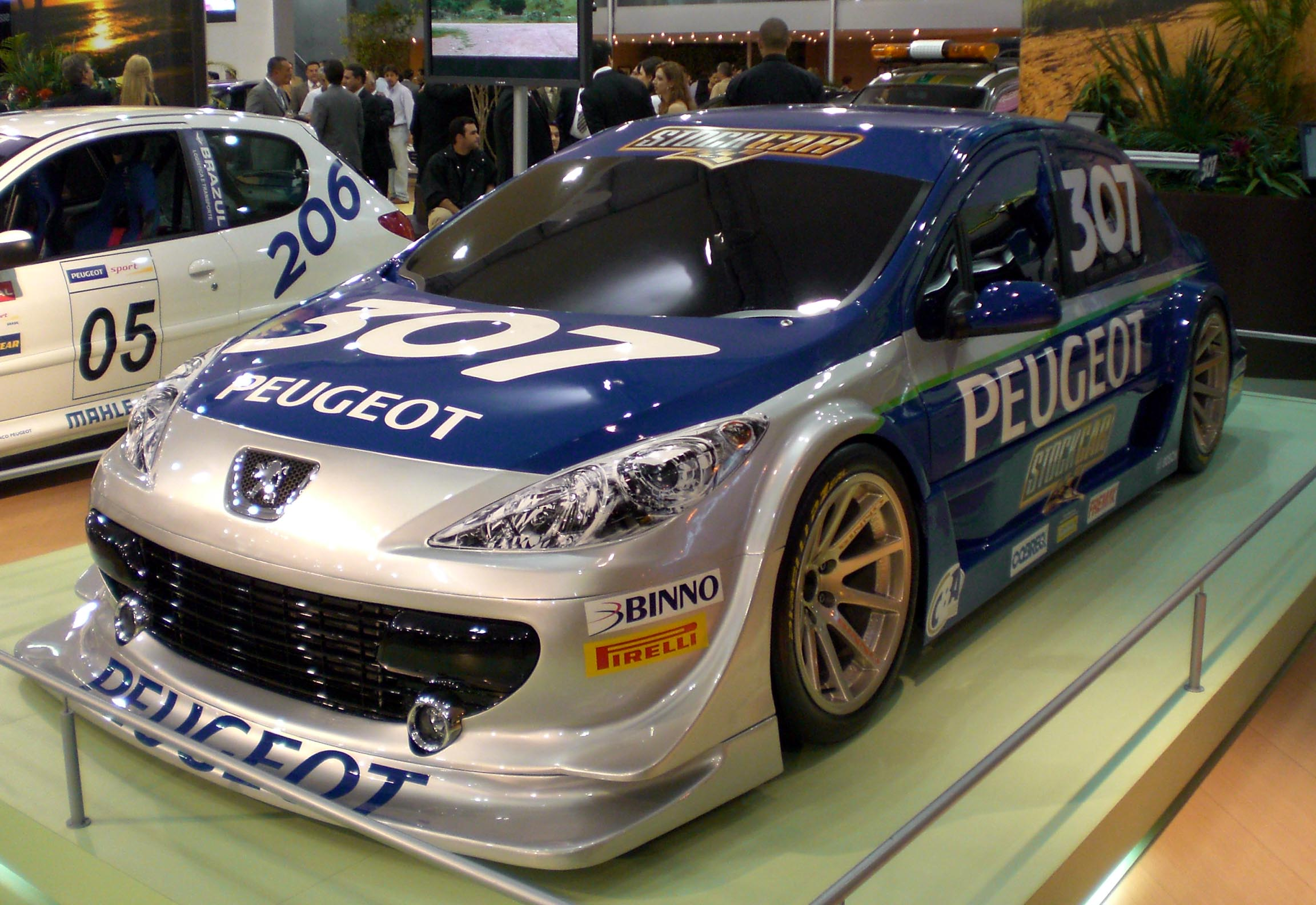
Peugeot 307 Stock Car Brazil.

### Course de côte
Au début des années 1910, l'aîné des frères Boillot remporte à trois reprises la course de côte du Mont Ventoux. Quelques décennies plus tard, à Pikes Peak, la Peugeot 205 Turbo 16 de Ari Vatanen échoue de peu en 1987, mais le Finlandais l'emporte en 1988 au volant de la Peugeot 405 Turbo 16. Sur cette même voiture, Robby Unser gagne en 1989. En 2013, Sébastien Loeb remporte la course de Pikes Peak avec la Peugeot 208 T16, en établissant un nouveau record, amélioré de 20 %.

### Tourisme
En 1923 (triplé), 1924 et 1925, la marque gagne le Grand Prix de l'A.C.F. de la spécialité, avec André Boillot (2) et Christian Dauvergne, sur 174S (2) et 18CV.
La Peugeot 306 GTi s'est imposée dans l'importante course d'endurance des 24 Heures de Spa, en 1999 et 2000.

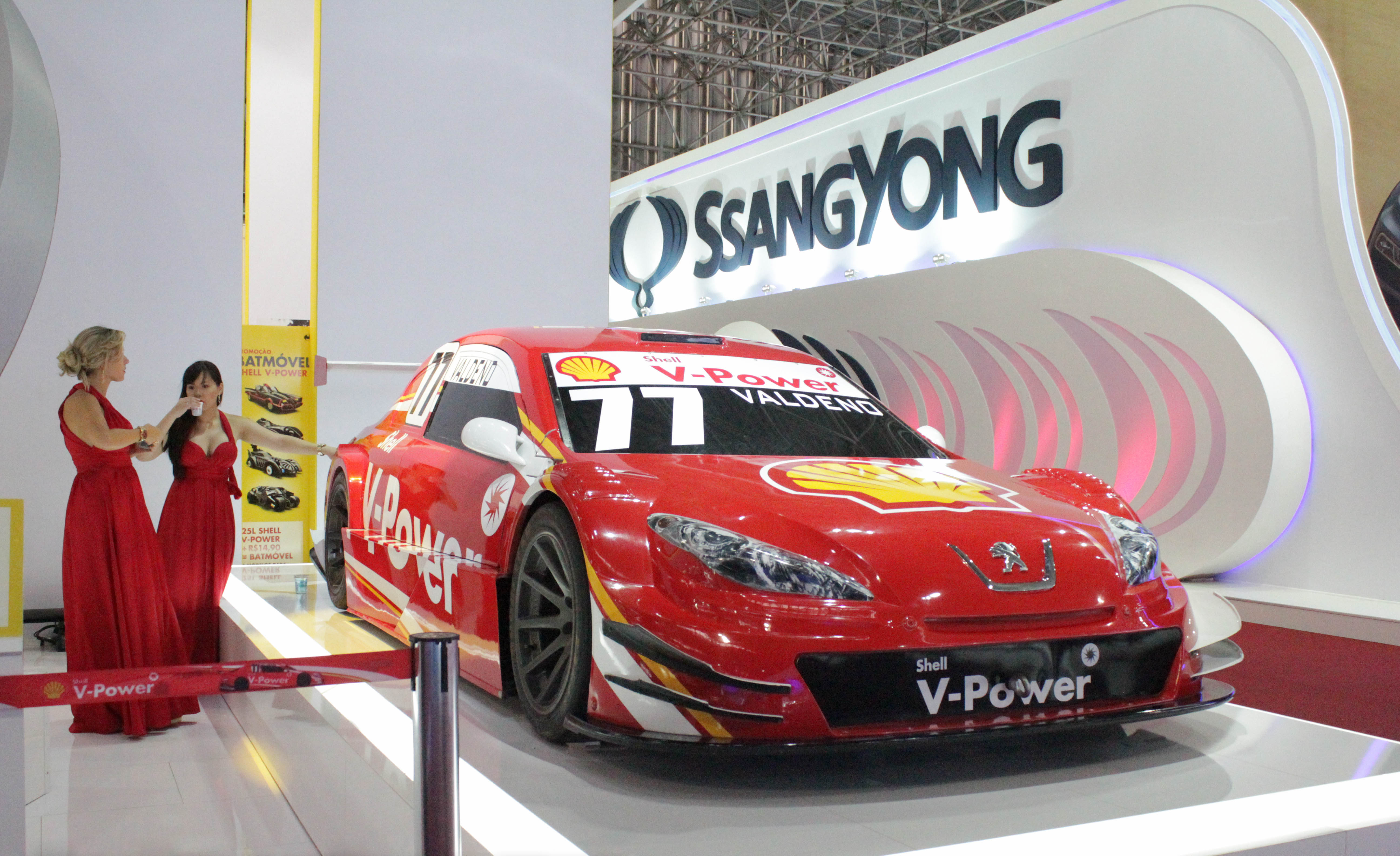
Peugeot 408 StockCar.

Peugeot a obtenu de nombreux succès dans la Asian Touring Car Series, obtenant les championnats en 2000, 2001 et 2002 avec la Peugeot 306 GTi.
Peugeot a remporté cinq fois le Championnat danois de Touringcar, à la fois avec la Peugeot 306 — vainqueur en 1999, 2000 et 2001 — et avec la Peugeot 307, vainqueur en 2002 et 2003.
Peugeot a connu le succès dans la compétition de Stock Car Brasil, et a gagné les championnats de 2008, 2009 et 2011.
En 2013, la Peugeot 208 GTi obtenu un triplé victorieux à la course d'endurance des 24 Heures du Nürburgring.
Peugeot a acquis deux fois le championnat Argentin de Super TC 2000, en 2014 et 2015 avec sa Peugeot 408, en devançant Renault et sa Renault Fluence.

## Modèles d'automobiles Peugeot
Le premier chiffre est lié à la position du modèle dans la gamme, le dernier à sa génération. Sur le plan marketing, cette idée simple fait économiser à Peugeot des millions en publicité : lorsqu'une voiture se nomme Peugeot 204, on sait d'emblée qu'elle succède à la Peugeot 203 et se situe dans la gamme plus près de la Peugeot 104 que de la Peugeot 404. Il existe néanmoins des exceptions comme la 309 antérieure aux 306 et 307. On note également plusieurs « saut + 2 » lorsque la série 60y est directement passée de la 605 à la 607 (de même pour les 302/304, 104/106), un « saut + 3 » avec les 505/508, voir quelques « saut + 4 », les 104 et 504 inaugurant leurs séries, et un « saut + 6 » avec la 806, même si une 802 avait été envisagée avant guerre.
Peugeot a déposé dans le domaine automobile les désignations x0y pour ses modèles. C'est ainsi que la Porsche 901 sera commercialisée sous le nom de Porsche 911 à la demande de Peugeot. En revanche, le Boeing 707 n'est pas concerné parce que ce n'est pas une voiture et parce que Boeing a déposé de son côté les noms de modèles d'avion en 7x7.
On retrouve souvent l'anecdote selon laquelle il s'agissait initialement d'intégrer le trou de la manivelle de démarrage moteur au numéro du modèle. Cette astuce n'a pourtant pas été utilisée sur les premiers modèles à zéro central (301, 401 et 601) mais seulement sur quelques modèles qui ont suivi, les 302 et 402 par exemple. Bien plus récemment, le zéro central sert de bouton d'ouverture du coffre sur les 307 CC, 407, 607 et 508.
La multiplicité des modèles a décidé Peugeot à introduire un double zéro sur certains de ses modèles futurs en lieu et place du zéro central unique, afin d'augmenter le nombre de désignations disponibles tout en gardant un air de famille dans les désignations de la gamme. Dans un premier temps, ce double zéro ne sert qu'aux modèles « spéciaux » qui cohabitent avec les modèles ayant un simple zéro (107 et 1007 ou 308 et 3008 par exemple), puis, avec la mode des SUV, le double zéro permet la création d'une gamme composée uniquement de SUV (2008, 3008 II, 4008 et 5008 II).
Plus récemment, durant la série en « 8 » (Peugeot 208, 508), Peugeot a dû réfléchir au nom de ses prochains modèles. Le rapprochement de la dizaine, combiné à l'existence récente d'un modèle en « 9 » (la Peugeot 309), annonçait des difficultés à nommer les générations à venir. D'aucuns ont soulevé l'idée d'un retour aux numéros précédents (ex. : Peugeot 201, Peugeot 301), mais cela paraissait peu probable et aurait pu créer certaines confusions. D'autres ont émis l'idée que Peugeot bloquerait les numéros actuels pour s'en servir comme modèle unique, et c'est ce qui a été effectivement leur choix (ex. : Renault a sa Clio I, II, III et IV, Peugeot aura sa 208 I, II). Le premier numéro sera donc celui de la catégorie du véhicule, le deuxième le fameux zéro central et le troisième sera le « 8 » (numéro porte-bonheur en Chine). Il en sera de même pour les véhicules porteurs de quatre chiffres. La seule exception concerne les véhicules à bas coût, qui se verront greffer un « 1 » en lieu et place du « 8 ».

### Gamme actuelle
Berline/break
- Peugeot 208 II (2024 -), citadine polyvalente.
- Peugeot 308 III (septembre 2021-), berline compacte.
- Peugeot 408 (juin 2022-), berline familiale.
- Peugeot 508 II (février 2018-),  familiale routière typée coupé 4 portes, restylée en 2023

SUV
- Peugeot 2008 II (octobre 2019-), SUV urbain, restylée en 2023.
- Peugeot 3008 III (2023-), SUV compact.
- Peugeot 5008 III (2024-), SUV familial, disponible en version 5 et 7 places.

Utilitaire/ludospace
- Peugeot Partner III / Peugeot Rifter (2018-), utilitaire léger et ludospace, restylé en 2023
- Peugeot Expert III / Peugeot Traveller (2016-), utilitaire léger et ludospace restylé en 2023
- Peugeot Boxer II (mai 2006-), camionnette, restylée en 2014 puis en 2023

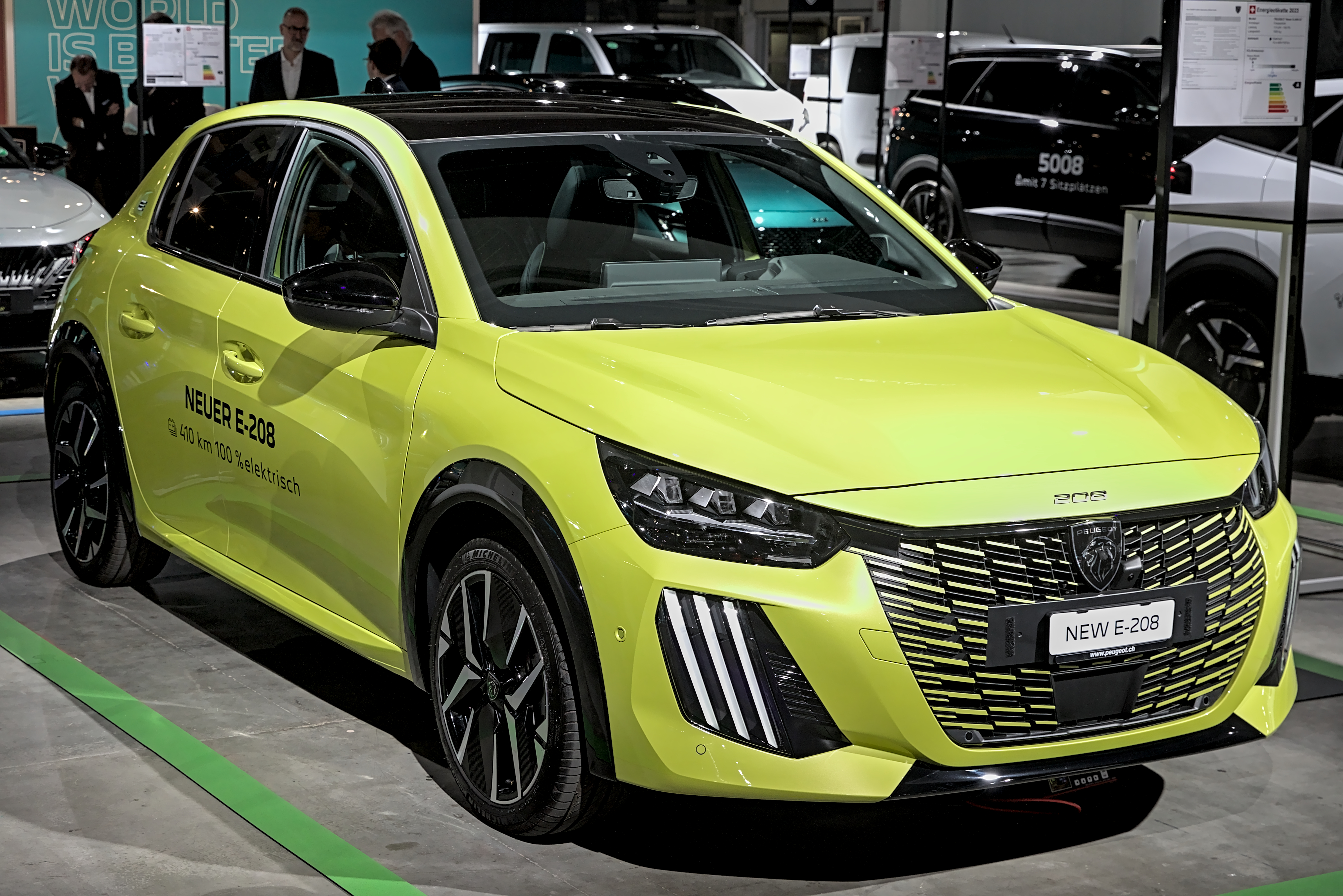
Peugeot 208 II.
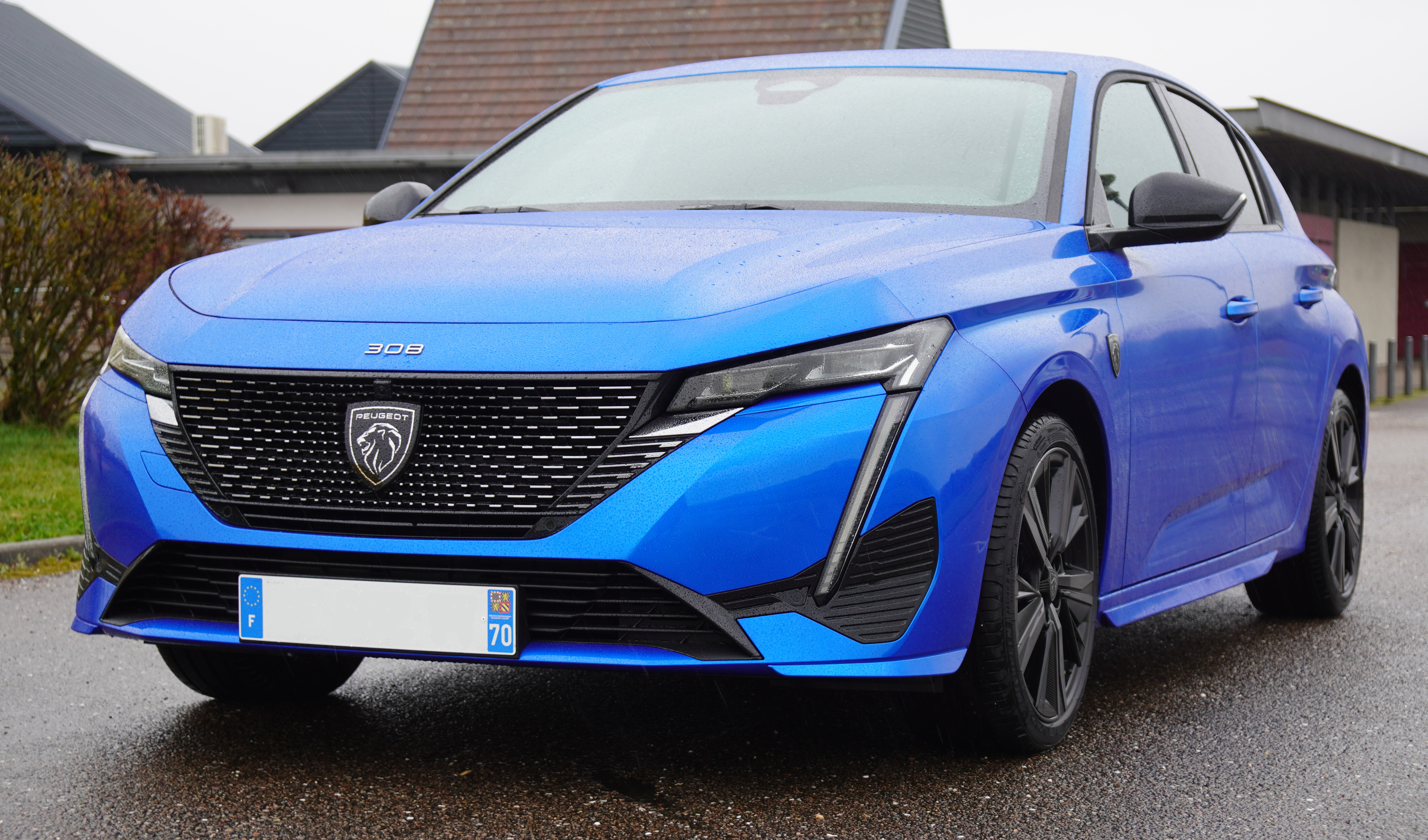
Peugeot 308 III.
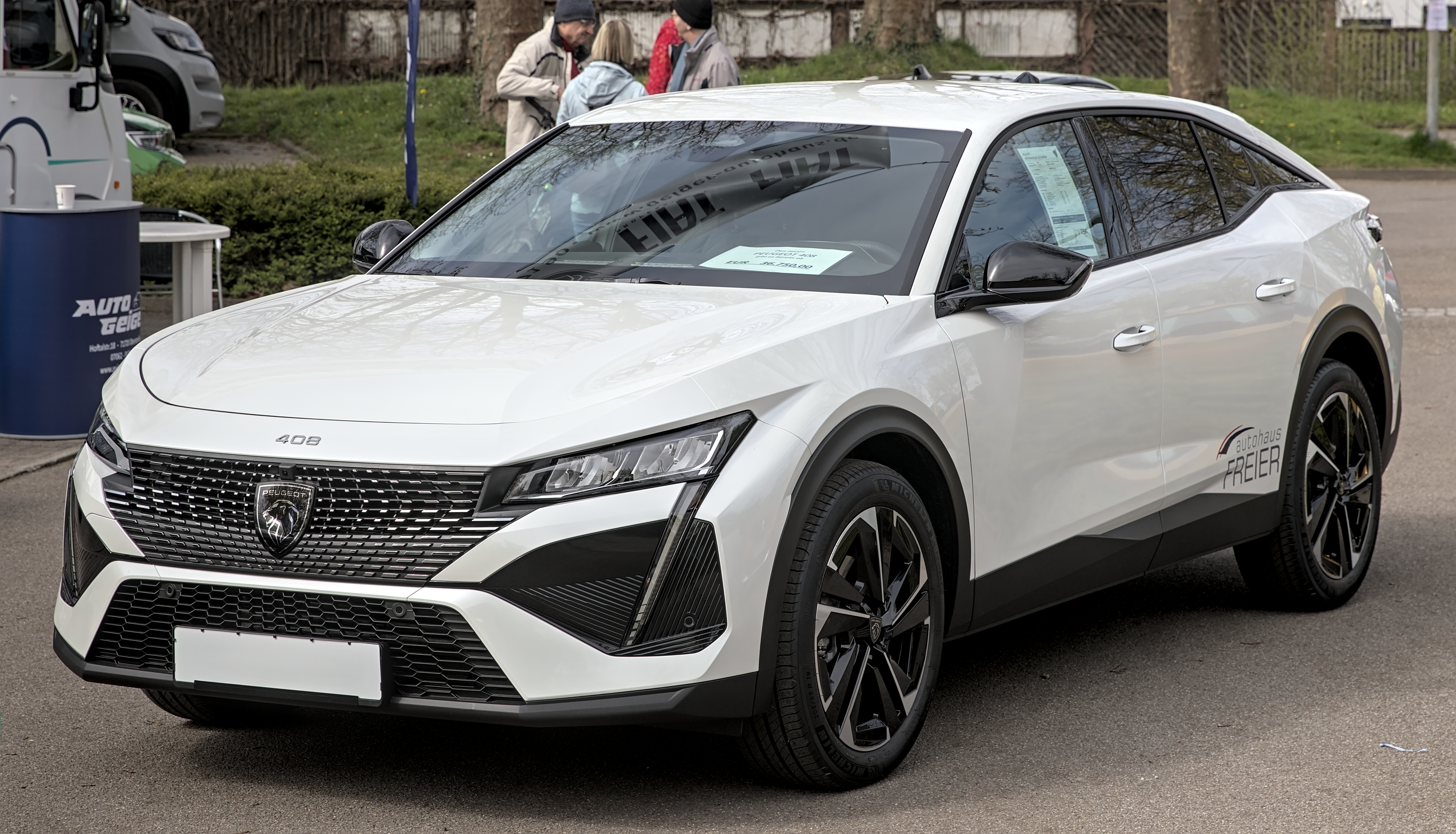
Peugeot 408.
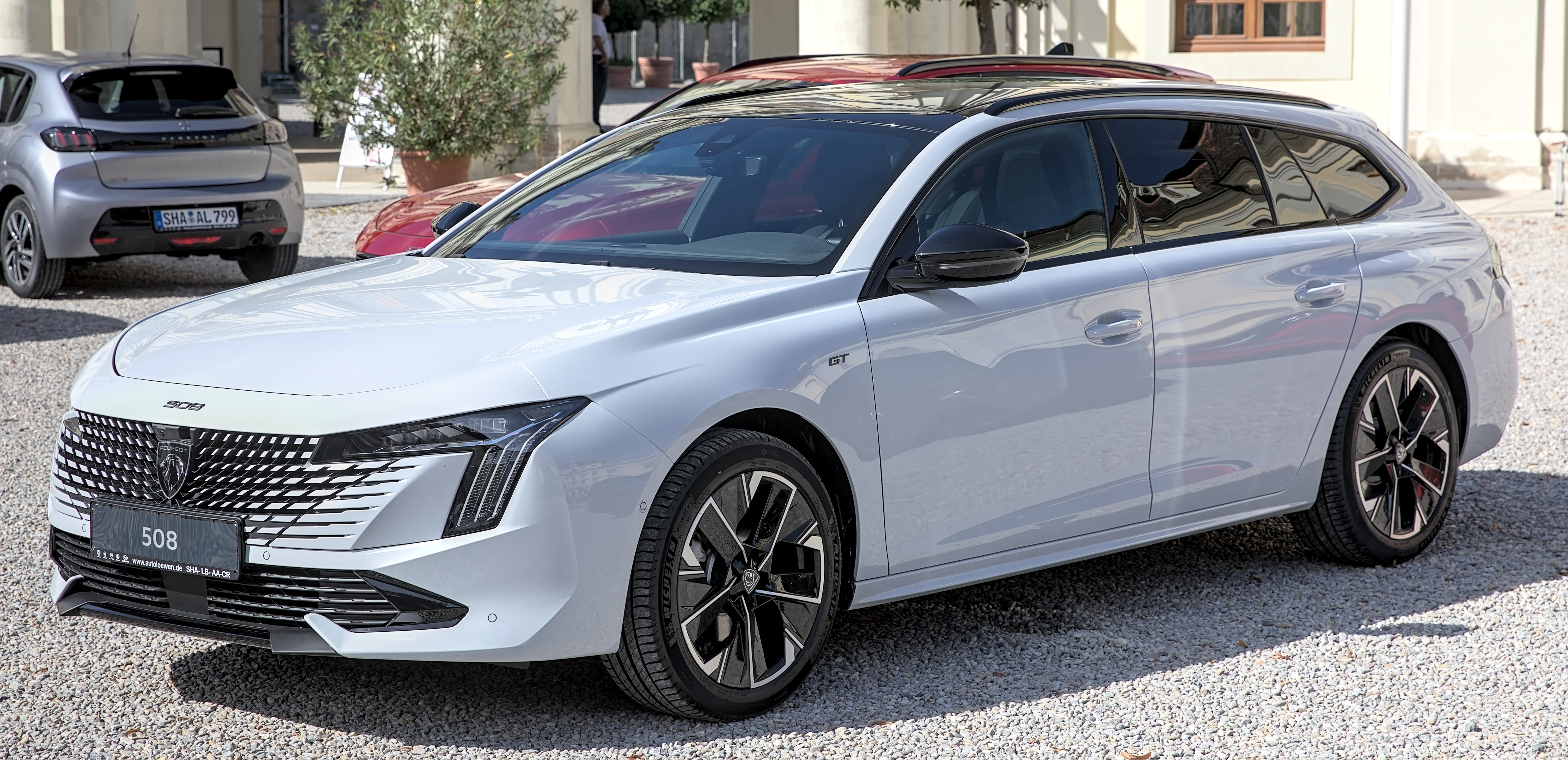
Peugeot 508 II restylée, version break SW.
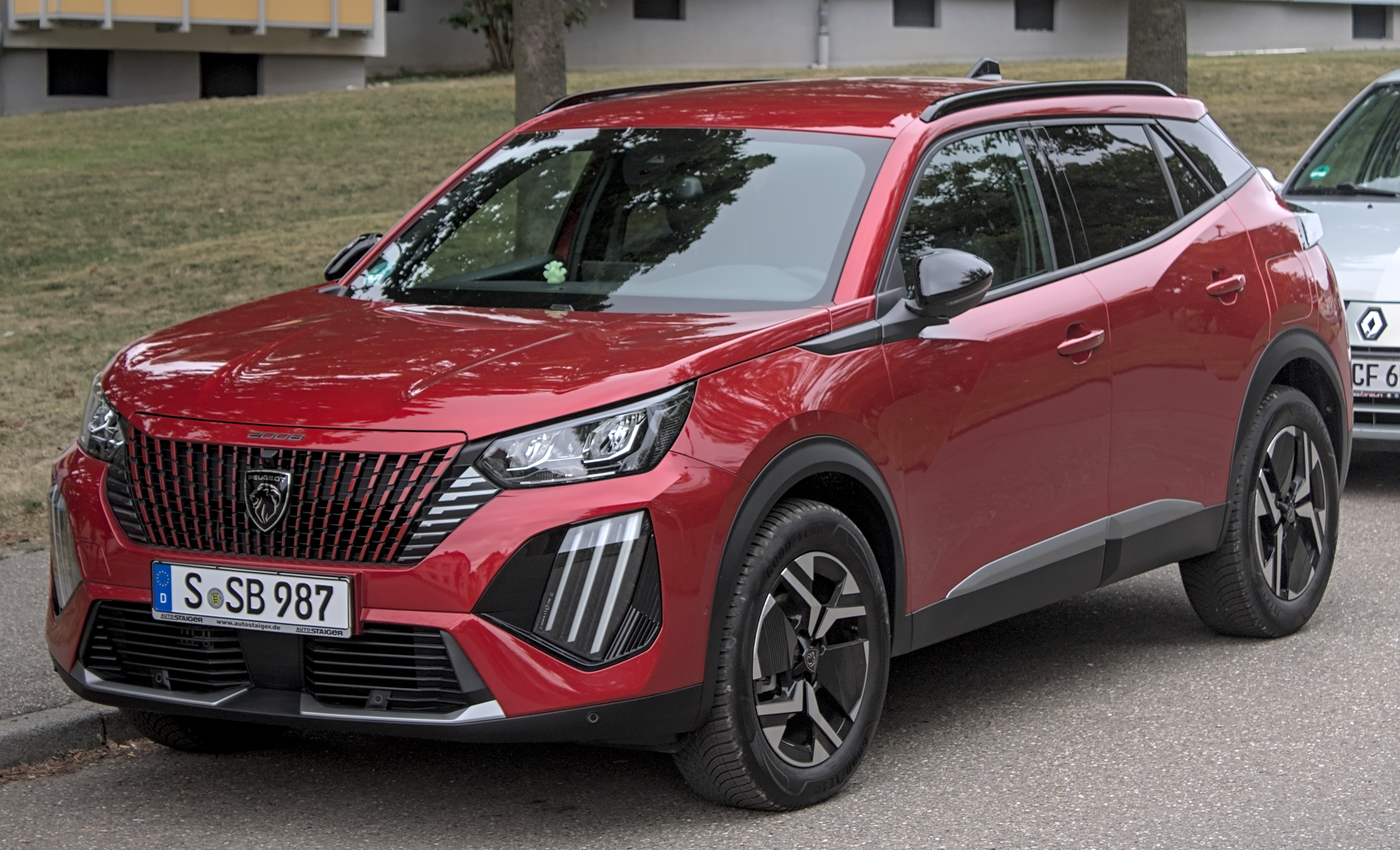
Peugeot 2008 II.
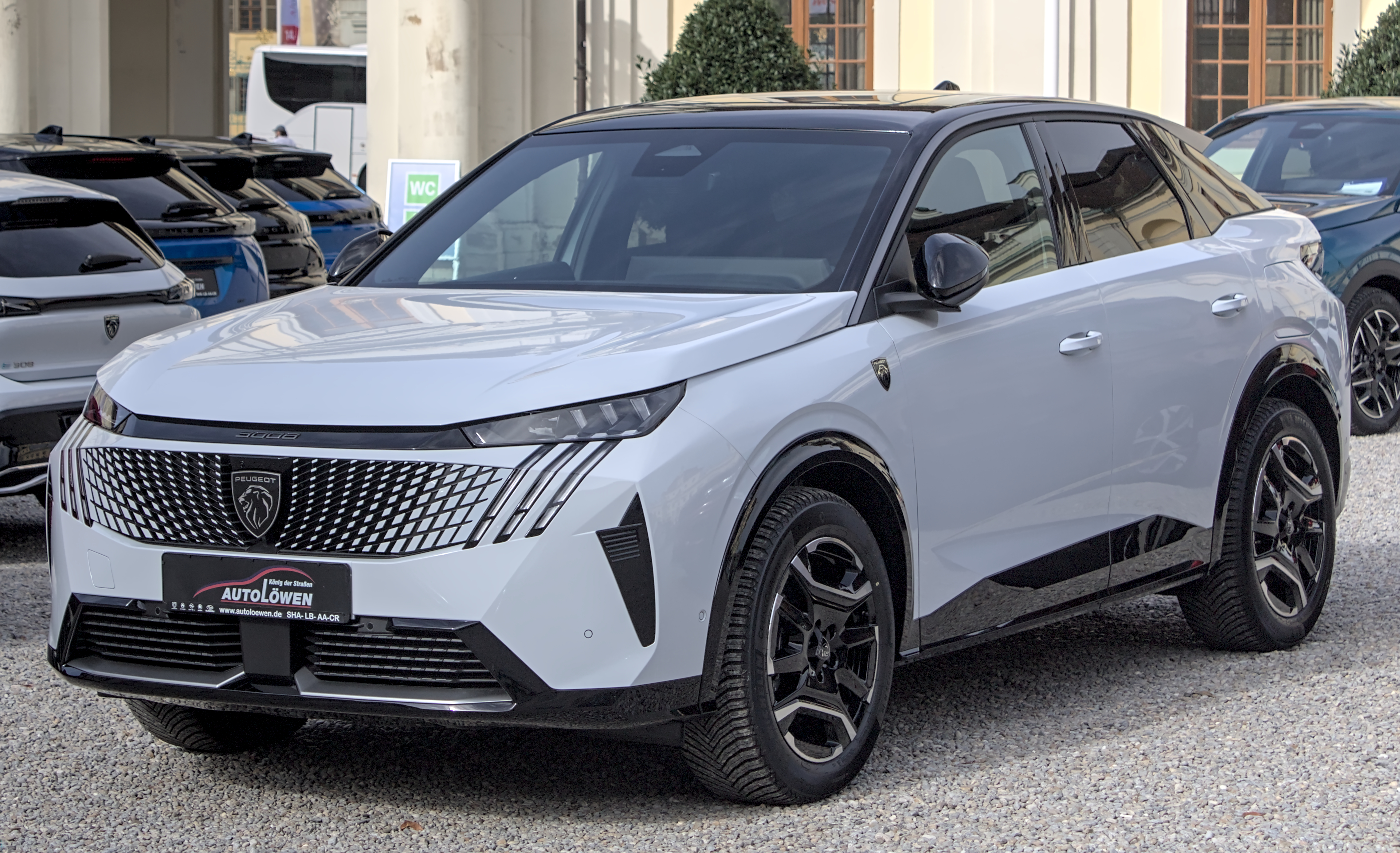
Peugeot 3008 III.
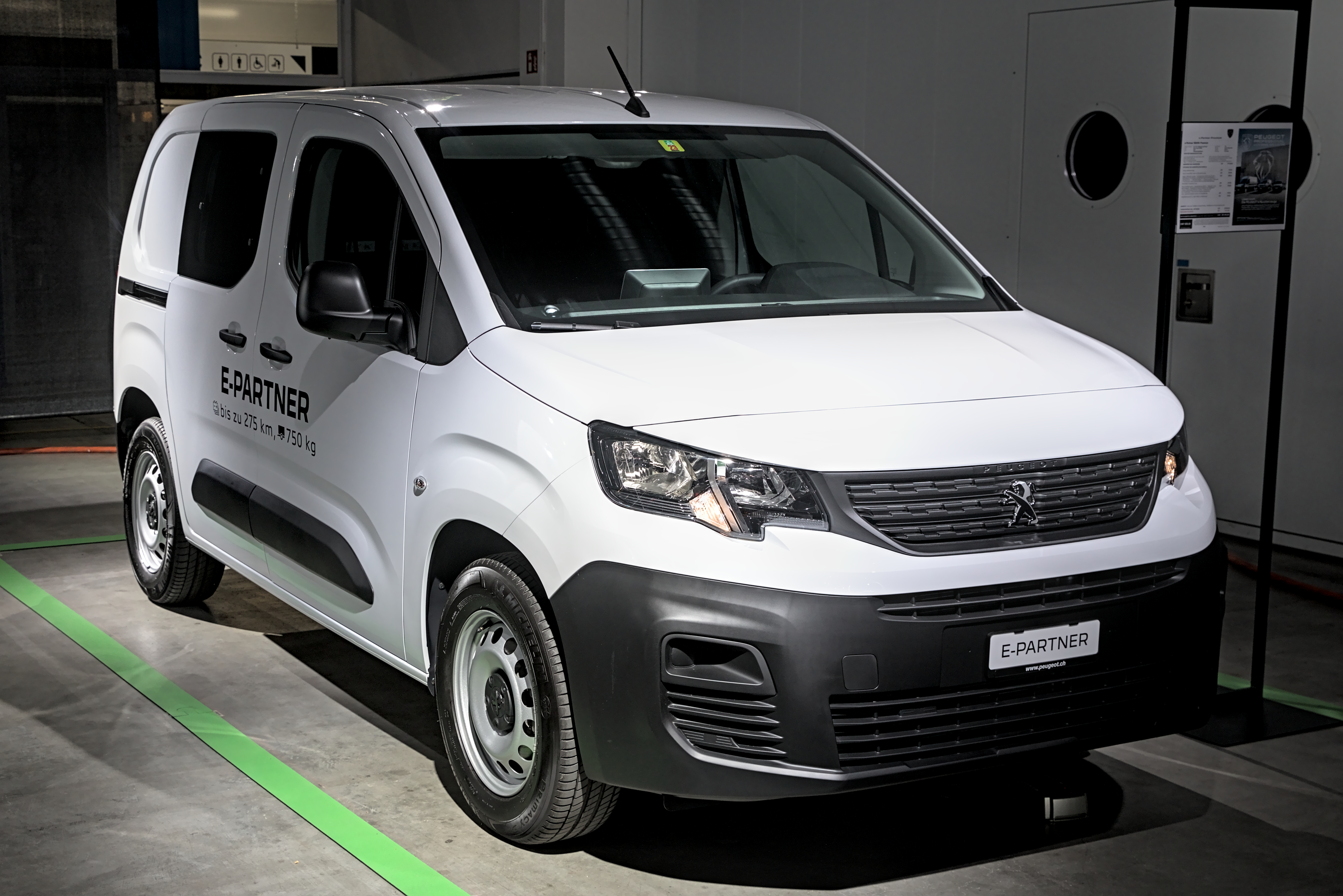
Peugeot Partner III / Peugeot Rifter.
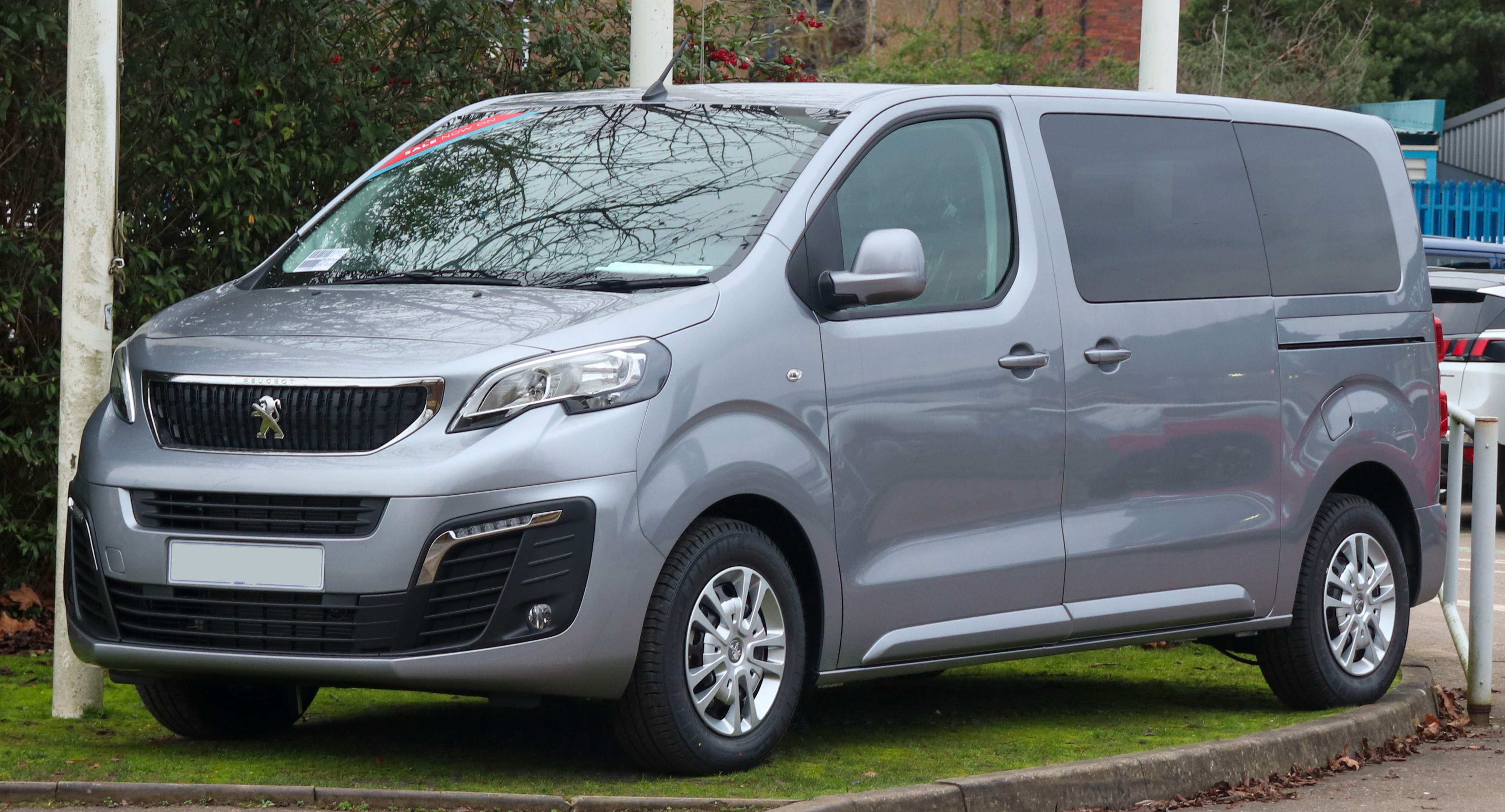
Peugeot Expert III / Peugeot Traveller.
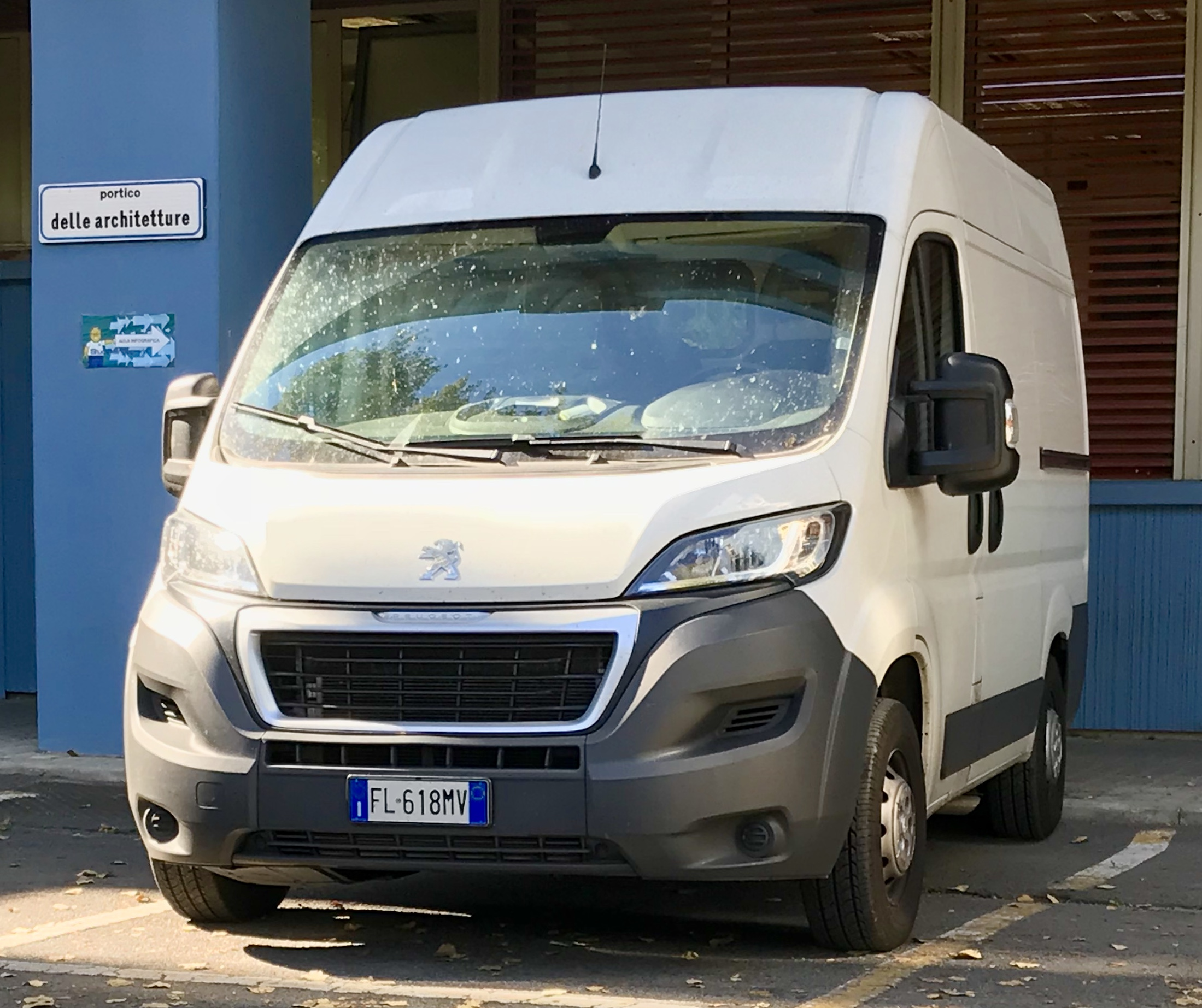
Peugeot Boxer II.

### Dénominations: type puis série numérique

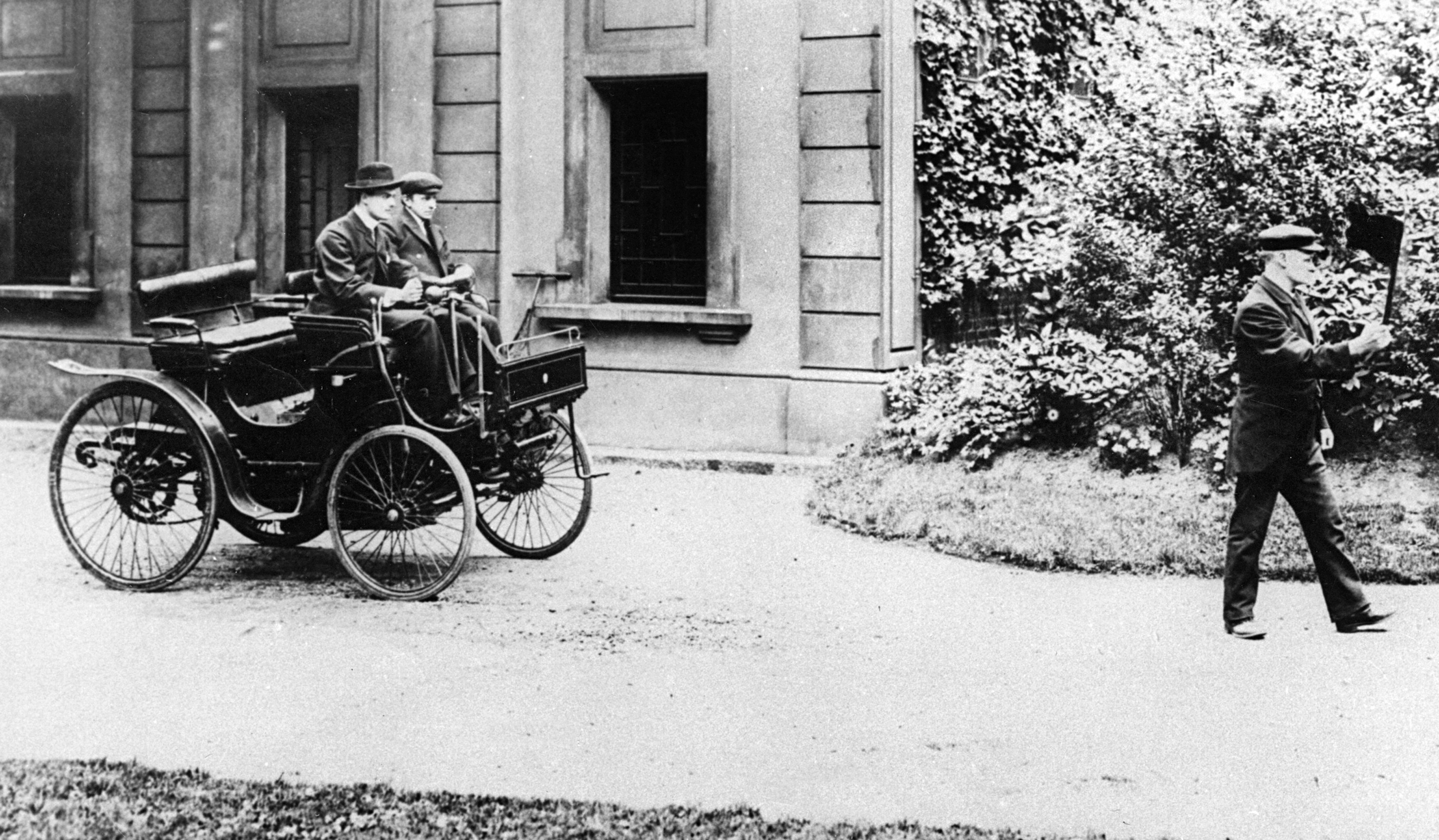
Charles Rolls, cofondateur de Rolls-Royce, conduisant une Type 13 (ou 14).

Années 1889-1897 : Les premières automobiles à moteur Daimler.
- 1889 : Type 1
- 1890 : Type 2
- 1891 : Type 3
- 1892 : Type 4
- 1894 : Type 5
- 1894 : Type 6
- 1894 : Type 7
- 1894 : Type 8
- 1894 : Type 9
- 1894 : Type 10
- 1895 : Type 11
- 1895 : Type 12
- 1895 : Type 13

Années 1897-1902 : Les premières automobiles à moteur Peugeot.
- 1897 : Type 14
- 1897 : Type 15
- 1897 : Type 16
- 1897 : Type 17
- 1897 : Type 18
- 1897 : Type 19
- 1897 : Type 20
- 1898 : Type 21
- 1898 : Type 22
- 1898 : Type 23
- 1898 : Type 24
- 1898 : Type 25
- 1899 : Type 26
- 1899 : Type 27
- 1899 : Type 28
- 1899 : Type 29
- 1900 : Type 30
- 1901 : Type 31
- 1901 : Type 32
- 1901 : Type 33
- 1901 : Type 34
- 1901 : Type 35

Années 1900 :
- 1902 : Type 36
- 1903 : Type 37
- 1903 : Type 39
- 1903 : Type 42
- 1903 : Type 43
- 1903 : Type 44
- 1903 : Type 48
- 1903 : Type 49
- 1903 : Type 50
- 1904 : Type 54
- 1904 : Type 56
- 1904 : Type 57
- 1904 : Type 58
- 1904 : Type 61
- 1904 : Type 62
- 1904 : Type 63
- 1904 : Type 64 (camion)
- 1904 : Type 65
- 1904 : Type 66
- 1904 : Type 67
- 1905 : Type 68
- 1905 : Type 69
- 1905 : Type 71
- 1905 : Type 72
- 1905 : Type 73
- 1905 : Type 76
- 1905 : Type 77
- 1906 : Type 78
- 1906 : Type 80
- 1906 : Type 81
- 1906 : Type 82
- 1906 : Type 83
- 1906 : Type 85
- 1907 : Type 88
- 1907 : Type 91
- 1907 : Type 92
- 1907 : Type 93
- 1907 : Type 95
- 1907 : Type 96
- 1907 : Type 99
- 1906 : Lion VA
- 1906 : Lion VC
- 1908 : Lion VY
- 1908 : Type 101
- 1908 : Type 103
- 1908 : Type 104
- 1908 : Type 105
- 1908 : Type 106
- 1908 : Type 107
- 1908 : Type 108
- 1908 : Type 120
- 1909 : Lion VC2
- 1909 : Type 111
- 1909 : Type 112
- 1909 : Type 113
- 1909 : Type 116
- 1909 : Type 117
- 1909 : Type 118

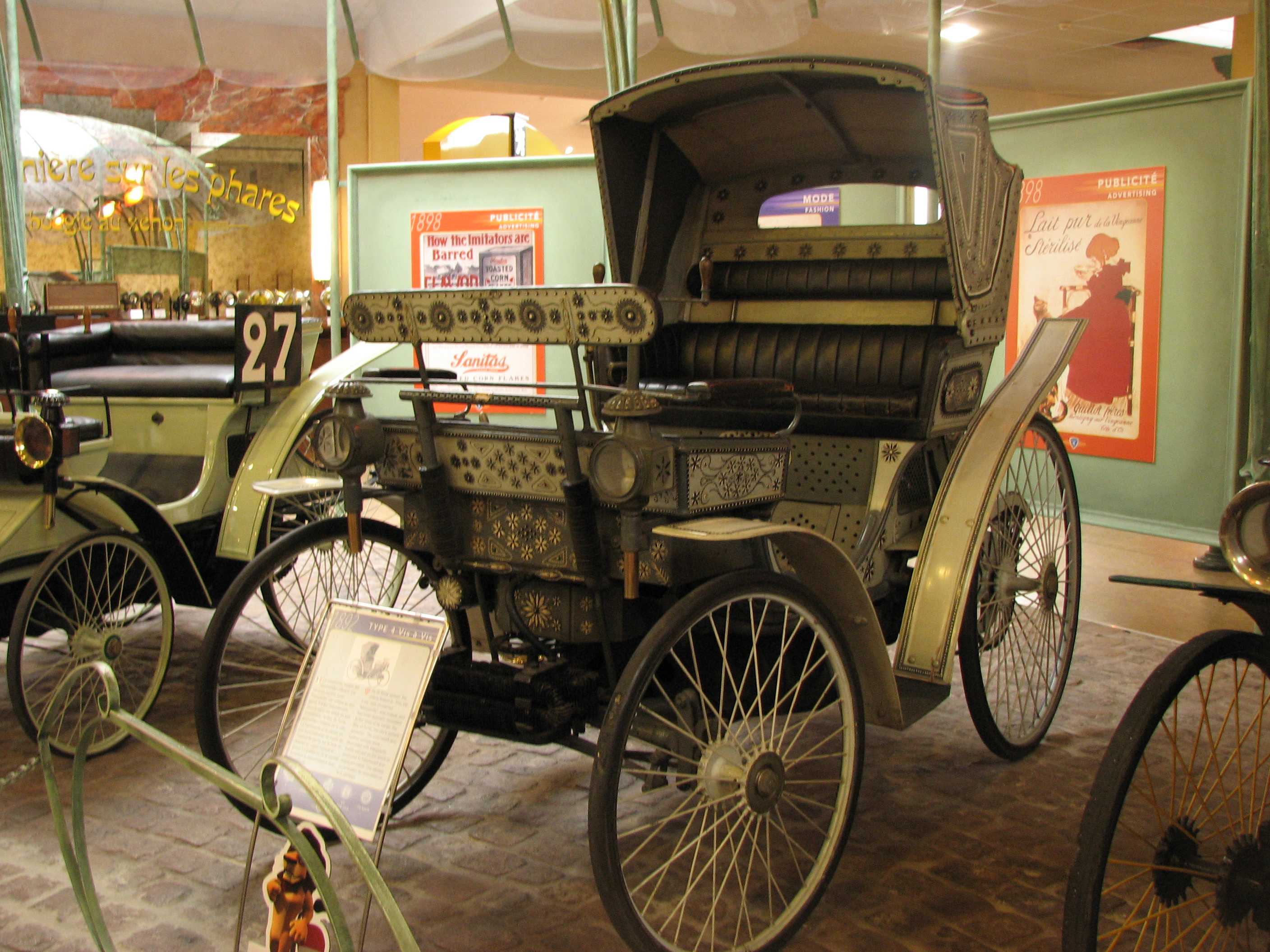
Peugeot Type 4 (1892).
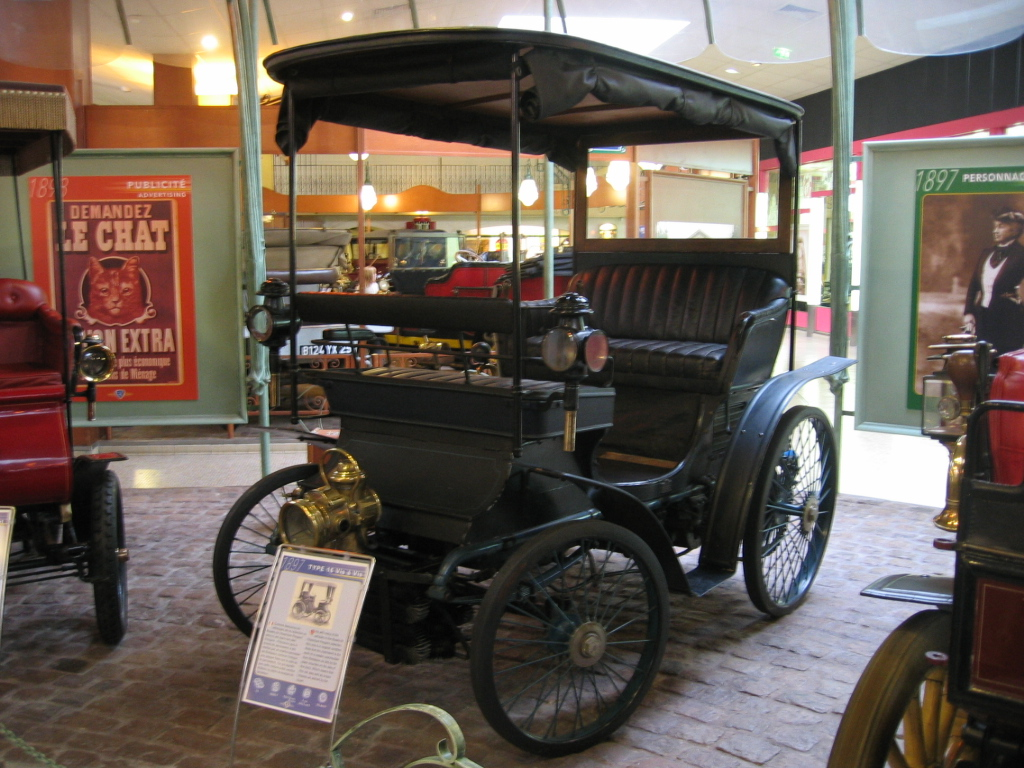
Peugeot Type 16 (1897).
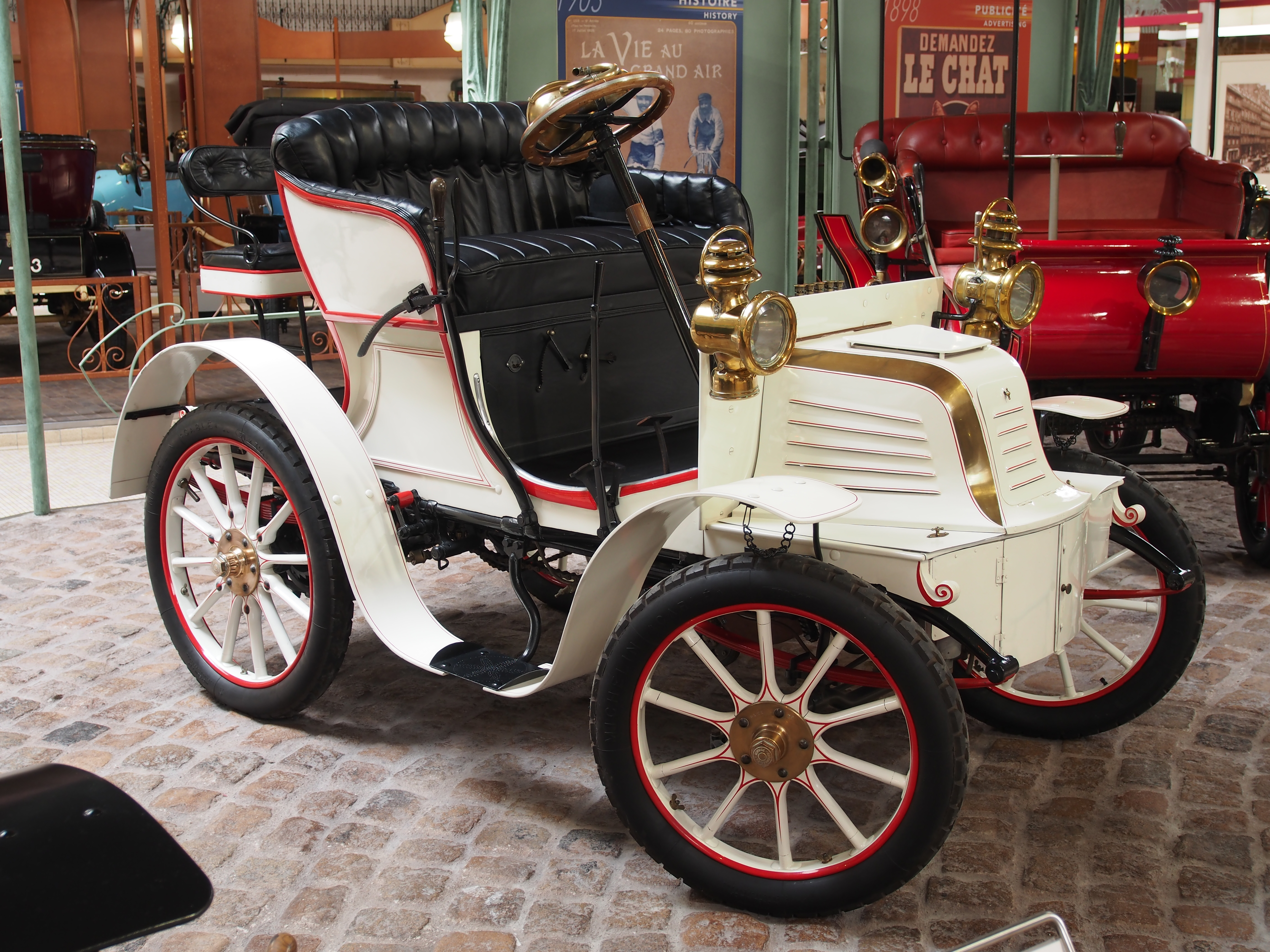
Peugeot Type 36 (1902).
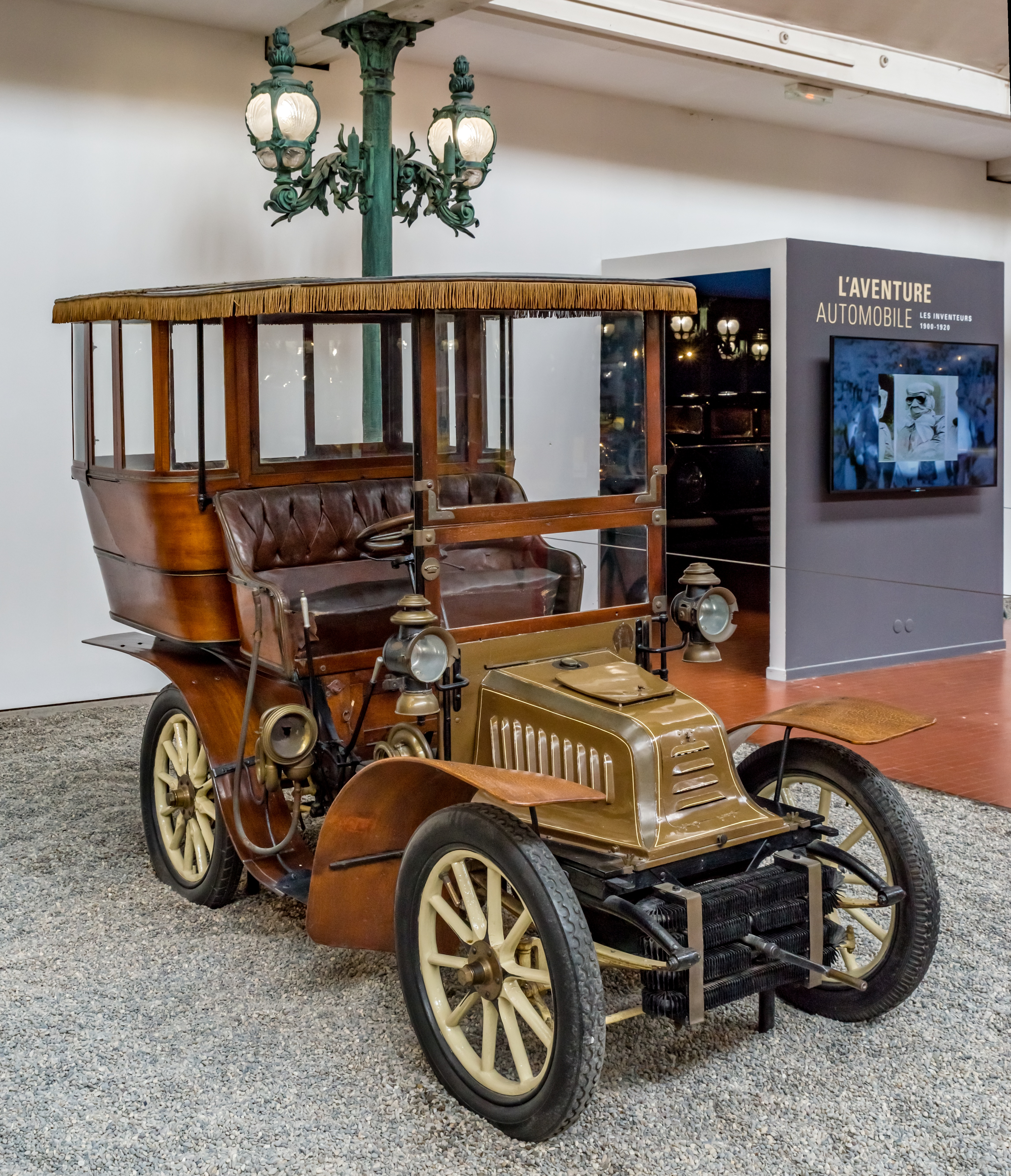
Peugeot Type 56 Tonneau fermé (1903).
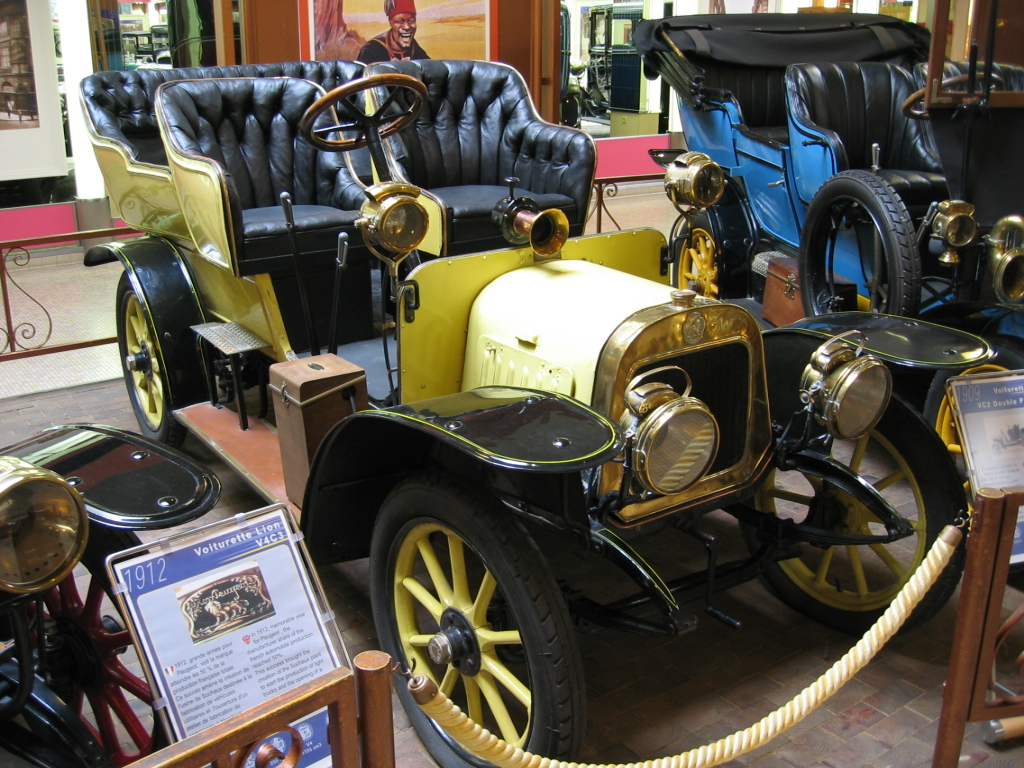
Peugeot Lion VC2 (1909).

Années 1910 :
- 1910 : Lion V2Y2
- 1910 : Type 122
- 1910 : Type 125
- 1910 : Type 126
- 1910 : Type 127
- 1910 : Type 129
- 1910 : Type 130
- 1910 : Type 131
- 1910 : Type 133
- 1910 : Type 134
- 1910 : Lion V2C2
- 1911 : Lion VC3
- 1911 : Lion V2C3
- 1911 : Lion V2Y3
- 1911 : Type 135
- 1911 : Type 136
- 1911 : Type 138
- 1911 : Type 139
- 1911 : Type 141
- 1912 : Lion V4C3
- 1912 : Type 143
- 1913 : Type 145
- 1913 : Bébé
- 1913 : Type 146
- 1914 : Type 147
- 1914 : Type 148
- 1914 : Lion VD
- 1914 : Lion V4D
- 1914 : Type 150
- 1914 : Type 153
- 1919 : Type 159

Années 1920 :
- 1920 : Type 156
- 1920 : Type 161 "Quadrilette"
- 1921 : Type 163
- 1923 : Type 160
- 1923 : Type 172 "Quadrilette" puis "5 CV"
- 1923 : Type 173
- 1923 : Type 174
- 1923 : Type 175
- 1924 : Type 177
- 1925 : Type 176
- 1925 : Type 181
- 1928 : Type 183
- 1928 : Type 184
- 1928 : Type 190 "5 CV"

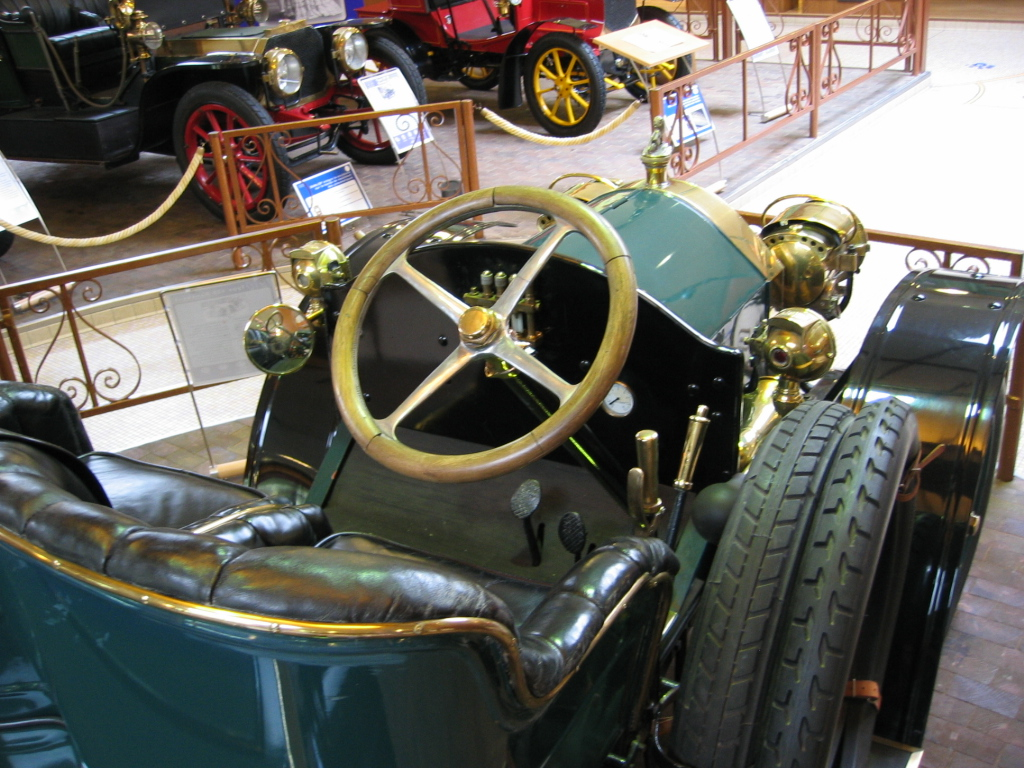
Peugeot Type 125 Sport (1910).
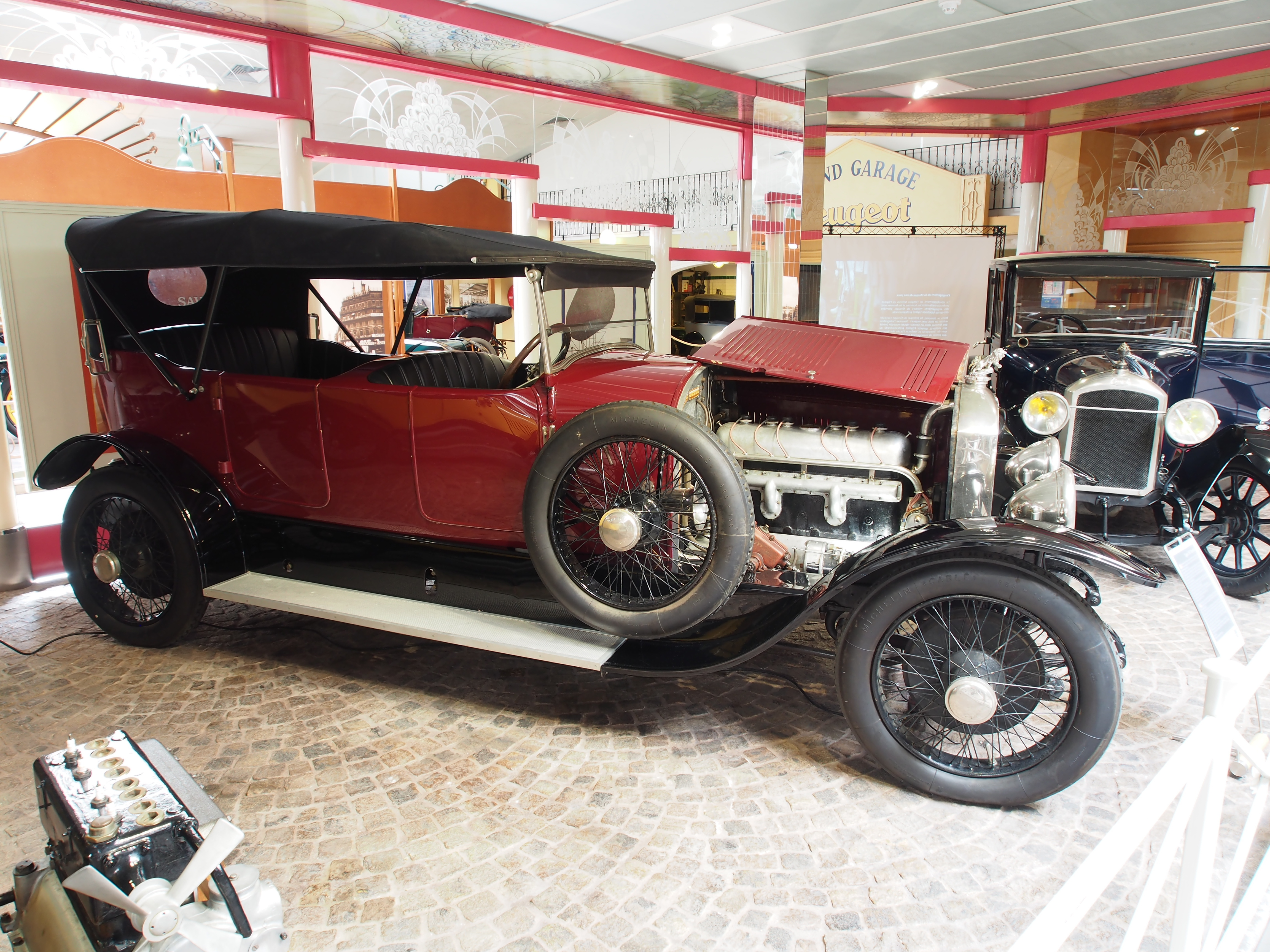
Peugeot Type 156 (1920).
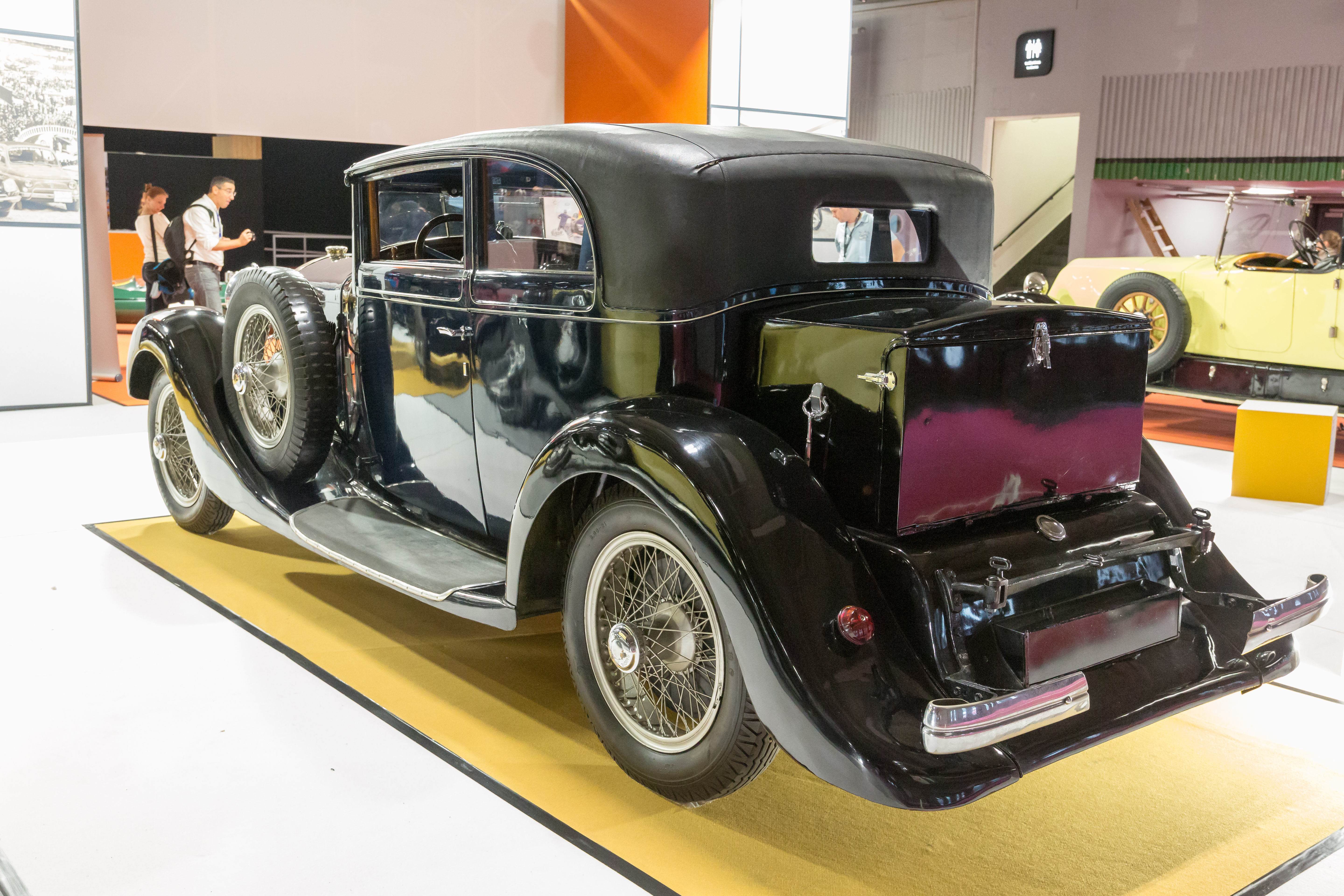
Type 174 Labourdette (1924).

### Série 100: petites citadines
- 104 (1972 - 1988).
- 106 (1991 - 2003).
- 107 (2005 - 2014).
- 108 (2014 - 2021).

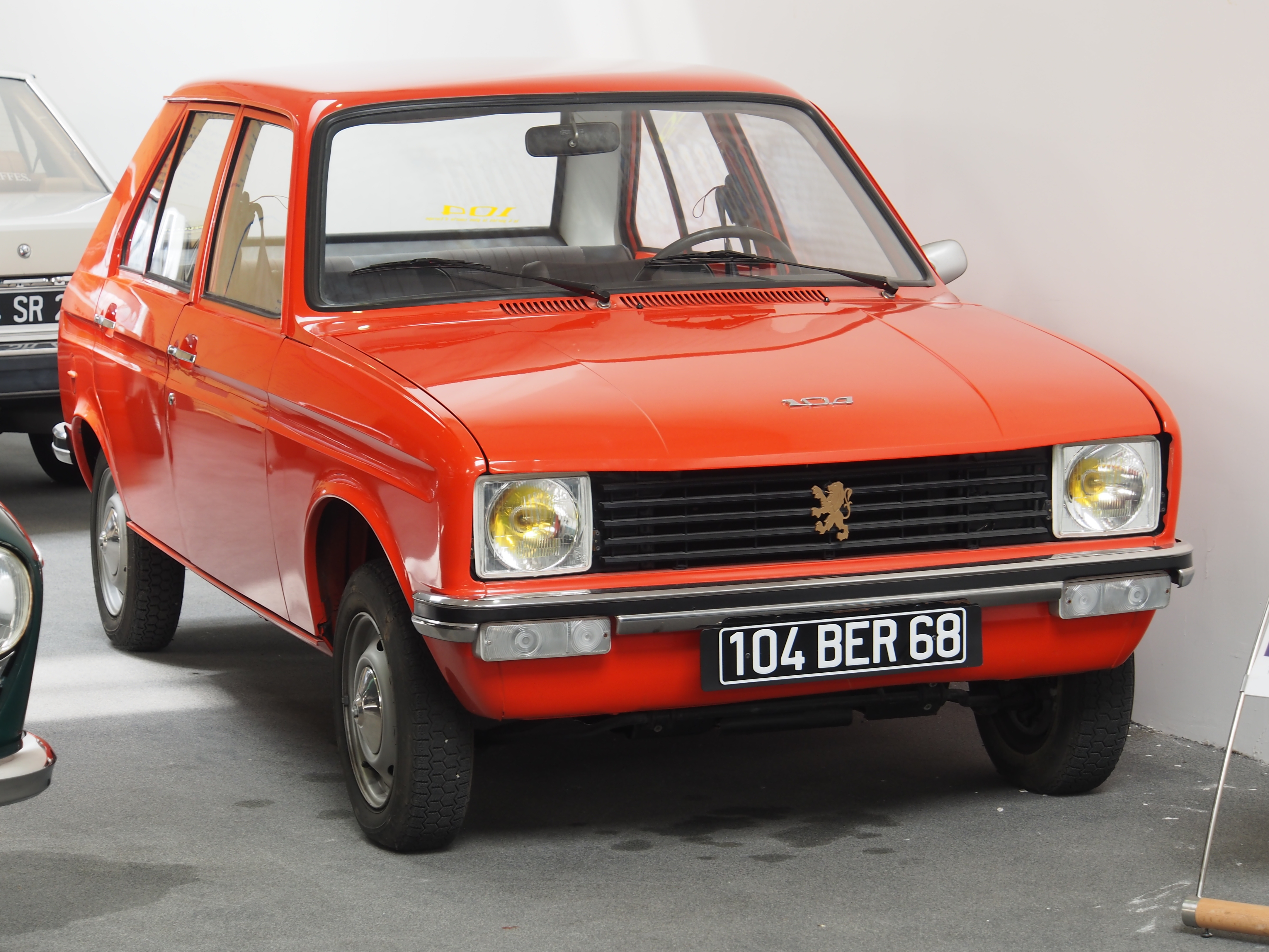
Peugeot 104
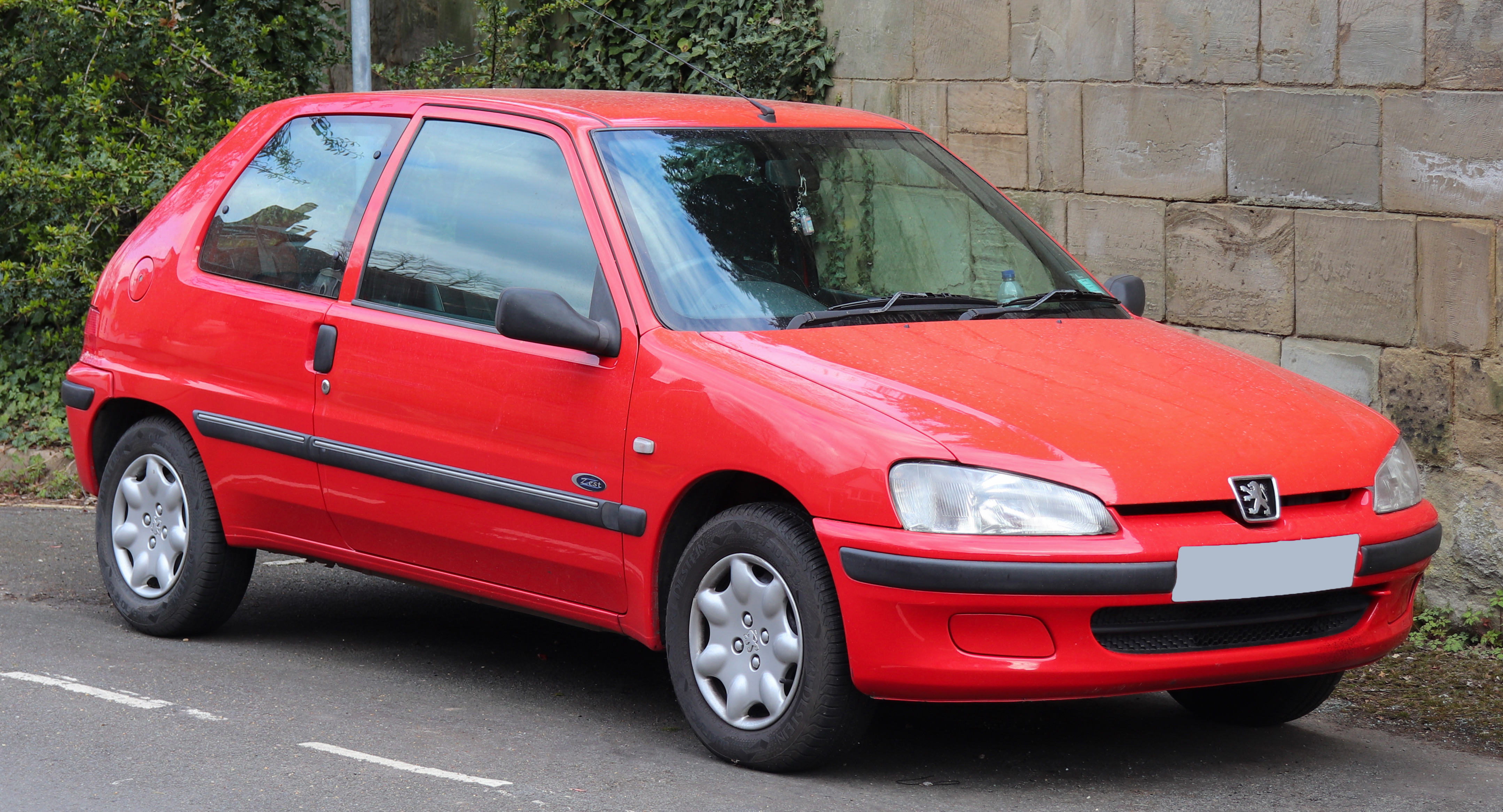
Peugeot 106
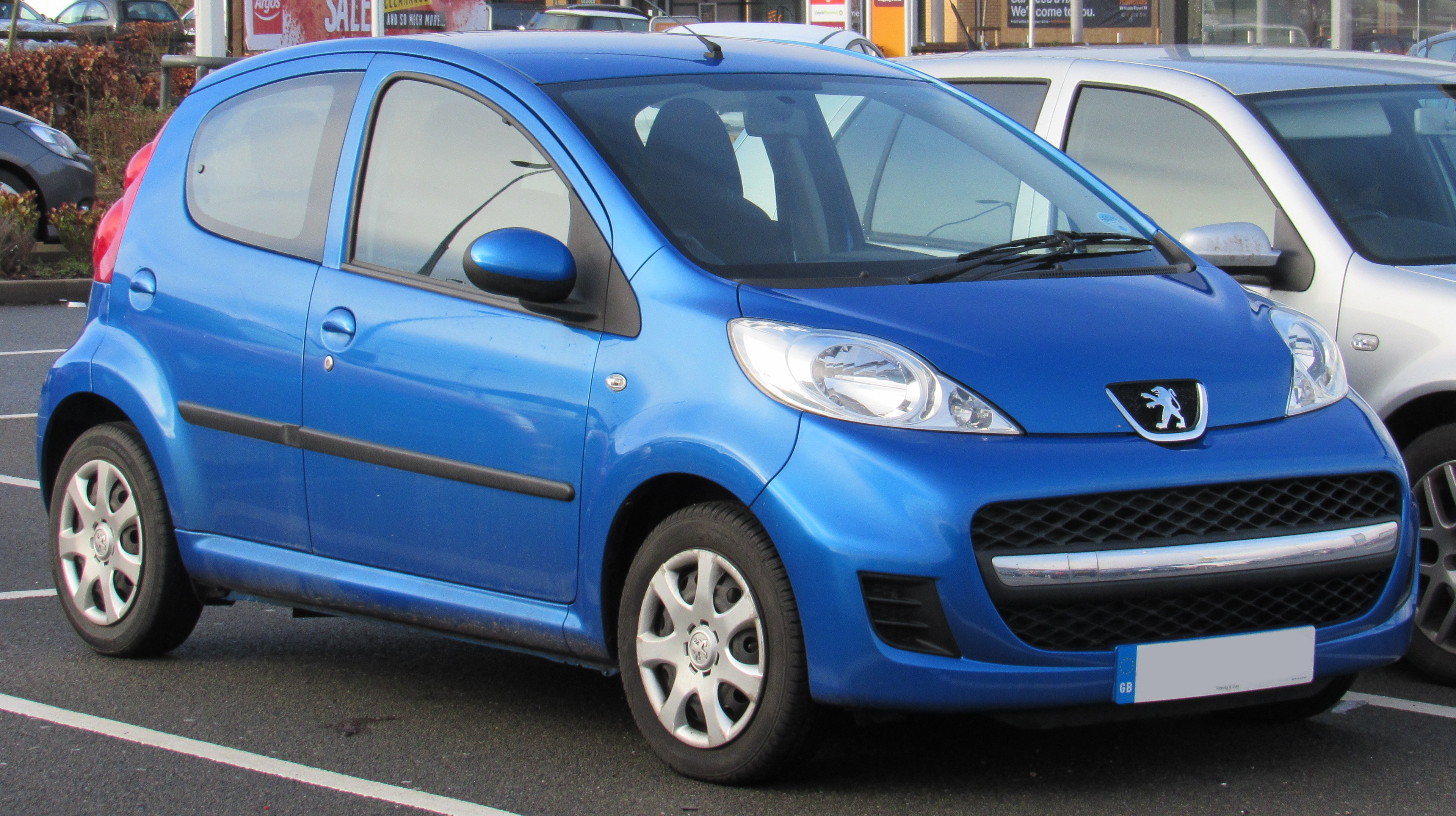
Peugeot 107
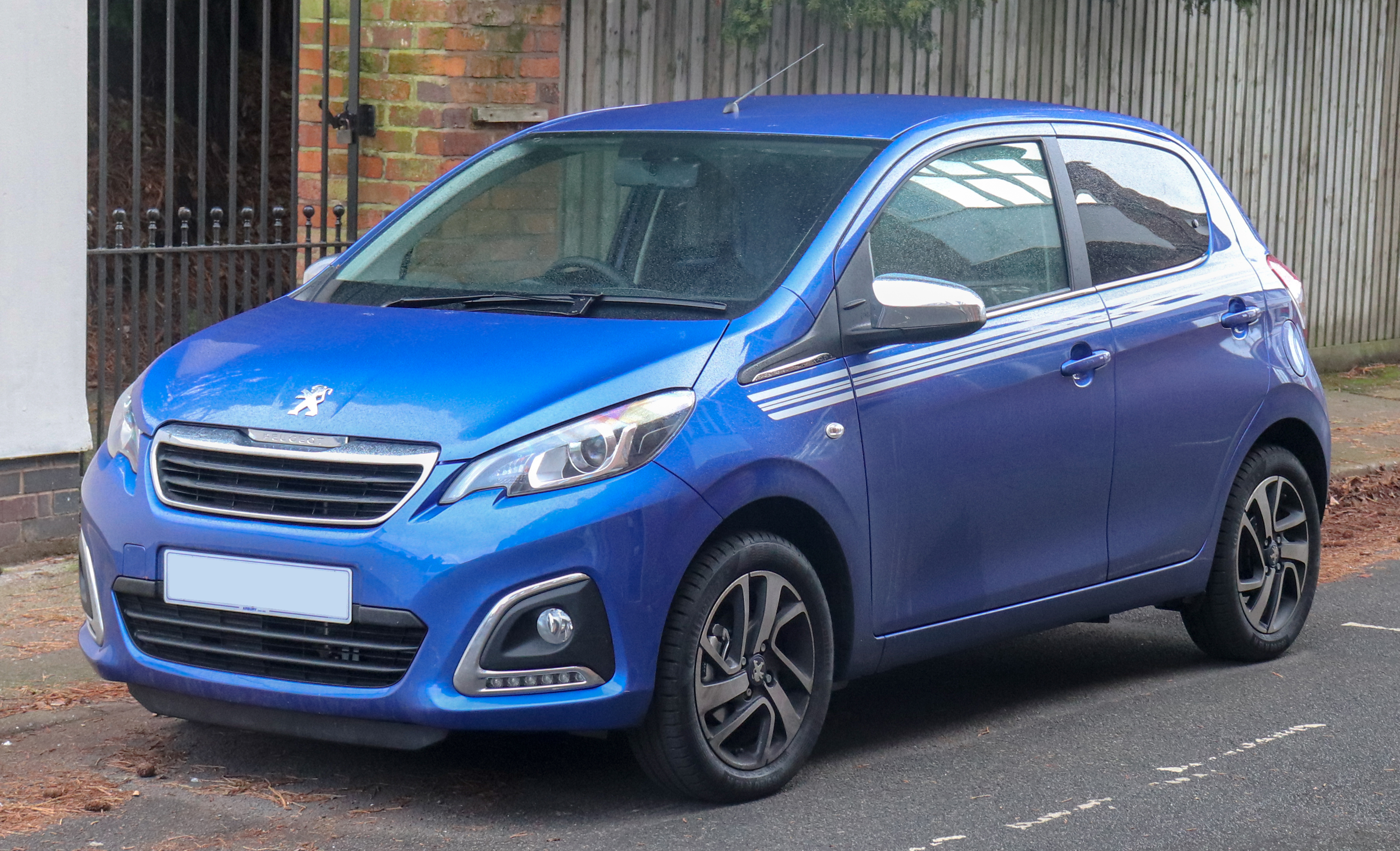
Peugeot 108

### Série 200: citadines polyvalentes
- 201 (1929 - 1937)
- 202 (1938 - 1949)
- 203 (1948 - 1960)
- 204 (1965 - 1976)
  - 204 coupé
  - 204 cabriolet
- 205 (1983 - 1998) 
  - 205 GTI (1984)
  - 205 Turbo 16 (1984)
- 206 (1998 - 2012) (la 206 est encore produite en Iran)
  - 206 S16/GTI (1999 - 2005) : première version sportive (137 ch), remplaçante de la 205 GTI.
  - 206 GT (1999) : série limitée à 4 000 exemplaires sur une base de S16 pour l'homologation de la WRC en Championnat du Monde des Rallyes.
  - 206 SW (2002 - 2007) : break
  - 206 CC (2000 - 2007) : coupé-cabriolet
  - 206 RC (2003 - 2006) : version sportive de la gamme (177 ch)
  - 206 Sedan (2006 - 2015) : version 4 portes (dans certains pays)
  - 206 + (2009 - 2012) : 206 restylée pour la deuxième fois et arborant une calandre type 207. La 206+ est appelée Peugeot 207 et Peugeot 207 Compact, en Amérique latine.
  - 206+ SW (2009 - 2012) : version restylée de la 206 SW, appelée 207 SW ou 207 Escapade
  - 206+ Sedan (2008 - 2015) : version restylée de la 206 Sedan appelée 207 Sedan
- 207 (2006 - 2014)
  - 207 SW (2007 - 2013) : break
  - 207 CC (2007 - 2015) : coupé-cabriolet
  - 207 RC (2007 - 2010) : version sportive de la gamme (175 ch)
  - 207+ (2012 - 2014)
- 208 I (2012 - 2019).
  - 208 GTi (2013 - 2019) : version sportive (208 ch)
- 208 II (depuis 2019)

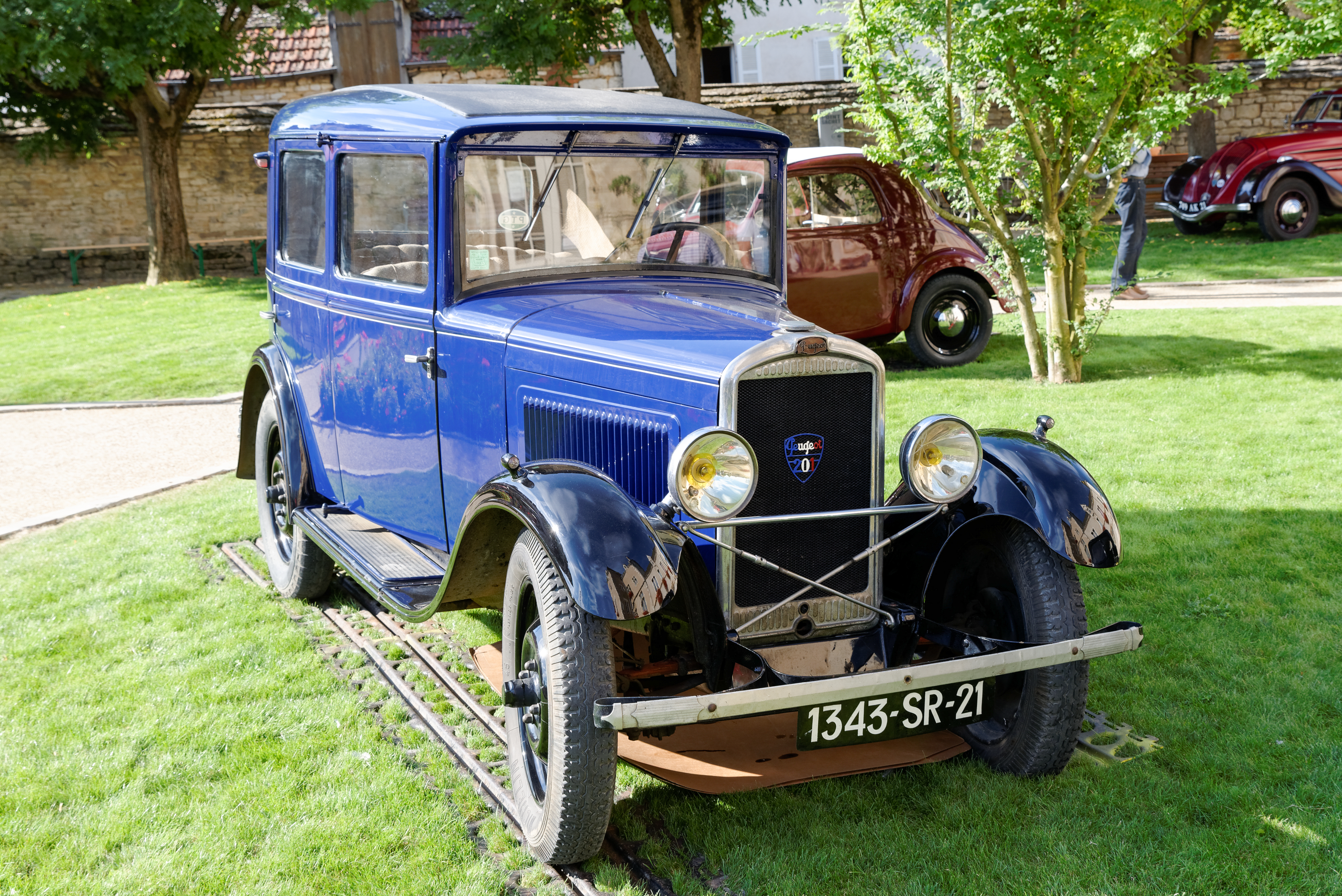
Peugeot 201
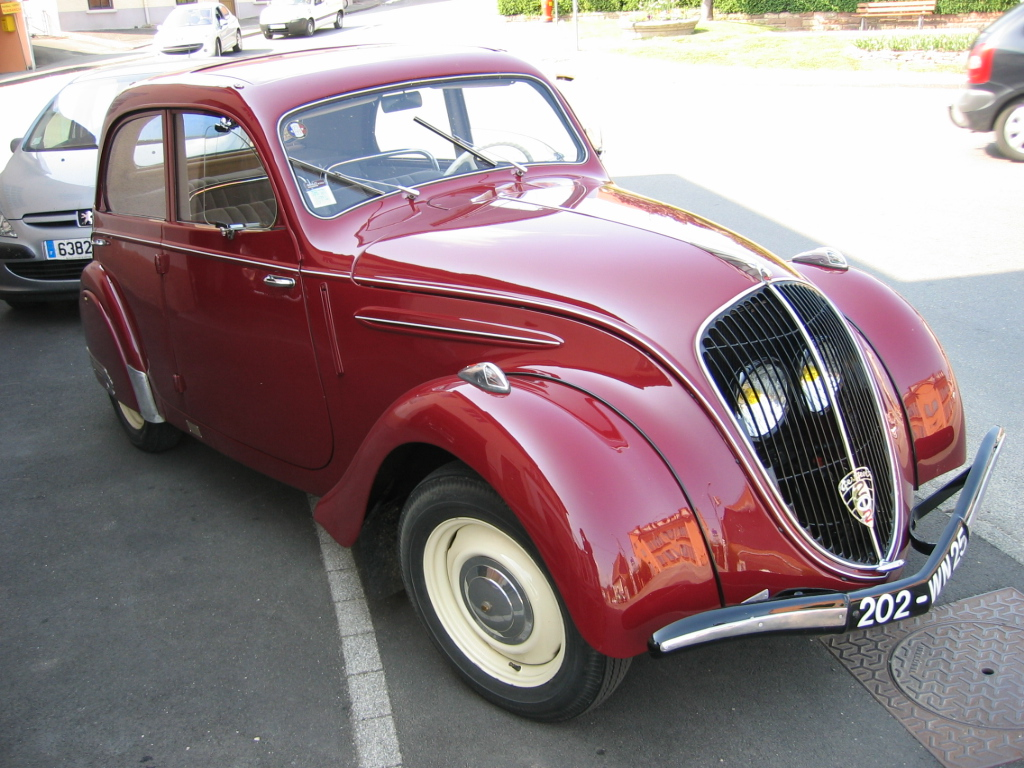
Peugeot 202
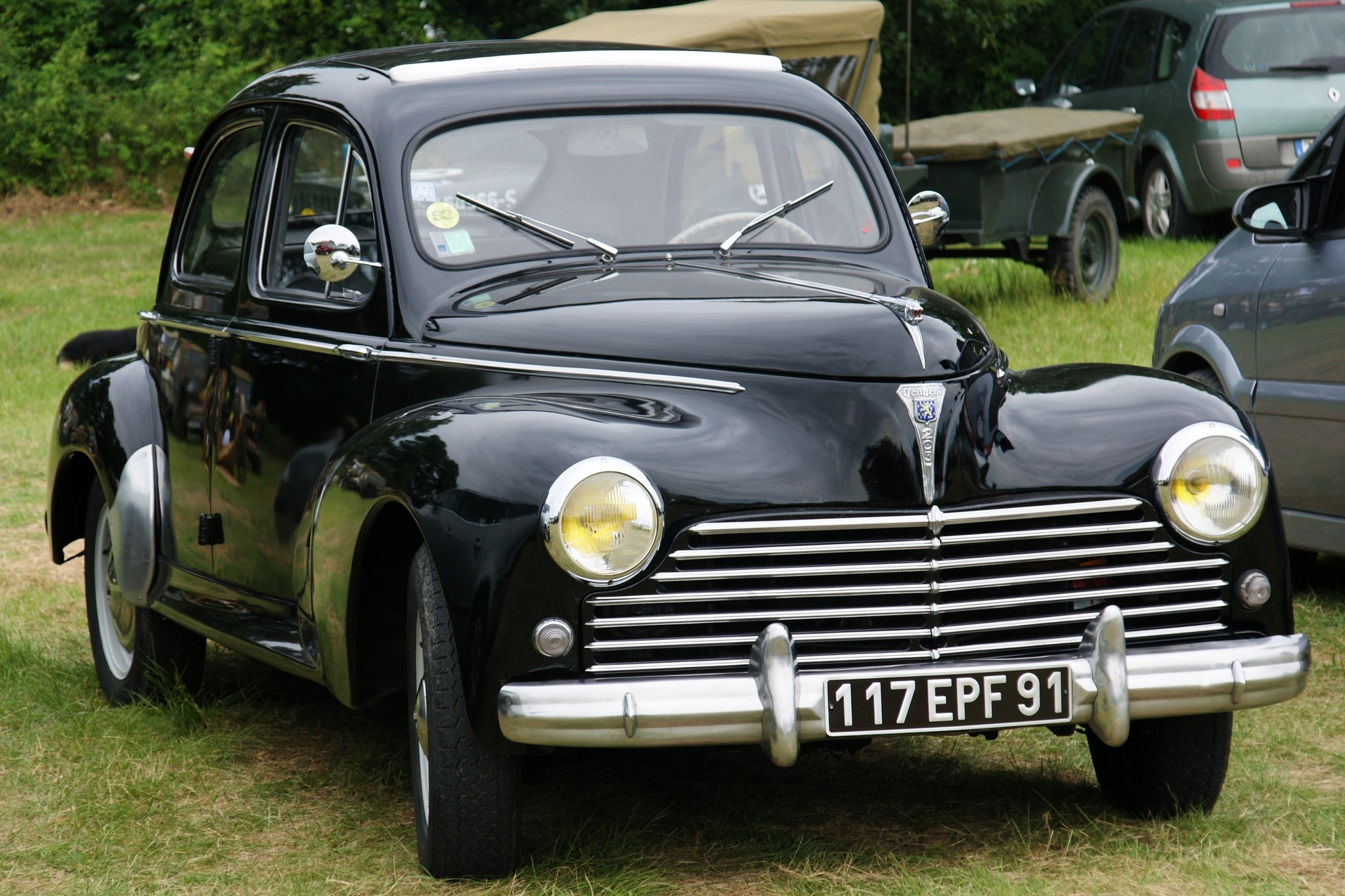
Peugeot 203
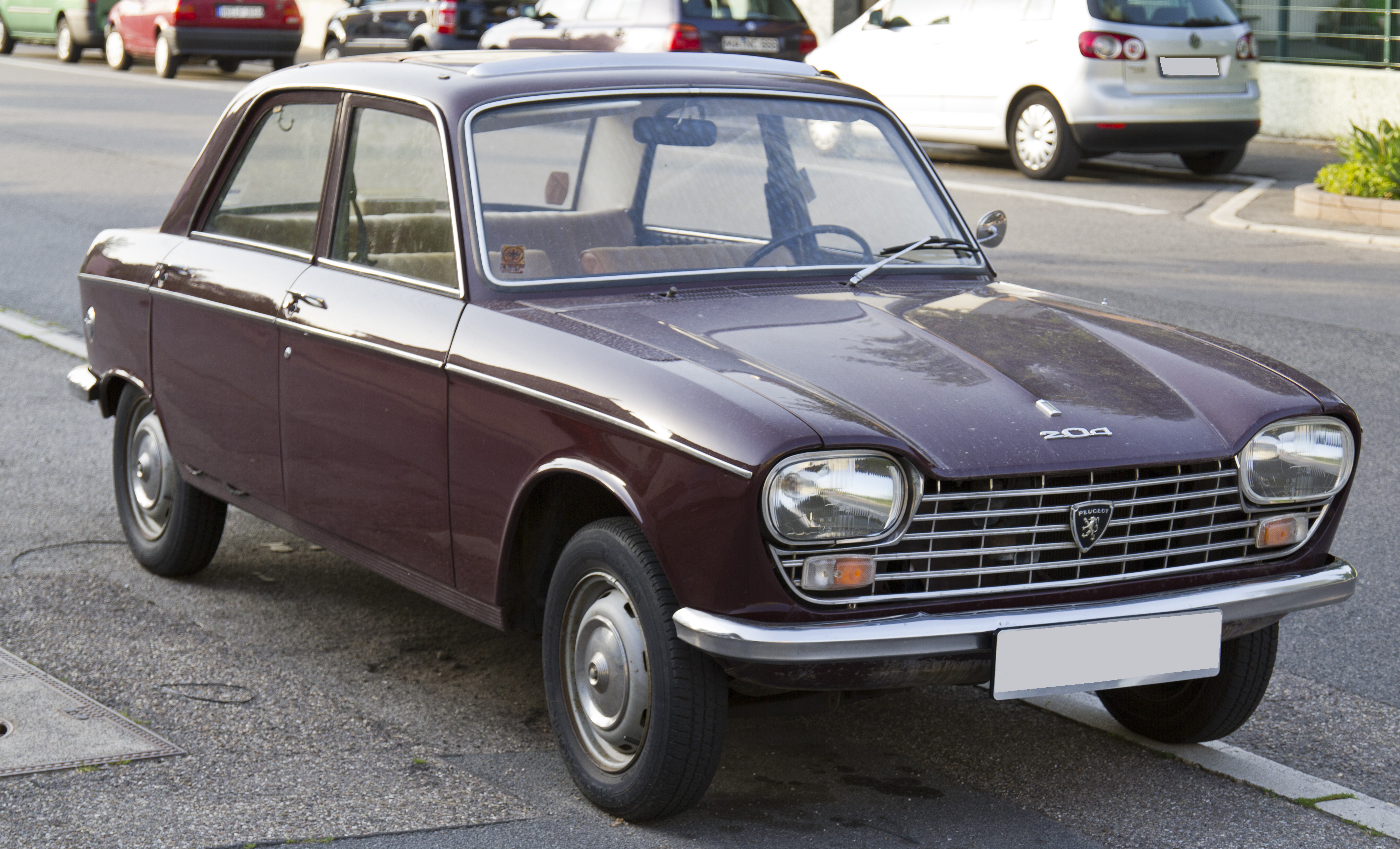
Peugeot 204
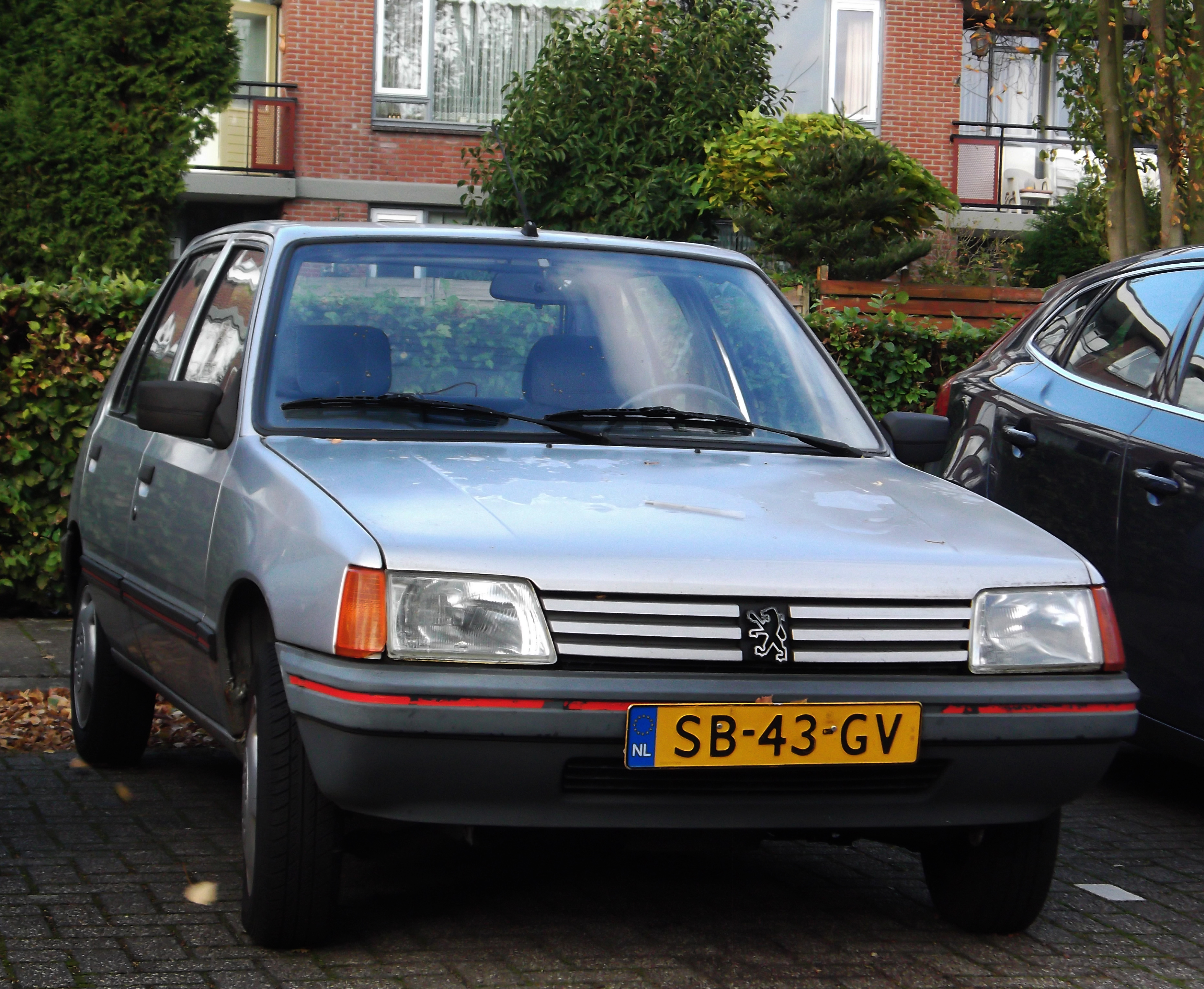
Peugeot 205
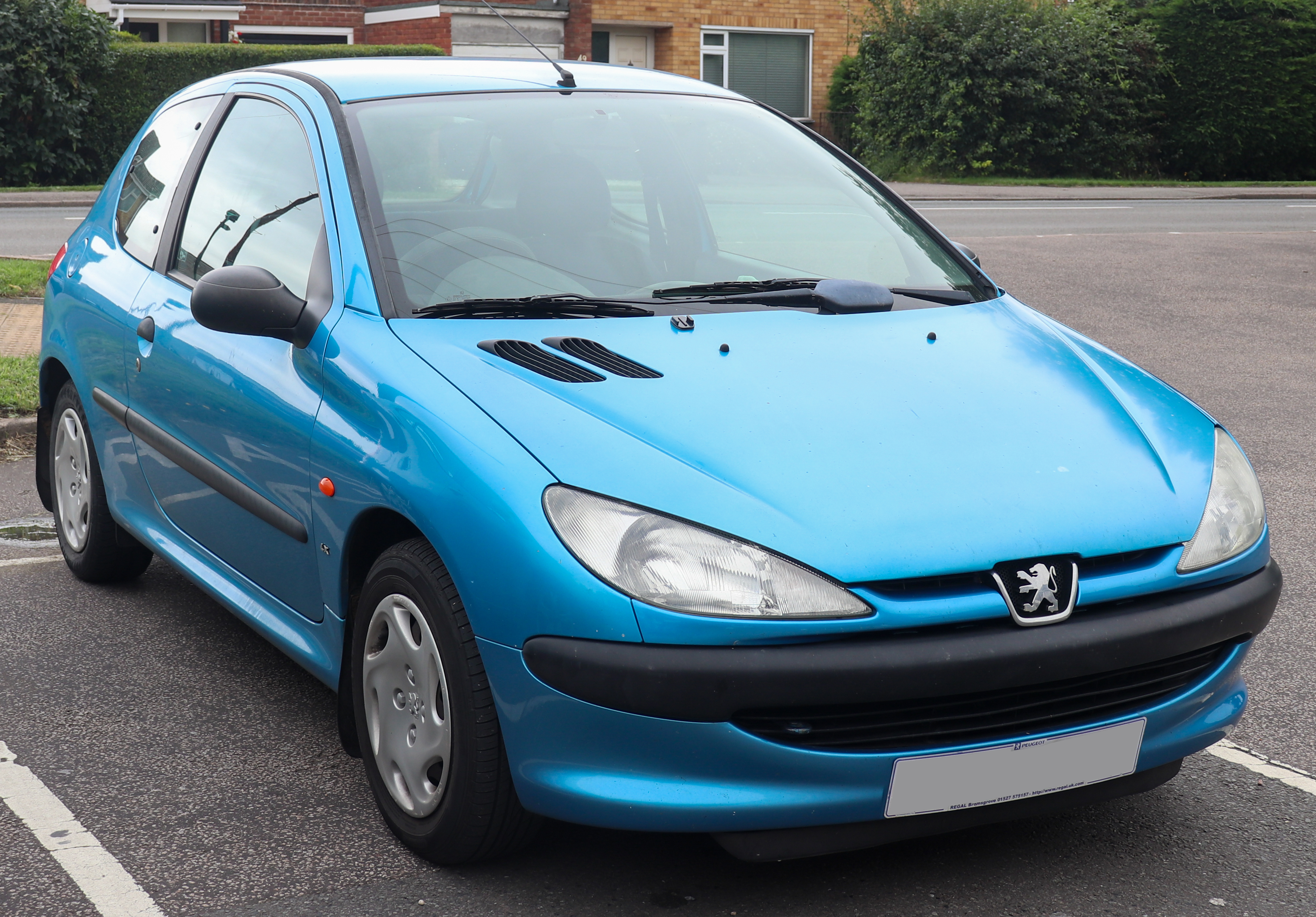
Peugeot 206
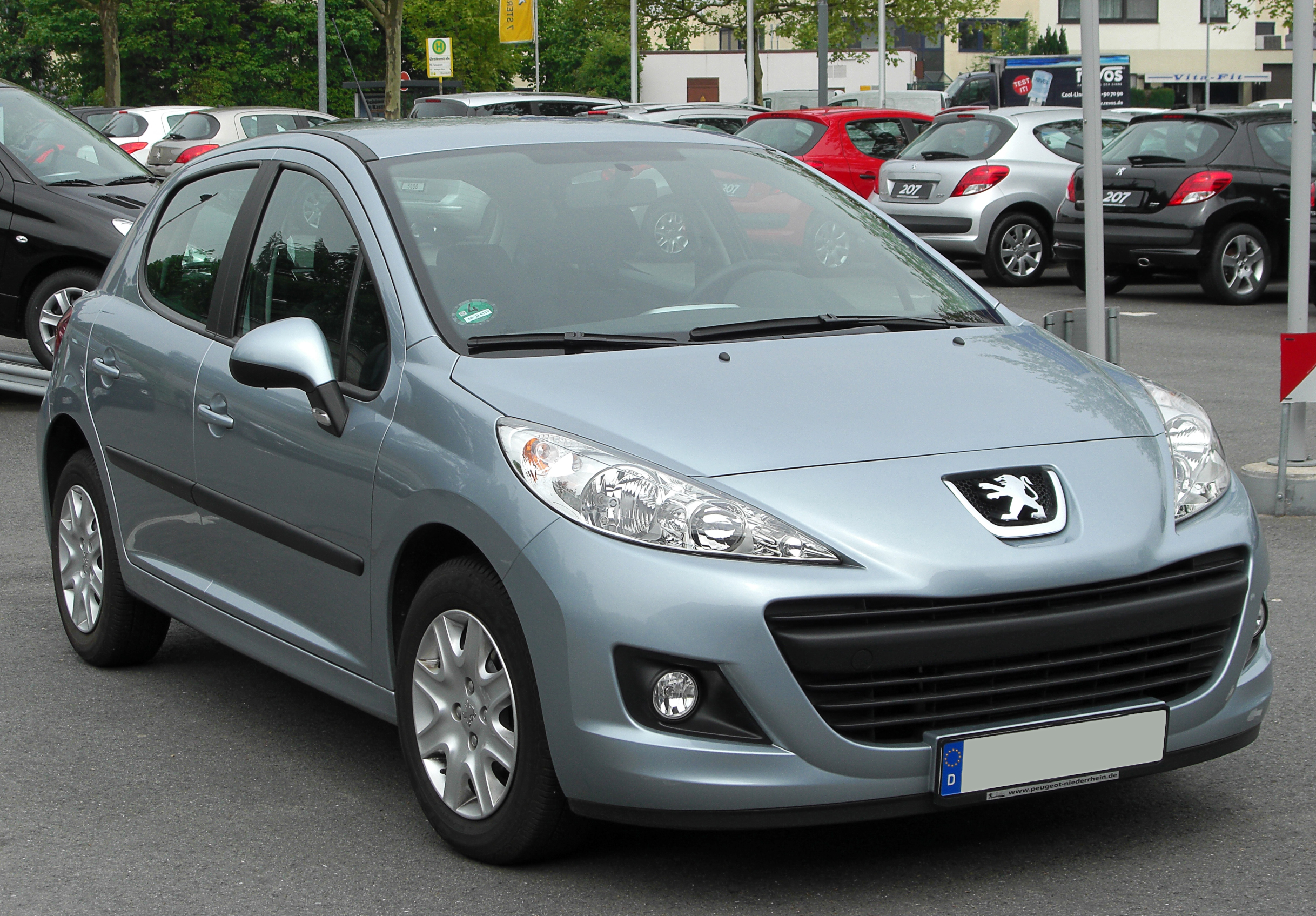
Peugeot 207
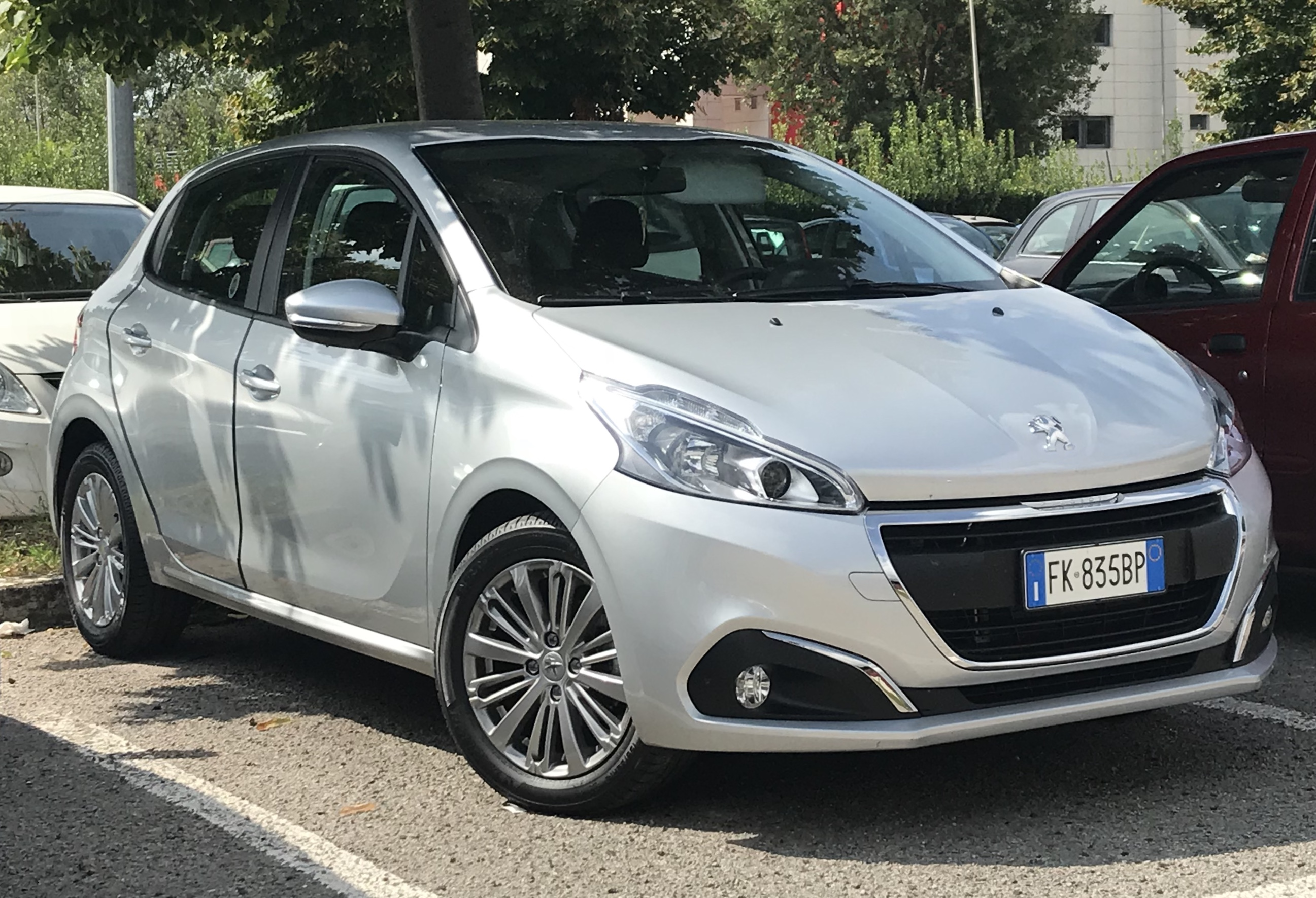
Peugeot 208 I
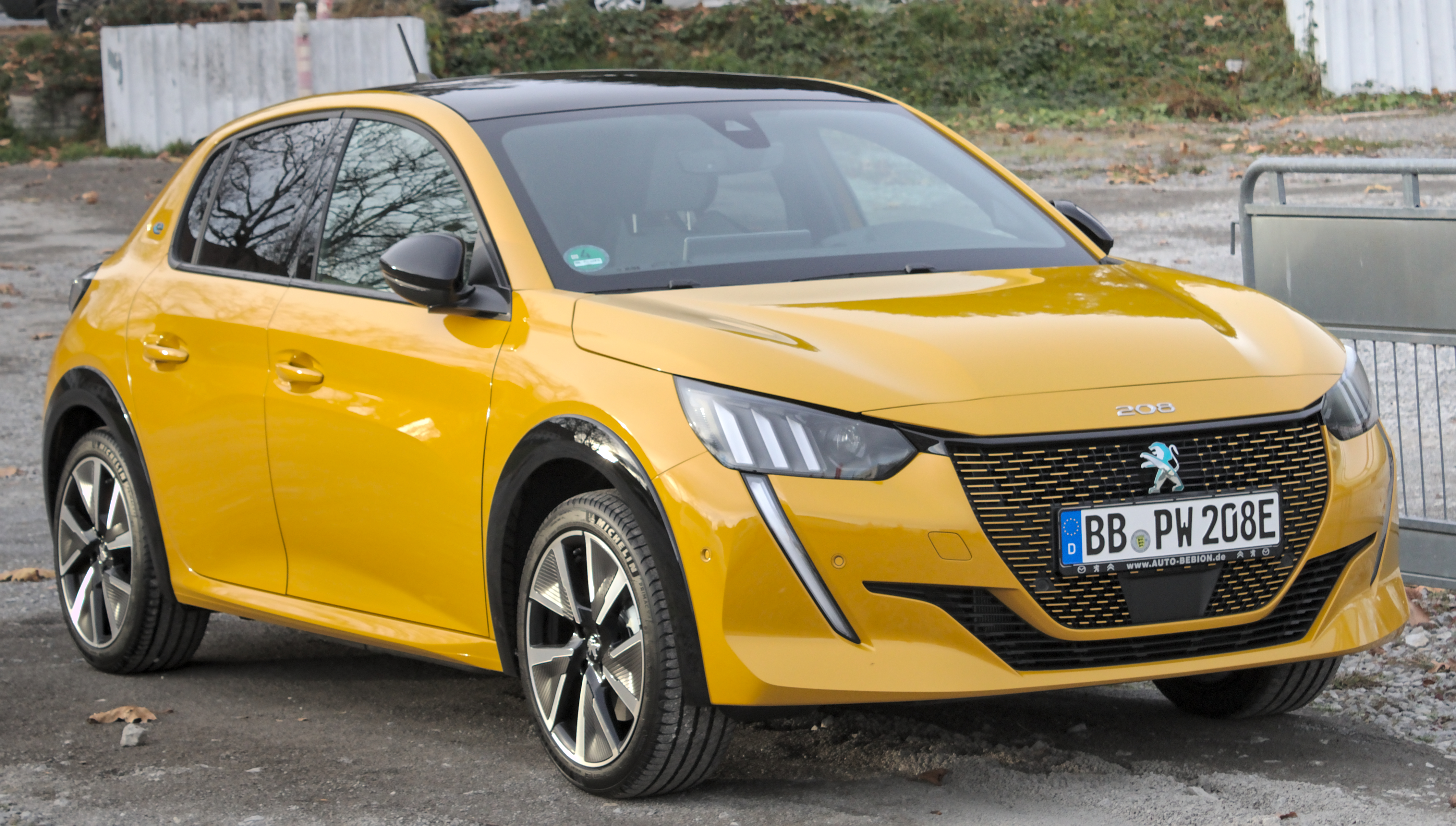
Peugeot 208 II

### Série 300: compactes
- 301 (1932 - 1937)
- 302 (1936 - 1938)
- 304 (1969 - 1980)
  - 304 coupé
  - 304 cabriolet
- 305 (1977 - 1988)
- 309 (1985 - 1993) : version rallongée de la 205 étudiée pour être la remplaçante de la Talbot Horizon sous le nom « Arizona », elle sera intégrée à la gamme Peugeot lors de la disparition de Talbot, d'où son patronyme non chronologique en 09.
- 306 (1993 - 2002) : elle existe en 3, 4 et 5 portes, break et cabriolet.
- 307 (2001 - 2015) (produite également en Chine)
  - 307 SW : version break (2001 - 2008)
  - 307 Sedan : version 4 portes, vendue en Chine (2004- 2014).
  - 307 CC (2001 - 2008)
- 308 I (depuis 2007 -) : encore produite en Amérique du Sud
  - 308 I SW : version break (2008 - 2014)
  - 308 I CC (2009 - 2015)
  - 308 I Sedan : version 4 portes de 4,56 m de long, vendue en Chine (depuis 2012).
- 301 (2012-2022) : berline tricorps de 4,44 m de long pour les pays émergents et les départements d'outre-mer.
- 308 II (2013-2021)
  - 308 II SW (2014-2021)
  - 308 II GTi version sportive (270 ch)
  - 308 S, version 5 portes, vendue en Chine et en Amérique du Sud (depuis 2015).
  - 308 II Sedan, version 4 portes, vendue en Chine (2016-2021)

- 308 III (depuis 2021)

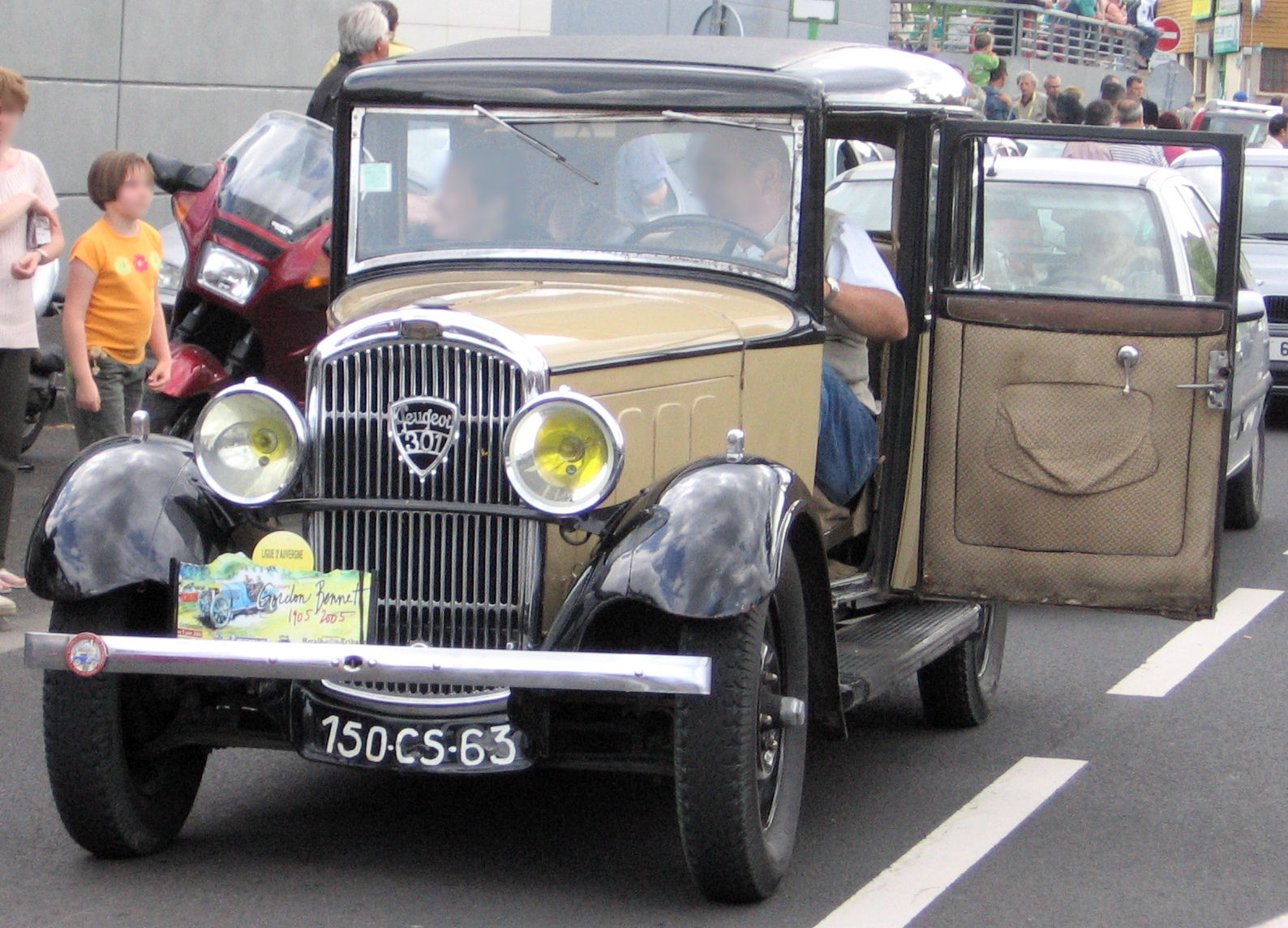
Peugeot 301.
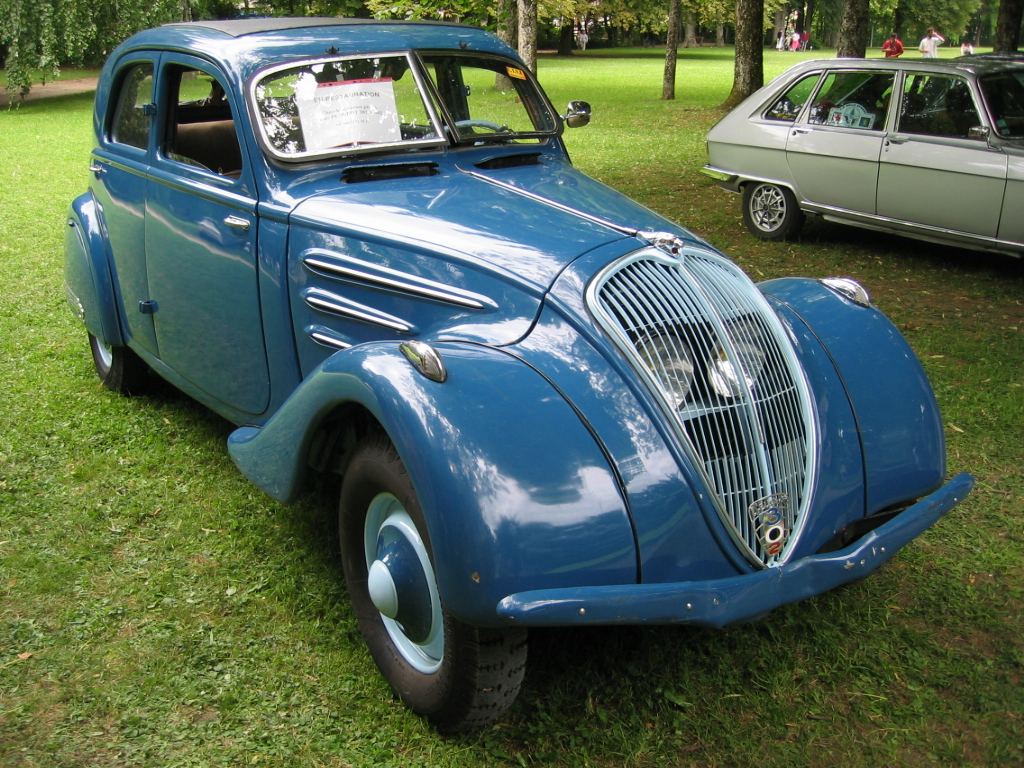
Peugeot 302.
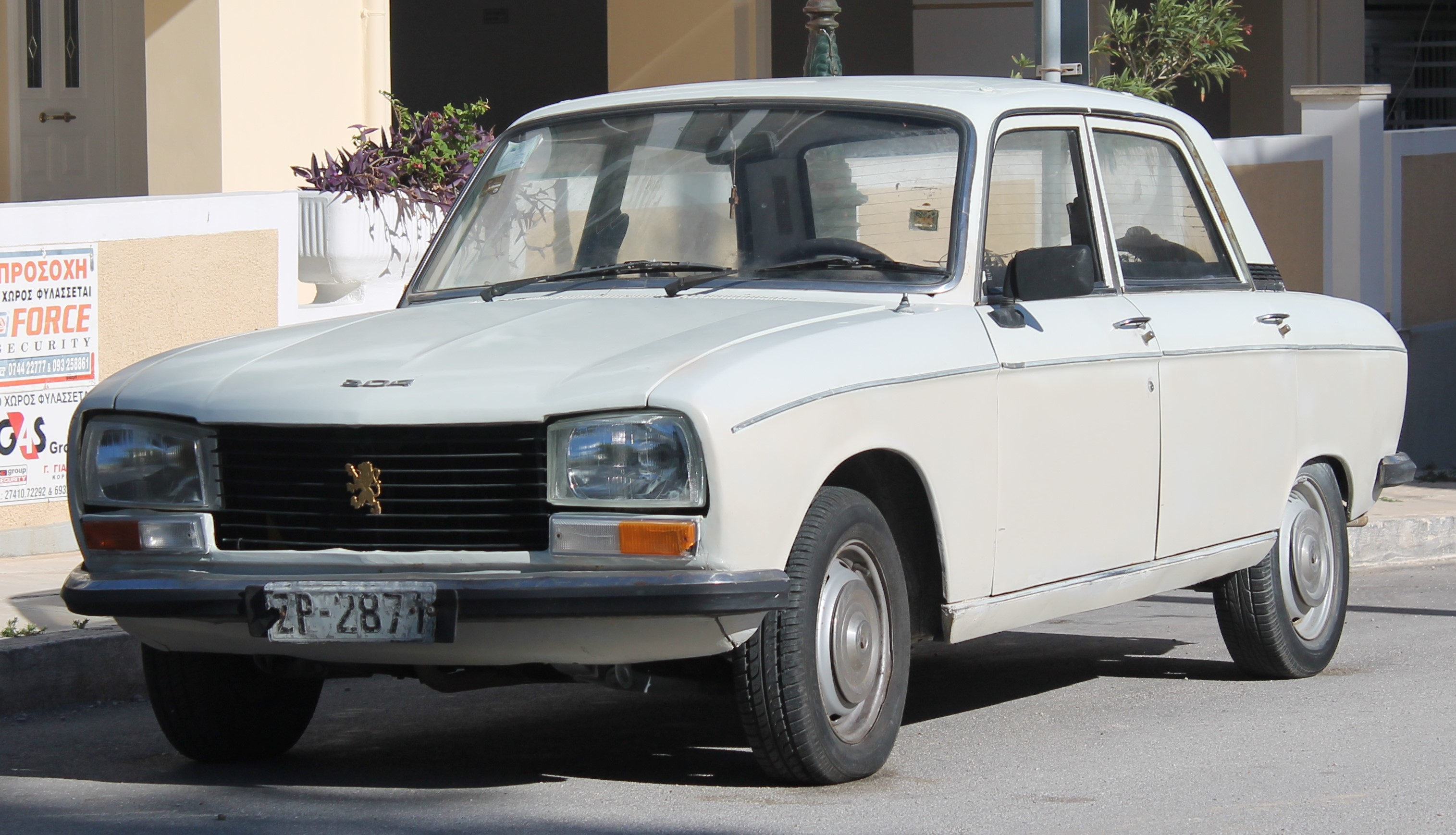
Peugeot 304.
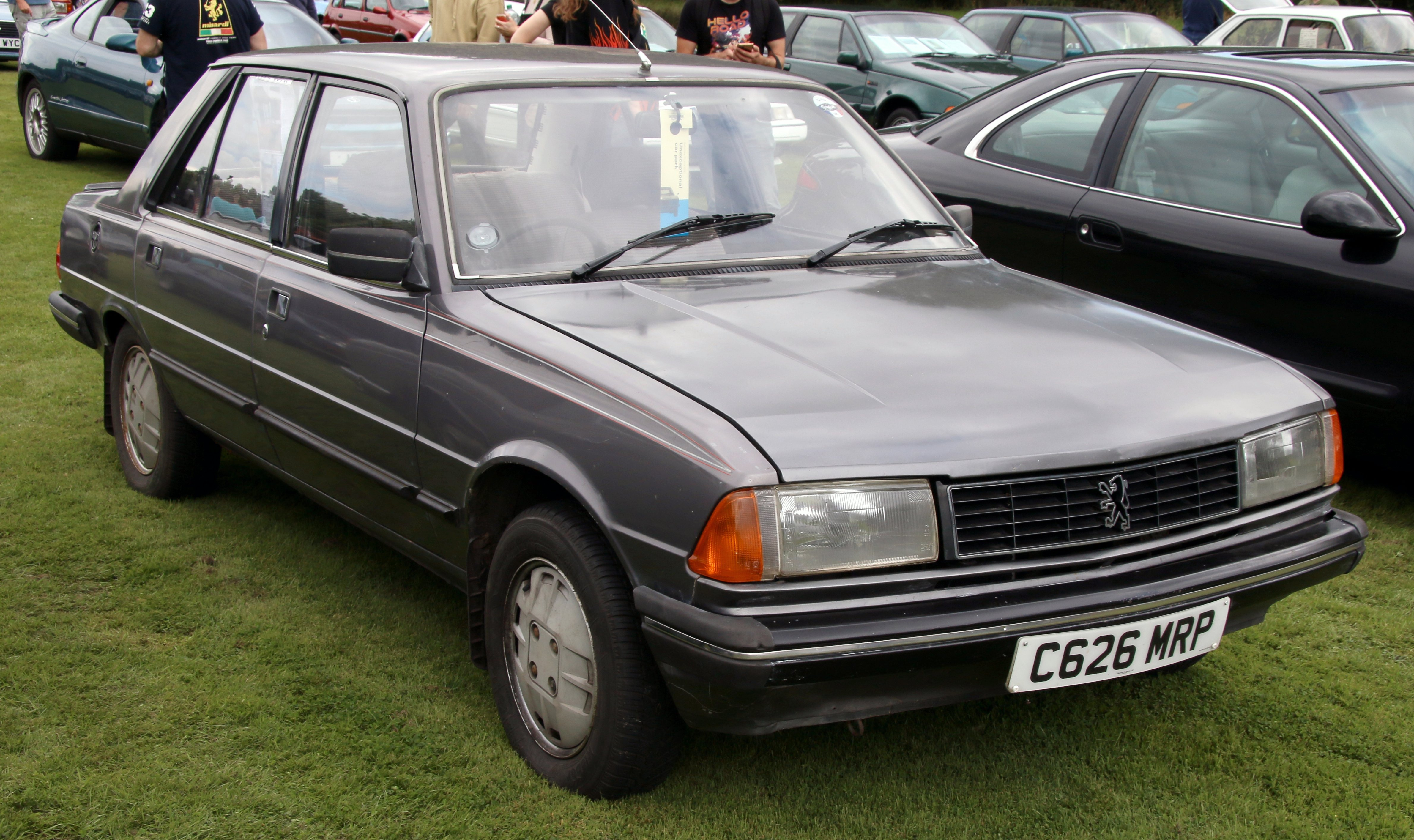
Peugeot 305.
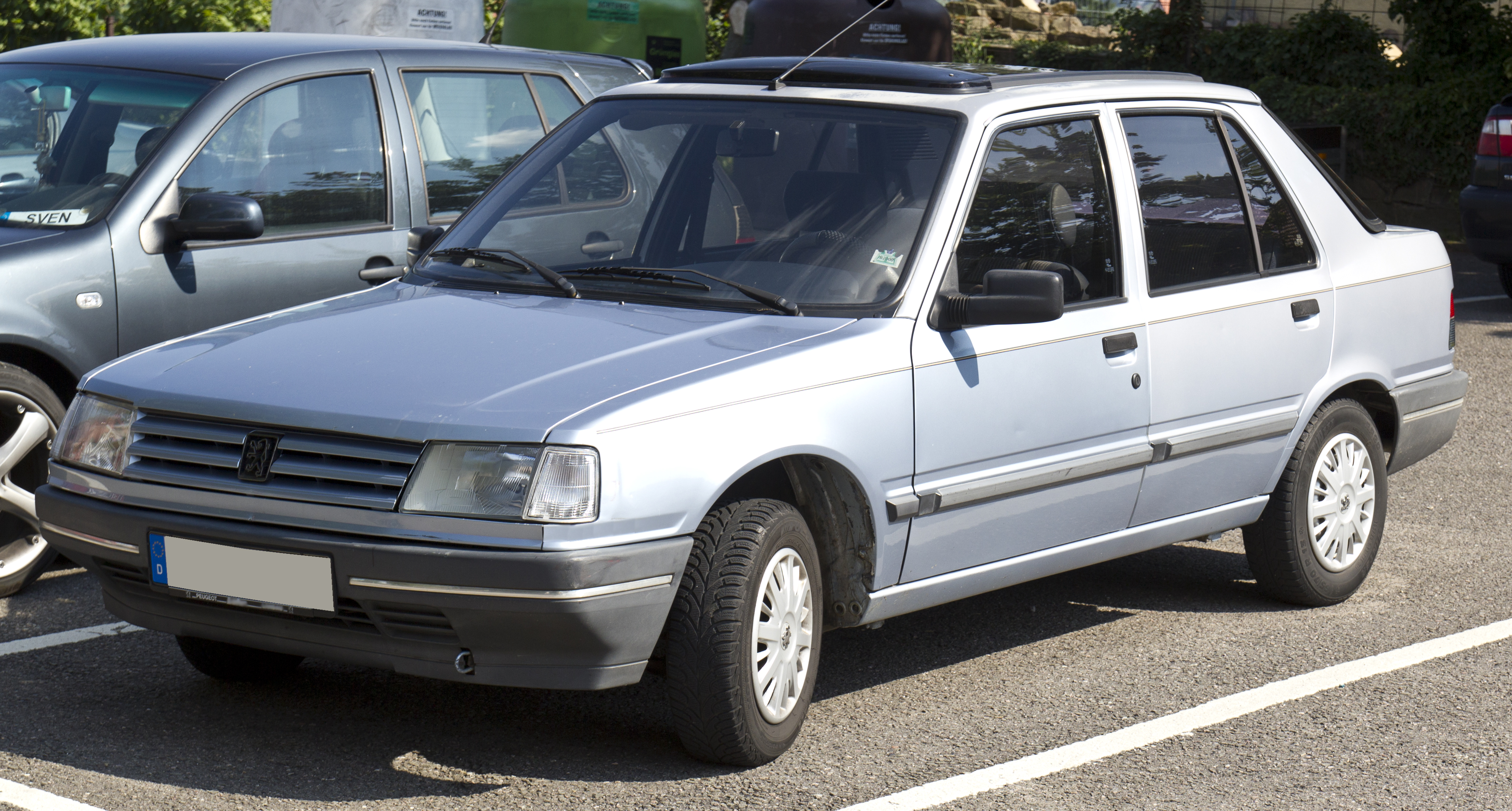
Peugeot 309.
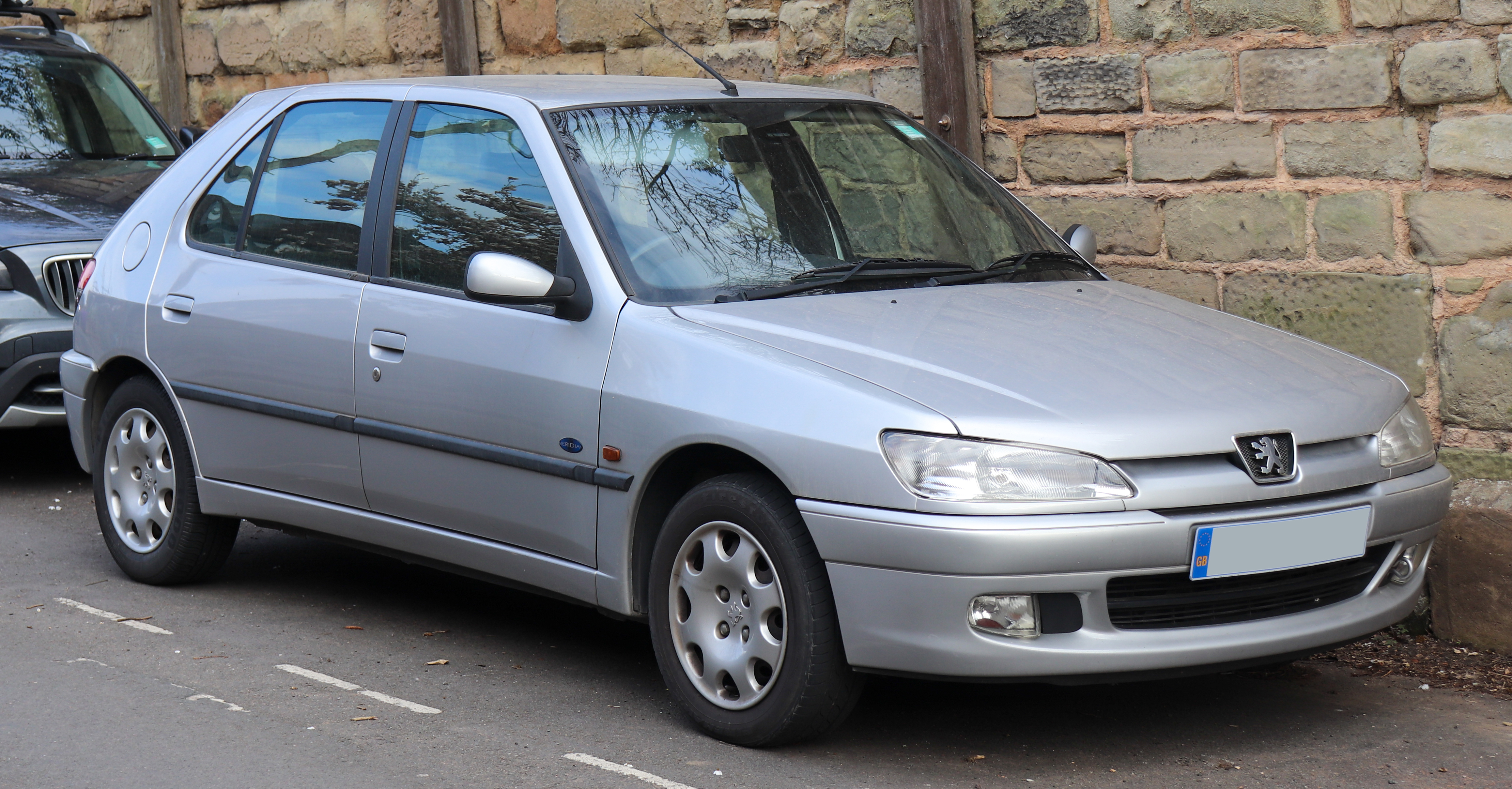
Peugeot 306.
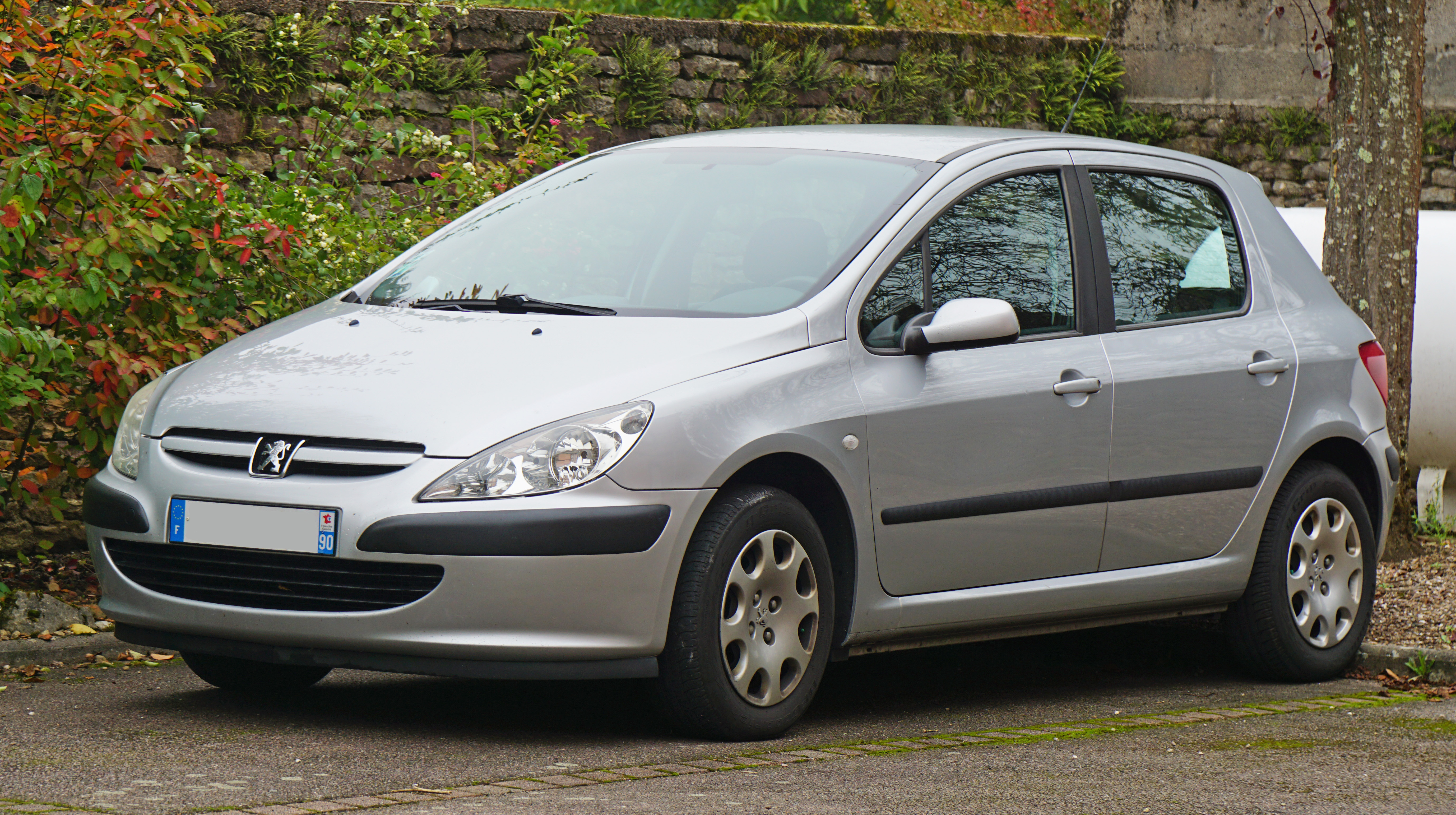
Peugeot 307.
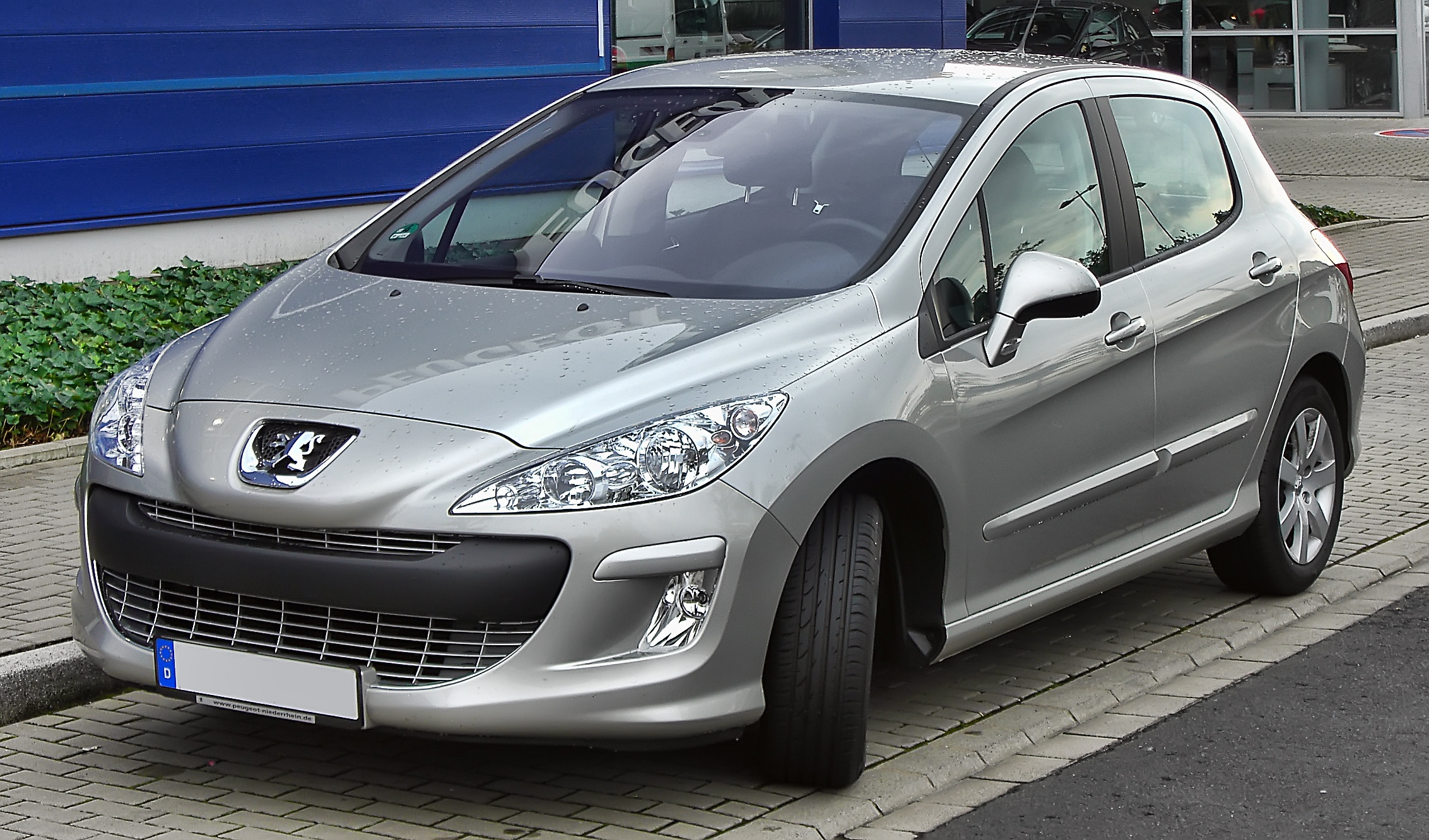
Peugeot 308 I.
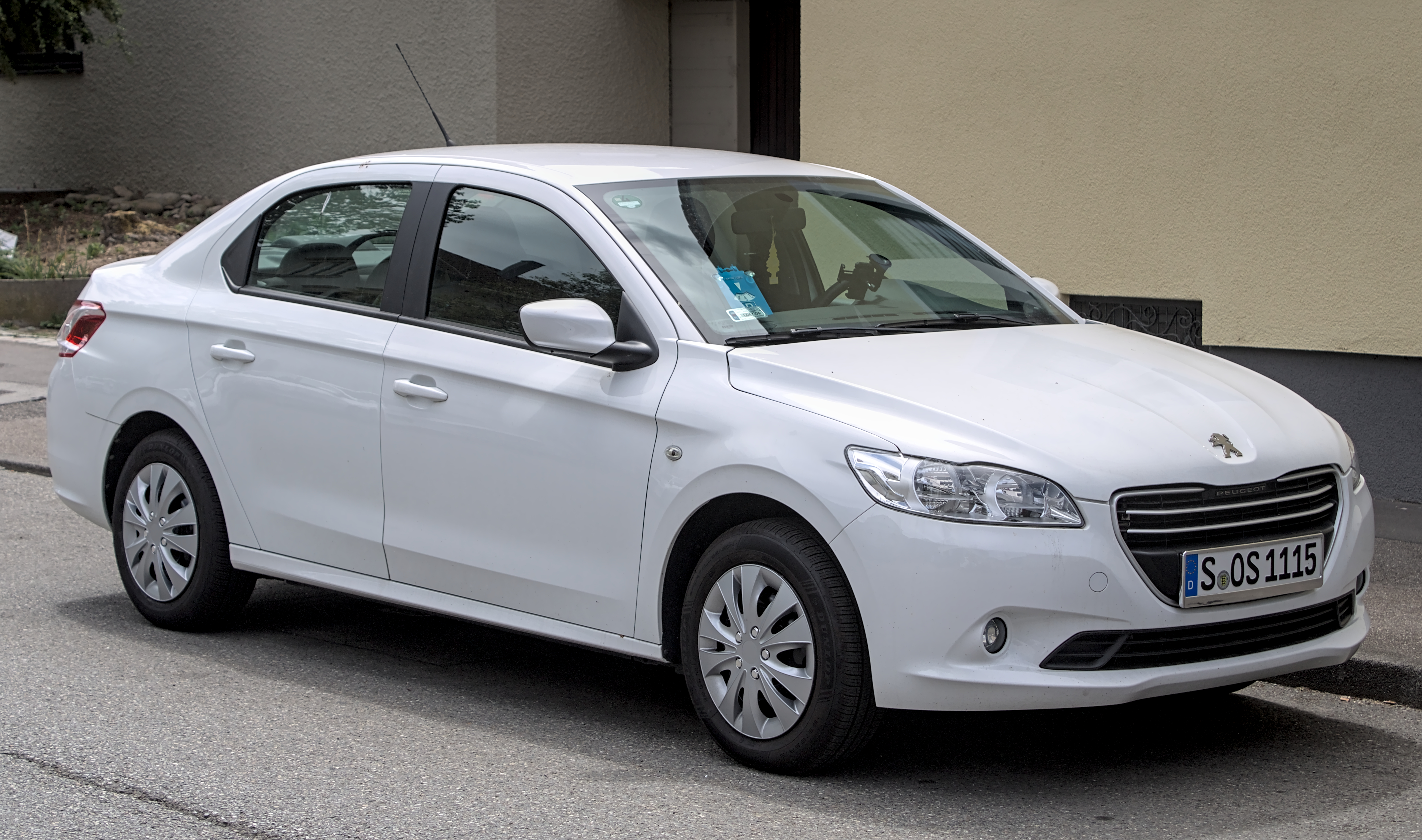
Peugeot 301 (2012).
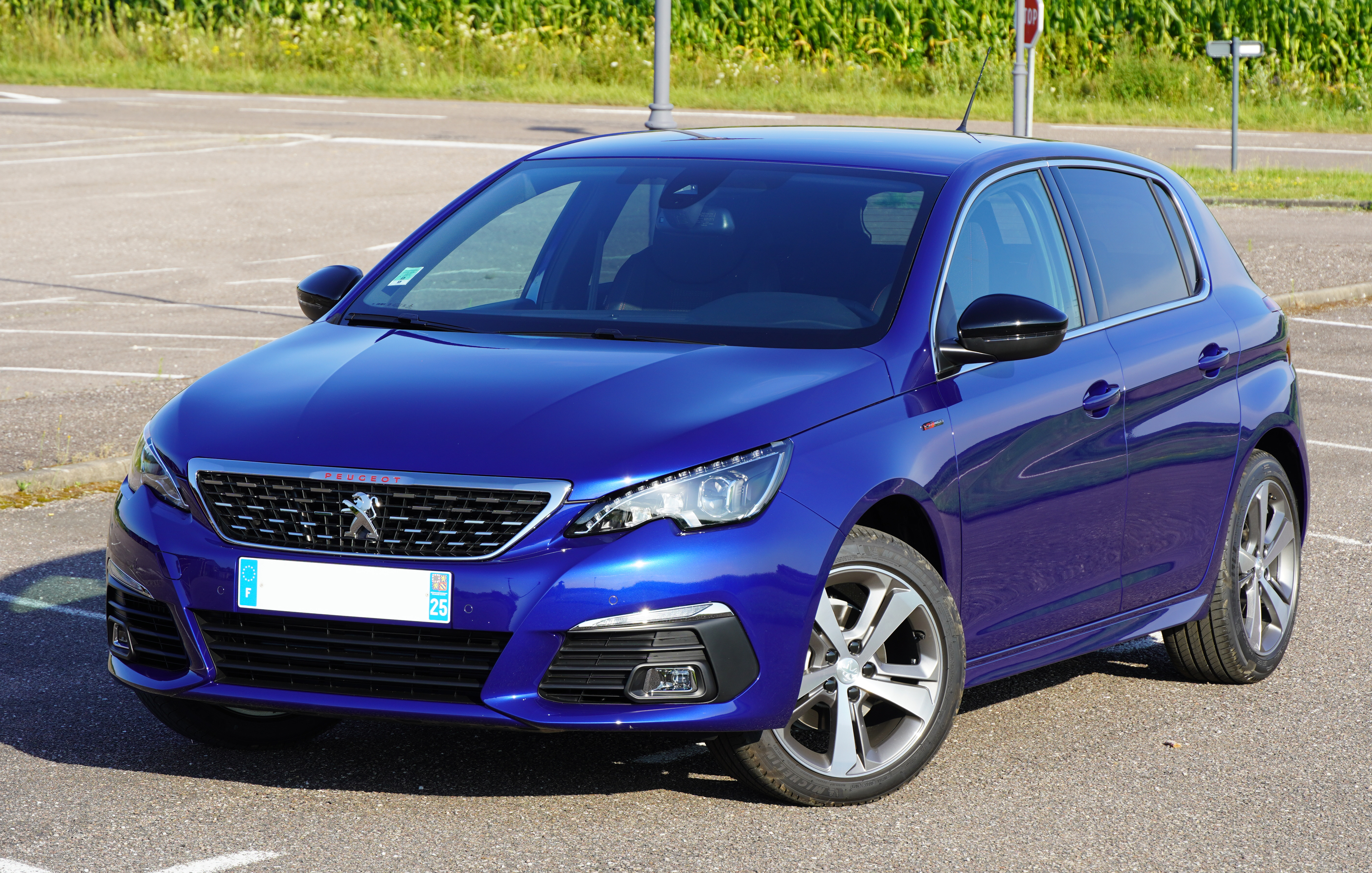
Peugeot 308 II.
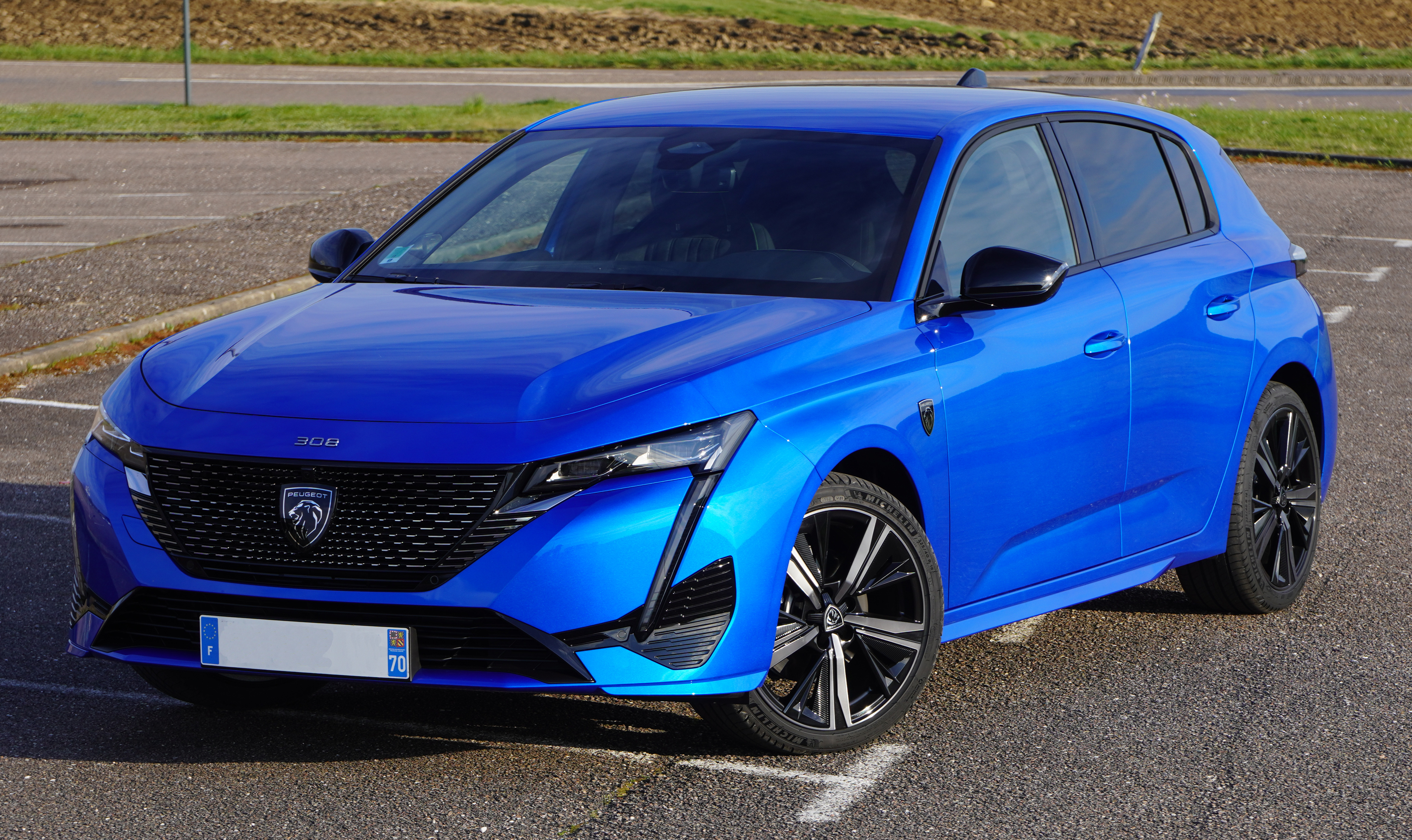
Peugeot 308 III.

### Série 400: familiales
- 401 (1934 - 1935)
- 402 (1935 - 1942)
- 403 (1955 - 1966)
- 404 (1960 - 1978 et jusqu'en 1989 au Kenya) 
  - 404 coupé (1961 - 1969)
  - 404 cabriolet
- 405 (1987 - 1997) (la 405 est toujours produite en Iran)
- 406 (1995 - 2004) 
  - 406 Coupé (1997 - 2004)
- 407 (2004 - 2011)
  - 407 SW (2004 - 2011)
  - 407 coupé (2005 - 2012)
- 408 (2010-2022) : il s'agit d'une 308 à coffre de 4,68 m de long, destinée à la Chine, à la Russie et à l'Amérique latine.
- 408 II (depuis 2014) : il s'agit d'une berline à coffre de 4,77 m de long, destinée à la Chine et à certains pays d'Europe.
- 408 (depuis 2022) ce modèle n'est plus une berline tricorps mais un crossover SUV-coupé, contrairement aux précédentes 408, c'est un modèle global commercialisé en Europe.

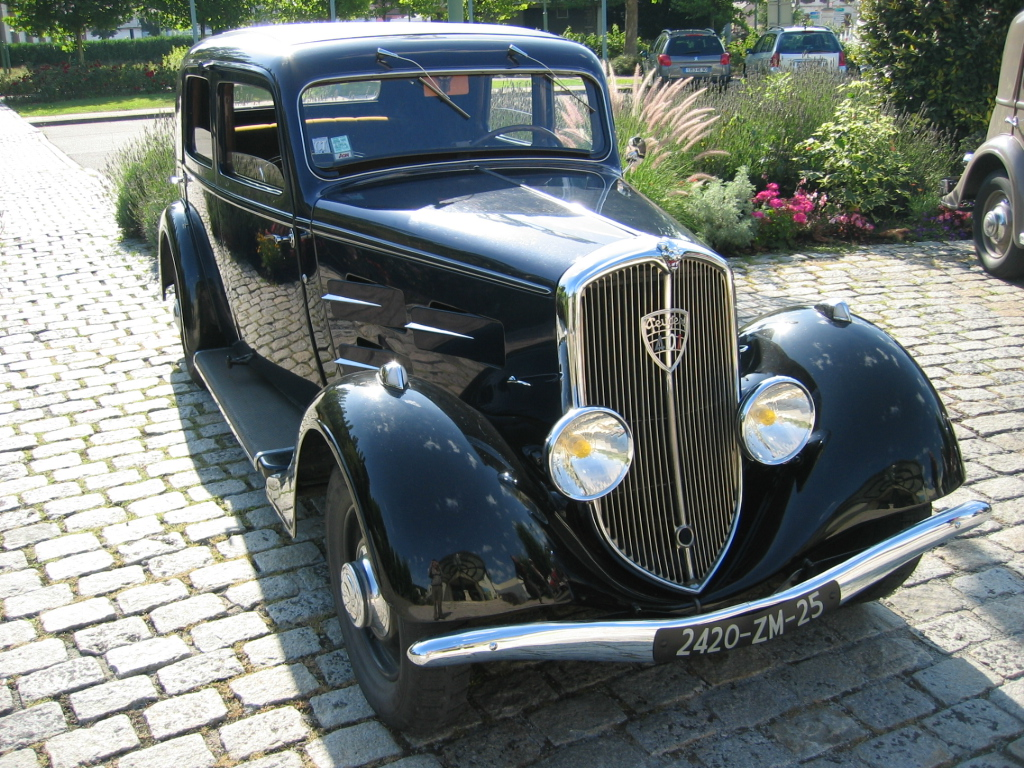
Peugeot 401.
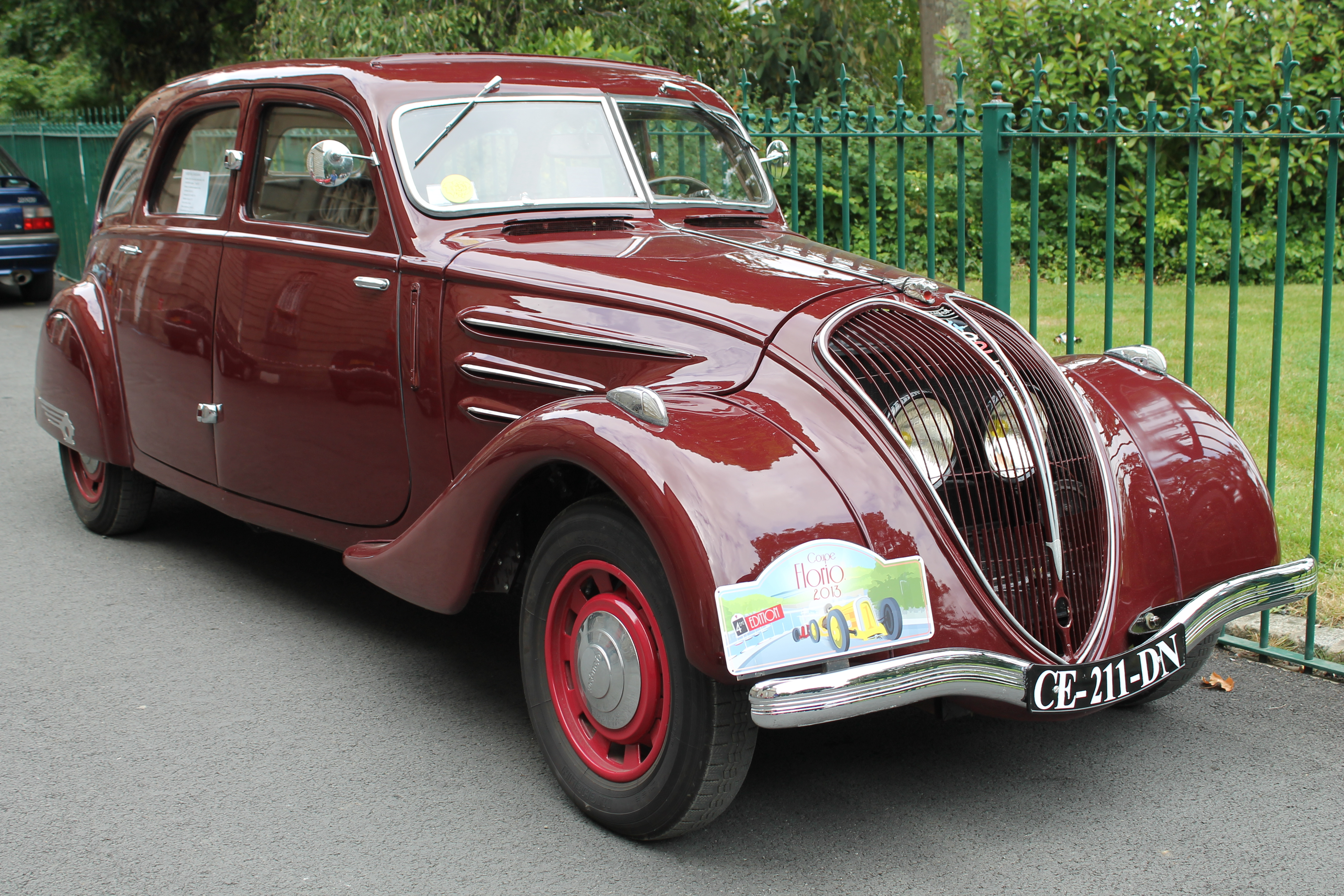
Peugeot 402.
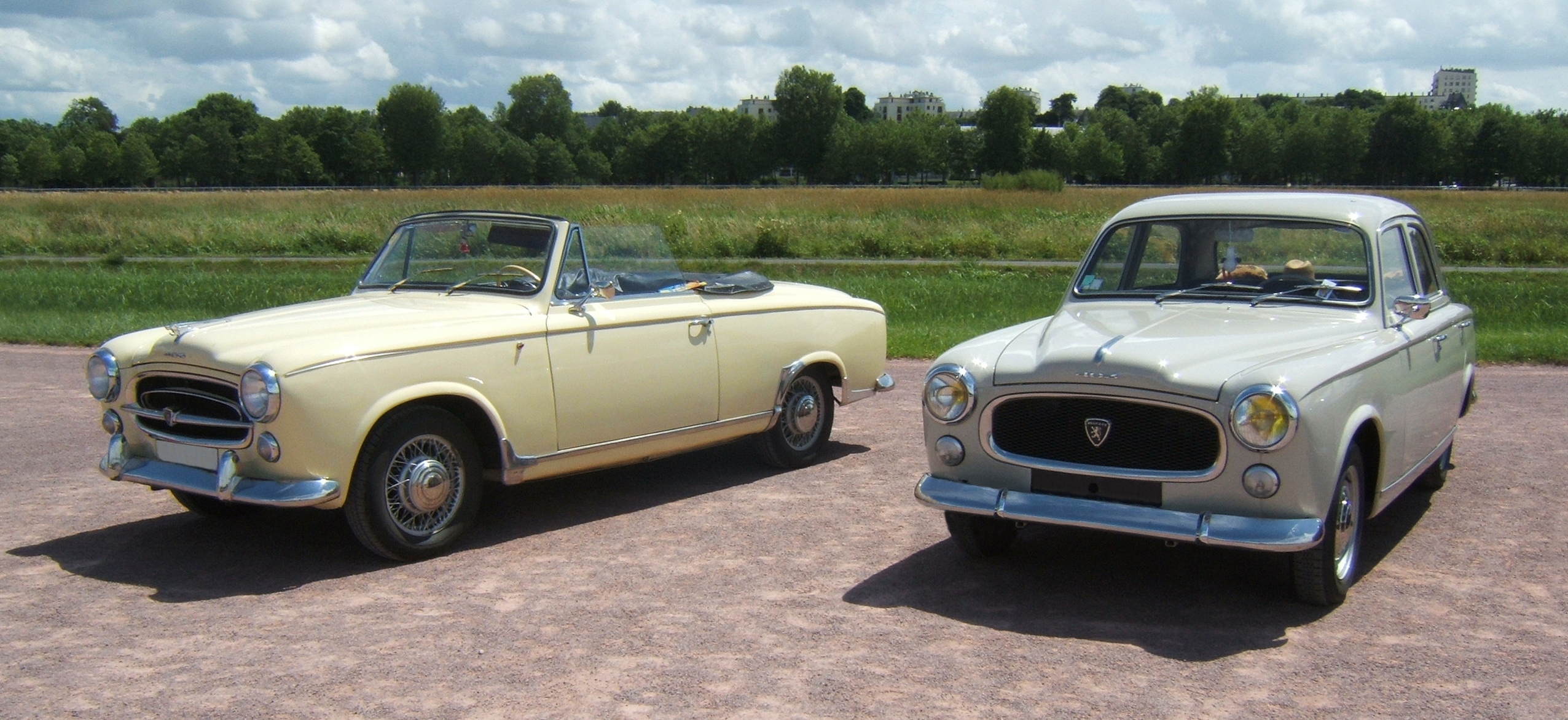
Peugeot 403 (cabriolet et berline).
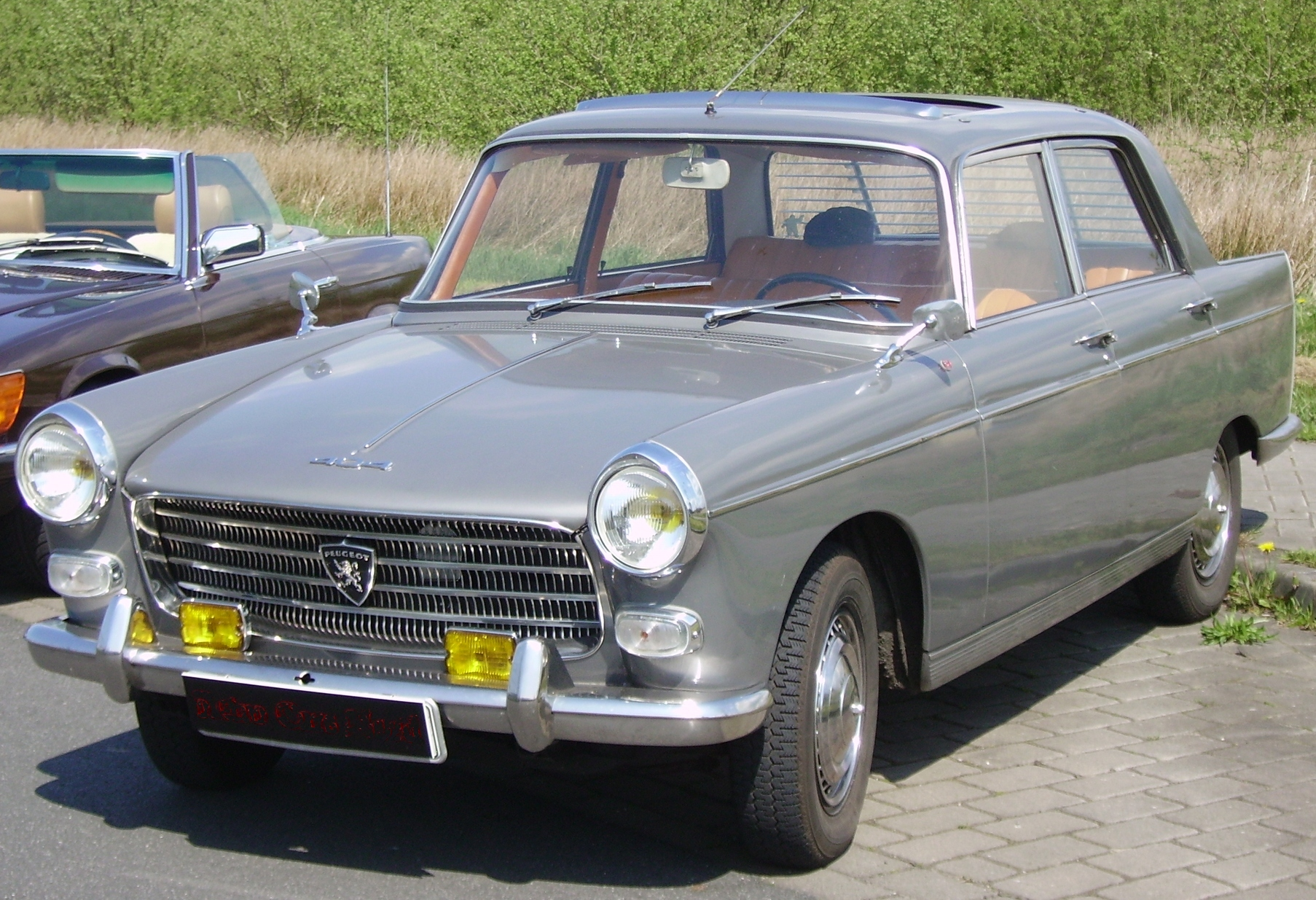
Peugeot 404.
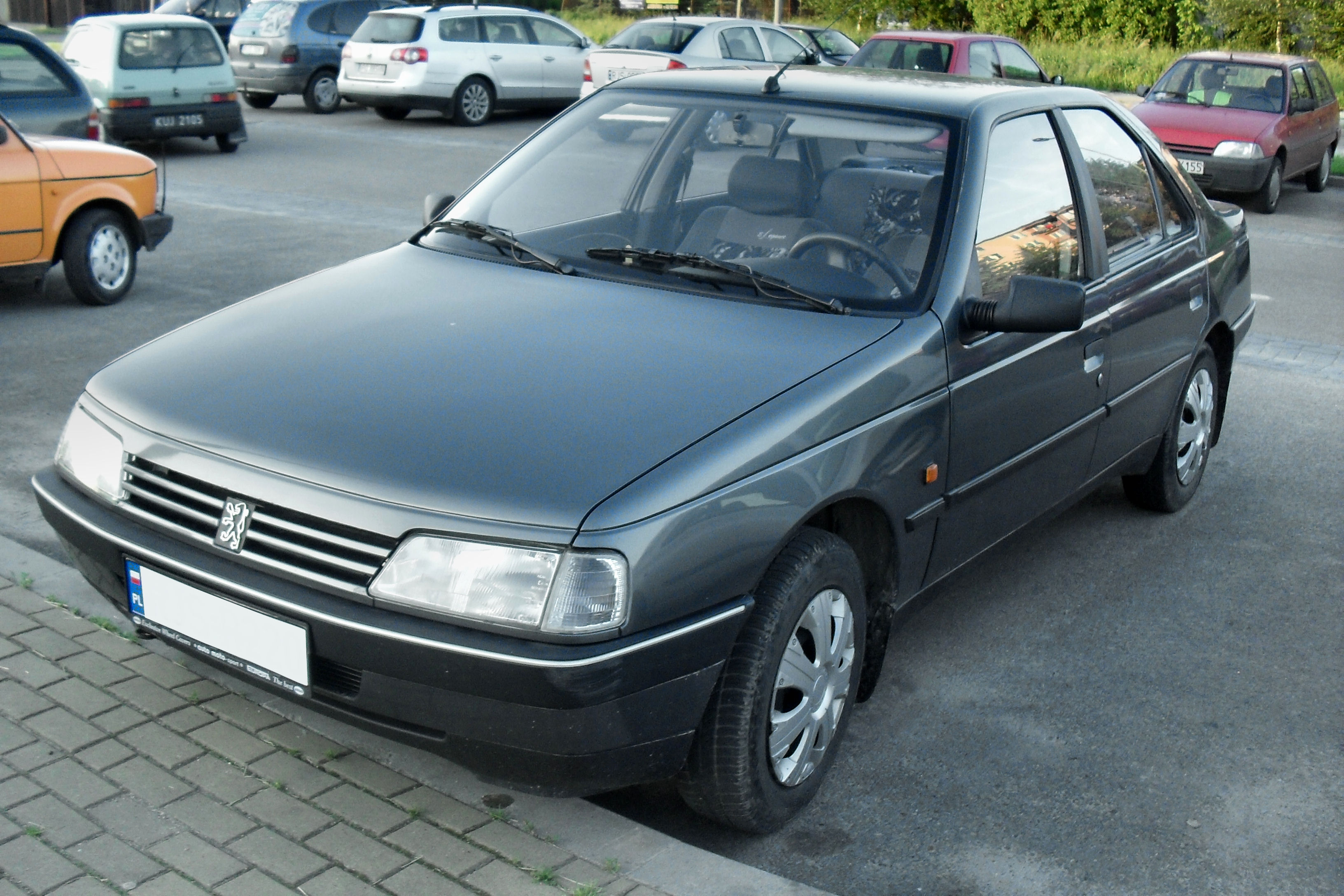
Peugeot 405.
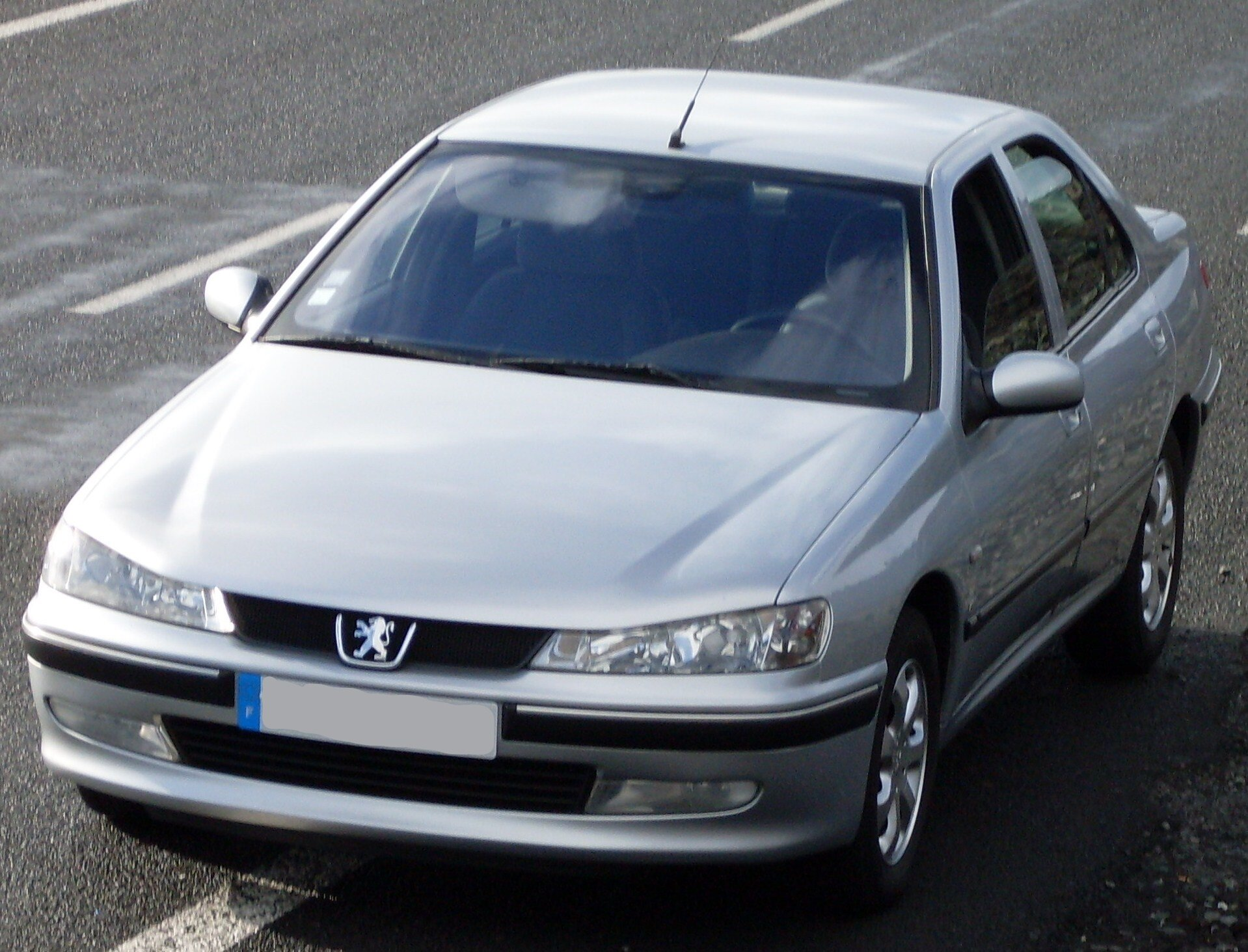
Peugeot 406.
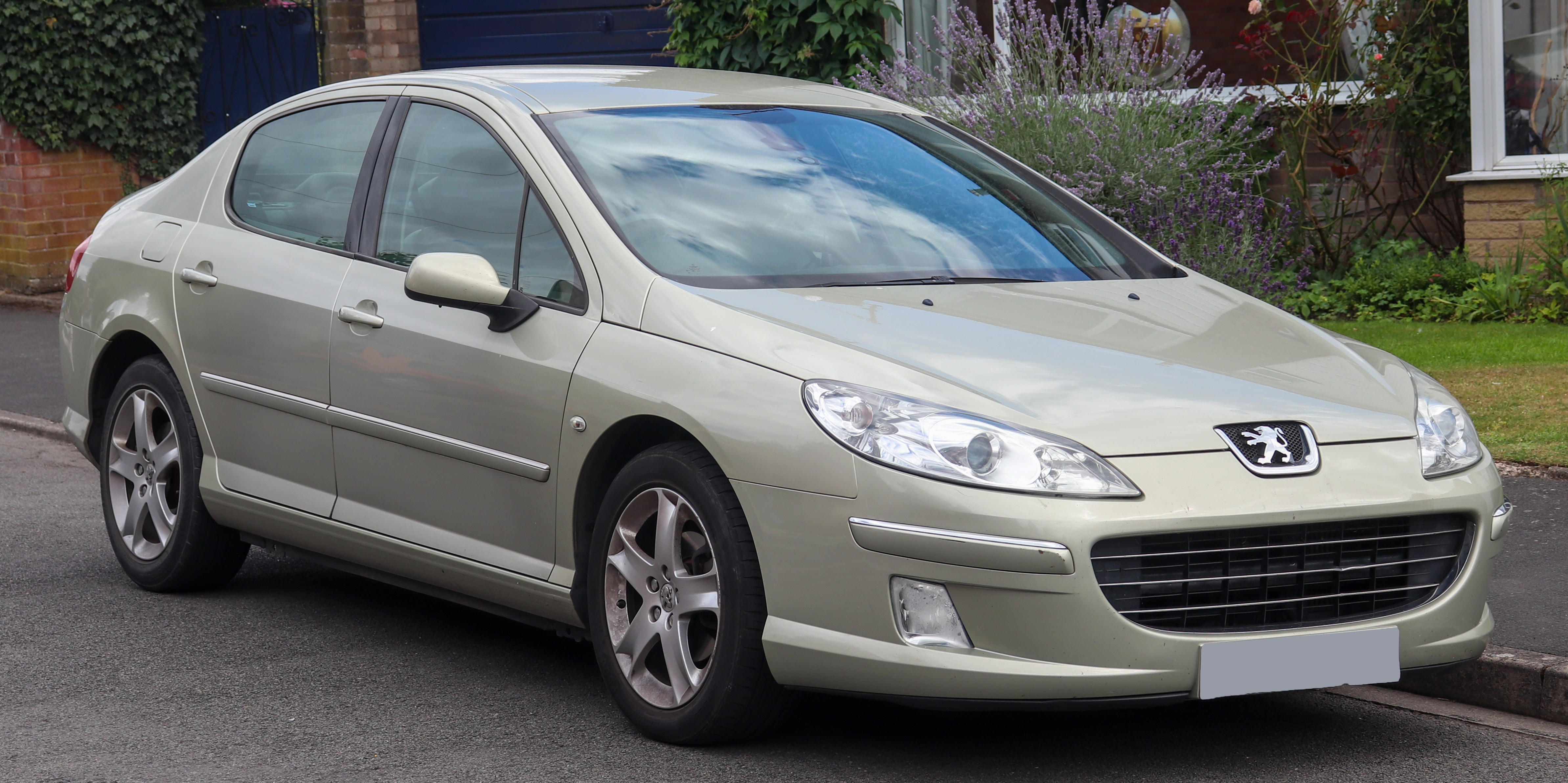
Peugeot 407.
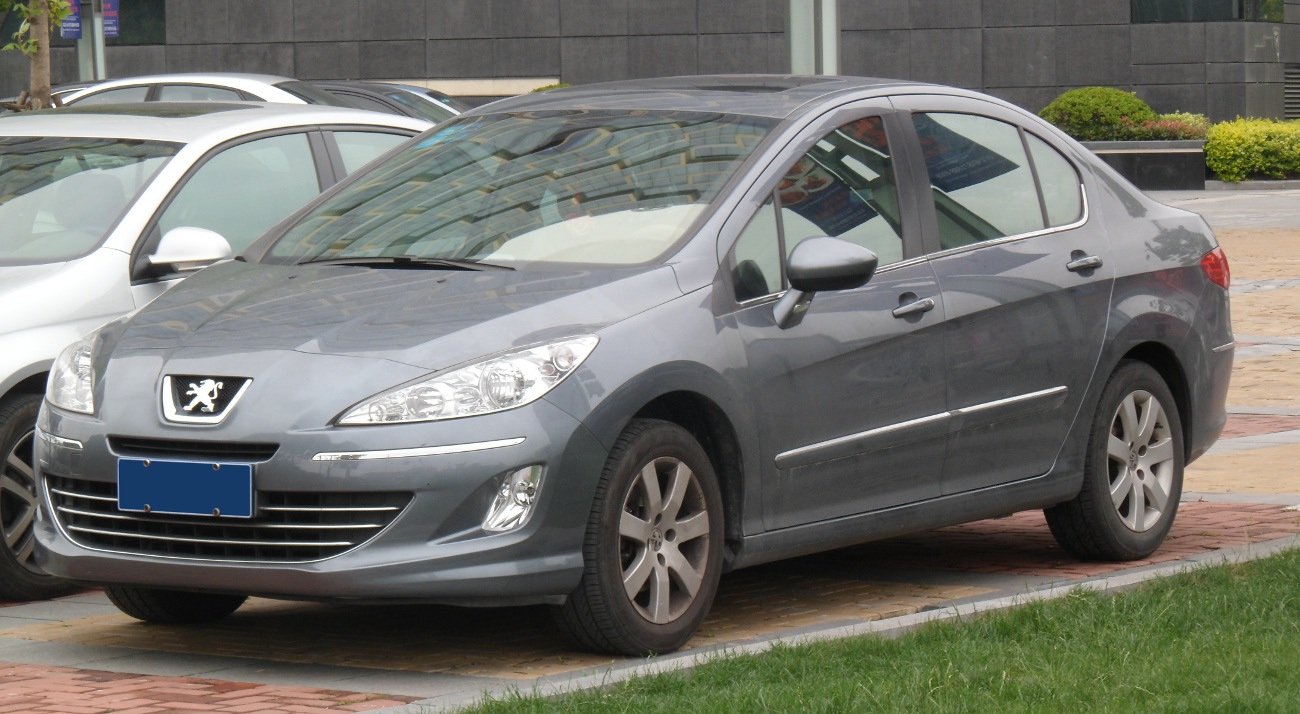
Peugeot 408 I (berline).
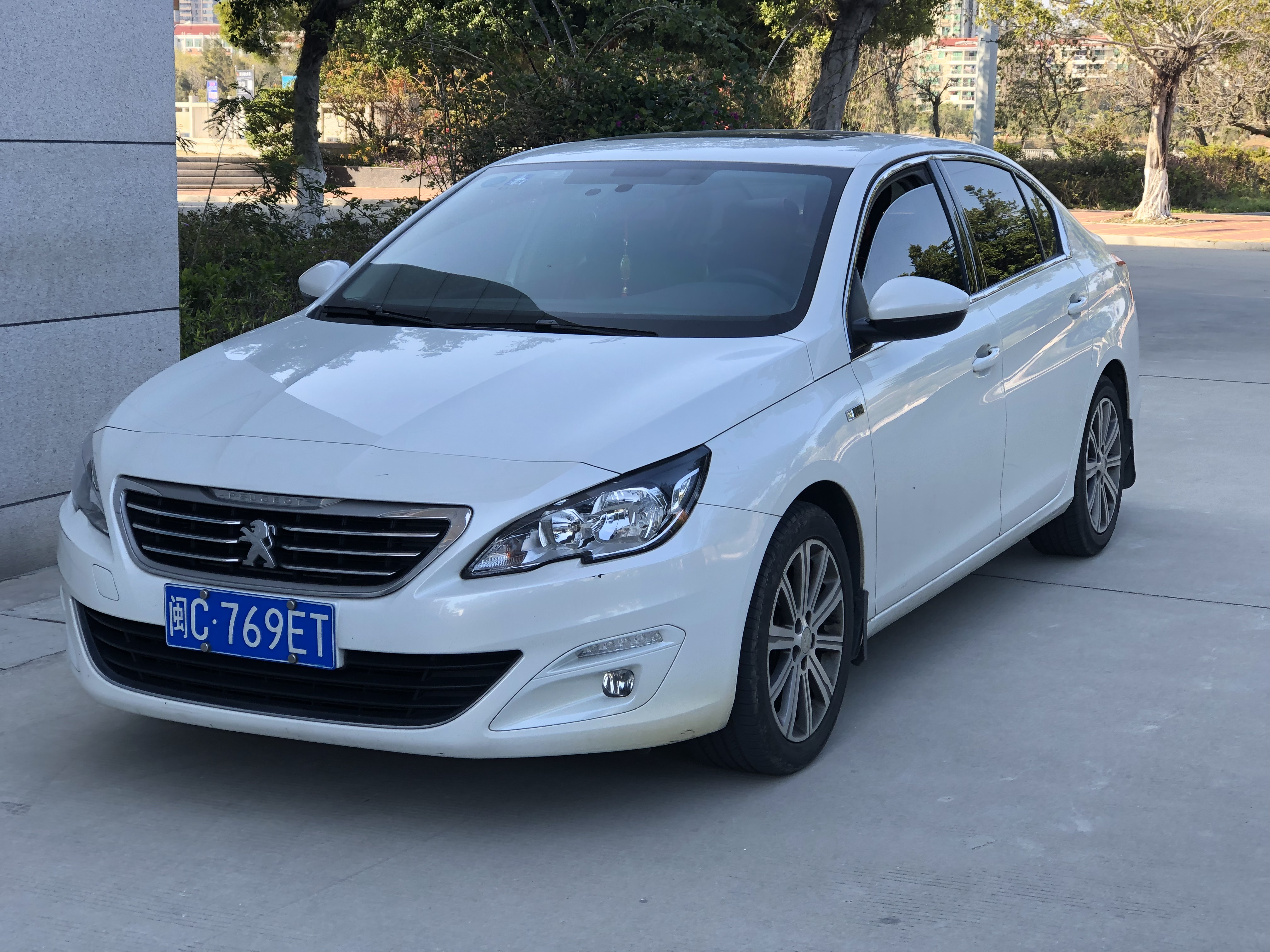
Peugeot 408 II (berline).
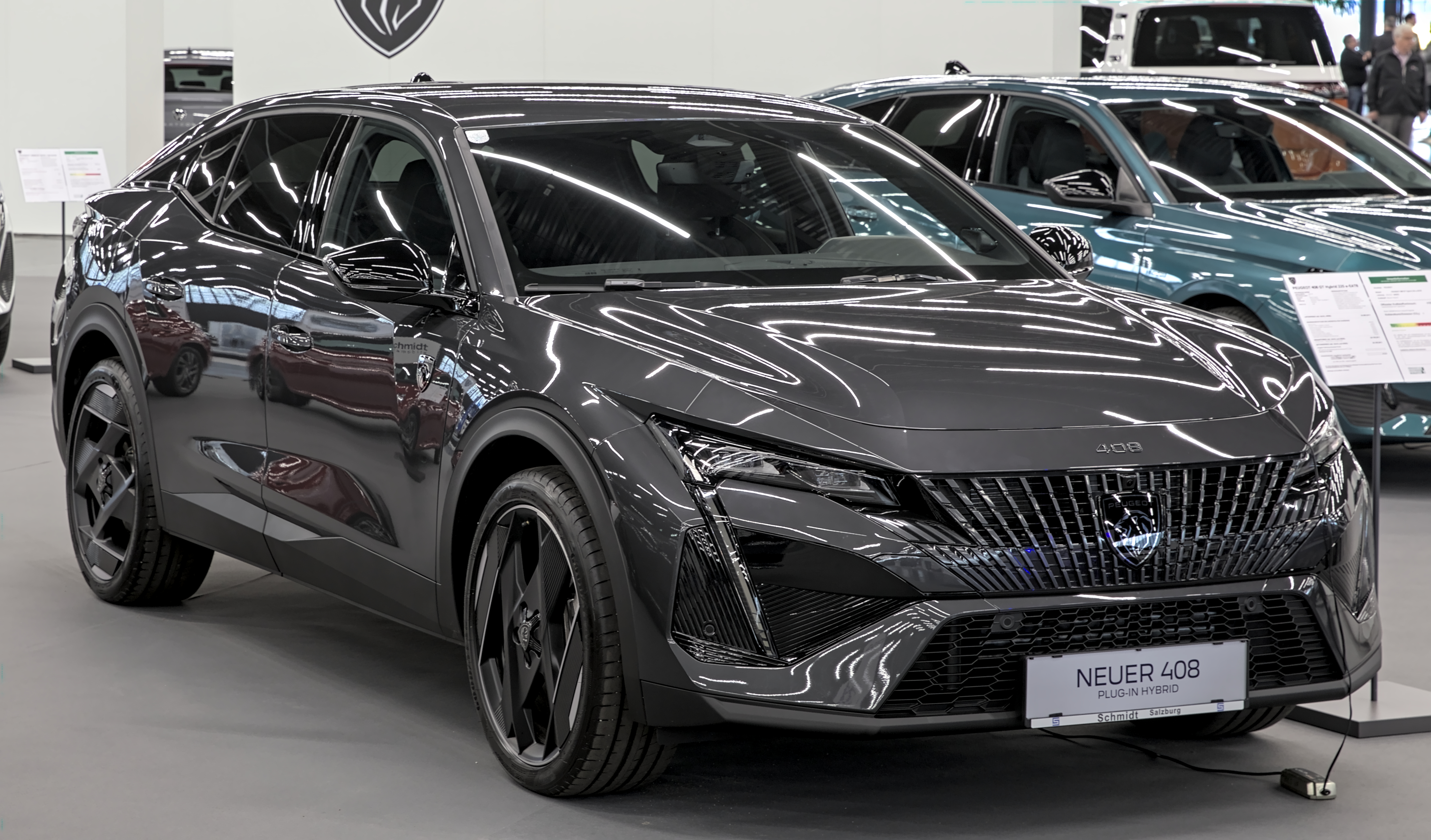
Peugeot 408.

### Série 500: familiales routières
- 504 (1968 - 1983 ; 2005 au Kenya)
  - 504 coupé (1969 - 1983)
  - 504 cabriolet (1969 - 1983)
- 505 (1979 - 1997) : disponible en berline et en break
- 508 I (2011 - 2018)
  - 508 SW : version break (2011 - 2019).
  - 508 RXH (break baroudeur) (2012 - 2019).
- 508 II (depuis 2018) : coupé 4 portes
  - 508 II SW : version break de chasse (depuis 2019).

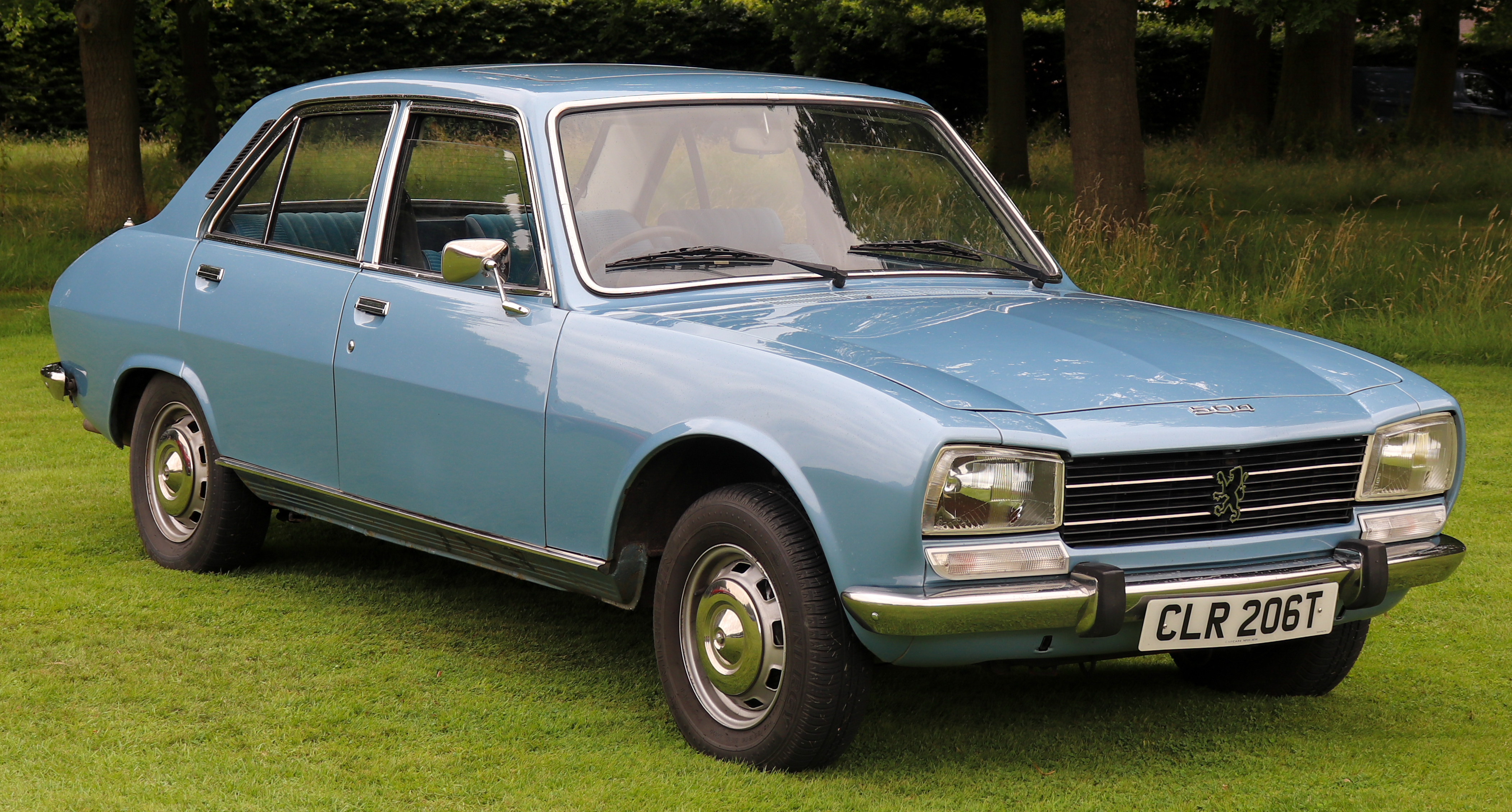
Peugeot 504
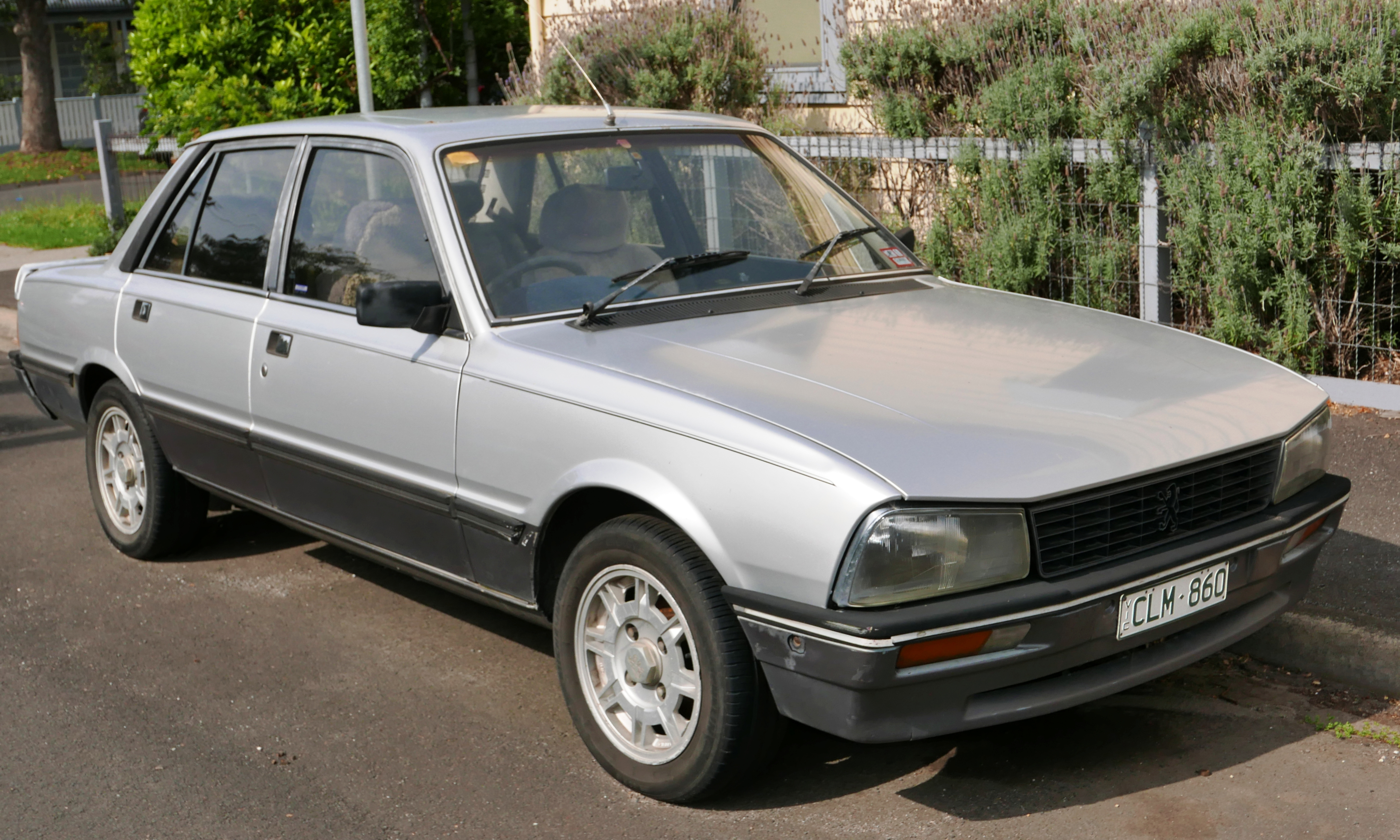
Peugeot 505
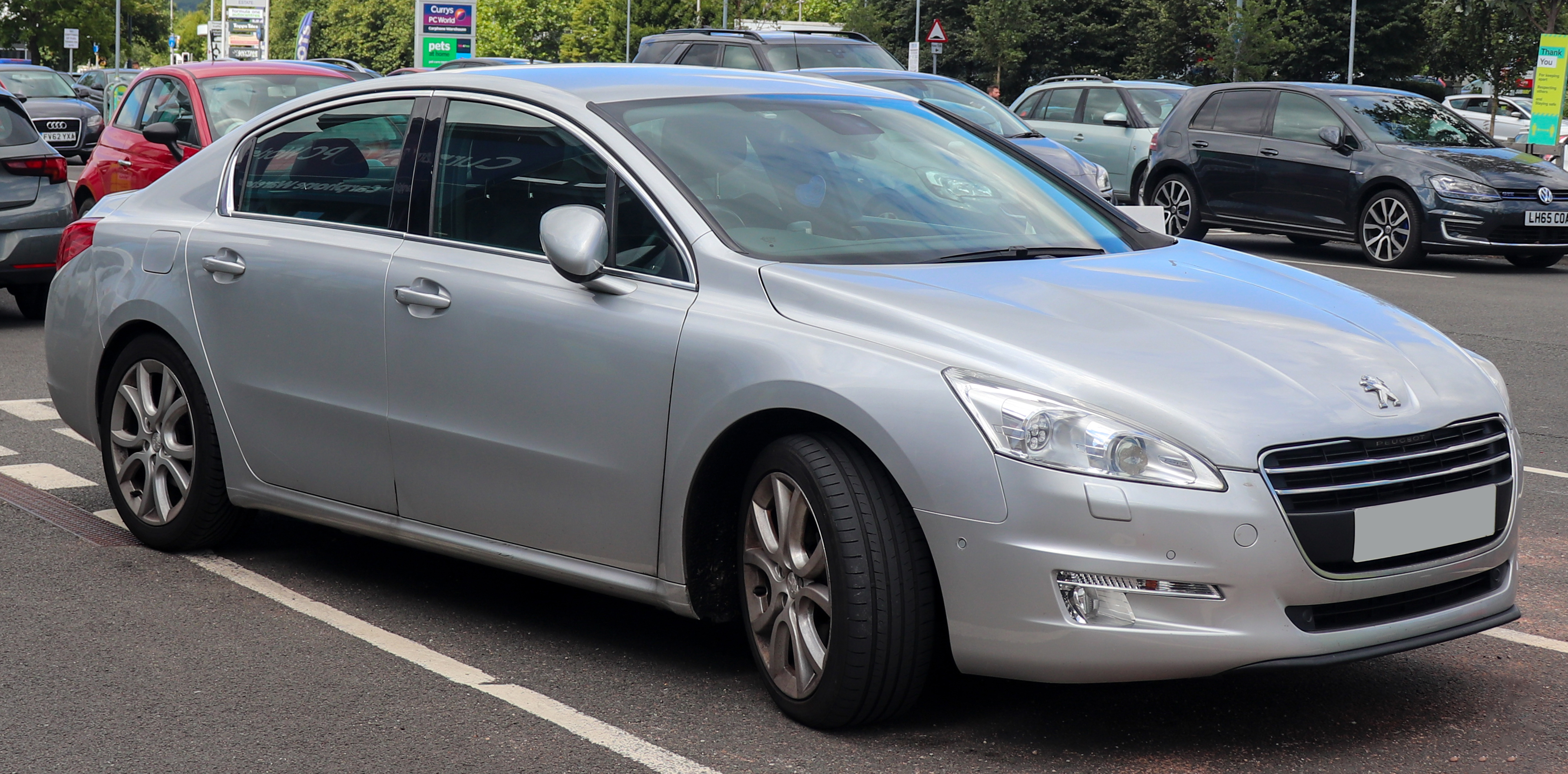
Peugeot 508 I
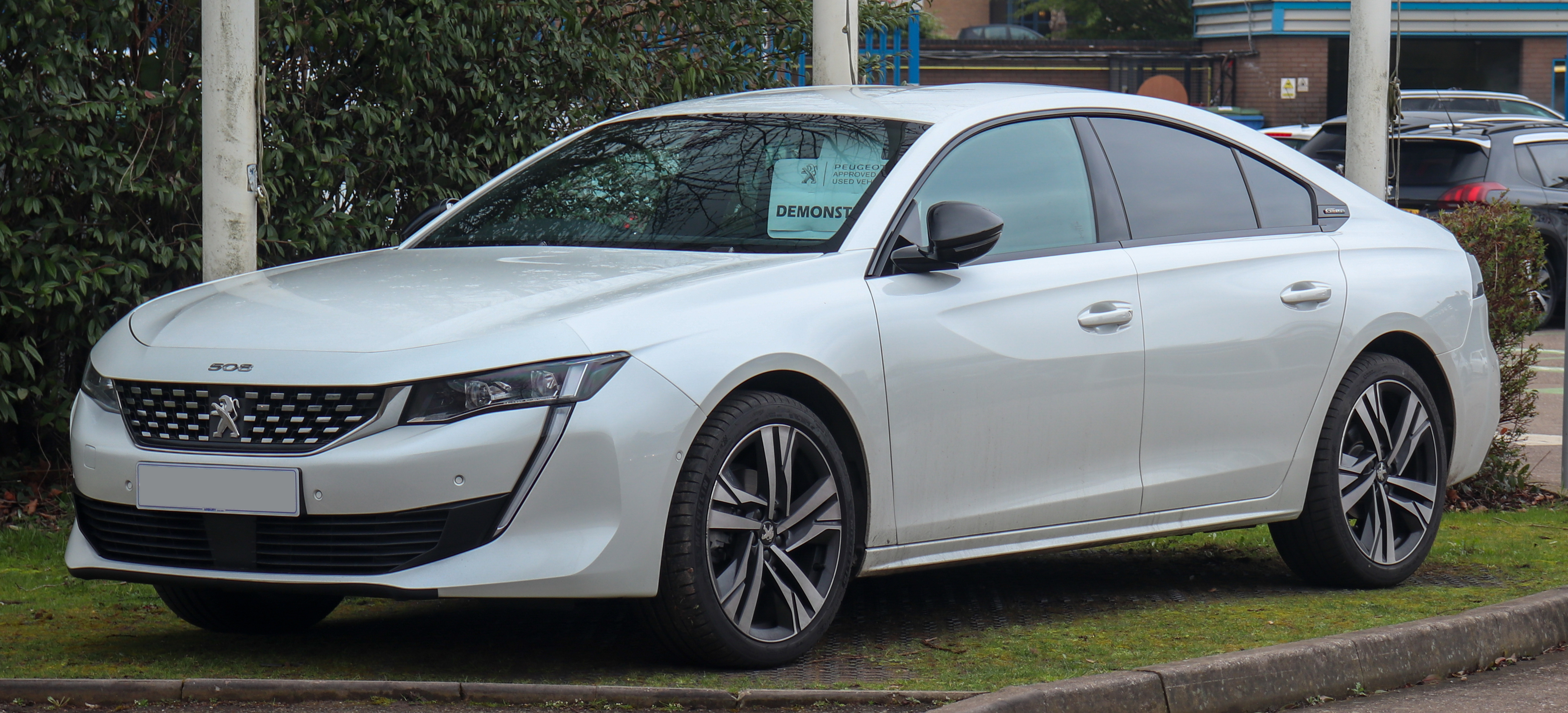
Peugeot 508 II

### Série 600: grandes routières
- 601 (1934 - 1935)
- 604 (1975 - 1985)
- 605 (1989 - 1999)
- 607 (1999 - 2010)

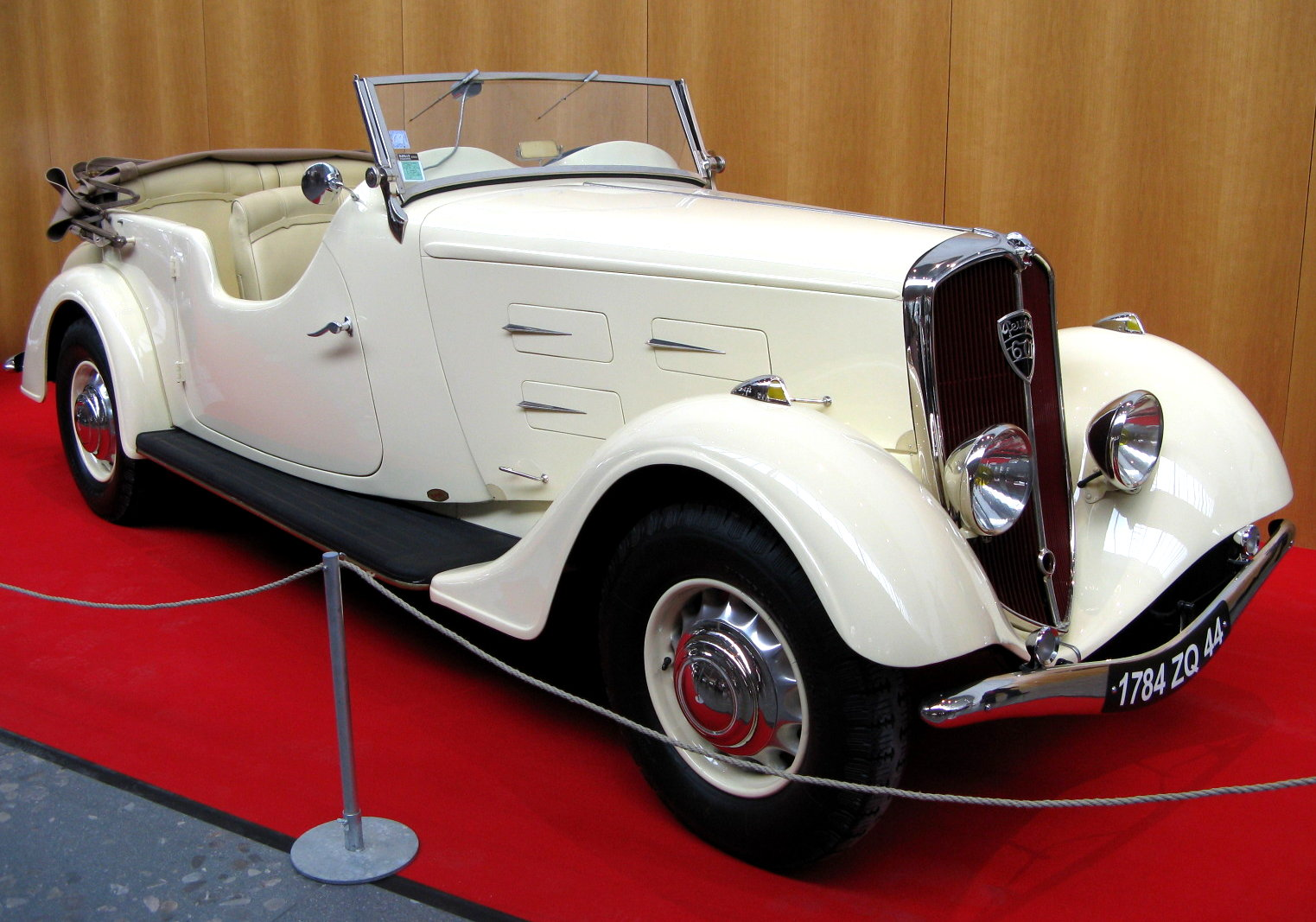
Peugeot 601 D-TM Grand Sport.
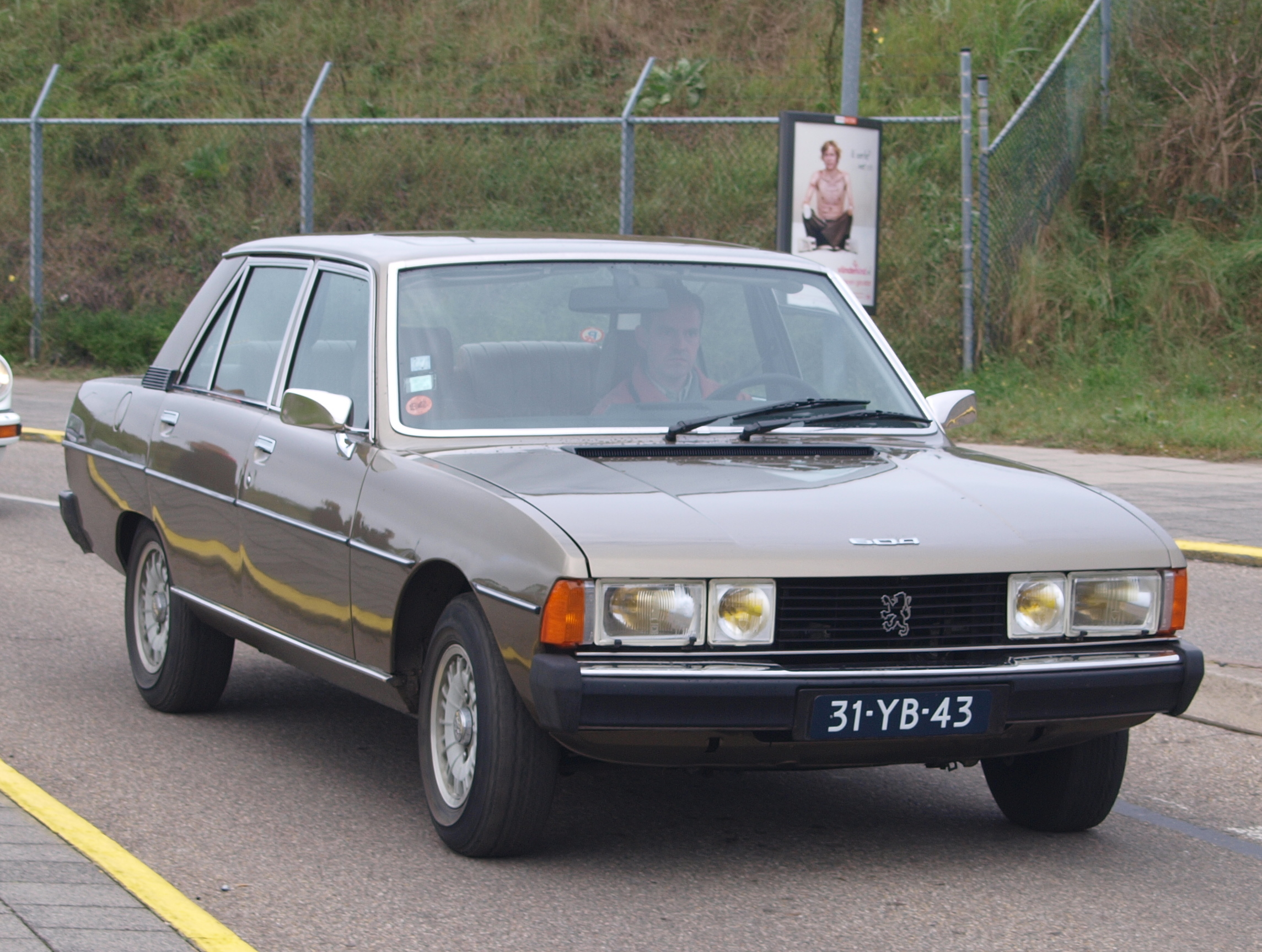
Peugeot 604.
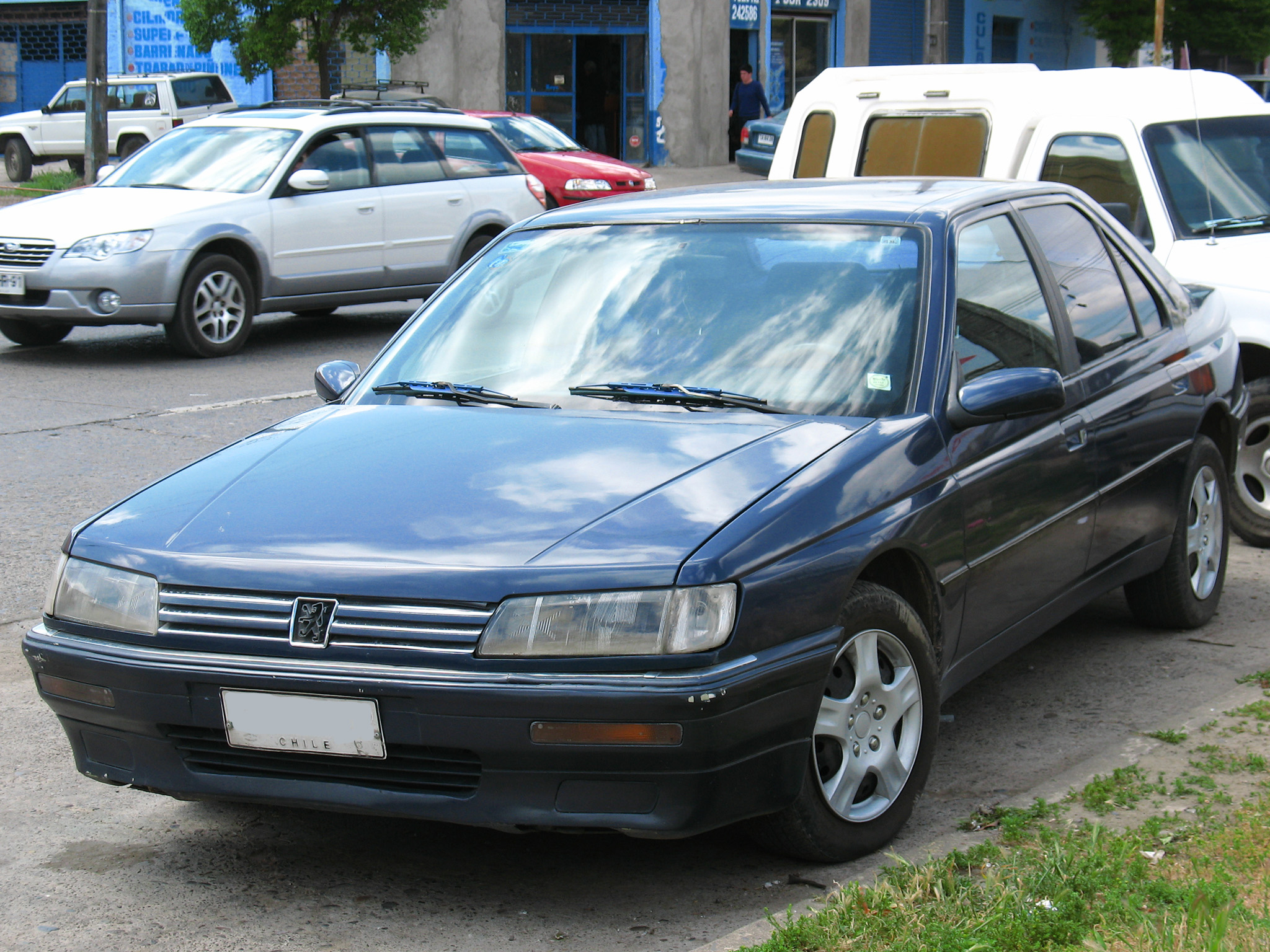
Peugeot 605.
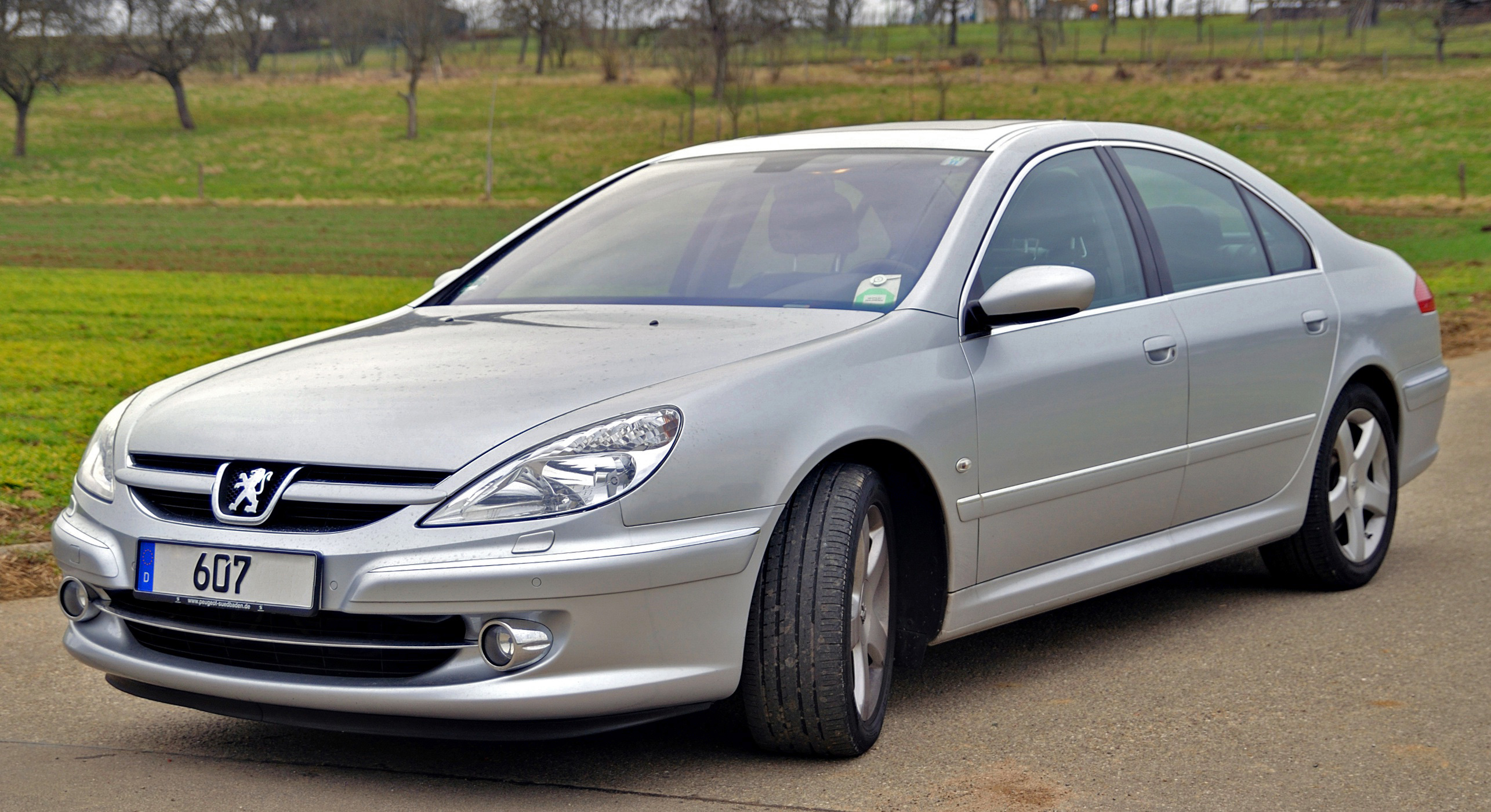
Peugeot 607.

### Série 800: grands monospaces ou prototype
- 802 (1936) - version non commercialisée de la Peugeot 402 avec moteur V8. Le projet a été abandonné.
- 806 (1994 - 2002)
- 807 (2002 - 2014)

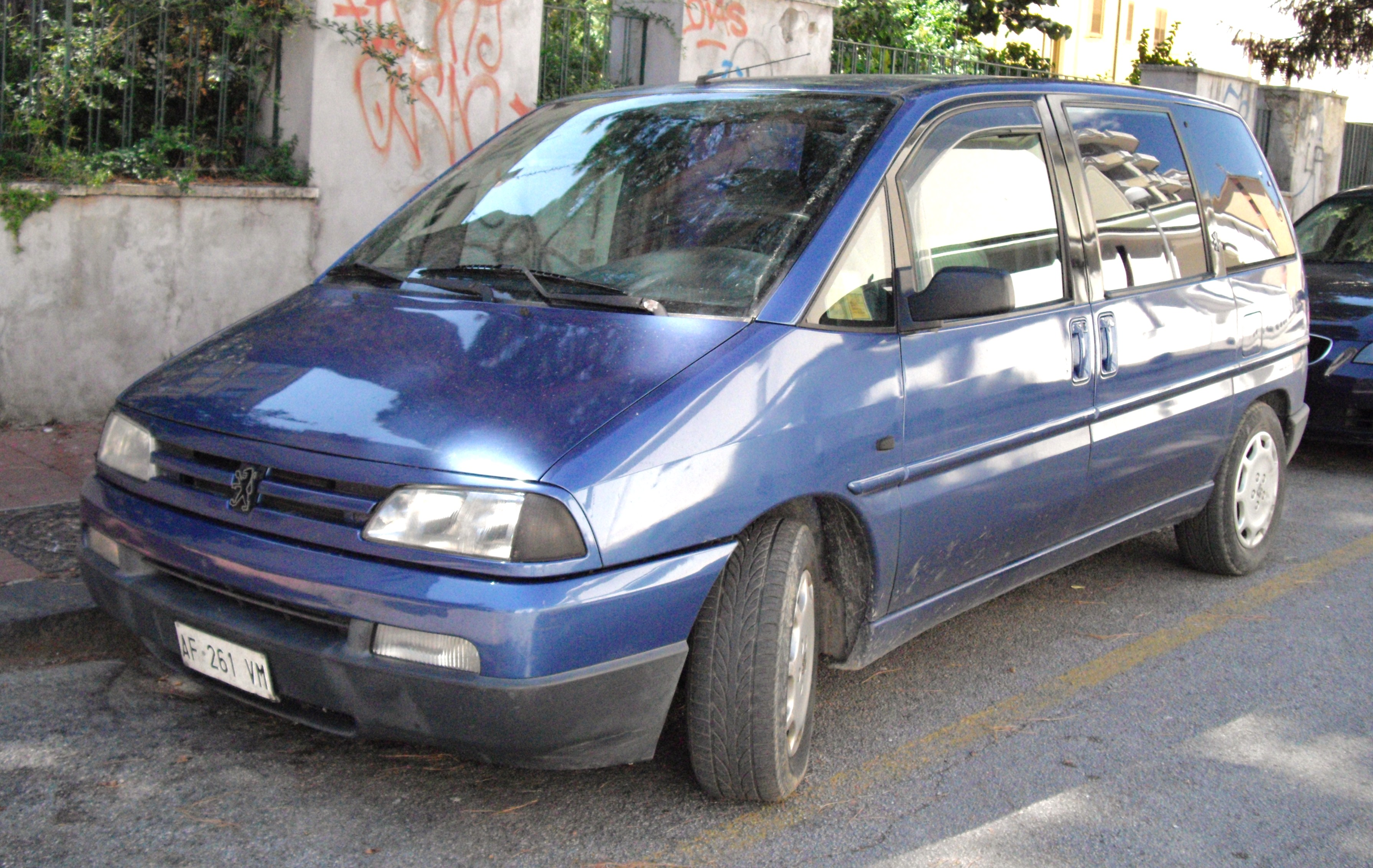
Peugeot 806.
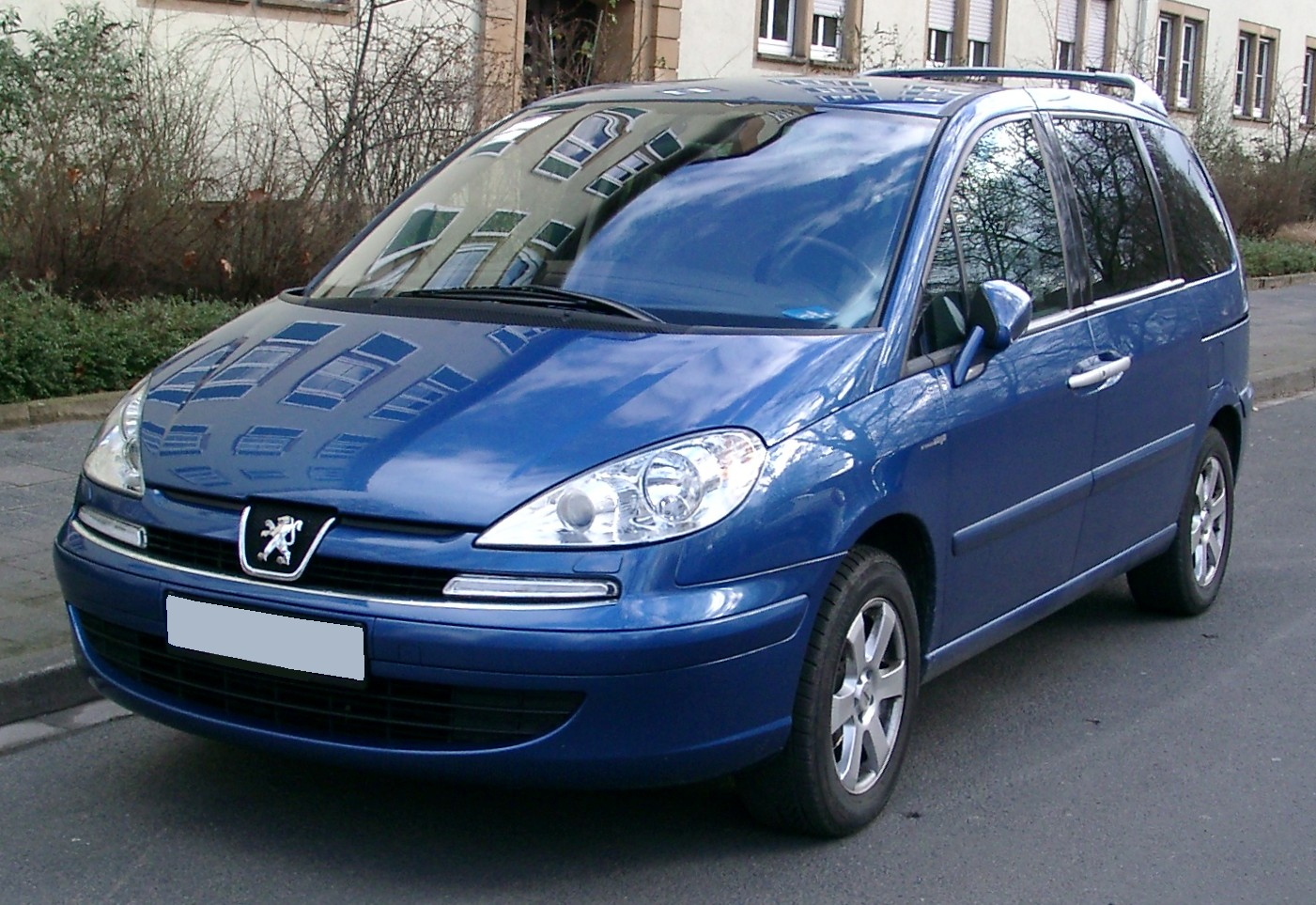
Peugeot 807.

### Série 900: compétition ou concept car
- 905 course d'endurance, victorieuse des 24 Heures du Mans en 1992 et 1993.
- 907 concept de supercar de 2004.
- 908 RC concept de limousine de 2006.
- 908 dotée d'un moteur Diesel V12 ouvert à 100° de 5,5 litres de cylindrée, a participé à l'édition 2007 des 24 Heures du Mans et remporté l'édition 2009 avec un doublé.
- 908 dotée d'un moteur Diesel V8 ouvert à 90° de 3,7 litres de cylindrée, sortie en 2011.

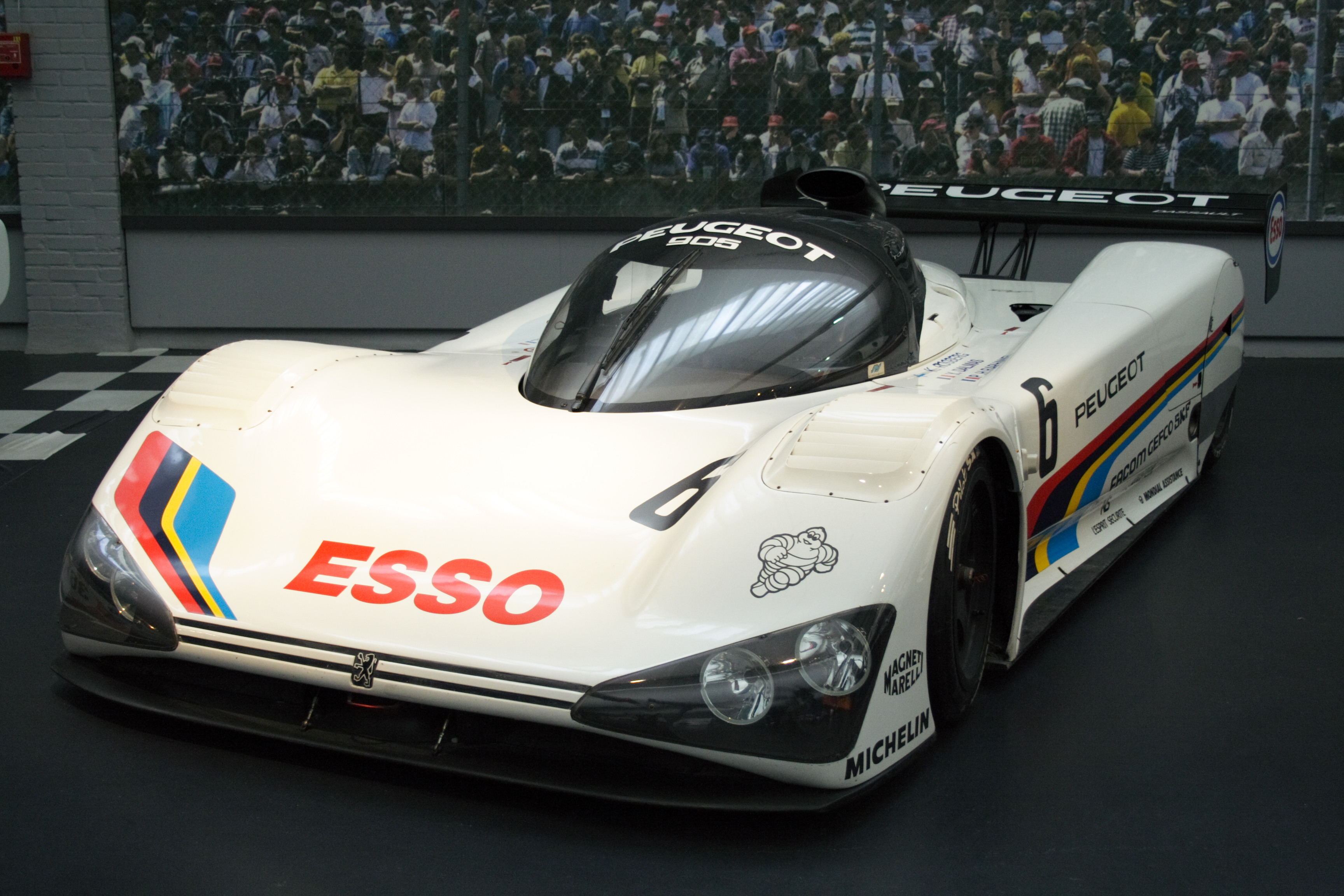
Peugeot 905.
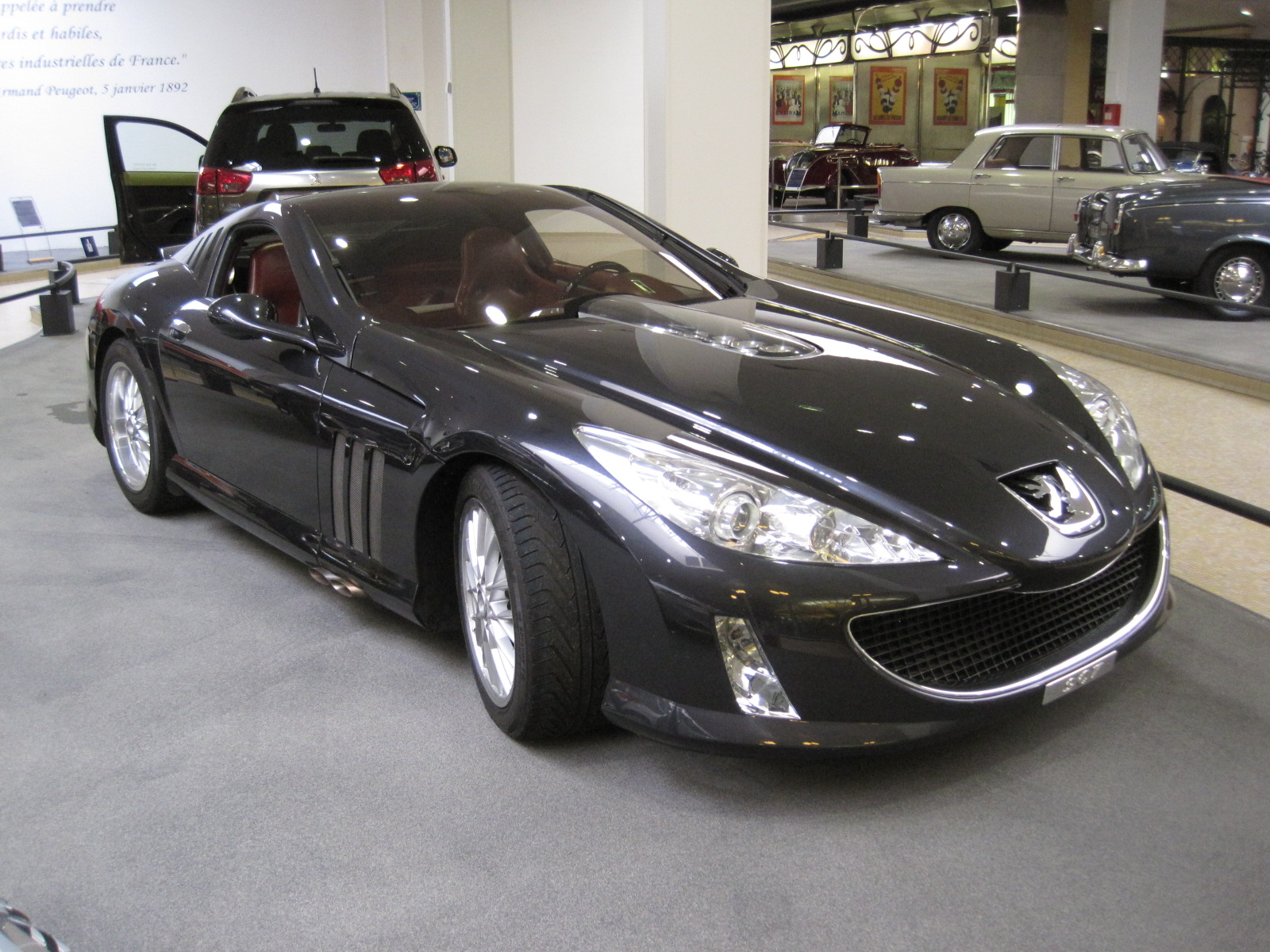
Peugeot 907.
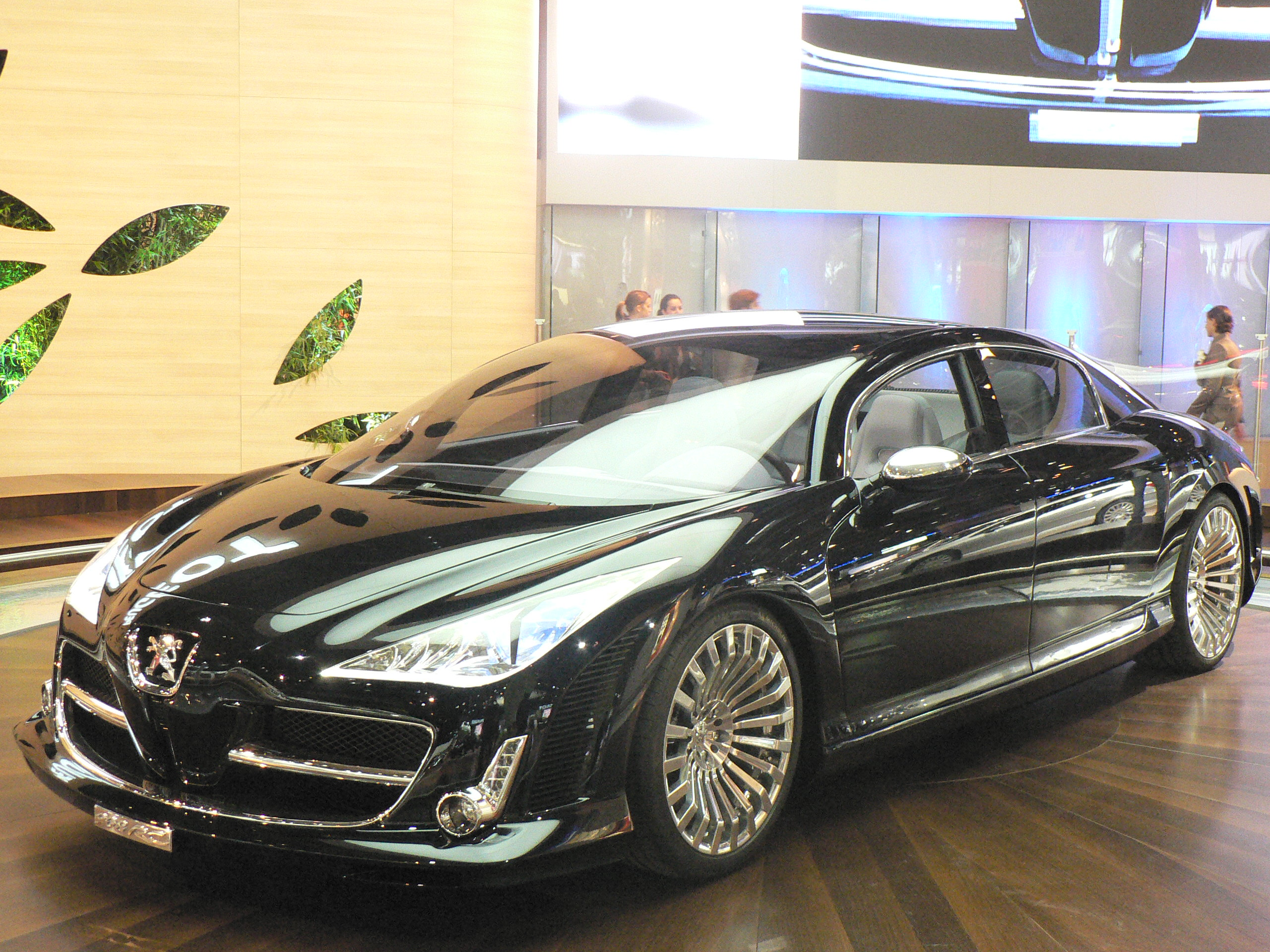
Peugeot 908 RC.
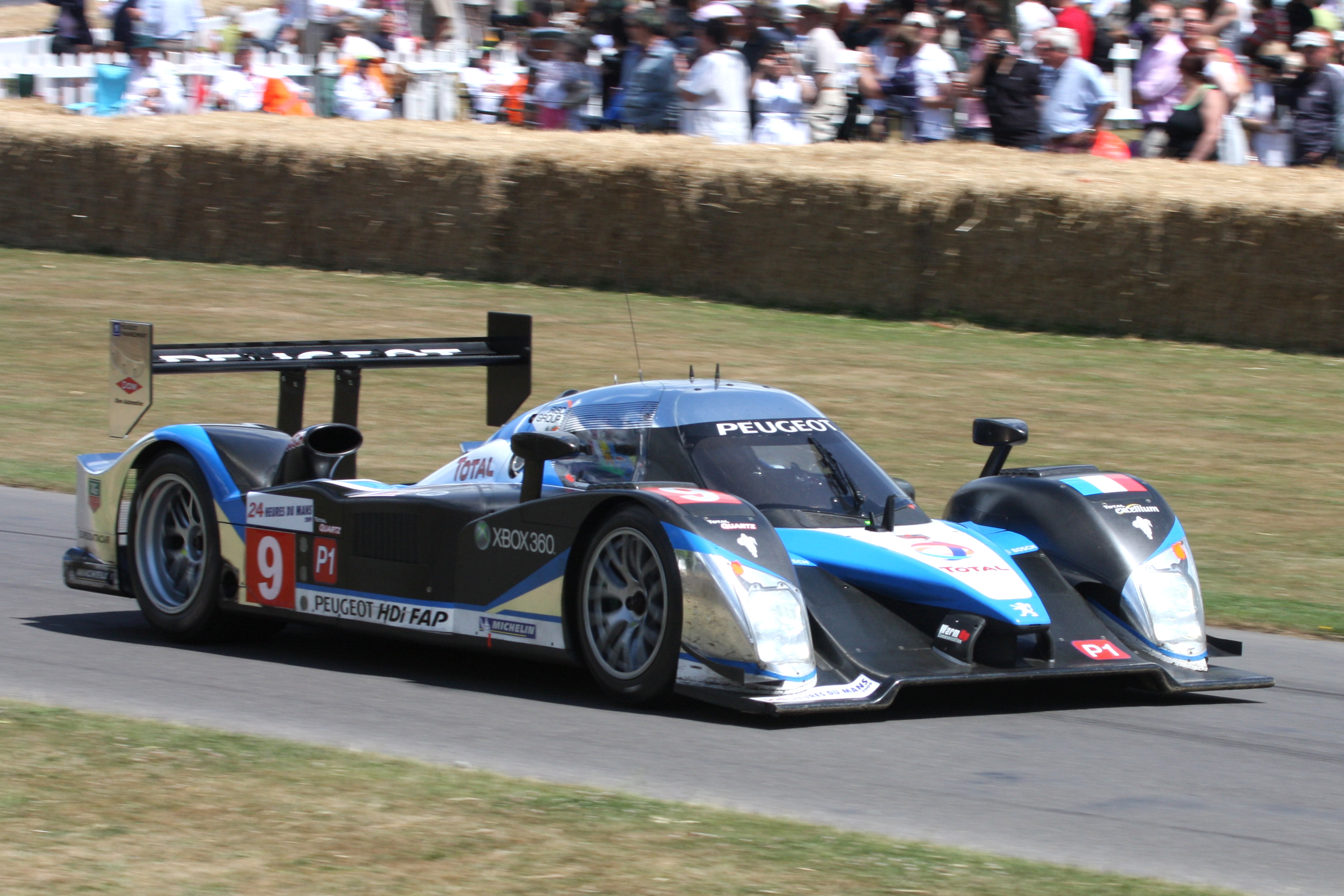
Peugeot 908 HDi FAP.

### Série 1000: citadine monospace
- 1007 (2005 - 2009), petite voiture citadine à portes électriques coulissantes.

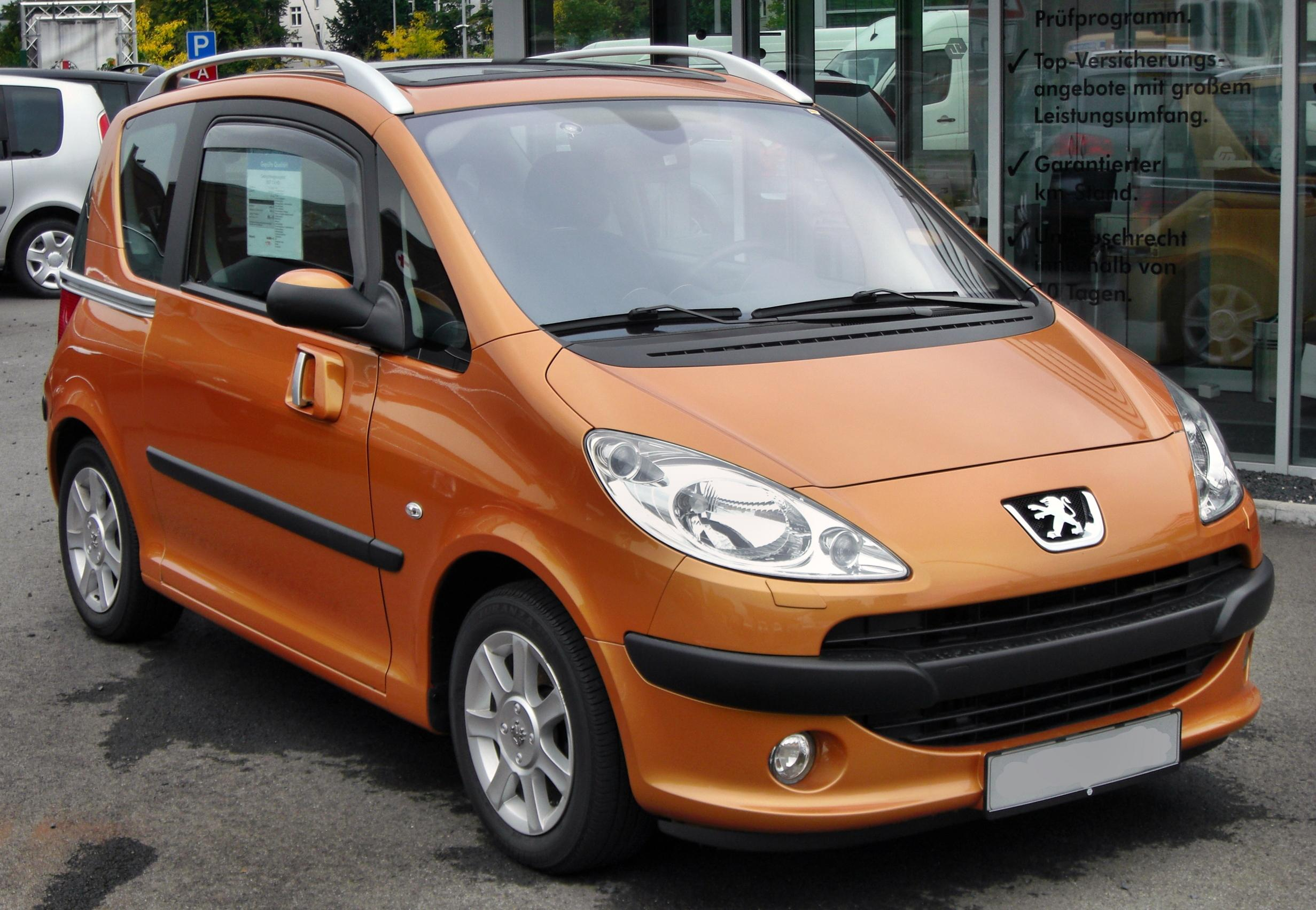
Peugeot 1007.

### Série 2000: crossover urbain
- 2008 I (2013 - 2019), crossover urbain.
- 2008 II (depuis 2019), crossover urbain.
- 2008 III[91] (depuis 2024), crossover urbain.

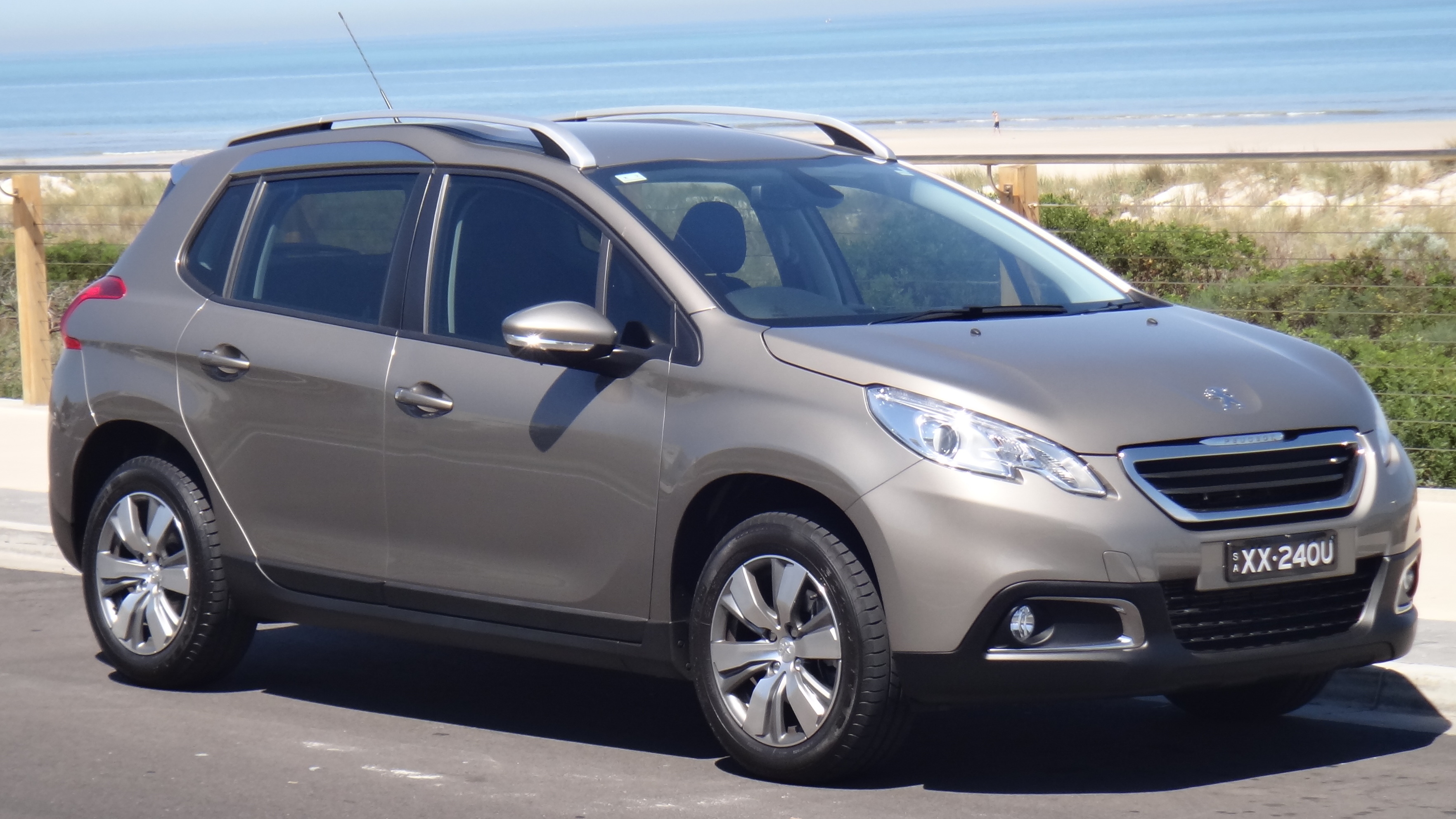
Peugeot 2008 I.
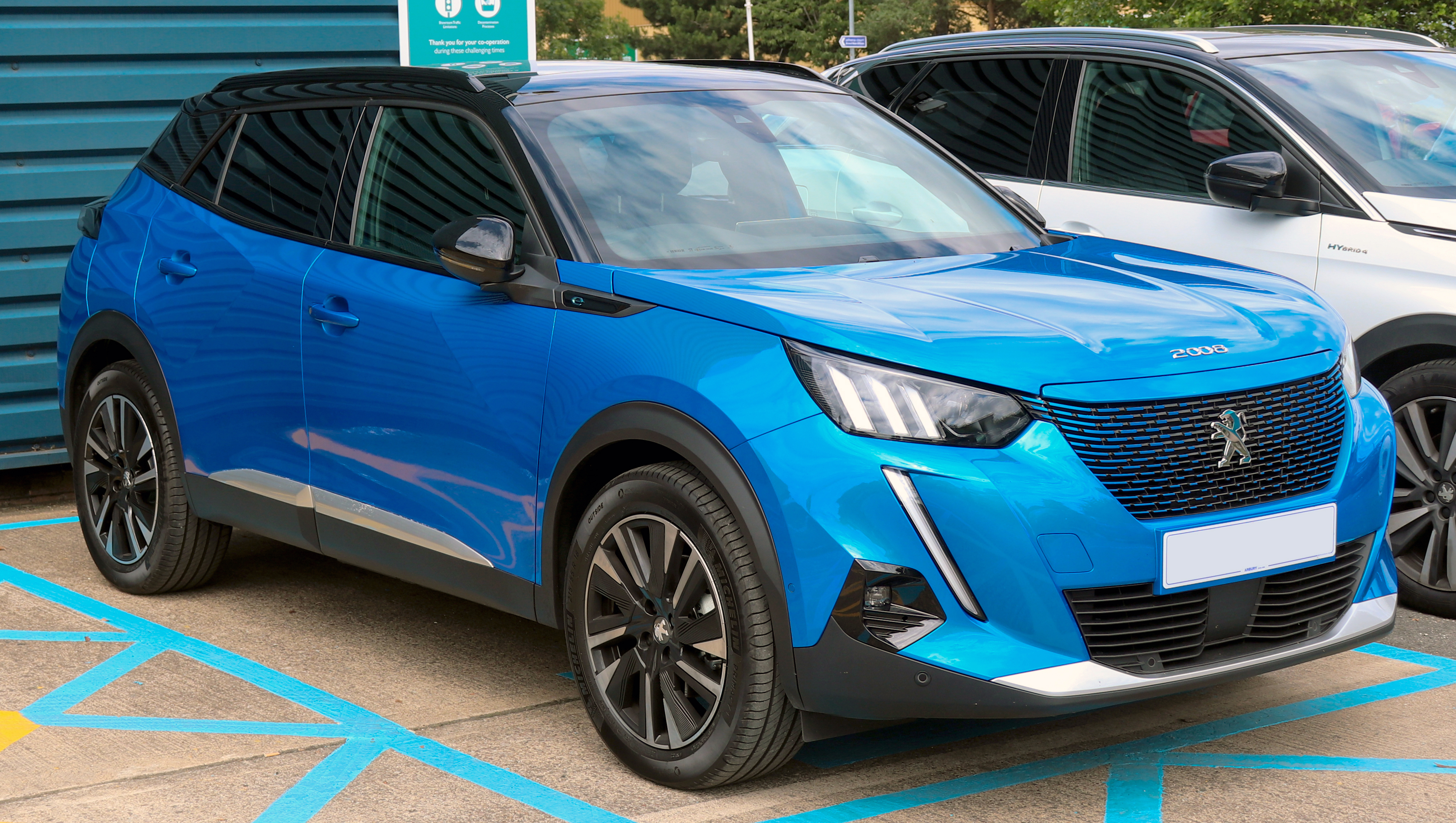
Peugeot 2008 II.

### Série 3000: crossover puis SUV
- 3008 I (2009 - 2016), crossover compact (encore produit en Chine).
- 3008 II (2016 - 2024), SUV compact 5 places.
- 3008 III (depuis 2024), SUV compact. Il sera disponible en mars 2024 avec des motorisations hybride, hybride rechargeable et électrique. Il inaugure également le nouvel iCockpit avec écran incurvé de 21’’

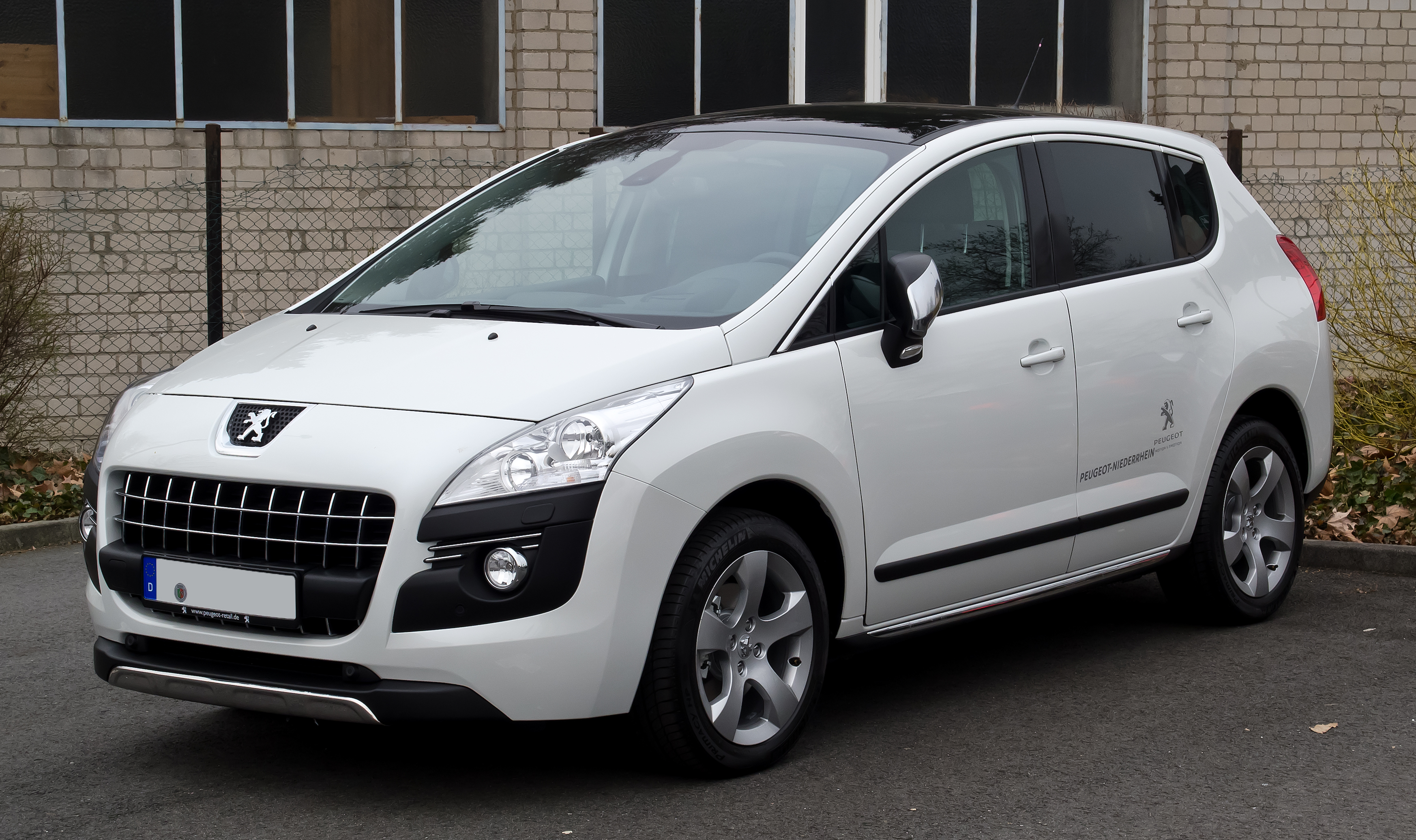
Peugeot 3008 I.
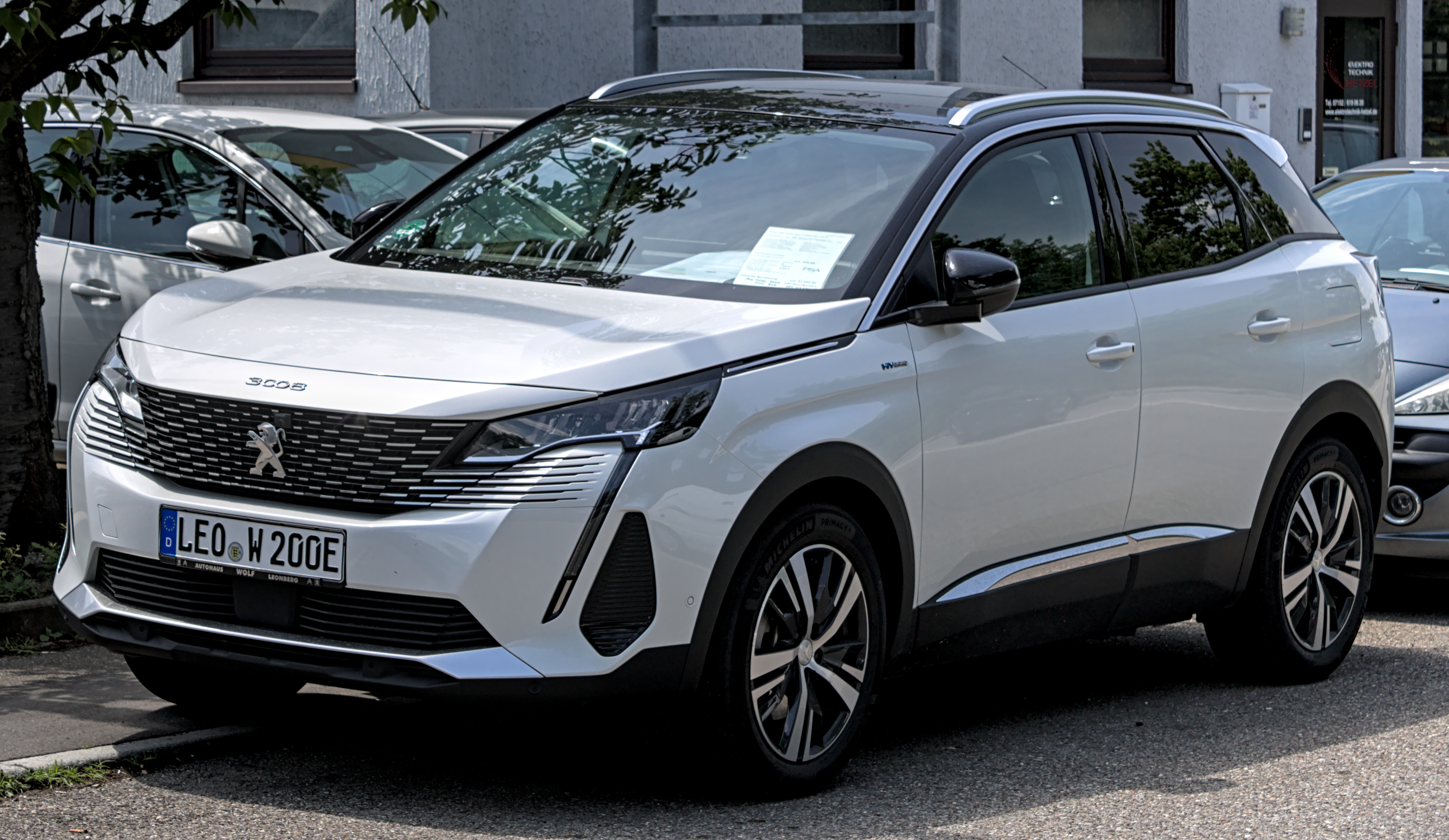
Peugeot 3008 II.
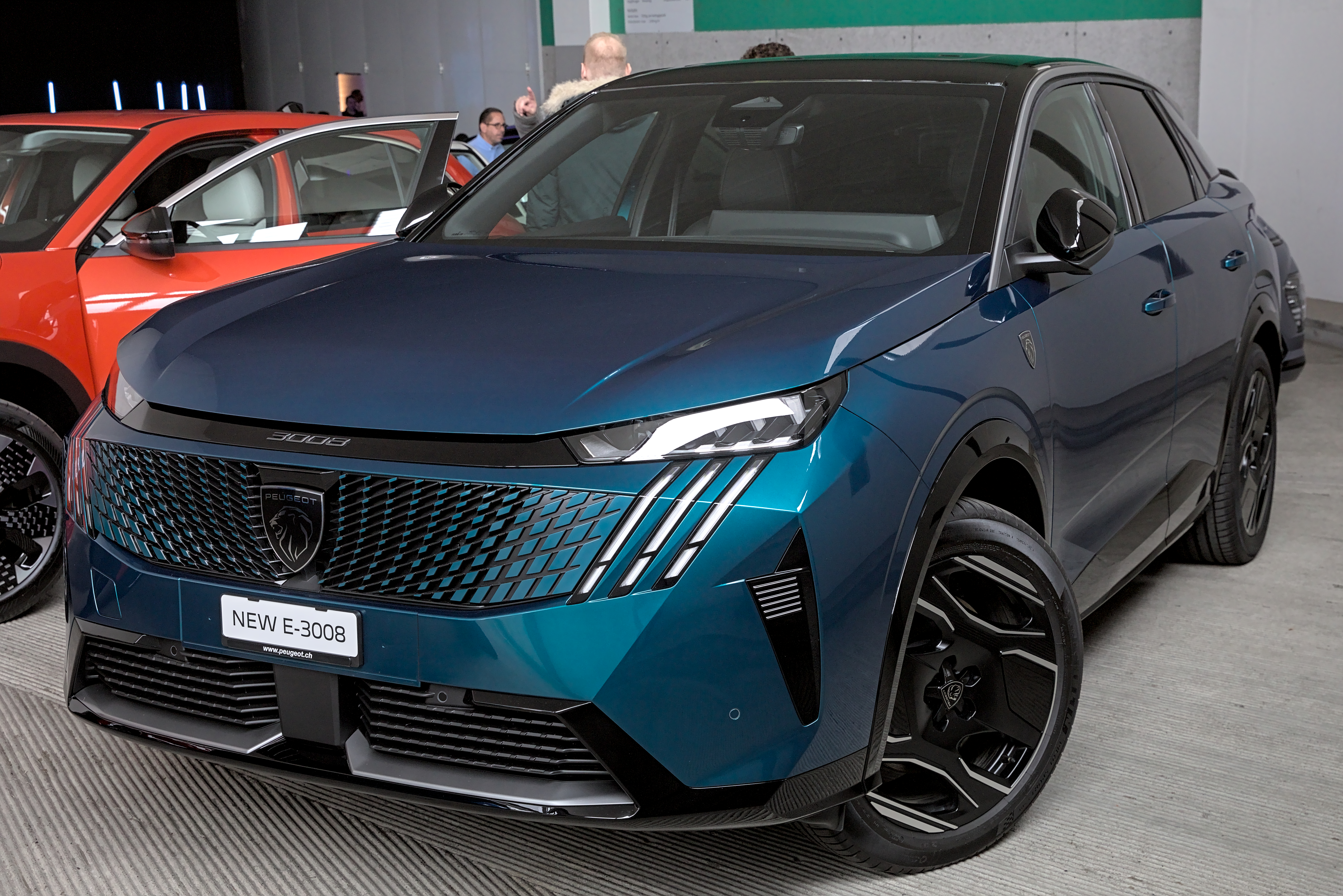
Peugeot 3008 III.

### Série 4000: SUV et 4x4
- 4007 (2007 - 2012), premier SUV de la marque. Il est conçu en partenariat avec Mitsubishi et est jumeau du Citroën C-Crosser. Produit au Japon, il est vendu avec une motorisation Diesel maison, le 2,2 litres HDI de 156 ch (160 ch pour le Citroën).
- 4008 I (2012 - 2016), conçu sur la base du Mitsubishi ASX et jumeau du Citroën C4 Aircross, produit au Japon.
- 4008 II (depuis 2016), version allongée du 3008 II, produit et vendu en Chine.

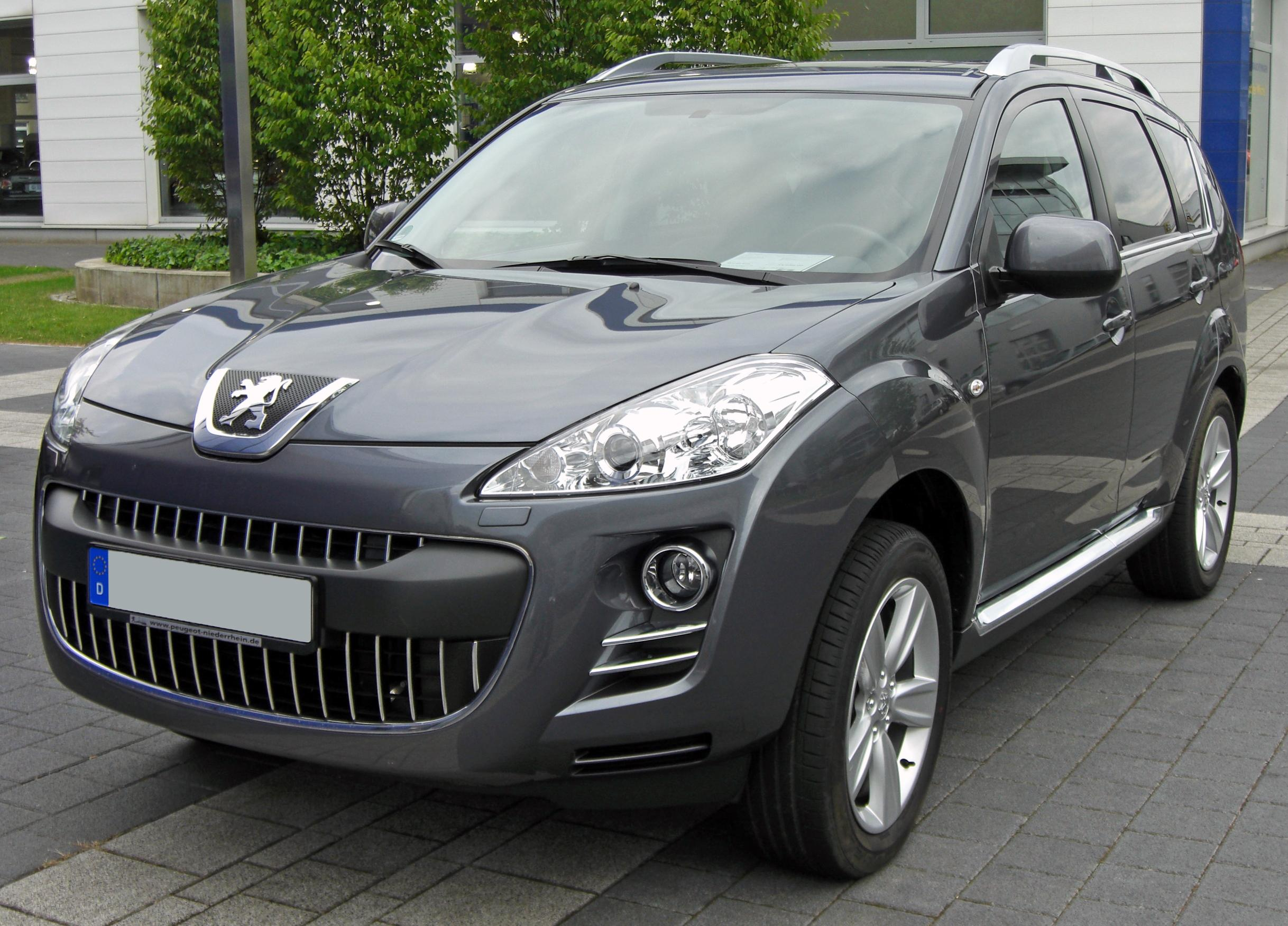
Peugeot 4007.
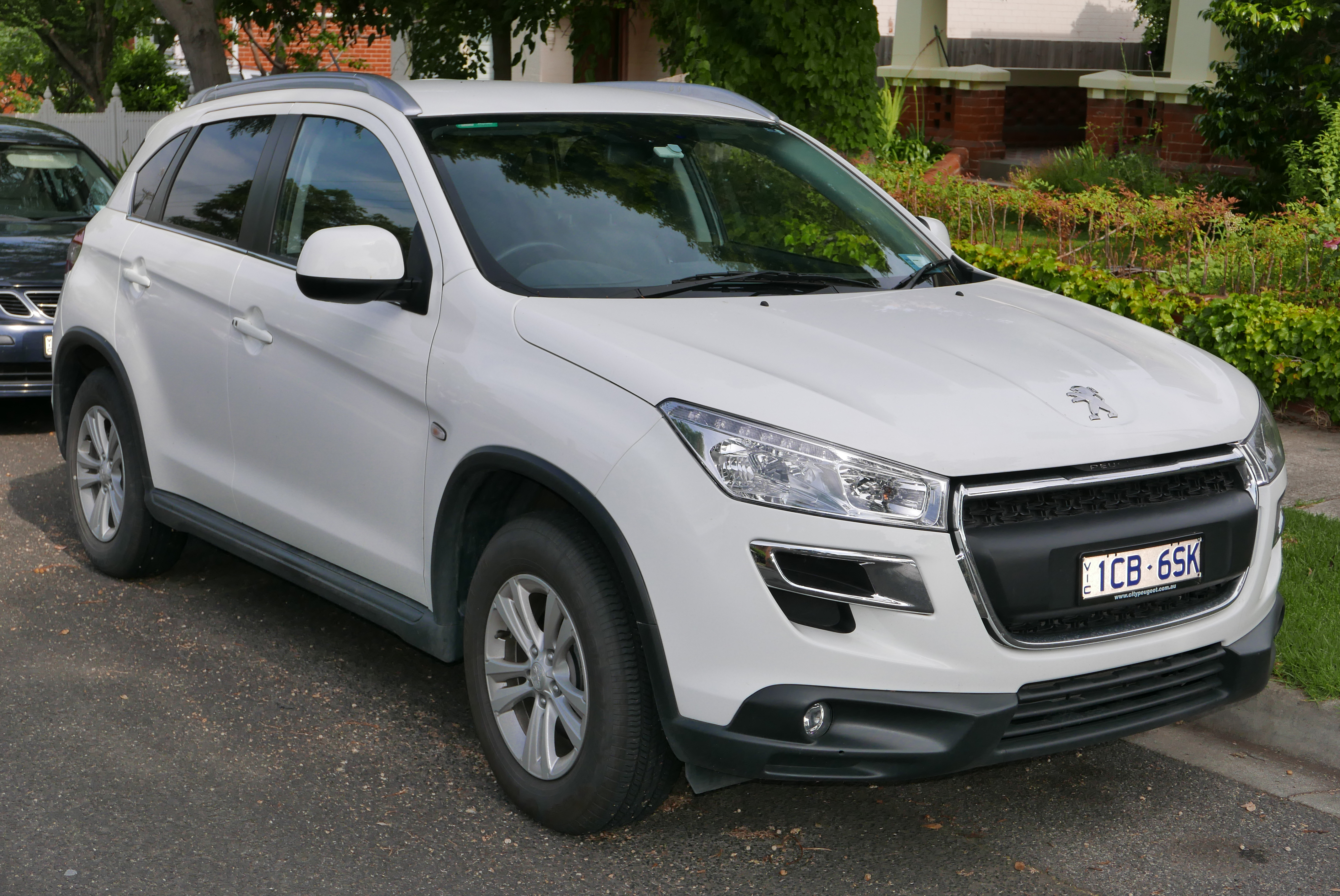
Peugeot 4008 I.
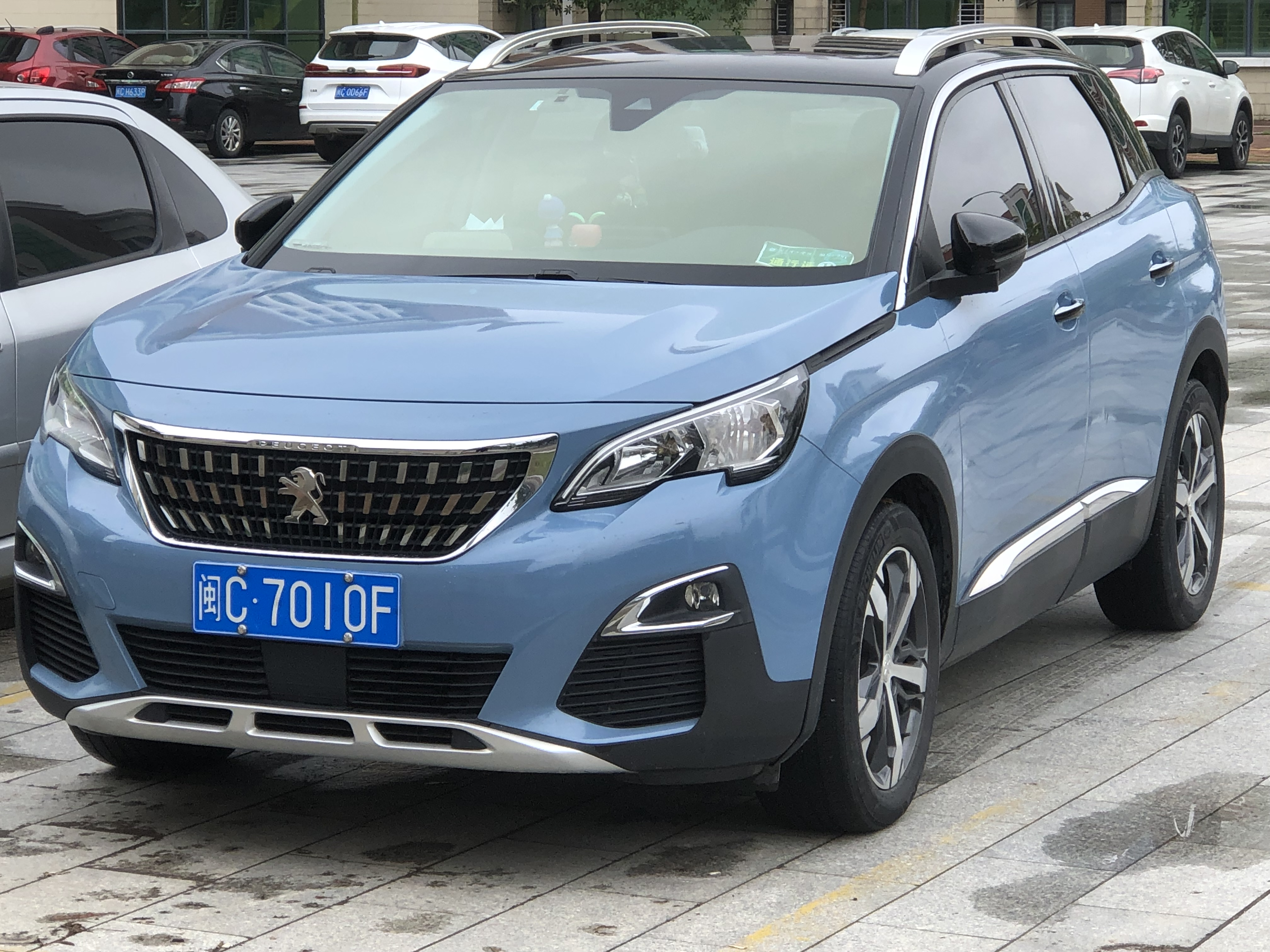
Peugeot 4008 II.

### Série 5000: monospace compact puis SUV
- 5008 I (2009 - 2017), monospace de 5 ou 7 places.
- 5008 II (2017 - 2024), SUV familial de 5 ou 7 places.
- 5008 III (à partir de 2024), SUV familial de 5 ou 7 places.

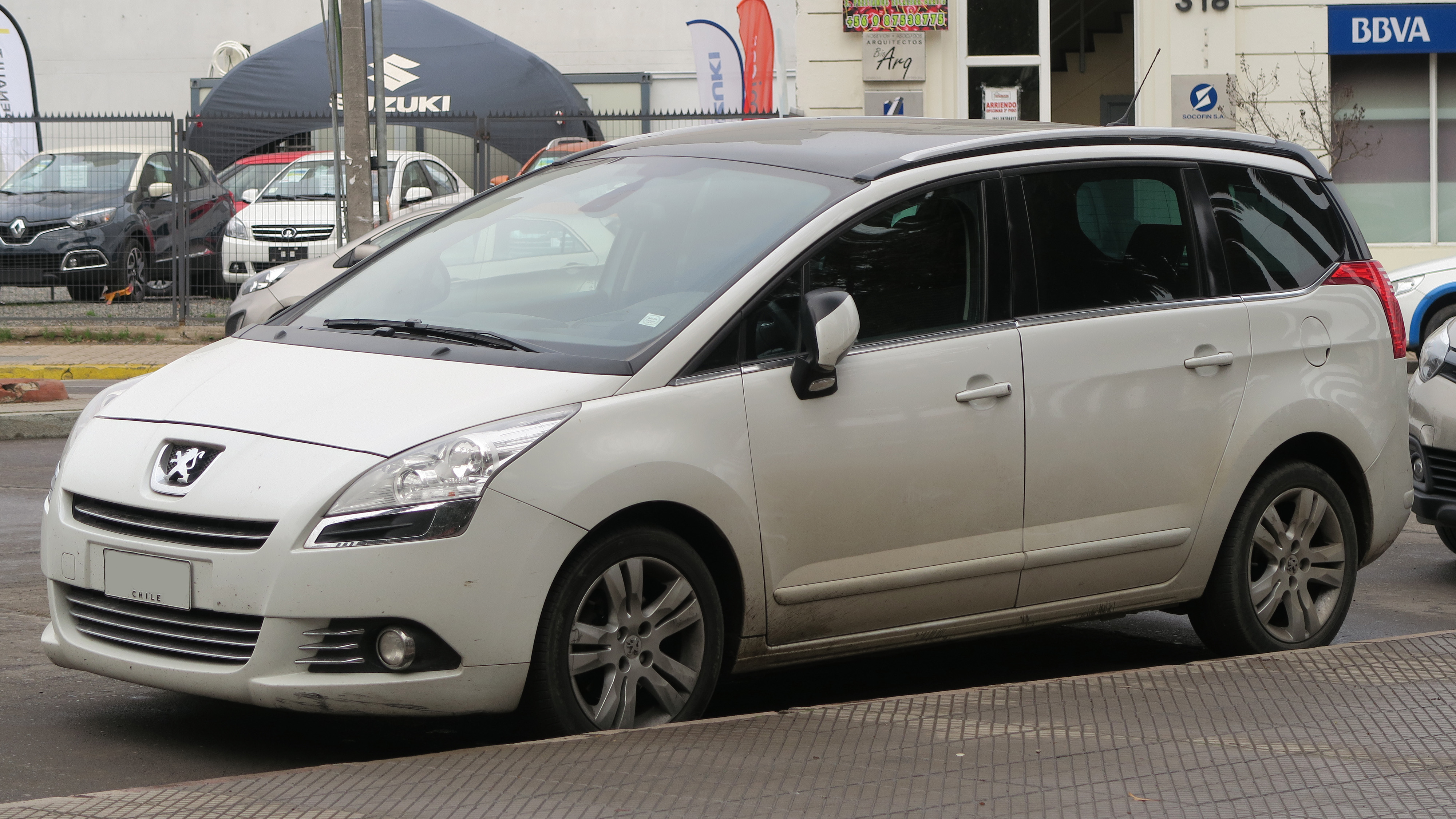
Peugeot 5008 I.
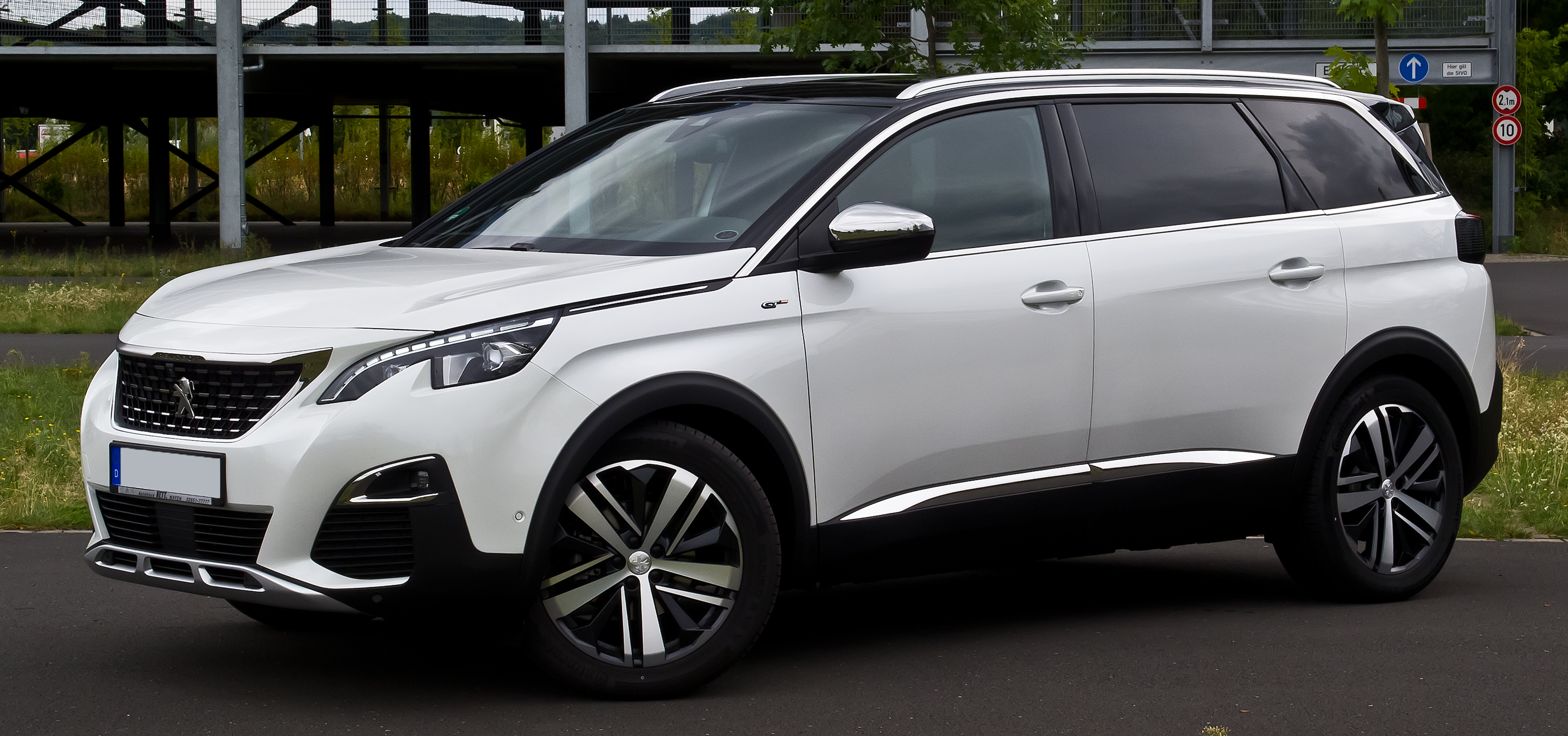
Peugeot 5008 II.
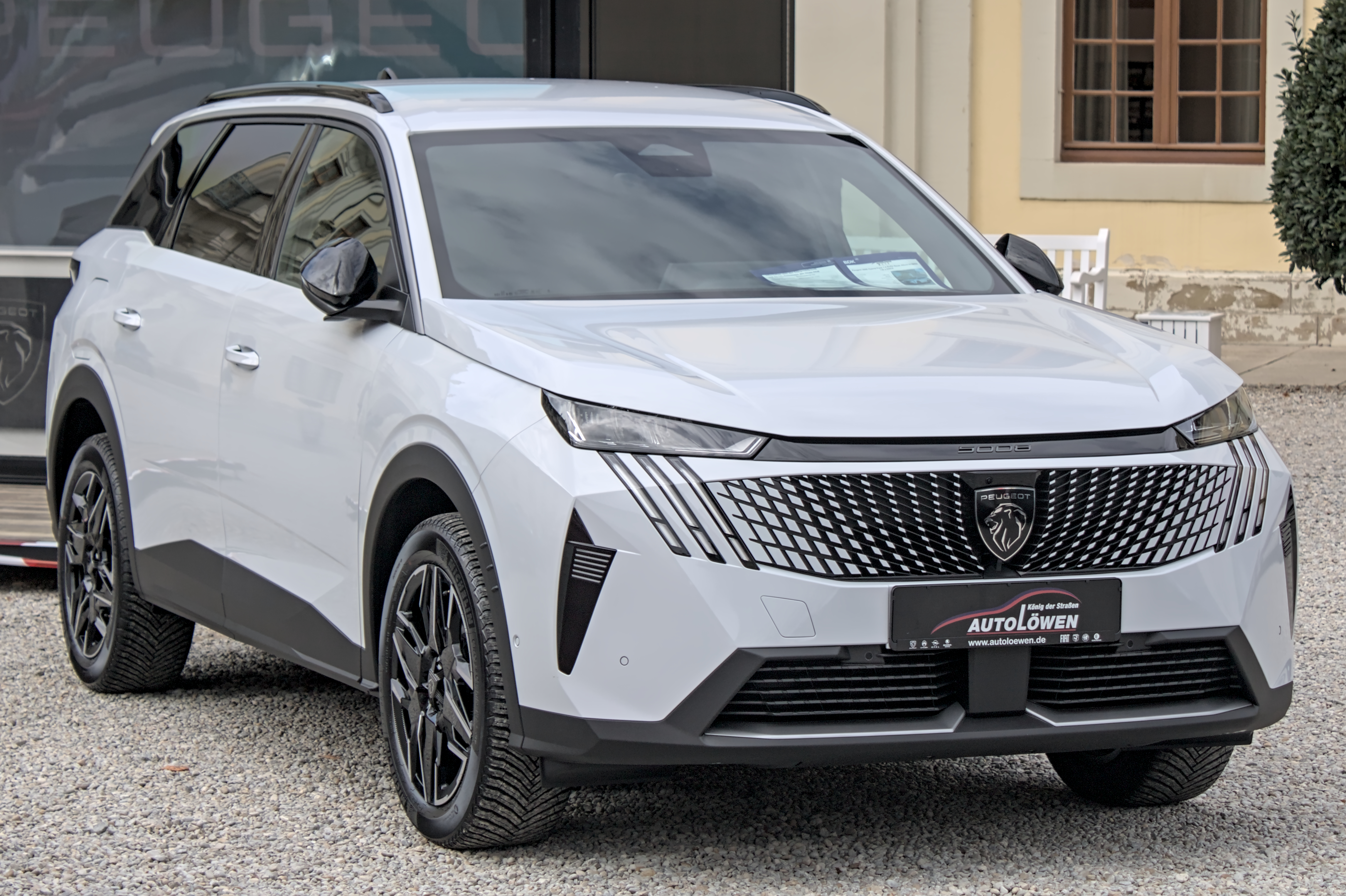
Peugeot 5008 III.

### Série non numérique
- VLV (1941 - 1945), petite décapotable électrique.
- RCZ (2010 - 2015), coupé sportif sur une base de 308 I.
- iOn (2010 - 2020), petite citadine électrique, clone des Mitsubishi i-MiEV et Citroën C-Zero.

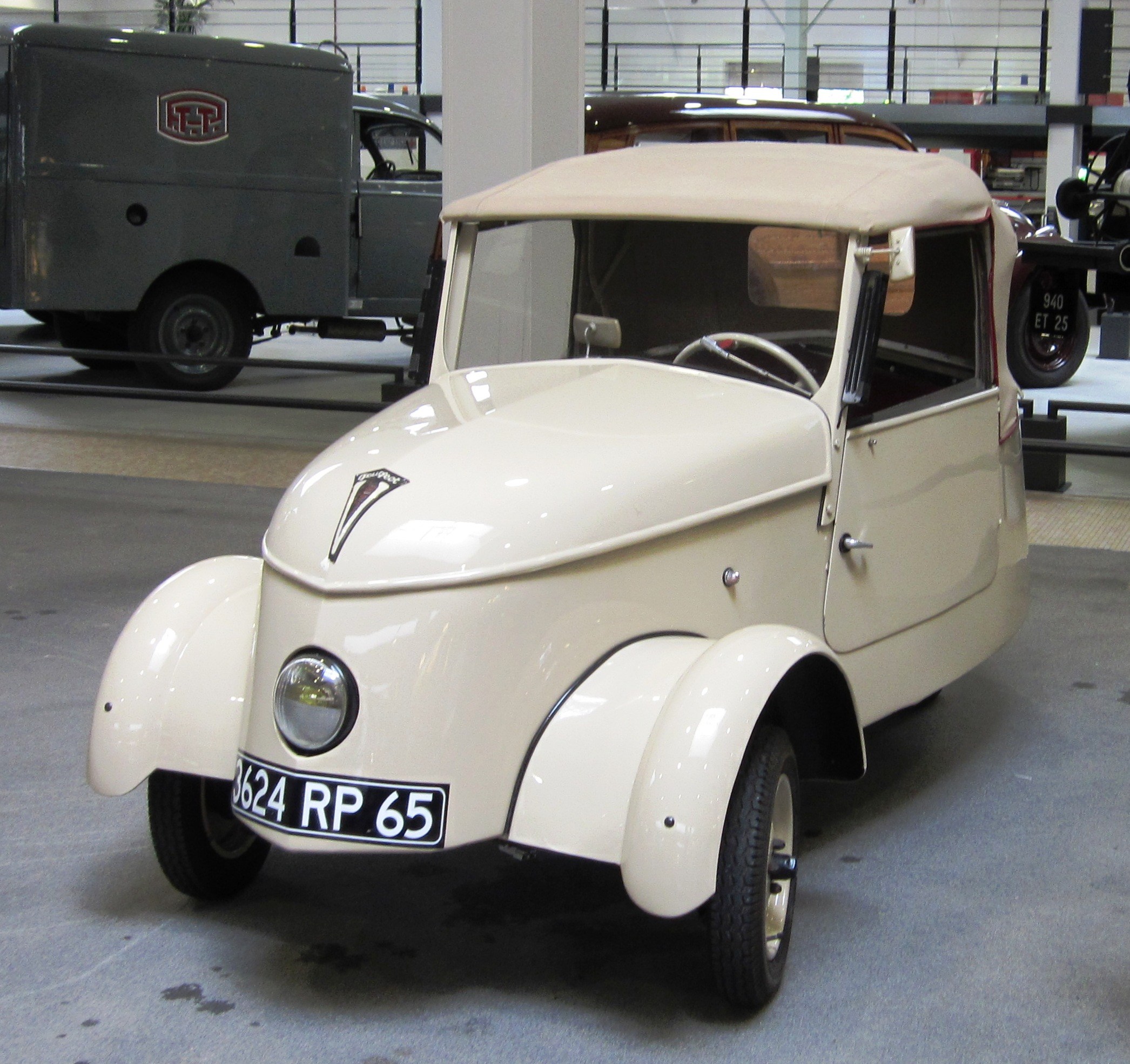
Peugeot VLV.
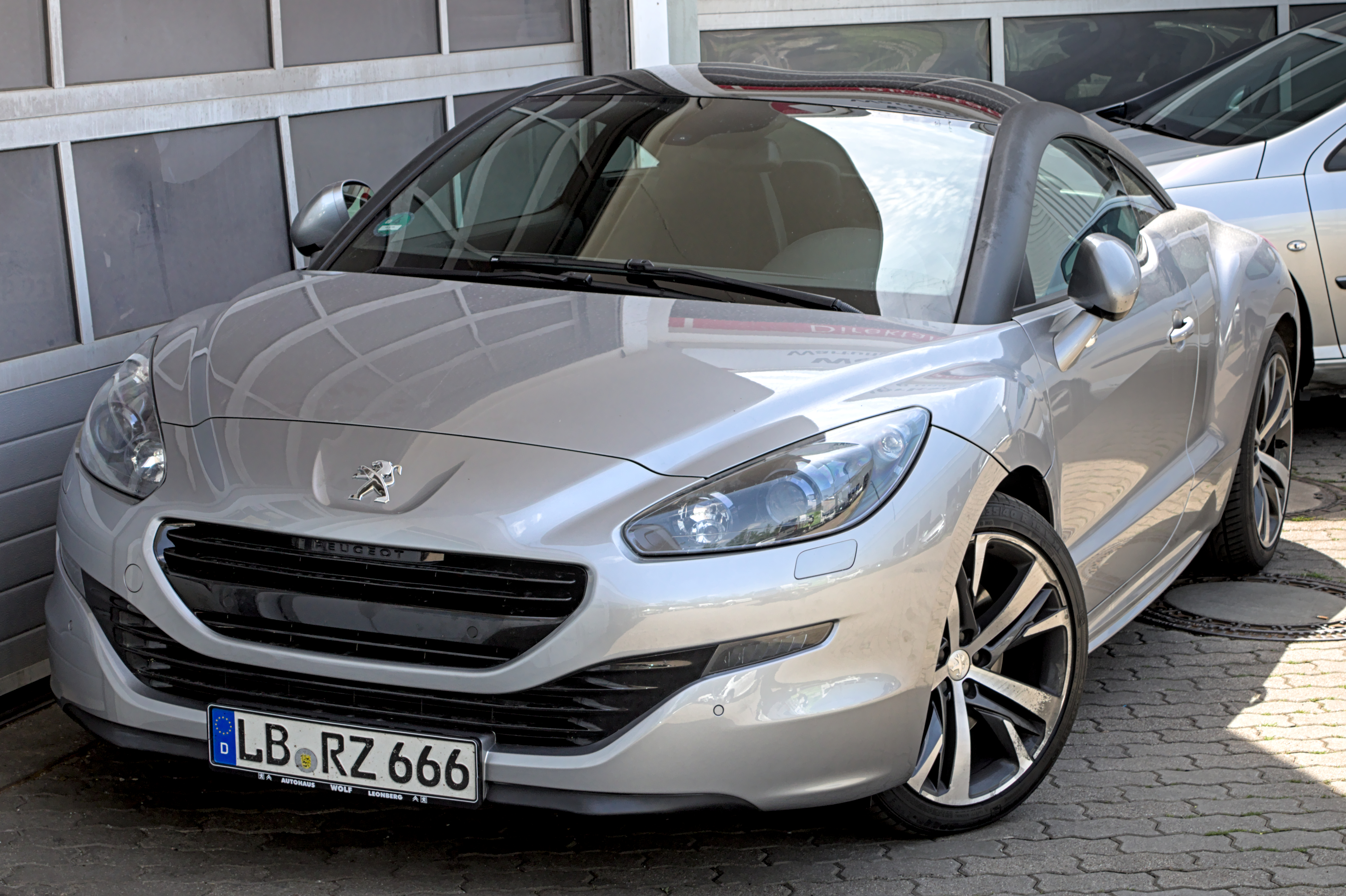
Peugeot RCZ.
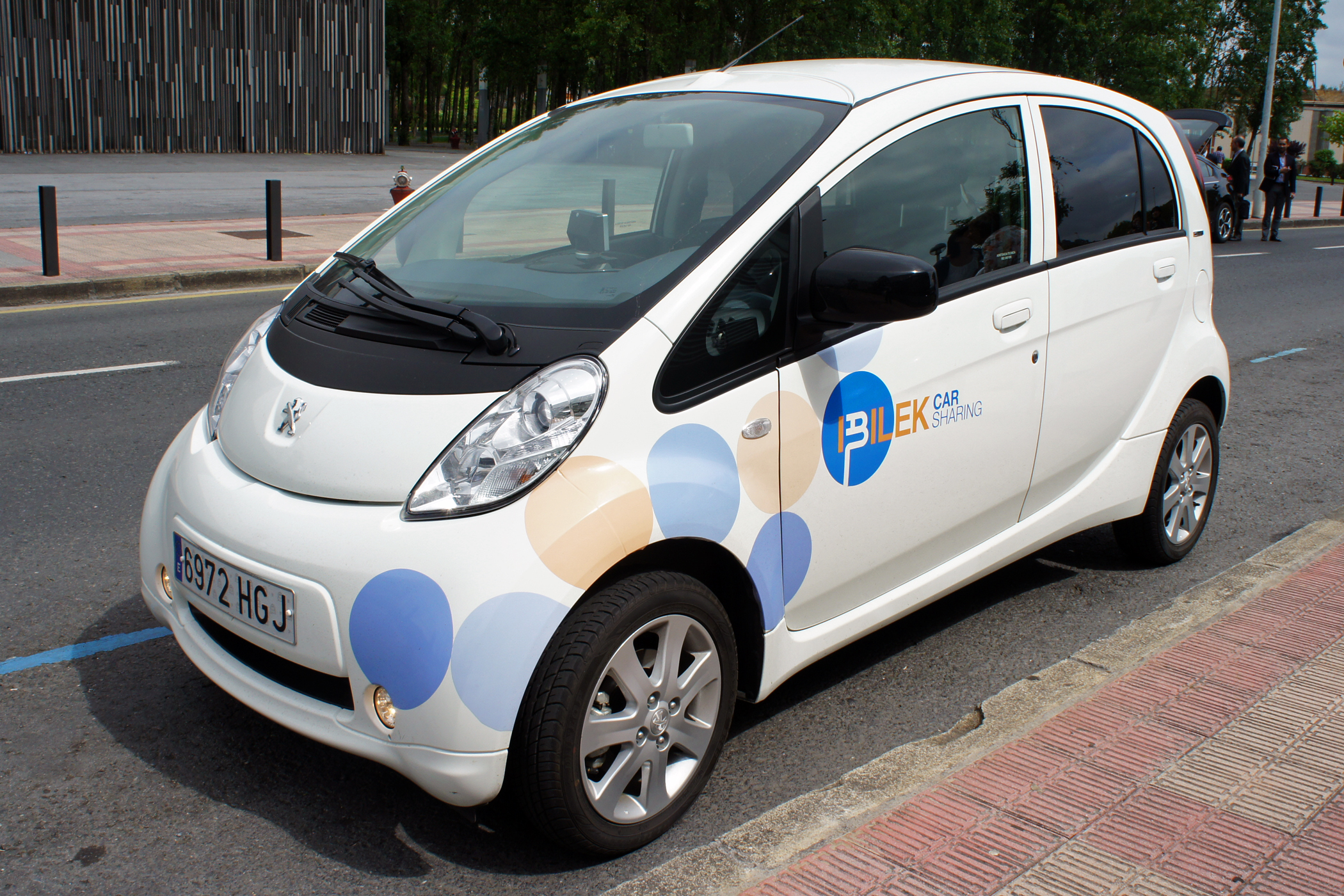
Peugeot iOn.

### Pick-up
- Peugeot 203 pick-up
- Peugeot 403 pick-up
- 404 pick-up (1967-1988)

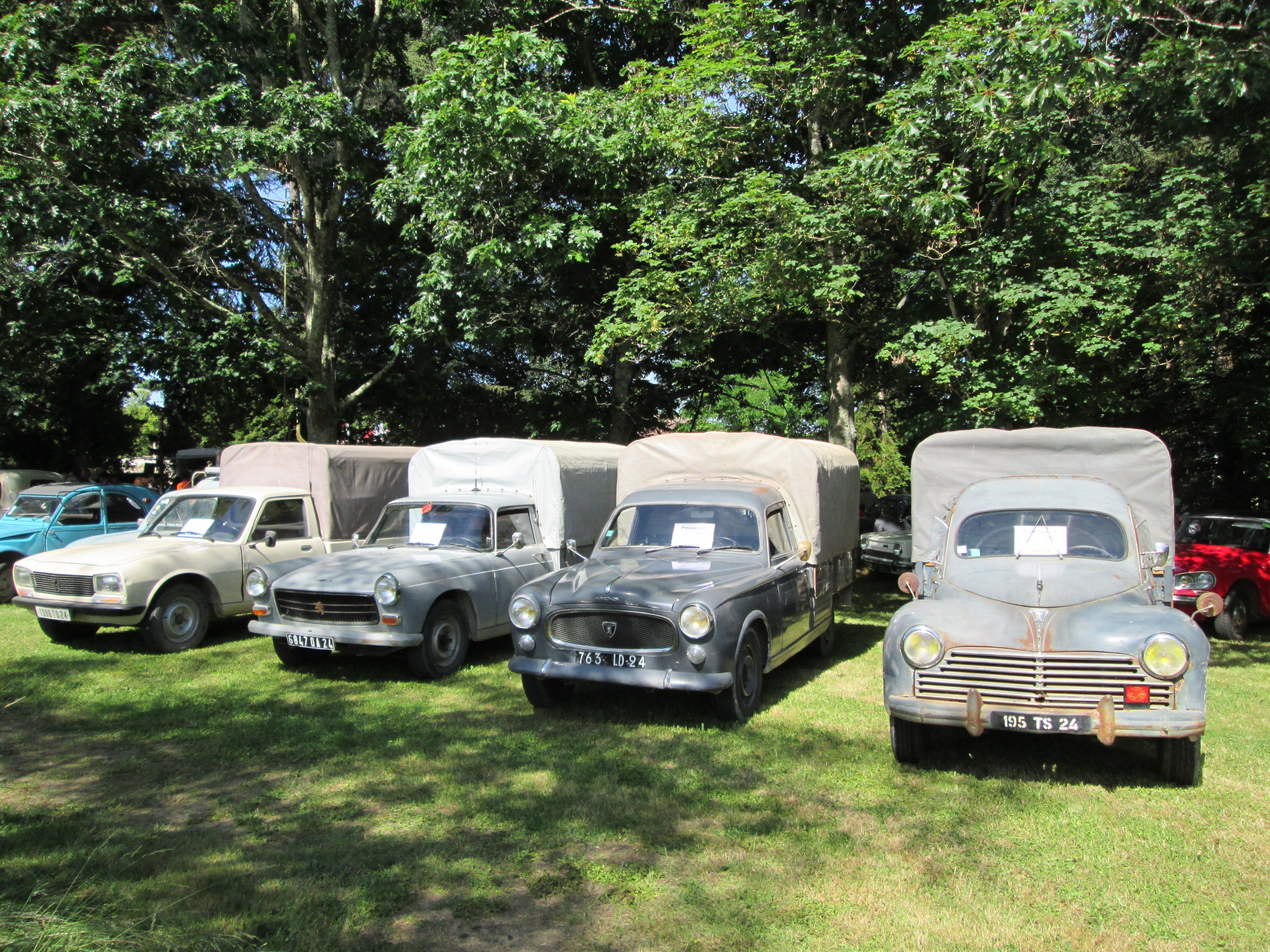
504, 404, 403 et 203 pick-up à Mussidan.

- 504 pick-up (1980-2005) : pick-up dérivé de la 504.
- Hoggar (2010 - 2014), pick-up basé sur la 206+ SW et vendu au Brésil.
- Pick Up (depuis 2017) : pick-up compact à double cabine commercialisé au Maghreb et dans l'ouest de l'Afrique subsaharienne.
- Landtrek (depuis 2020) : pick-up simple ou double cabine en Afrique subsaharienne et Amérique du Sud.

### Véhicules utilitaires légers
- DMA (1941 - 1946).
- Q3A (1948 - 1950).
- D3 (1950 - 1965).
- D4 (1950 - 1965).
- J7 (1965 - 1980).
- J9 (1981 - 1991).
- J5 (1981 - 1993) : utilitaire similaire au Citroën C 25, Talbot Express, Alfa Roméo AR6 et Fiat Ducato (ancien modèle).
- Expert (1995 - 2006) : utilitaire similaire au Citroën Jumpy et Fiat Scudo.
- Boxer (1994 - 2006) : utilitaires similaires au Citroën Jumper et Fiat Ducato.
- Partner (1997 - 2011) : utilitaire similaire au Citroën Berlingo.
- Bipper (2007 - 2016) : utilitaire similaire aux Fiat Qubo et Citroën Nemo.
- Expert II (2006 - 2016).
- Partner II (2008-2018).
- Traveller et Expert III (depuis 2016) : utilitaire similaire aux Citroën SpaceTourer, Jumpy III et Toyota ProAce II.
- Rifter (depuis 2018) : ludospace similaire aux Citroën Berlingo III et Opel Combo D.

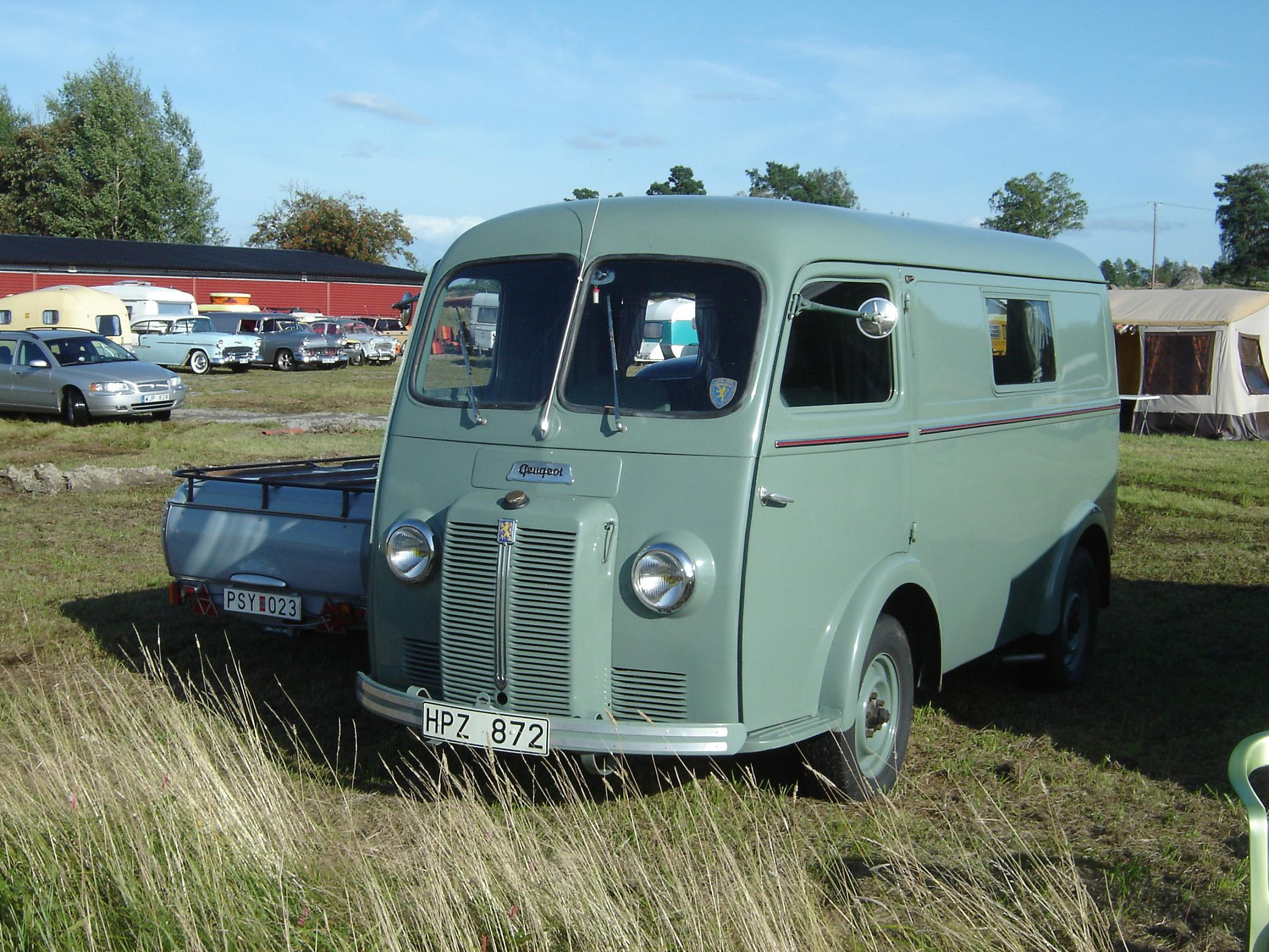
Peugeot D3.
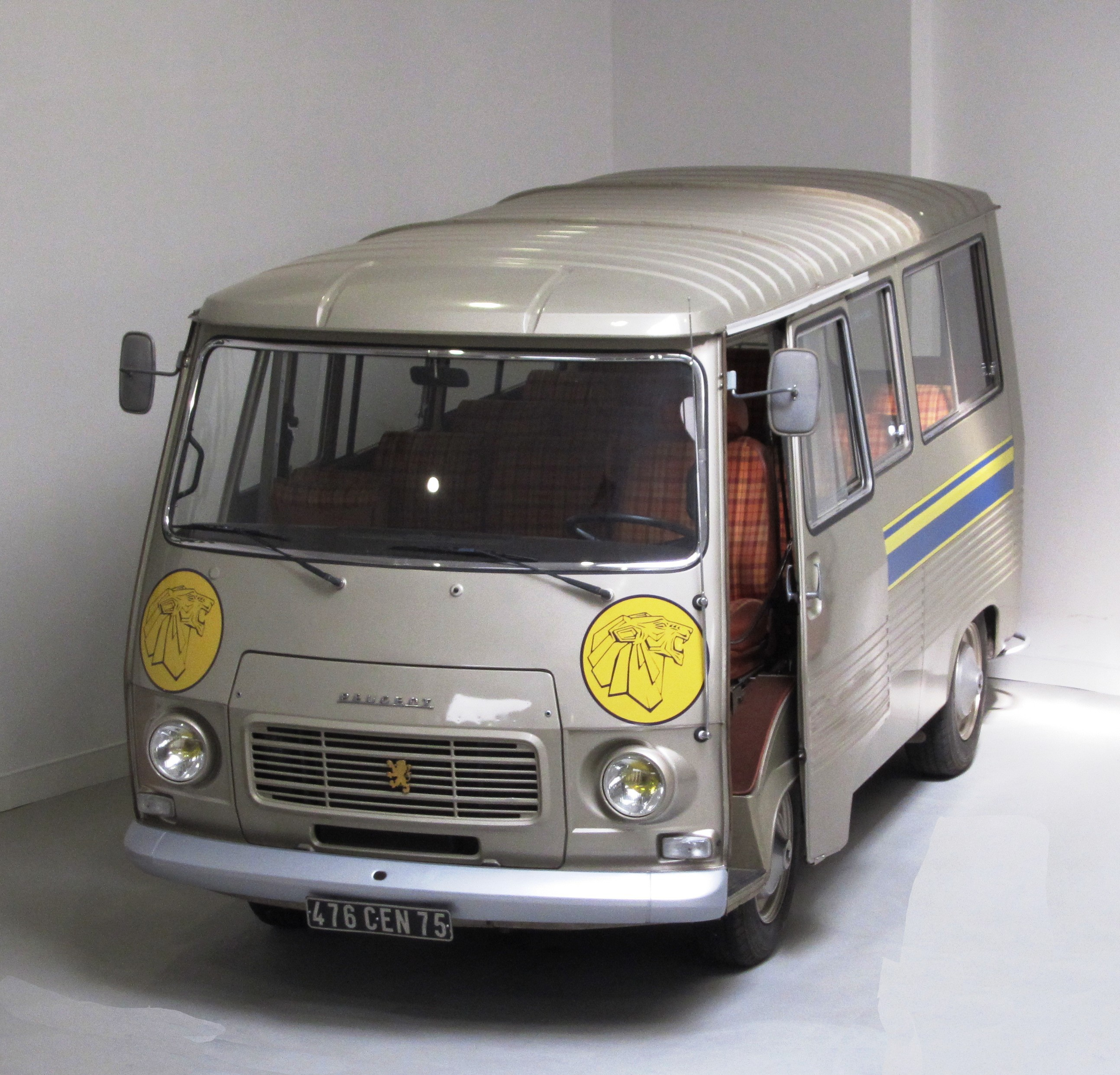
Peugeot J7, musée de l'Aventure Peugeot.
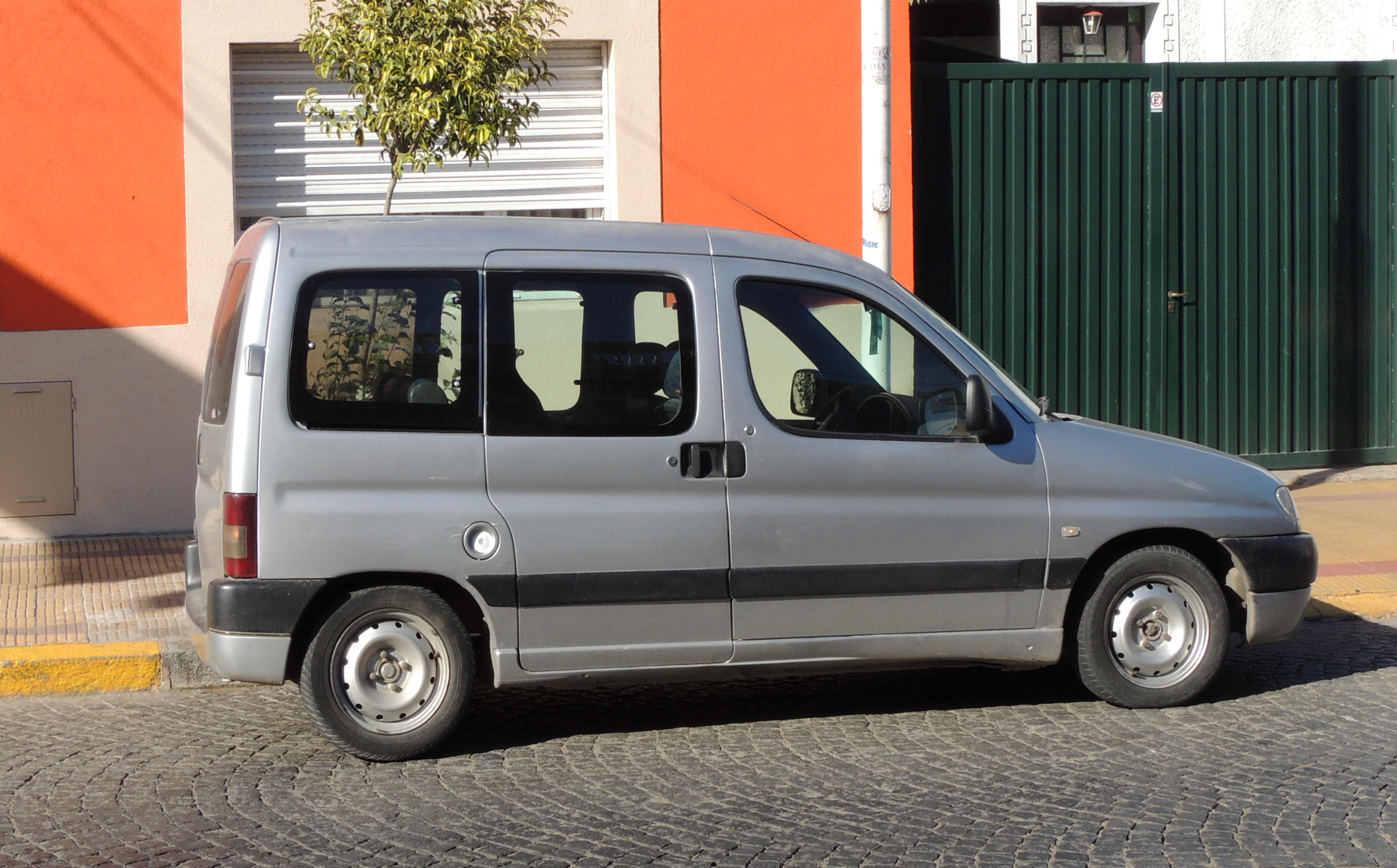
Peugeot Partner I.

### Véhicules militaires
- P4 : 4×4 militaire sur une base du Mercedes-Benz Classe G.

### Concept cars

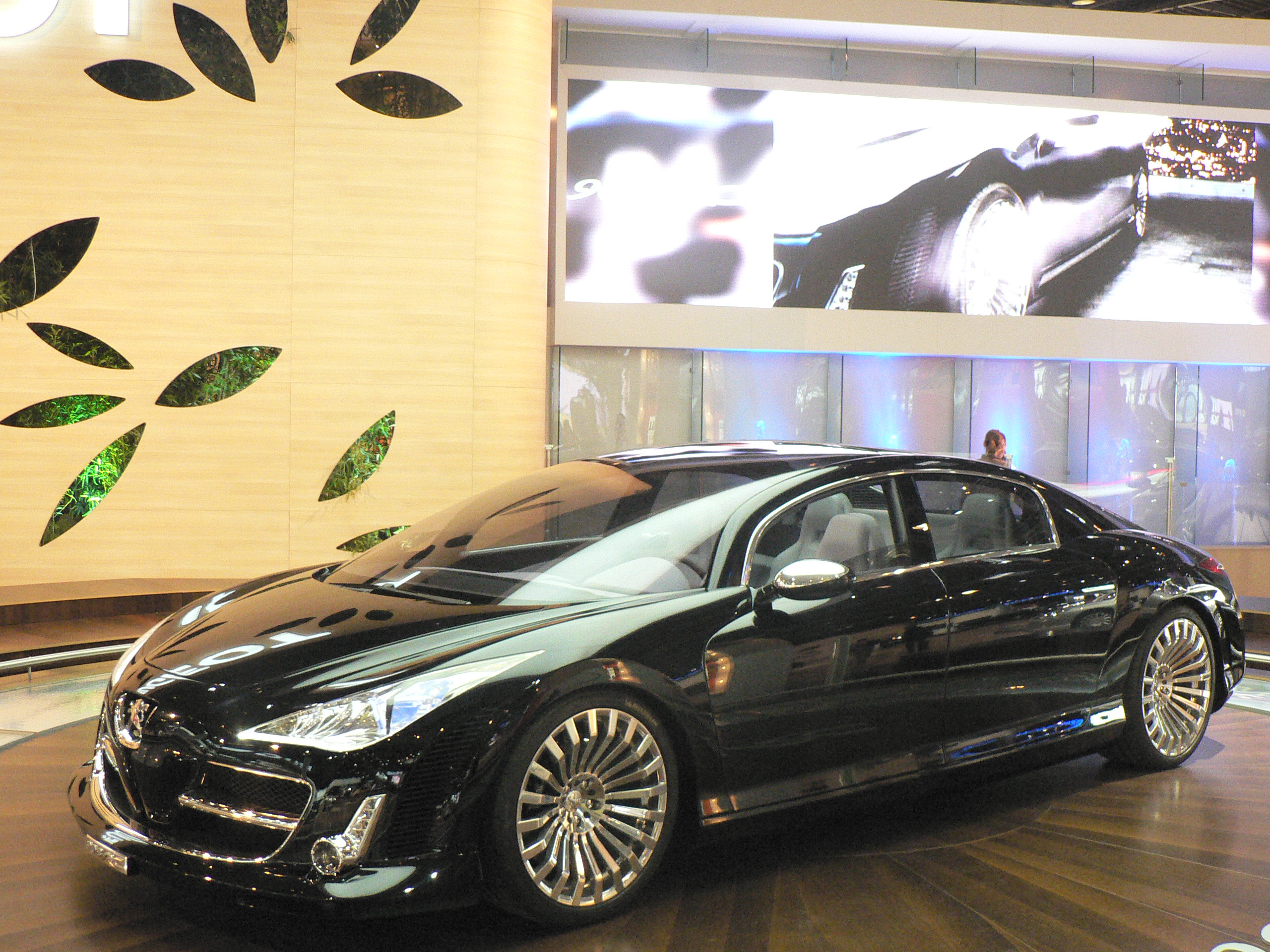
Peugeot 908 RC, 2006.

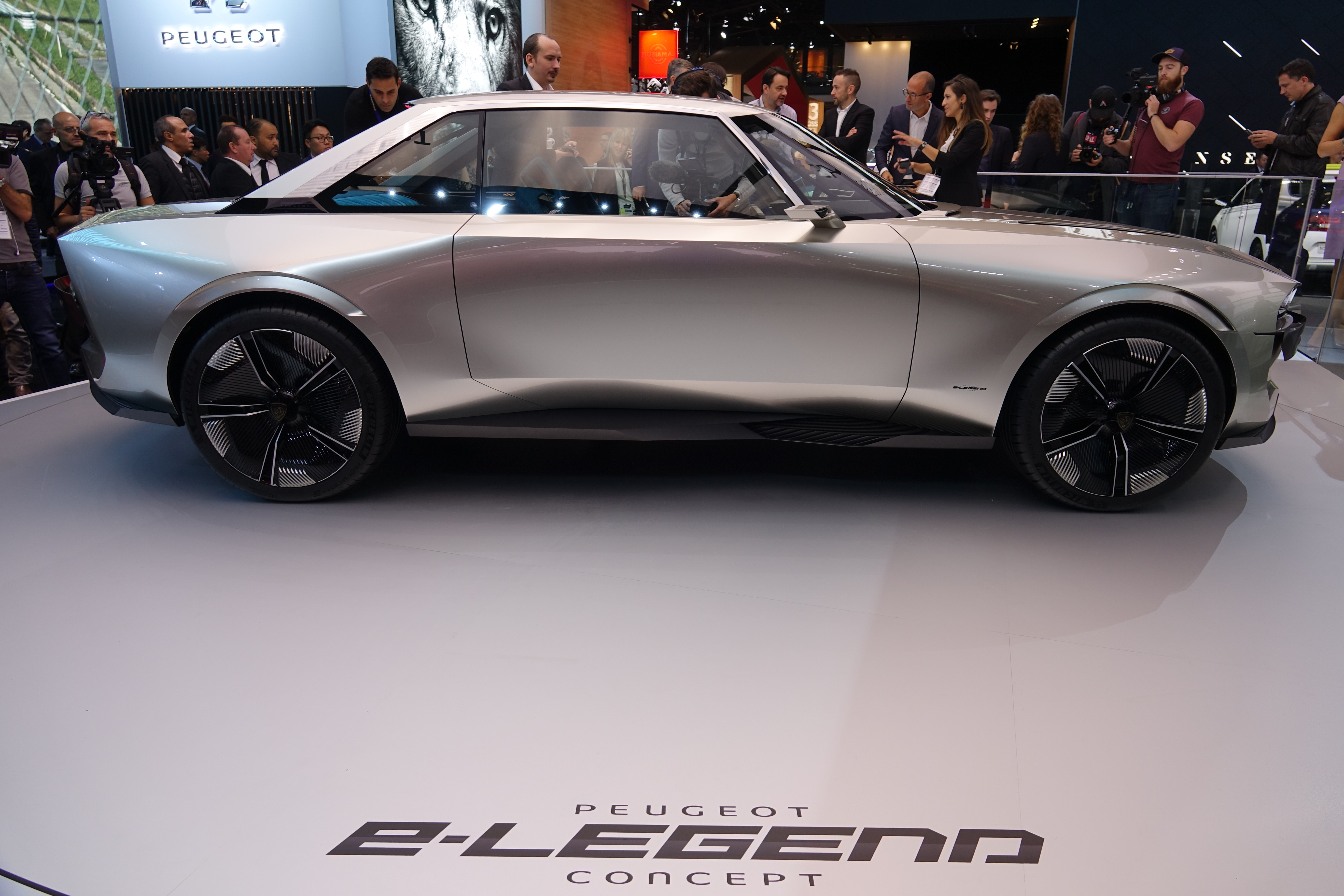
Peugeot e-Legend concept, 2018.

Les concept cars de Peugeot sont de trois types :
- certains sont des showcars, annonçant très précisément un nouveau modèle à quelques mois de sa sortie ;
- certains sont des prototypes, généralement dérivés de modèles existants, destinés à tester de nouvelles technologies en grandeur réelle ;
- d'autres enfin sont des études de style sans avenir en série, mais où la marque affine ses codes et les teste auprès du grand public.

#### Showcars d'annonce
- Prométhée (2000) : concept annonçant la 307, dévoilé au Mondial de Paris.
- Sésame (2002) : concept annonçant la 1007, dévoilé au Mondial de Paris.
- 407 Elixir (2003) : concept annonçant la 407, dévoilé au Salon de Francfort.
- Prologue (2008) : concept annonçant la 3008, dévoilé au Mondial de Paris.
- 5 by Peugeot (2010) : concept annonçant la 508, dévoilé au Salon de Genève.
- Urban Crossover Concept (2012) : concept annonçant la 2008, dévoilé au Salon de Pékin.

#### Prototypes dérivés
- 402 N4X (1936) : prototype aérodynamique.
- Taxi H4 (1972) : sur une base de Peugeot 104, réalisé par Heuliez.
- Peugette (1976) : sur une base de Peugeot 104.
- Vera (1981) : sur une base de Peugeot 305.
- Vera Plus (1985) : sur une base Peugeot 309.
- 406 Toscana (1996) : cabriolet.
- 806 Runabout (1997) : pick-up.
- 20 Cœur (1998) : coupé-cabriolet 206.
- 206 Escapade (1998) : break 3 portes 206.
- 306 HDi break de chasse (1999) : break 3 portes 306.
- 607 Féline (2000) : roadster sportif haut de gamme intégrant des éléments de 607.
- 607 Paladine (2000) : limousine sur une base de 607.
- 307 Caméléo (2001) : pick-up sur une base de 307.
- Traveller i-Lab Concept (2016) : dévoilé au salon de Genève 2016.
- Rifter 4x4 Concept : dévoilé au salon de Genève 2018.

#### Études de style
- Quasar (1984) et Proxima (1986) : deux concept-cars futuristes non roulants
- Oxia (1988) : prototype de coupé « Grand Tourisme Haute Performance », équipée d’un moteur 6 cylindres 24 soupapes de 680 ch à 8 200 tr/min, exploitée par quatre roues motrices et directrices.
- i0n (1994) et Tulip (1996) : concepts de voitures électriques
- Asphalte (1996) : voiture biplace de course dont la particularité est son unique roue arrière.
- Touareg (1996) : véhicule tout-terrain de loisir, à propulsion électrique.
- Nautilus (1997) : concept car de luxe présenté dans la concession Peugeot des Champs-Élysées à Paris.
- Crisalys (1998) : aussi appelé Orienlys, étude de style réalisée par Sbarro.
- City Toyz (2000) : série de quatre concepts de voitures urbaines, e-doll, Kart up, Bobslid et Vroomster.
- Moonster (2000), concept car réalisé à partir du dessin gagnant d'un concours de design.
- RC (2002) : deux coupés nommés « Pique » et « Carreau ».
- H2O (2002), véhicule de pompiers fonctionnant avec une pile à hydrogène.
- Buggy Hoggar (2003) : concept de tout-terrain dont le nom a été repris en 2010 pour un pick-up sur une base 206+ au Brésil.
- 4002 (2003) : présenté au salon de l'automobile de Francfort 2003, deuxième édition du Concours de Design Peugeot, avec des clins d’œil à la calandre de la 402.
- Quark (2004) : concept muni d'une pile à combustible.
- 20Cup (2005) : « barquettes » sportives à trois roues.
- Moovie (2005) : troisième édition du Concours de Design Peugeot.
- 908 RC (2006) : concept présenté au Mondial de l'automobile de Paris 2006 étrennant le moteur Diesel V12 de la 908 HDi FAP.
- Flux (2007), qui remporte le 4e « concours de design Peugeot ».
- RC Concept (2008) : concept car hybride présenté au Mondial de l'automobile de Paris en 2008.
- RD Concept (2009) : concept car doté d'un ingénieux système d'articulations visant à parfaire la tenue de route.
- BB1 (2009) : citadine 4 places électrique.
- SR1 (2010) : concept car de roadster[92].
- EX1 (2010) : véhicule de record propulsé par moteur électrique.
- HR1 (2010) : concept de petit crossover à l'ouverture des portes originale, dévoilé au mondial de l'automobile de Paris 2010.
- SXC (2011) : crossover de taille supérieure au HR1.
- HX1 (2011) : dévoilé au salon de Francfort 2011.
- Onyx (2012) : concept de voiture de sport dévoilé au mondial de l'automobile de Paris 2012.
- Exalt (2014) : concept de coupé 4 portes dévoilé au salon de Pékin 2014.
- Quartz (2014) : concept de SUV dévoilé au mondial de l'automobile de Paris 2014, préfigurant le 3008 II.
- Fractal (2015) : dévoilé au salon de Francfort 2015.
- L500 R HYbrid (2016) : concept de voiture de course futuriste, en hommage à la Peugeot L45.
- Instinct (2017) : concept de break de chasse dévoilé au salon de Genève 2017, préfigurant, dans les grandes lignes, la 508 II.
- e-Legend (2018) : concept de coupé dévoilé au Mondial Paris Motor Show 2018, hommage à la Peugeot 504 Coupé qui fête ses 50 ans.
- Inception (2023) : concept car électrique présenté au Consumer Electronics Show de Las Vegas le 5 janvier 2023[93].

### Musée Peugeot
En 1988, le musée de l'Aventure Peugeot est fondé par la famille Peugeot sur son site industriel historique de l'usine de Sochaux en Franche-Comté. Il accueille plus de 100 000 visiteurs par an, et possède 450 véhicules, dont une centaine d'exposés, 300 cycles et motocycles, dont une cinquantaine d'exposés, 3 000 objets estampillés de la marque, le tout sur 45 000 m2 d'exposition dont 10 000 m2 ouverts au public et plus de 5 km d'archives.

## Récompenses

### Voiture de l'année en Europe
- 1969 – Peugeot 504
- 1988 – Peugeot 405
- 2002 – Peugeot 307
- 2014 – Peugeot 308 II
- 2017 – Peugeot 3008 II
- 2020 – Peugeot 208 II

Plusieurs autres véhicules Peugeot ont obtenu la deuxième ou la troisième place à ce concours.
- 1980 – Peugeot 505
- 1984 – Peugeot 205
- 1996 – Peugeot 406
- 1999 – Peugeot 206

### Voiture de l'année en Italie «Auto Europa»
- 2007 – Peugeot 207
- 2010 – Peugeot 3008 I
- 2013 – Peugeot 208
- 2014 – Peugeot 2008 I
- 2015 – Peugeot 308 II

### Voiture de l'année en Espagne
- 1981 – Talbot Horizon
- 1985 – Peugeot 205
- 1999 – Peugeot 206
- 2002 – Peugeot 307
- 2005 – Peugeot 407
- 2006 – Peugeot 1007
- 2007 – Peugeot 207
- 2012 – Peugeot 508
- 2013 – Peugeot 208

### Voiture de l'année en Irlande
- 1997 – Peugeot 406
- 2010 – Peugeot 3008 I

### Taxi de l'année en France
- 2005-2006 – Peugeot 407 SW 2.0 HDi 16v
- 2007-2008 – Peugeot 407 SW 2.2 HDi 170
- 2010-2011 – Peugeot 5008 1.6 HDi 110
- 2014-2015 – Peugeot 308 SW 2.0 BlueHDi 150

## Autres activités
Si le nom de Peugeot est historiquement associé à la production de moulins ménagers (à café, à sel, à poivre ou à muscade), cette activité familiale est indépendante de l'activité automobile. De même, la production de motocyclettes sous la marque Peugeot appartient depuis 2019 au constructeur indien Mahindra & Mahindra, lequel dispose d'une licence d'utilisation de la marque pour 50 ans.

### Cycles Peugeot

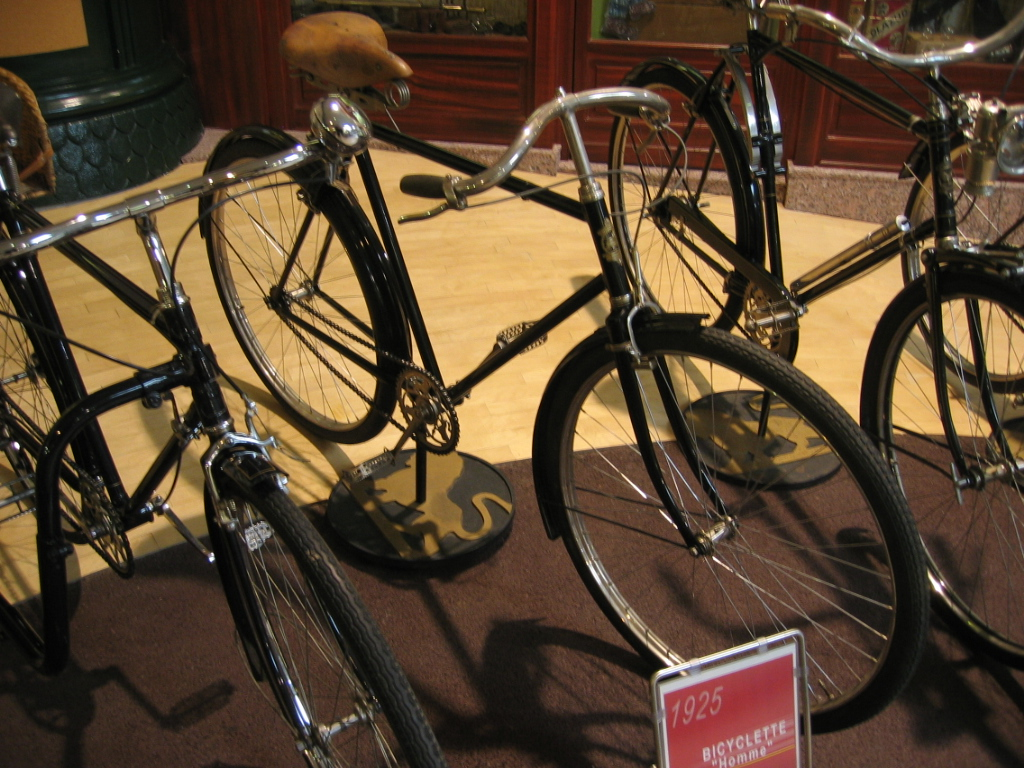
Bicyclette Peugeot de 1925.

Pionnier dans la fabrication en série de bicyclettes (production en 1882 du grand-bi « Le Français »), Peugeot restera jusqu'à la fin du XXe siècle un acteur majeur de la fabrication de cycles.
Collaborant avec les meilleurs équipementiers de son temps (dérailleurs Simplex, jantes Rigida, pédaliers Stronglight double-plateaux, freins Mafac-Racer à tirage central), Peugeot commercialise des bicyclettes de grande qualité et le magnifique Demi-Course type PL8 10-vitesses de 1976 à cadre en acier allégé de la marque au lion symbolise la qualité française et le rêve de tous les adolescents de cette époque.
Peugeot sera également l'un des sponsors majeurs des premiers champions cyclistes, et remportera ainsi neuf Tours de France, avant de se retirer finalement des pelotons en 1989, après cent ans de présence au plus haut niveau.

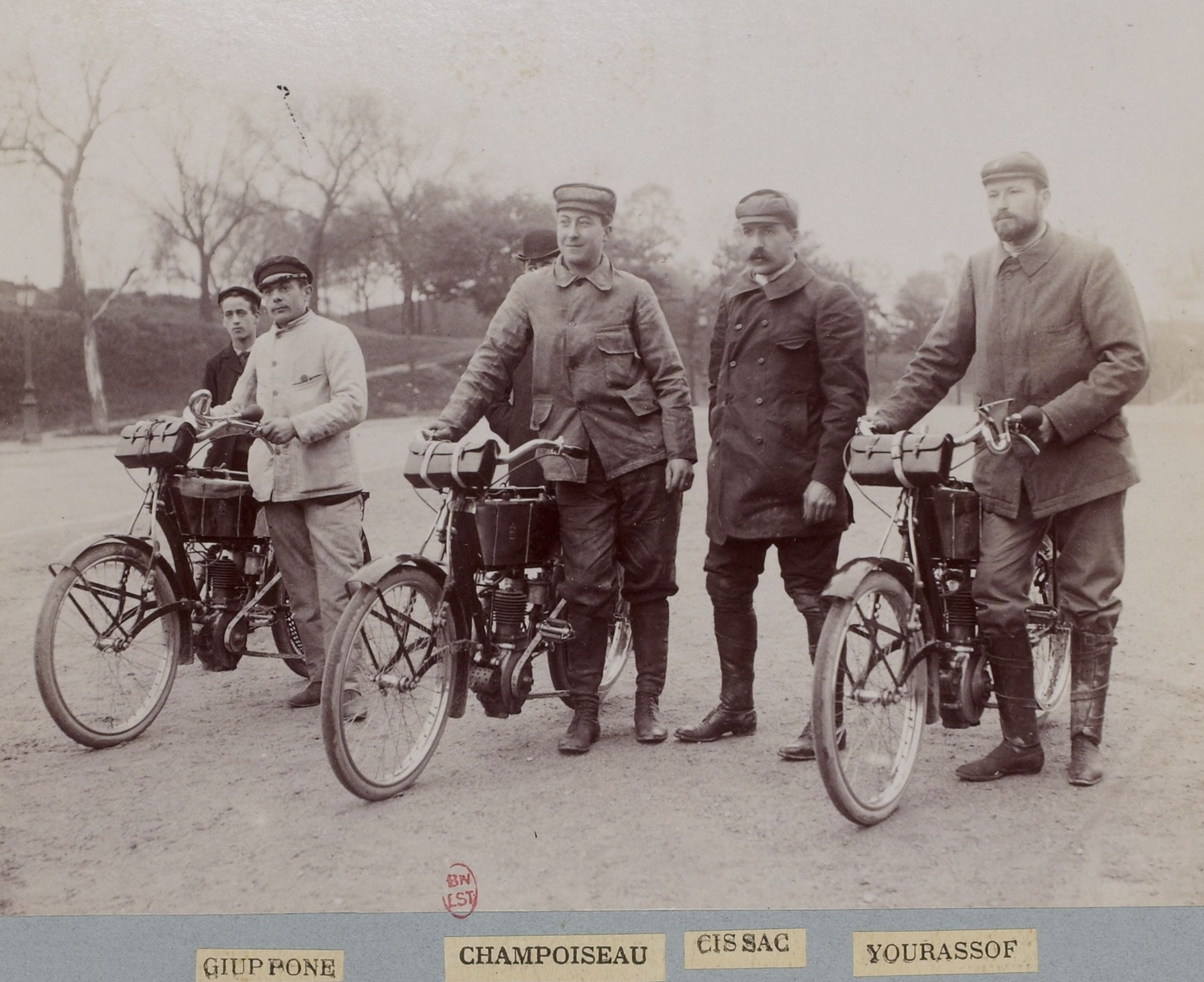
L'équipe Peugeot, au Tour de France Motocycliste 1905.

Peugeot a également produit des cycles sous des marques « secondaires » comme Griffon ou Aiglon (marque créée en 1902 par M. Debarelle à Argenteuil, et rachetée par Peugeot en 1922).